# Céramique chinoise
Vous lisez un « bon article » labellisé en 2008.

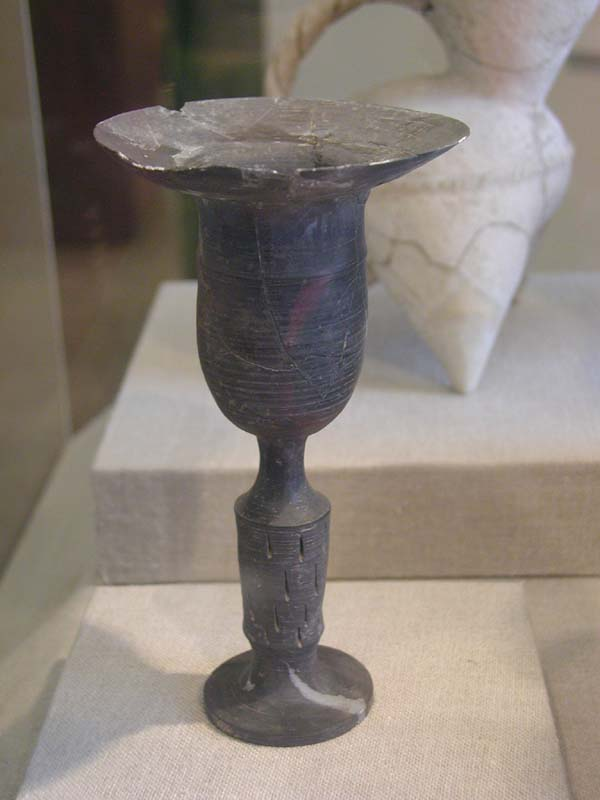
Coupe noire « coquille d'œuf » typique de la culture de Longshan, et vieille de près de 5000 ans. Terre cuite. Université de Pékin

La céramique chinoise, principalement connue pour la porcelaine que les Chinois ont inventée, est riche d'une longue tradition d'innovations techniques et stylistiques.
De fait, la poterie est un art d'une extrême ancienneté : vers 17000 - 16000 avant l'ère commune, en Chine comme au Japon, les premières poteries au monde apparaissent dans un contexte de chasseurs-collecteurs du Paléolithique final. La culture néolithique Yangshao (4500-3000 avant l'ère commune) a longtemps été considérée comme la première à fournir en grand nombre des poteries de qualité, mais depuis les dernières années du XXe siècle de nombreux sites à céramique de bonne qualité sont apparus partout en Chine, en particulier avec les cultures Cishan (au Hebei) et Peiligang (au Henan). À l'époque néolithique, après la culture Yangshao, puis la culture Majiayao, les productions de Longshan témoignent de l'utilisation d'un tour rapide, indispensable pour certaines pièces de prestige, afin d'atteindre la finesse d'une coquille d'œuf.
La céramique se développe encore, tant sur le plan des formes et des décors que sur le plan technique, sous les dynasties des Shang et des Zhou. Beaucoup de pièces notables proviennent du mobilier funéraire (mingqi) : armée enterrée de terre cuite de Qin Shi Huangdi ; représentations de bâtiments, de fermes et figurines humaines des Han ; danseuses et musiciennes, représentations humaines ou animales en grès aux « trois couleurs » des Tang, parfois de grande taille. Les potiers chinois améliorent, dès la seconde moitié du VIIIe siècle, un grès porcelaineux dont la couverte, à base d'oxyde de fer, prend des teintes subtiles d'un vert plus ou moins clair, ou même mastic. Ces grès porcelaineux à couverte verte prendront bien plus tard, chez les occidentaux le nom de céladon. Au VIIIe siècle, ce sont des "protocéladons", et, sous les Song (960 et 1279), de véritables céladons.
Sous les Cinq Dynasties (907– 979) apparaissent des céramiques Xing, quasi-porcelaines, ultimes expériences s'appuyant sur la richesse des gisements de kaolin, avant la mise au point, en Chine du Sud, de la porcelaine qui a fait la notoriété mondiale de la Chine. La production de porcelaine de style qingbai se met en place sous les Song du Sud (1127–1279). La confection des vases de porcelaine dits « bleu et blanc », qui apparait sous la dynastie mongole des Yuan (1279–1368), se développe pleinement sous les Ming (1368–1644), puis encore au début de la dynastie Qing, lors du règne de l'empereur Kangxi (1661–1722). Sous les Qing également, se développent les porcelaines de la « famille rose » et de la « famille verte », largement commercialisées en Occident.
Les céramiques et porcelaines chinoises ont eu une grande influence sur le développement des techniques et des styles en Corée, au Japon et en Europe.

## Techniques de fabrication des céramiques chinoises
Sous le terme général de « céramique » sont regroupés des objets qui diffèrent sensiblement les uns des autres par la composition de leur corps (terre cuite, grès, porcelaine), la façon dont ce corps est recouvert (glaçures, couverte, émaux), et la façon dont s'est opérée la cuisson (température, cuisson en oxydation ou en réduction, etc.).

### Matériaux employés

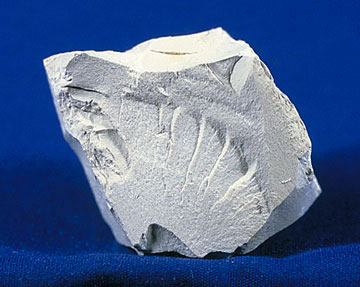
Kaolin, «les os de la porcelaine », selon les Chinois

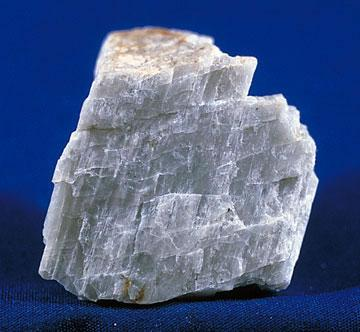
Feldspath : le petuntse, « la chair de la porcelaine », est une pierre feldspathique

Les céramiques chinoises font appel à plusieurs éléments mélangés en proportions variées. Ces éléments jouent chacun un rôle différent dans le résultat final.
Selon les éléments utilisés, sable, quartz, argile, kaolin, et selon les différents fondants, potasse, feldspath, etc., et selon leur degré de pureté, présence ou non d'oxyde de fer, de titane, etc., selon leurs proportions, et enfin, selon la température de cuisson, on dira que le corps des céramiques est formé de terre cuite, de grès, ou de porcelaine.
La terre cuite (陶, táo) était obtenue à partir d'argiles impures, auxquelles on ajoutait du sable et de la potasse ; la potasse, obtenue à partir de cendres, jouait le rôle d'un « fondant ».
Le grès (瓷, cí) est une céramique dure, vitrifiée à haute température, et obtenue en ajoutant à l'argile des matières feldspathiques fusibles, pour permettre cette vitrification. Le petuntse, qui est une roche feldspathique, mélangé avec de la potasse (fondant), va lui-même fondre pour venir enrober les particules réfractaires du kaolin. Le nom de ce feldspath est le baidunzi (chinois : 白墩子 ; pinyin : báidūnzi), rendu en français par « petuntse ».
La porcelaine (瓷, cí, car le terme est le même en chinois pour désigner le grès ou la porcelaine) est une variété de grès faisant appel à du kaolin, du feldspath et du sable. La porcelaine permet d'obtenir des parois très fines et translucides. Le kaolin, quant à lui, est une sorte d'argile, blanche, friable, dont la source la plus connue est la colline de Gao-ling, au nord de Jingdezhen ; il est composé d'alumine (40 %), de silice (46 %) et d'eau (14 %).
Les Chinois considèrent que « le kaolin et le petuntse sont les os et la chair de la porcelaine ».

Matières de la céramique chinoise
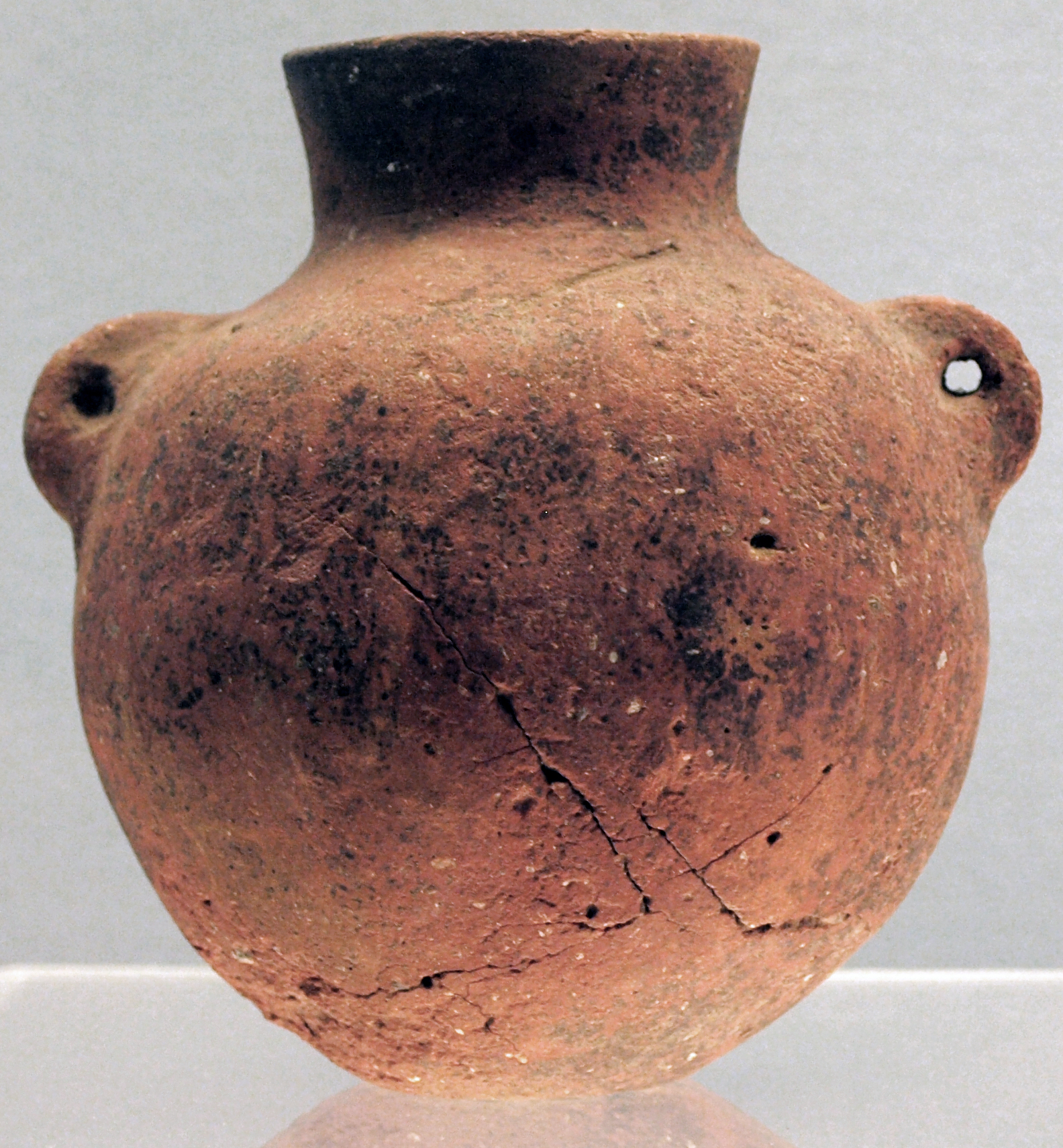
Terre cuite rouge à pâte fine, lissée. Culture de Peiligang, VIe millénaire av. J.-C.. Bouteille de type hu, à deux oreilles verticales perforées pour la corde. H. 11,2 cm. Musée de Shanghai.
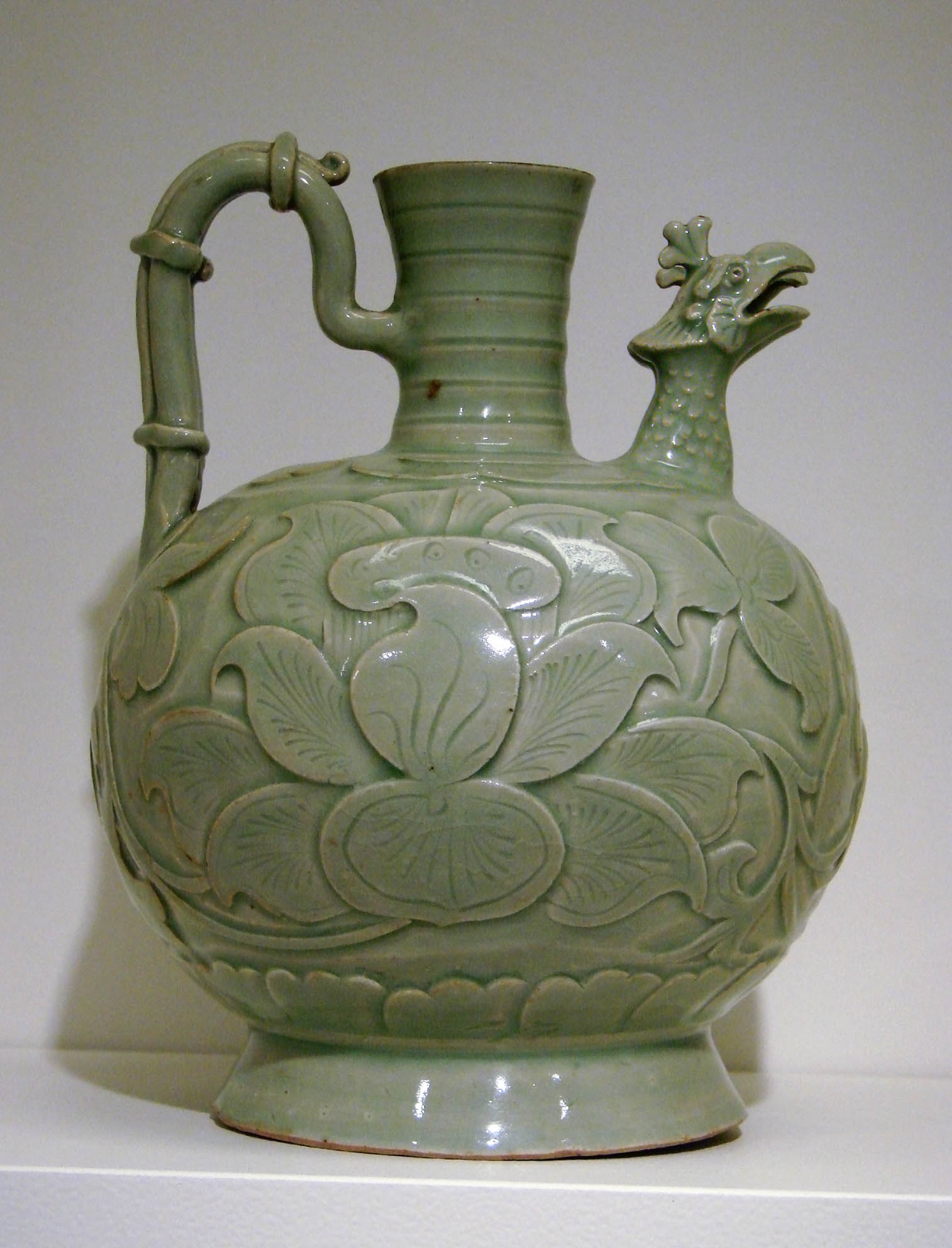
Verseuse à double bec. Grès gris de Yaozhou (en) à couverte céladon, décor modelé et gravé. Fin Cinq Dynasties (907-979) / début Song du Nord (960–1127). Musée Guimet
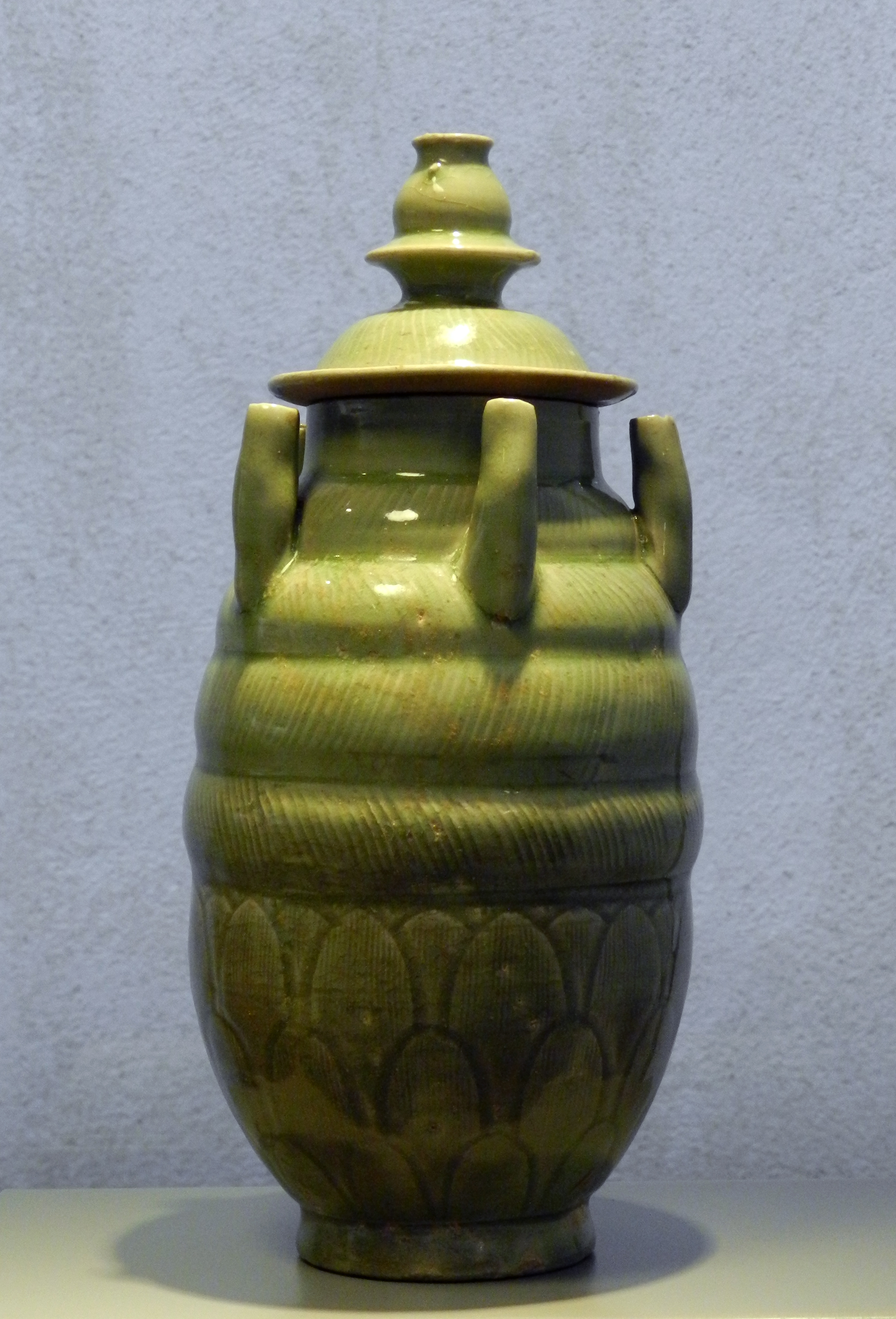
Jarre, grès porcelaineux à décor incisé, glaçure verte (Fours de Yue, Zhejiang), Song du Nord (960-1126). Musée royal de Mariemont.
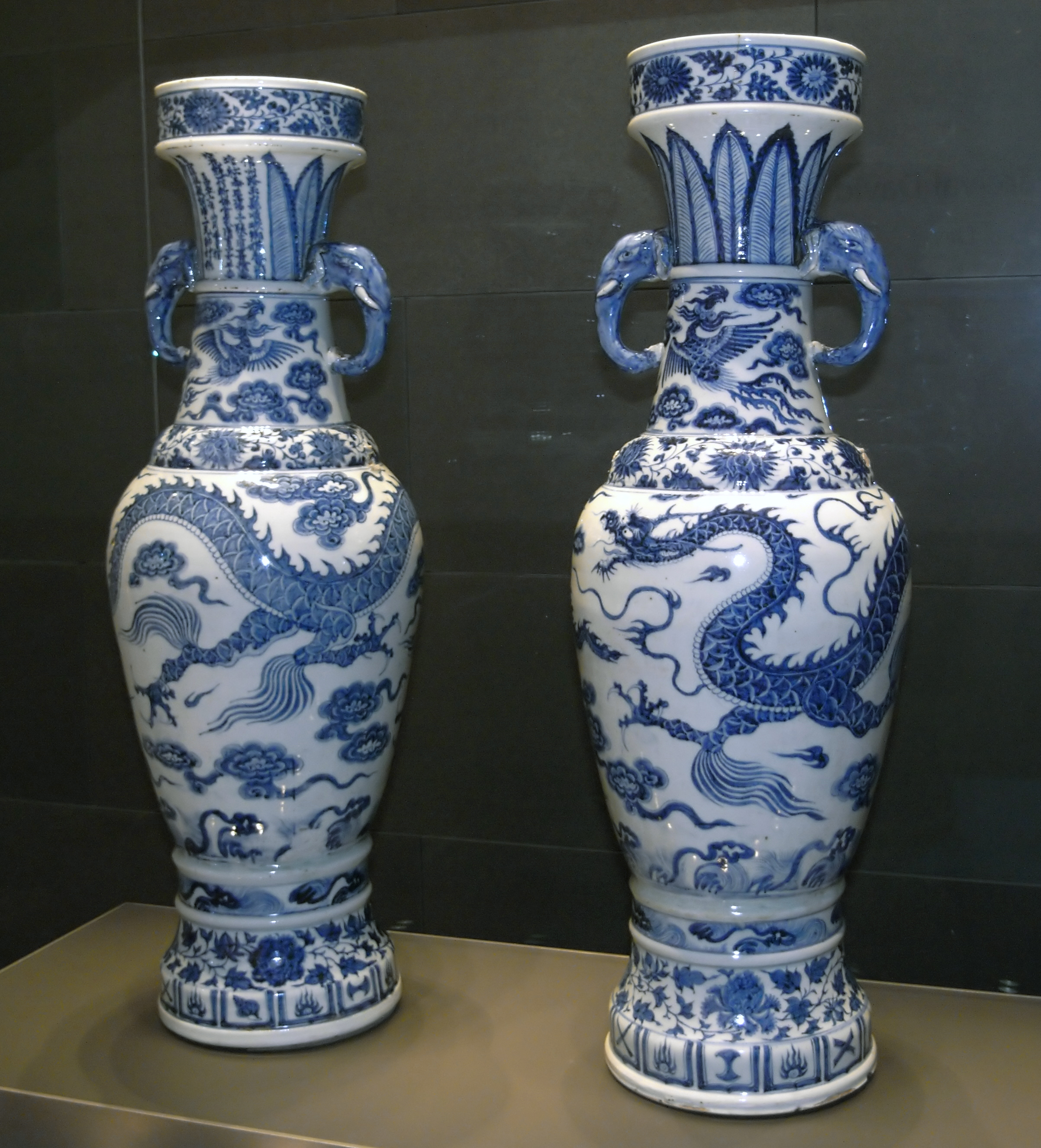
Deux vases connus en tant que David vases, Yuan datés 1351. Porcelaine à décor bleu de cobalt sous couverte, h : 63,5 cm. Percival David Foundation of Chinese Art (en), British Museum.

### Composition chimique
À la différence de ce que l'on connaît en Europe, où existe une différence tranchée entre la faïence d'une part, et la porcelaine — d'origine chinoise — de l'autre, la distinction est beaucoup moins nette en Chine, car la céramique chinoise n'a cessé d'évoluer depuis ses débuts, des premières terres cuites jusqu'aux porcelaines les plus fines. En Chine, le terme 瓷, cí (porcelaine) désigne traditionnellement les céramiques cuites à haute température, ce qui inclut ce qui en Europe pourrait être considéré comme un grès, car non translucide.
Un tableau des principaux éléments chimiques contenus dans quelques céramiques typiques permet de mieux comprendre les caractéristiques de chacune :
| Céramique                  | Silice (sable, quartz…) | Alumine (kaolin, argile) | Oxyde de fer | Potasse (fondant) | Autres éléments |
| -------------------------- | ----------------------- | ------------------------ | ------------ | ----------------- | --------------- |
| Poterie rouge Shang        | 59,3 %                  | 16,2 %                   | 6,3 %        | 2,7 %             | 15,5 %          |
| Poterie grise Shang        | 66,4 %                  | 19,3 %                   | 5,8 %        | 2,5 %             | 06,0 %          |
| Proto-céladon Zhou (Xi'an) | 72,4 %                  | 19,3 %                   | 1,6 %        | 3,8 %             | 02,9 %          |
| Céladon Song               | 76,2 %                  | 17,6 %                   | 0,6 %        | 2,8 %             | 02,8 %          |
| Porcelaine Ming            | 73,6 %                  | 20,1 %                   | 0,9 %        | 2,9 %             | 02,5 %          |

Ce tableau permet de tirer quelques conclusions :
- la véritable rupture est entre les poteries Shang (entre 1767 et 1122 avant l'ère commune, dates traditionnelles) et les proto-céladons Zhou (entre 1046 et 256 avant l'ère commune), beaucoup plus qu'entre ces mêmes proto-céladons Zhou et les porcelaines Ming (de 1368 à 1644 après l'ère commune) ;
- cette rupture se caractérise d'abord et avant tout par la baisse des impuretés : l'oxyde de fer, dont l'élimination permet l'obtention d'une pâte blanche, et les autres éléments, qui comprennent en particulier le manganèse, la magnésie, la chaux (qui est également un fondant) et des déchets divers ;
- l'autre élément important est l'augmentation du taux de silice lorsqu'on va vers les céladons et les porcelaines. Le taux d'alumine, dans le kaolin par exemple, est en augmentation, mais faible. Enfin, le taux de potasse (le fondant) est stable.

Les Chinois considèrent que certains proto-céladons sont bien des porcelaines : c'est en réalité très tôt, à partir de la dynastie des Han de l'est, aux alentours du Ier ou du IIe siècle, que sont apparues les céramiques considérées aujourd'hui par la majorité des experts comme les premières porcelaines véritables.

### Céramique néolithique peinte
Au cours du Néolithique chinois les couleurs qui sont utilisées pour les céramiques peintes sont le rouge, le blanc, les bruns et le noir ; le jaune étant tout à fait exceptionnel à cette époque. Le rouge est composé de fer avec une forte proportion d'ocre (oxyde de fer hydraté) et d'oxyde de fer. Le blanc contient de très faibles proportions d'argile blanche (ganzi tu), une argile voisine de l'argile à porcelaine (gaoling tu, kaolin) qui a été utilisée pour réaliser des terres cuites blanches. Les pigments bruns et noirs contiennent une certaine proportion de fer et de manganèse(des matières naturelles broyées : chromite de fer, bioxine de manganèse). On utilisait des terres colorées sélectionnées sur les bacs à décantation, colorées par des oxydes de fer (les ocres : jaunes, rouges et bruns) ou de manganèse (violet-noir). Pour obtenir ces couleurs, on les sélectionnait, on les broyait et on les lavait. Leur origine sédimentaire leur permettant de se combiner en un polymère fluide qui pouvait être utilisé pour peindre sur l’argile sèche.

### Glaçure, couverte et émaux
La glaçure est une matière vitreuse qui enrobe la poterie et la rend imperméable; les glaçures chinoises sont obtenues par un mélange de silice et de plomb, mélange dans lequel le plomb se comporte comme un fondant. La glaçure peut être colorée avec des oxydes métalliques. Les principaux oxydes métalliques utilisés dans les glaçures sont l'oxyde de cuivre, qui donne une couleur verte, bleu turquoise, ou même rouge, selon les conditions de cuisson, l'oxyde de cobalt, qui donne un bleu plus ou moins vif, l'oxyde de fer, qui donne du rouge; d'autres couleurs sont obtenues grâce à l'or (rose), au titane (jaune), au manganèse (violet).
La couverte est également une matière vitreuse, destinée à enrober grès et porcelaines. On l'obtient à partir du feldspath mêlé à des cendres végétales (potasse). Tout comme la glaçure, la couverte peut être colorée par des oxydes métalliques. La glaçure et la couverte sont souvent posées sur un engobe, qui est une fine couche d'argile, crue ou mélangée à des colorants, appliquée sur le corps pour en masquer les imperfections, ou servir de fond à un décor peint.
Les émaux sont des enduits vitreux que l'on applique sur des céramiques, ou sur des métaux. Leur composition, en Chine tout au moins, est proche de celle des glaçures, mais elle fait appel à une proportion encore plus élevée de plomb, qui augmente la fluidité de l'émail.

### Températures et modes de cuisson
Une céramique peut être cuite de deux manières différentes :
- en oxydation : dans ce cas, le feu est clair, car l'oxygène alimente le four en abondance ;
- en réduction : dans ce cas, le four est très peu alimenté en oxygène; le four s'emplit alors d'oxyde de carbone, qui cherche à se transformer en gaz carbonique en prenant l'oxygène de l'oxyde de fer éventuellement contenu dans la pâte.

La terre cuite est cuite à basse température, aux alentours de 600 à 800 °C. L'oxyde de fer qu'elle peut contenir donnera à la terre cuite une coloration rouge si elle est cuite en oxydation, et grise si elle est cuite en réduction.
Le grès (ou la porcelaine) tire sa dureté et sa faible porosité de la fusion de la silice contenue dans la pâte. Mais cette fusion ne se produit qu'au-delà de 1 000 °C. Des grès ont ainsi été obtenus en Chine dès la dynastie des Shang ; les Chinois considèrent ainsi que les Shang ont découvert le secret de la porcelaine. Il s'agit en fait d'un grès imparfait, d'une texture relativement grossière, encore assez éloignée de ce celle d'une porcelaine, même si elle en est chimiquement assez proche.
Quant aux fours utilisés pour la cuisson, il en existait de nombreux types. Parmi les plus importants, on connait les fours longyao (« four dragon » ; chinois : 龙窑 ; pinyin : lóngyáo) : ils furent utilisés à l'époque de la dynastie Shang dans la province du Zhejiang, et devinrent dès lors très populaires dans le sud de la Chine. Il s'agit de fours de très grande taille, construits en suivant une pente de 8 à 20 degrés, qui avaient souvent une longueur de trente à quatre-vingts mètres, et une grande capacité. Ces fours longyao étaient chauffés au bois, et pouvaient atteindre des températures dépassant 1 200 °C. Les fours mantouyao (« four miche » ; chinois : 馒头窑 ; pinyin : mántouyáo) furent eux aussi utilisés dès l'époque Shang, dans les plaines centrales de la Chine ; ils furent ensuite utilisés dans le nord de la Chine. Il s'agissait de fours alimentés au charbon, qui pouvaient atteindre 1 300 °C, en atmosphère réductrice. À la différence des fours longyao, leur capacité était assez limitée.

## Introduction: des premières poteries au Paléolithique jusqu'à l'invention de la porcelaine
La céramique, pour de très nombreuses cultures, sert à indiquer l’emprise évolutive des hommes sur les matériaux naturels, depuis son apparition puis avec la sophistication de ses techniques, de ses formes et de ses décors. La Chine possède en abondance deux matériaux aux qualités exceptionnelles : la terre de lœss, matière première de sa céramique utilitaire commune depuis le néolithique. C’est aussi la matière des briques réfractaires qui permettront ensuite de réaliser des fours cuisant à haute température. La Chine possède aussi en abondance le kaolin, matière première de la porcelaine.

### Paléolithique
La céramique chinoise, l'une des plus anciennes au monde, a vu son histoire s'enrichir considérablement au cours des trente dernières années, et les découvertes concernant le Paléolithique et le Néolithique se sont multipliées. Les plus vieilles poteries au monde ont été trouvées en Chine dans la grotte de Xianren et datent de 18 000 AEC. Aussi, une céramique très grossière, sous forme de pot, a été réalisée par des chasseurs-cueilleurs du Pléistocène en Chine du Sud dans la grotte de Yuchanyan (Hunan); la datation par le carbone 14 (14C) des résidus organiques associés à la poterie donne 16100-14500 AEC. Les tessons étant associés au riz, les archéologues en ont déduit que la cuisson du riz sauvage était à l'origine de la poterie (mais cela reste une supposition). D'autres tessons de céramique ont été trouvés à Miaoyan (à Guilin, Guangxi) datés (14C) 17100-15400 AEC. Ces sites sont dans l'état actuel de nos connaissances, les sites les plus anciens de poterie dans le monde, sensiblement à égalité – voire plus anciens de quelques millénaires – avec des sites correspondants au Japon au commencement de la période Jōmon, les sites de Simomouchi et d'Odai Yamamoto datés 17000 et 15000. Toujours en Chine du Sud, à Zengpiyan (Guangxi), les tessons datés (14C) 10000-9000 AEC, ont été reconstitués et correspondent à une « marmite » à fond arrondi, dans un contexte où les coquilles d'escargot abondaient… En Chine du nord, sur le site de Hutouliang, à Yangyuan (Hebei), des tessons datés (14C) env. 13080 ou 14304-12731 AEC, correspondant à des récipients à fond plat dans un contexte de chasseurs-cueilleurs itinérants. En somme, avec les études approfondies menées sur les premières poteries, il apparait clairement que la poterie est apparue, en Chine comme dans de nombreuses autres parties du monde, au sein de populations de cueilleurs-chasseurs non sédentaires à la fin du Paléolithique, au Pléistocène.

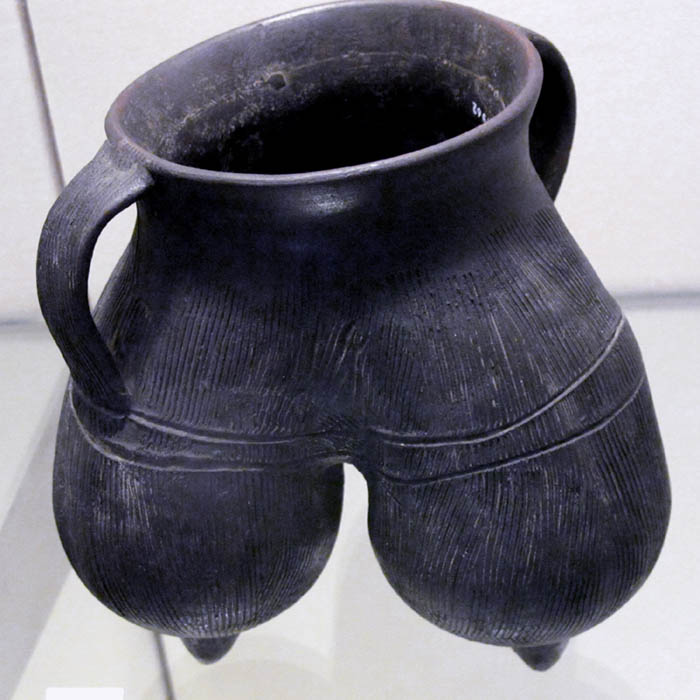
Tripode en forme de seins. Terre cuite à enduit noir. H: 20 cm env. Culture de Longshan, v. 2000 AEC. Victoria and Albert Museum

### Néolithique
Des dizaines de milliers de sites ont conduit les spécialistes de nombreuses disciplines à considérer dorénavant un grand nombre de cultures du Néolithique chinois évoluant chacun à son propre rythme, avec, au moins, trois grandes aires culturelles : le bassin du Fleuve Jaune, celui du Yangzi et l'ensemble comprenant l'est de la Grande Plaine avec le nord-est du pays. Depuis les dernières années du XXe siècle de nombreux sites à céramique de bonne qualité sont apparus partout en Chine, en particulier avec les cultures Cishan (au Hebei) et Peiligang (au Henan). Deux cultures dites « pré-Yangshao », qui ont été suivies par ces cultures de Yangshao (4500-3000) et ses voisines, longtemps considérées comme un tout mais dont la diversité se manifeste plus clairement au fil des découvertes. On dispose d'un vaste registre d'études portant sur les céramiques des cultures de Yangshao, avec dans sa phase ancienne les sites de Banpo, proche de Xi'an, puis sur celles des cultures de Longshan (2900-1900) et sur les céramiques de Majiayao (3500-1800) dans le nord-ouest. Les vases de terre cuite néolithique, sont des poteries déjà soigneusement montées, sans l'aide de tour, puis polies et peintes. L'usage partiel d'un tour lent se multiplie au cours de cette période. On utilise la terre fine et teintée qui se dépose au-dessus des bassins de décantation mais aussi les pigments minéraux dans la culture de Majiayao. Les décors jouent sur la forme circulaire en déployant des motifs qui ponctuent la surface courbe du volume, soit avec des spires en « étoiles » courbes, soit avec de puissants motifs de traits droits. La culture de Majiayao pratique déjà une matière à base de kaolin qui donne des pièces blanches. La culture de Longshan (2600-1900) se distingue par des formes qui serviront de modèles aux bronziers de l'époque des Shang et par l'extraordinaire maîtrise de ses poteries « coquille d'œuf ».

### Âge du Bronze
Les élites de la culture d'Erlitou, des Shang et des Zhou portent tout l'effort des artisans spécialisés vers la pratique du bronze; l'art de la céramique s'en ressent. Les formes sont beaucoup plus simples, voire lourdes et sans ornement. Ensuite, les céramiques de la période des Royaumes combattants cherchent à transposer les effets graphiques de la laque et des bronzes ciselés, incrustés de cuivre, d'argent ou de pierres précieuses par de curieux effets de peinture, posée après la cuisson et très fragile. La dynastie Qin voit apparaître, comme par une « génération spontanée » une grande statuaire naturaliste avec la célèbre armée de terre cuite du mausolée de l'empereur Qin, obtenue par moulage et assemblage. Les tombes de la dynastie Han présentent d'innombrables scènes obtenues par moulage, mais cette fois-ci ce sont les briques qui constituent les murs des tombes qui sont ainsi couvertes de frises, de scènes diverses à plusieurs personnages avec des ébauches d'espaces, des arbres... On voit aussi sous les Han des vases à glaçure verdâtre plus ou moins transparente, au moyen d'oxydes de cuivre dilués dans l’eau. Et cette couverte sert aussi pour des représentations de personnes, d’animaux et de bâtiments qui accompagnent le mort suivant un rituel d’inhumation qui tempère les excès passés (les hécatombes de l'époque Shang ayant été remplacées par l'inhumation de figurines mingqi). Et lorsqu'il s'agit de grès à glaçure verte, c'est une matière qui n’est pas sans évoquer le jade, un jeu de tons verdâtres ou brunâtres et de nuances plus ou moins translucides que les chinois du VIIIe siècle appelaient « couleur de jade ». Depuis les Han puis les Trois Royaumes on trouve parmi les céramiques des fours de Yue ces grès à couverte « céladon ».

### Moyen Âge chinois
Les céramistes sous les Tang, maîtrisent à perfection dans la première moitié du VIIe siècle de beaux effets de matières ruisselantes avec trois couleurs, brun, jaune et vert : sancai, dont les usages sont multiples et souvent inspirés de motifs d'Asie Centrale. Sous les Tang le commerce avec le Moyen-Orient favorise des recherches, dans le Nord de la Chine, pour le dessin de motifs à la couleur bleu qui a du succès parmi ces peuples orientaux. Cette première céramique blanche à motifs bleu sous glaçure transparente anticipe de 500 ans sur ce qu'elle deviendra pendant la présence mongole, quand elle sera en porcelaine blanche à motifs bleu. Mais le grès qui leur sert de support a fait aussi l’objet de recherches à partir de kaolin, depuis le IIIe siècle, rendant la céramique plus résistante et plus facile à travailler que le kaolin pur. Il s’agit d’un grès porcelaineux. Partiellement vitrifié, il est composé d’une argile comportant une part importante de kaolin et dont la cuisson s’opère au grand feu (1050−1 250 °C). On le revêt d’un enduit comportant lui-même du kaolin, ce qui lui permet de faire partiellement corps avec l’objet : c'est la « couverte ». Les potiers chinois améliorent donc dès la seconde moitié du VIIIe siècle, un grès porcelaineux dont la couverte, à base d'oxyde de fer, prend des teintes subtiles d'un vert plus ou moins clair, ou même mastic,. Ces grès porcelaineux à couverte verte prendront bien plus tard, chez les occidentaux le nom de céladon ; ce sont précisément des protocéladons au VIIIe siècle. Cette matière-couleur est chargée de qualités culturelles sans être une matière aussi précieuse que le jade, ou que l’or et l’argent travaillés par l’orfèvrerie. Ces pièces semblent destinées tout d’abord à l’usage des lettrés et des cours aristocratiques, moins riches qu’auparavant. La couleur verte transparente, dans les célèbres céladons Yaozhou gagnait en nuances grâce à des décors de faible relief, très légèrement incisés, et construits en « marches d’escalier », pour les grandes formes de la composition. La couleur s'intensifiant dans les creux elle gagne en intensité au bas de chaque « marche » et s'estompe ensuite en dégradé. Le céladon bénéficia d’un succès rapide, devint l’objet de tous les soins même par l’empereur des Song Huizong, qui favorisa la fabrication de céladons de type Ru. D'autres céladons se répandirent, sous des aspects moins subtils, grâce au commerce maritime qui se développa dans les siècles suivants. Enfin, parmi de nombreuses inventions sous les Song il faut souligner l’importance pour les lettrés, mais aussi pour un public bien plus large ensuite, des céramiques produites d’abord à Cizhou. En général elles sont ornées d’élégants motifs qui évoquent la vie, les pivoines qui reviennent chaque printemps, ou le bambou qui plie au vent, et de simples scènes de la vie quotidienne, le tout tracé au brun de fer sur un fond blanc de barbotine, et d’un trait de pinceau vif, sans repentir possible qui rappelle le travail de l’encre. Cependant certains effets sont bien moins spontanés qu’il n’y parait : chaque pièce est alors recouverte entièrement de barbotine puis d’une couche épaisse chargée d’oxyde de fer, les formes sont dégagées ensuite une à une, comme pour un sgraffite.

### L'évolution vers la porcelaine

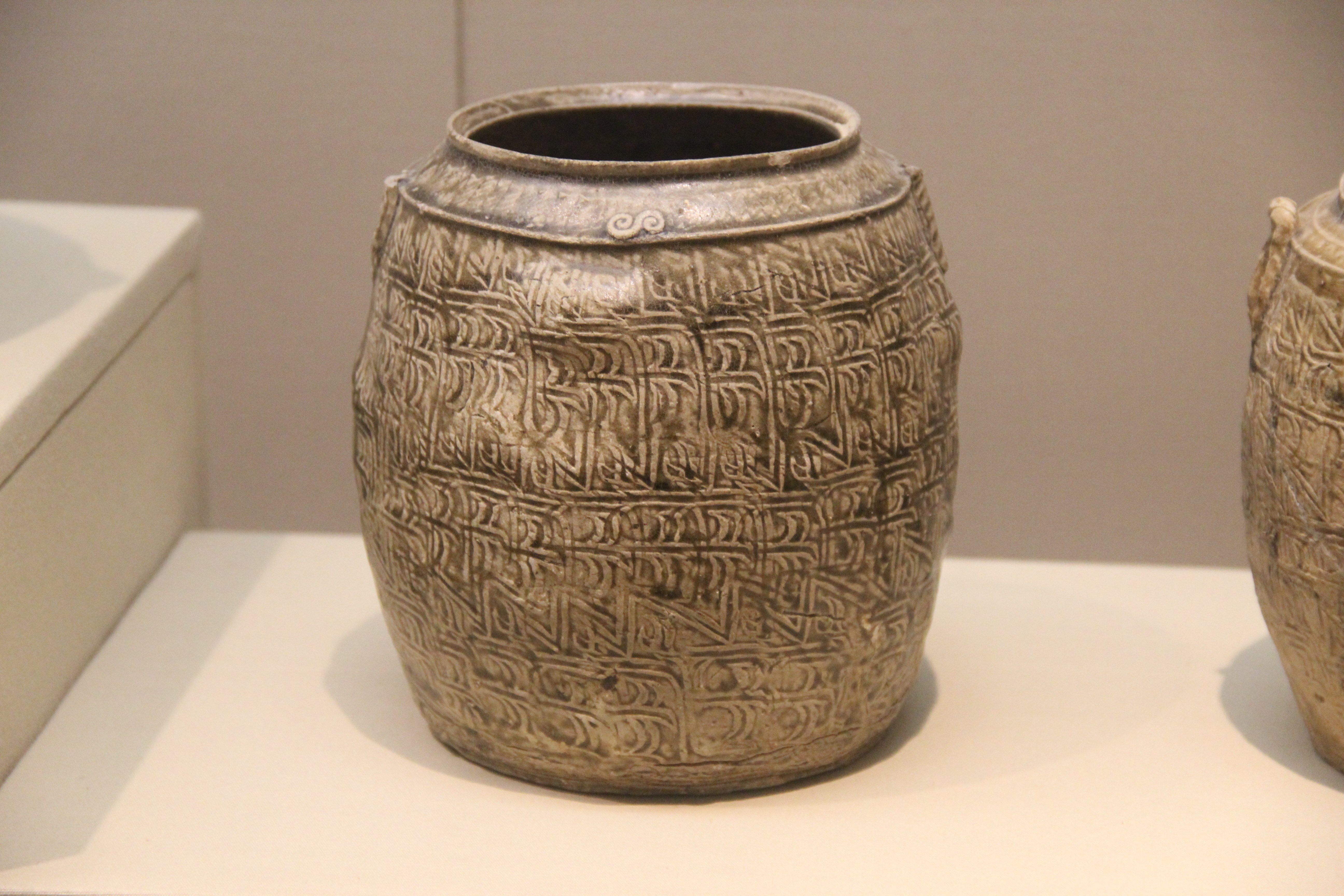
Proto-porcelaine. Période des Zhou de l'Ouest. Peuple Yuyue, au nord de la Chine de l'Est. Musée provincial du Zhejiang

Cette évolution a commencé très tôt, et s'est faite progressivement grâce à la rencontre de  plusieurs facteurs qui apparaissent dès la dynastie des Zhou de l’Est (771—256 AEC) (voire à la fin de la période des Zhou de l'Ouest) sous une forme opaque, beige, de céramaique porcelaineuse, d'aparence très différente de la porcelaine blanche, bien plus tardive. Les compsants sont pourtant proches : taux d'alumine et de silice, réduction des impuretés, cuisson à 1 200 °C, structure imperméable. Cette forme précoce est aussi appelée proto-céladon. Certains proto-céladons présentent des caractéristiques qui les font qualifier aujourd'hui de porcelaines. Sous les Cinq Dynasties apparaissent des céramiques Xing, au nord du Hebei dès le VIIe siècle, dont certaines, « aux yeux des Européens, sont de véritables porcelaines, parce qu'elles sont blanches, translucides et résonnantes »; mais elles sont bien distinctes des « véritables » porcelaines (pour les occidentaux) réalisées en Chine du Sud et qui font la célébrité de la Chine. Entre le début du VIIIe siècle et le début du IXe siècle apparaissent les plus belles pièces « comme de l'argent, comme de la neige ». Ce sont des objets utilitaires et non des céramiques funéraires. Elles n'ont aucun décor. La matière de base est le kaolin, blanc après cuisson il est recouvert d'un engobe blanc qui reste nu à l'extérieur, dans la partie inférieure. Partout ailleurs la couverte qui contient du feldspath donne un aspect d'un blanc froid à ces pièces. Cette couverte se craquelle et forme des gouttes qui paraissent légèrement bleutées.
À côté des céladons et des céramiques Cizhou, dans la Chine méridionale, les céramistes Song entreprirent la fabrication de porcelaines blanc bleuté (qingbai), cuites à haute température, au corps dur et fin et à glaçure très brillante. Leur renommée s’étendit jusqu’au golfe Persique, surtout au siècle suivant. La maîtrise de l'usage et de la composition du fondant associé au kaolin, pour le rendre plus plastique et pour en abaisser la température de cuisson, et l'utilisation de fours plus performants, participent à l'élaboration d'une porcelaine, blanche et vitrifiée dans la masse, très résistante et sonore. La porcelaine atteint sa forme parfaite avec la dynastie Yuan, au milieu du XIVe siècle. Les célèbres « David vases », datés (ce qui est exceptionnel) de 1351, de la collection de Sir Percival David, dans la section Asie du British Museum, deux splendides vases « bleu et blanc » (parmi les tout premiers) conçus pour être déposés en offrandes à un temple taoïste, en sont des exemples éclatants. Cette dynastie Yuan qui participe de l'empire mongol favorise les échanges commerciaux et culturels sur les immenses territoires que contrôlent les mongols plus ou moins directement, de l’Asie Centrale au Moyen-Orient, et jusqu’en Asie Orientale et Extrême-Orientale. Le bleu des porcelaines « bleu et blanc » provient ainsi du cobalt de Perse. Mais dans le même temps des arabesques et jusqu’aux versets du Coran apparaissent dans la céramique chinoise qui se tourne, dès lors, de plus en plus vers la production massive de produits de luxe destinés à l’exportation, et à l'Europe... Un centre détient au cours des siècles suivants le quasi-monopole en Chine et devient le centre principal au niveau mondial : Jingdezhen. Il reste aujourd’hui un lieu de production important, mais il est touché, lui aussi, par la mondialisation. L’œuvre de l’artiste chinois contemporain Ai Weiwei, Sunflower seeds (2010), témoigne clairement de cette part de l’art chinois qui trouve sa matière dans la céramique.

## Histoire de la céramique chinoise, par période

### Les poteries du Néolithique, des périodes Shang, Zhou, des Royaumes Combattants et des Qin

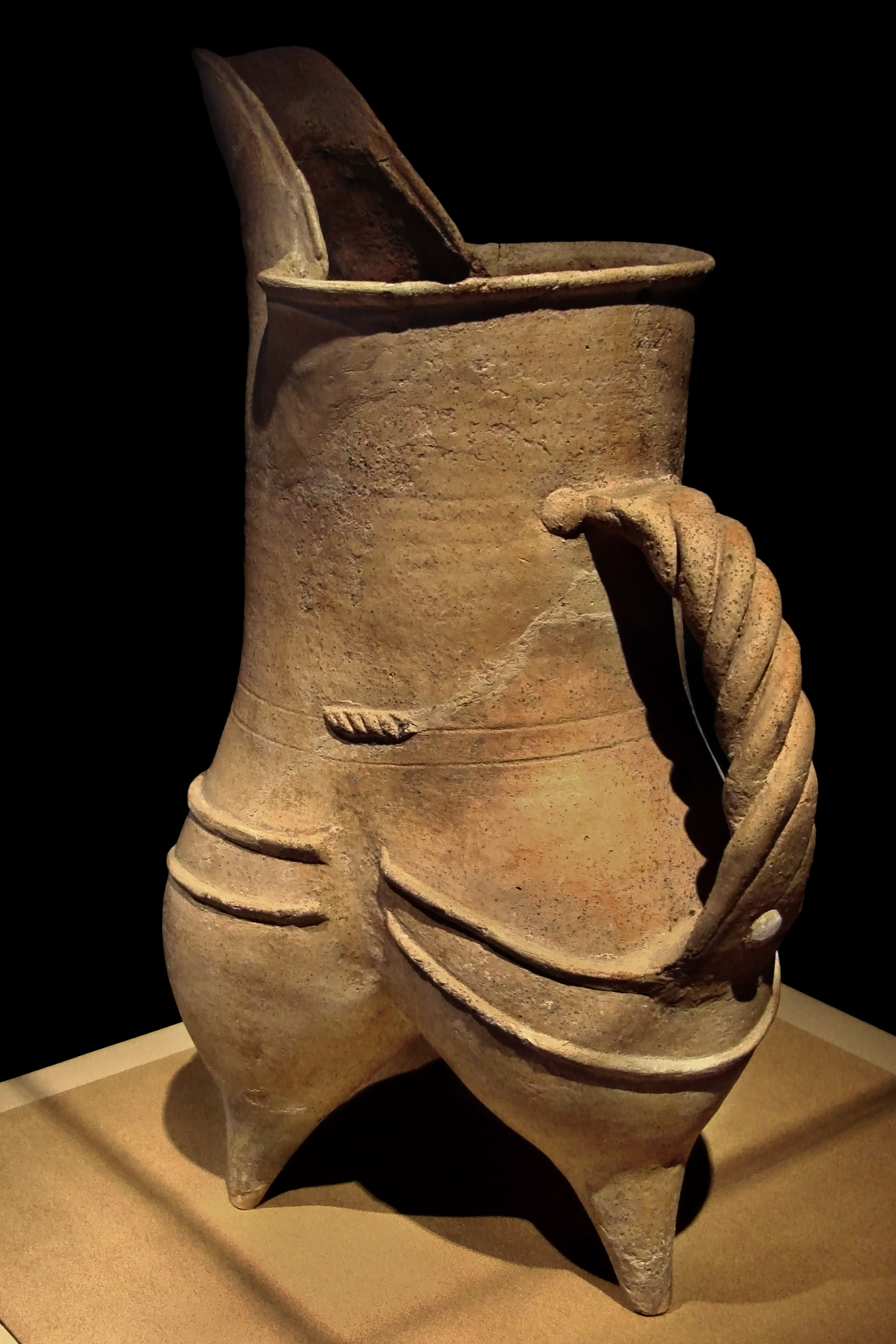
Verseuse à base tripode. Terre cuite « en réduction ». Culture de Longshan du Shandong. Phase finale de la culture de Dawenkou Musée national de Chine

Les premières poteries apparurent en Chine (en l'état actuel de nos connaissances en 2014) dans le Sud, au Hunan, au sein de populations de chasseurs-cueilleurs paléolithiques, vers 12 000 avant l'ère commune. L'apparition de la céramique doit être découplée de la néolithisation, qui est le passage très progressif d'une économie de subsistance à une économie de production et non l'accumulation d'acquisitions de savoir-faire technologiques. Mais ce nouveau mode économique est associé à une série de progrès technologiques, non à des innovations. Cette argile modelée était une argile grossière durcie au feu, et technologiquement elle ne diffère pas des objets produits par d'autres populations paléolithiques dans le monde, il s'agit simplement ici d'un récipient alors que nous n'avons trouvé que des figurines ou autres menus objets chez les autres paléolithiques.
Les cultures pré-Yangshao (5500-4500), ont produit de nombreuses poteries rustiques, de formes variées, adaptées à de multiples usages quotidiens, ornées pour certaines avec le motif du tenon ou de lignes en léger refief, répétés sur la surface externe, voire des empreintes de cordes imprimées comme il s'en est fait partout dans le monde à cette époque, mais aussi avec les premières peintures de l'histoire de la céramique chinoise, au pinceau et avec des pigments noirs. À l'époque de Yangshao (4000-3000) la céramique trouvée sur les sites des cultures Banpo, Miaodigou et Dahecun sont d'une grande variété dans les décors peints. Les motifs peuvent être figuratifs aux époques anciennes, mais plus stylisés ensuite ou purement abstraits, et se jouant de ces deux registres à l'époque du Yangshao moyen dans la culture de Miaodigou.
Plus tard, la culture de Majiayao (3800 - 2000 avant l'ère commune) a produit dans le Gansu de grandes jarres ornées de motifs géométriques essentiellement noirs puissamment structurés, à grands traits, amples et larges. Enfin, de manière tout à fait exceptionnelle en Chine à cette époque, une figure féminine nue a été modelée en faible relief à même la surface d'une jarre peinte, retrouvée dans la province du Qinghai (v. 2350-2050 av. l'ère commune). Ce qui en fait une pièce tout à fait unique dans l'histoire de la céramique chinoise.
En deux ensembles culturels distincts, depuis l’embouchure de Fleuve jaune jusqu’au Henan, et dans un vaste périmètre tout autour, ont été découvertes les céramiques des cultures de Longshan, contemporaines des cultures de Majiayao, situées plus à l’ouest. Ce sont des vases aux formes variées et élégantes dont certaines formes semblent des prototypes de futurs récipients de bronze chinois aux époques ultérieures.
Ce n'est que vers le milieu de la période de Yangshao que les potiers ont commencé à utiliser des tours lents pour mieux façonner le col des vases. Mais il a fallu attendre la période Longshan pour que le tour rapide soit utilisé.
La cuisson de ces poteries a commencé par se faire à four ouvert, donc en oxydation, ce qui explique la couleur rougeâtre des premières poteries de Yangshao. Durant la culture de Longshan, la cuisson en réduction est apparue, se traduisant par des céramiques au corps de couleur grise.
La céramique de la dynastie Shang, (1767 - 1122 avant l'ère commune selon les dates traditionnelles), resta dans la continuité des céramiques de Longshan; les artisans cherchèrent cependant à rapprocher peu à peu la forme et l'aspect des vases de céramique de ceux des vases de bronze. À cette époque, les Shang connaissaient le kaolin, et cuisaient les poteries blanches ainsi obtenues à haute température, jusqu'à 1 000 °C. Mais faute de savoir utiliser dans leur bon dosage les fondants indispensables, les poteries ainsi obtenues furent tout d'abord poreuses et très fragiles. Puis les Shang améliorèrent le fonctionnement de leurs fours, jusqu'à obtenir un grès véritable, encore de facture très grossière.

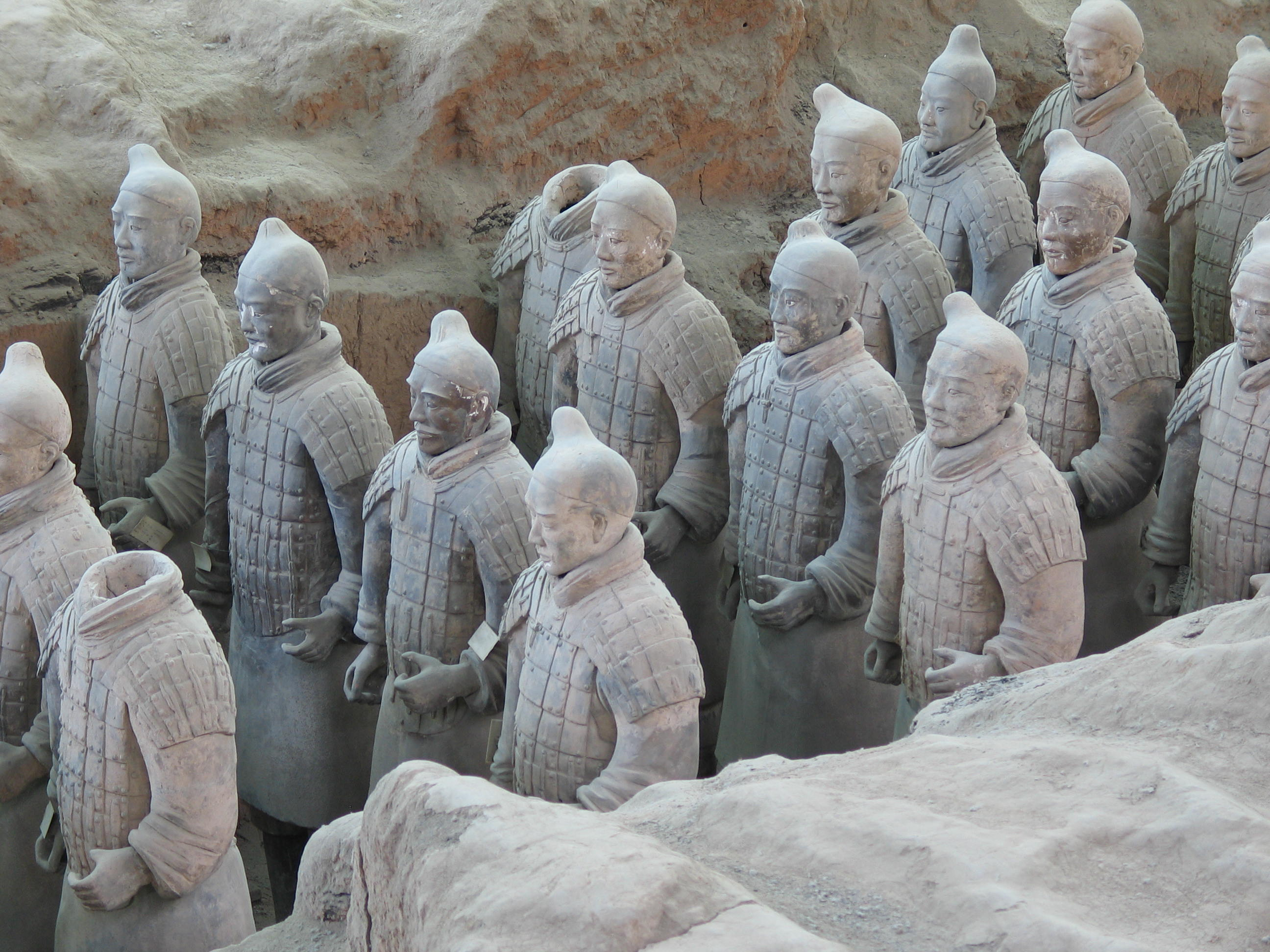
Armée enterrée de Qin Shi Huang Di

La dynastie des Zhou (de 1046 à 256 avant l'ère commune), remplaçant ensuite celle des Shang, apporta un certain nombre d'innovations, dont l'une des plus marquantes est la fabrication des briques et des tuiles. Les poteries restèrent très proches de celles façonnées par les Shang. Cependant, les techniques de purification de l'argile progressèrent considérablement, et on vit apparaître les « proto-céladons » (yuanshici) qui annoncent les pièces que l'on trouvera sous les Han.
La période des Royaumes Combattants, période de division qui succède à la dynastie des Zhou, prolongea et consolida les techniques déjà en place, et permit une innovation importante par la découverte des glaçures plombifères, formées d'un mélange de minerai de plomb, de silice, et de calcaire. Ce mélange peut couler sur l'objet pour former une couverte, à une température assez basse (entre 600 et 800 °C) ; on apprit également à cette époque à ajouter à ce mélange de l'oxyde de cuivre, qui donnait alors une glaçure verte légèrement bleutée.
Enfin, c'est de la dynastie des Qin que date l'immense armée des guerriers de terre cuite de Qin Shi Huang Di, enterrée dans les environs de Xi'an, non loin du mausolée souterrain de l'empereur Qin.

### Céramiques Han

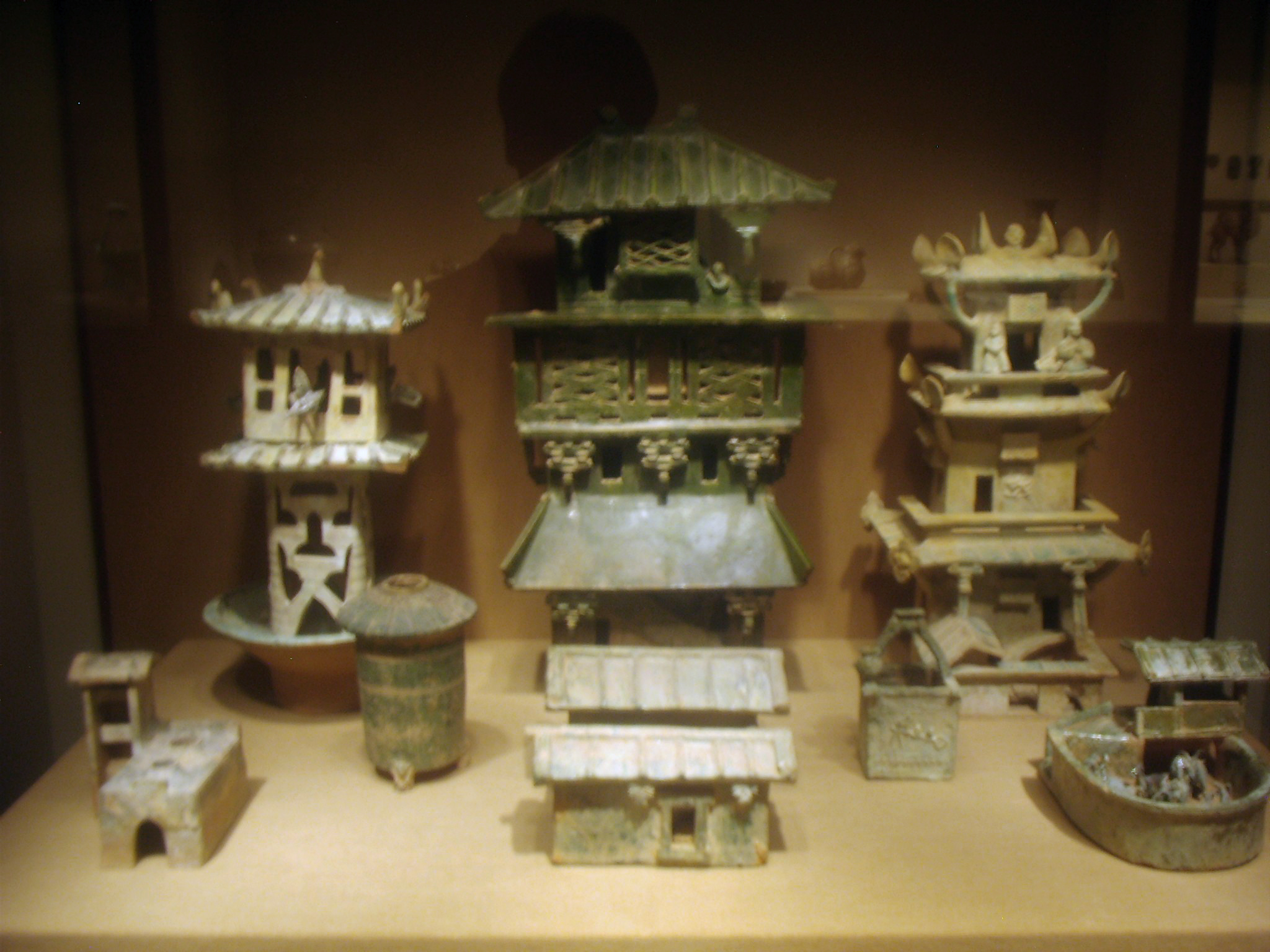
Tours de guet en terre cuite et glaçure verte, mingqi. Han. Met.

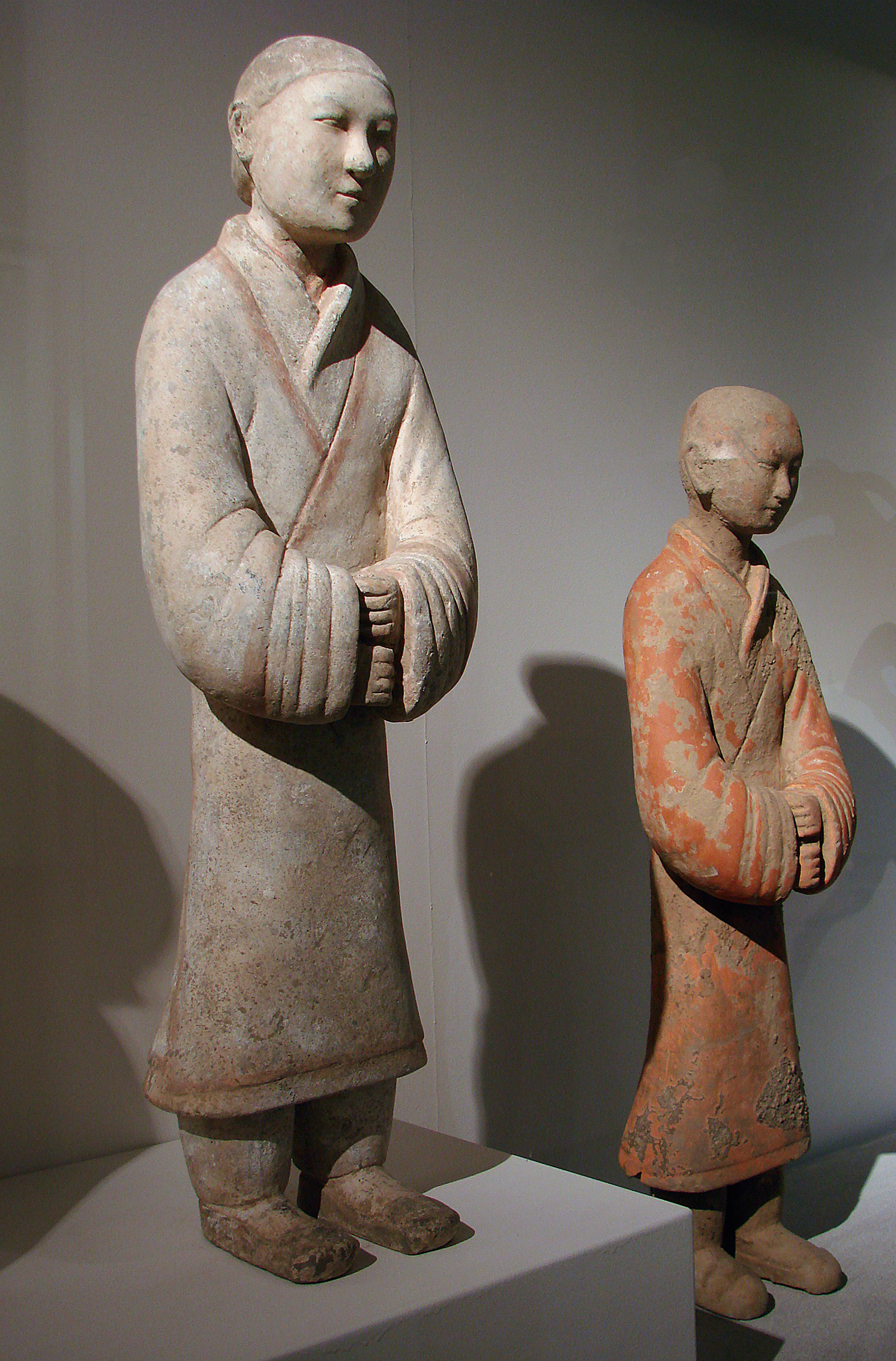
Deux serviteurs: femme et jeune homme. Statuettes mingqi, terre cuite peinte. Han. Musée Guimet

Les Han régnèrent sur la Chine de 206 avant l'ère commune à 220 après. Exploitant la découverte de la glaçure plombifère qui se faisait lors de la période des Royaumes Combattants, ils réussirent à produire des vases de grès Hu, recouverts d'une glaçure, et qui sont considérés comme des « proto-céladons ». Après de longs débats scientifiques, les experts chinois considèrent actuellement que c'est sous la dynastie des Han de l'Est, que sont apparues les toutes premières porcelaines véritables ; pour en juger, ils ont mis au point une batterie de critères, qui prennent en compte la température de cuisson (1 260 à 1 300 °C), la proportion de kaolin (30 % à 60 %), le taux d'oxyde de fer (moins de 1,7 %), le taux de porosité (0,6 %), le taux d'absorption (0,3 %), la translucidité (jusqu'à 5 à 8 mm), ou encore la résonance aux chocs,.
Mais la grande majorité des céramiques Han que l'on a trouvées sont des terres cuites, telles que des vases lian destinés à contenir des cosmétiques, des tuiles décorées, ou, plus fréquemment, des céramiques provenant de tombes.
En effet, les tombes Han regorgeaient d'objets funéraires (mingqi), dans le Hebei, ou dans le Gansu : on y a retrouvé des chariots, des objets précieux en bronze, en or, en laque ou en jade, et bien sûr des figurines de terre cuite représentant les aspects du quotidien : personnages, parfois très réalistes, tour de guet à étages, pouvant atteindre un mètre de haut, ou modèle de palais en terre cuite, chars à bœufs et autres figurines de poules, canard, chiens, etc.

### Trois Royaumes, Jin, Dynasties du Nord et du Sud, Sui
Lors de la période d'anarchie qui succède aux Han, avec les Trois Royaumes, puis les Six Dynasties (ou dynasties du Sud et du Nord), le chaos n'est guère propice à l'évolution des techniques. Cependant, les premiers proto-céladons apparaissent avec les céramiques de Yue yao, ainsi celles d'autres régions de Chine.
La dynastie Sui ne dura que trente-sept ans, de 581 à 618, mais elle eut le mérite de restaurer l'unité de la Chine, et de préparer ainsi l'arrivée des Tang et la période de prospérité qui allait s'ensuivre. Les poteries de la dynastie des Sui annoncent d'ailleurs celles de l'époque Tang ; on y retrouve en particulier des yong, statuettes funéraires de femmes ou de cavaliers, d'un style proche de ce qu'on trouvera sous les Tang, et recouvertes d'une glaçure de couleur blanche ou paille, rarement rehaussées d'un décor rouge, vert, noir ou jaune.

### Céramiques Tang

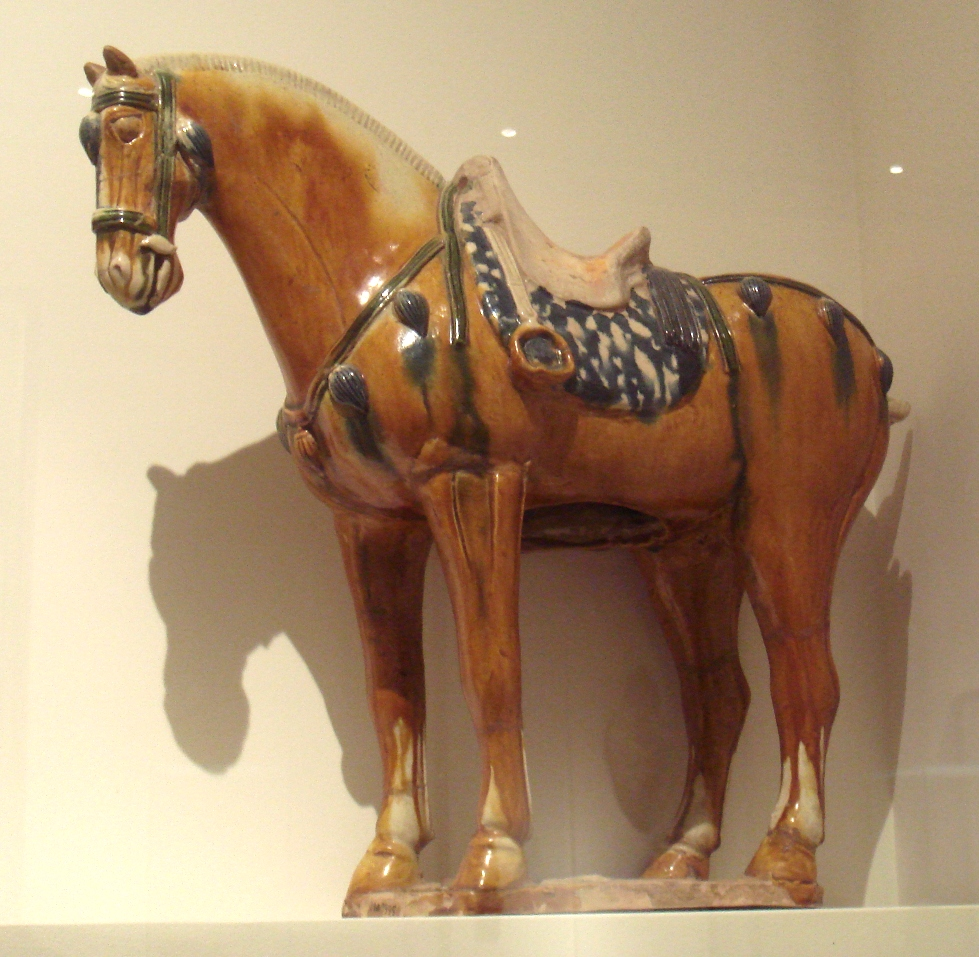
Cheval Tang « trois couleurs » du VIIIe siècle.Musée Guimet

La dynastie Tang (618 - 907) fut un « âge d'or » dont le dynamisme ouvrit largement le monde chinois sur l'extérieur, en développant considérablement la route de la soie, ainsi que les relations avec l'Asie centrale et la Perse. L'art de la céramique Tang commença à s'exporter largement, et parfois fort loin, jusqu'en Égypte et même au Kenya. Cette période a vu apparaître les céramiques bien différentes d'aspect que sont les xing et les sancai, mais de grand intérêt dans les deux cas. La porcelaine fine se développa et fut de plus en plus appréciée. L'une des premières mentions de porcelaines par un étranger fut faite par un voyageur arabe dans la Chine des Tang, qui écrivait:

« Ils ont en Chine une argile très fine dont ils font des vases qui sont transparents comme le verre; on peut apercevoir l'eau au travers de leurs parois. Ces vases sont faits d'argile. »

Les Arabes connaissaient fort bien le verre et sa fabrication, et ce voyageur était certain qu'il ne s'agissait pas de ce qu'il connaissait sous le nom de verre.
Grâce à l'utilisation d'oxyde de cobalt, les Tang expérimentèrent aussi un tout nouveau style de céramique qui connaîtra un grand succès sous les dynasties Yuan, Ming et Qing, les céramiques « bleu et blanc » : en 1977, puis en 1983, on en a en effet identifié des restes dans un port Tang à Yangzhou. Enfin, les premiers céladons (qing) apparurent, et furent appréciés tout particulièrement pour la dégustation du thé.

#### «Porcelaine»xing
Sous la dynastie des Tang, les plus hautes températures atteintes par les fours permirent l'apparition de quasi-porcelaines fines et translucides, dont la surface lisse évoquait le jade blanc, et qui émettaient un son musical au choc. On a très peu de traces des ateliers qui produisaient ces pièces remarquables ; on en a cependant identifié à Dingzhou, à Lincheng, et à Neiqiu, dans le Hebei. Selon les poètes chinois de l'époque Tang, les porcelaines xing (chinois : 郉窯 ; pinyin : xíngyáo) avaient « l'éclat de l'argent et la blancheur de la neige ». Cette description poétique est encore aujourd'hui évoquée lorsque sont présentées des pièces xing, car elle rend bien compte de ce qui fait la beauté de ces pièces. Parmi les formes les plus fréquentes de porcelaine xing, on rencontre des vases, ou encore des théières à bec court, qui témoignent de l'importance de la cérémonie du thé; la théière à bec court et à glaçure blanche était d'ailleurs de mise, puisque les théières ding étaient également très prisées, sans avoir cependant tout à fait l'éclat des pièces xing.

#### Céramique «trois couleurs» (sāncǎi)

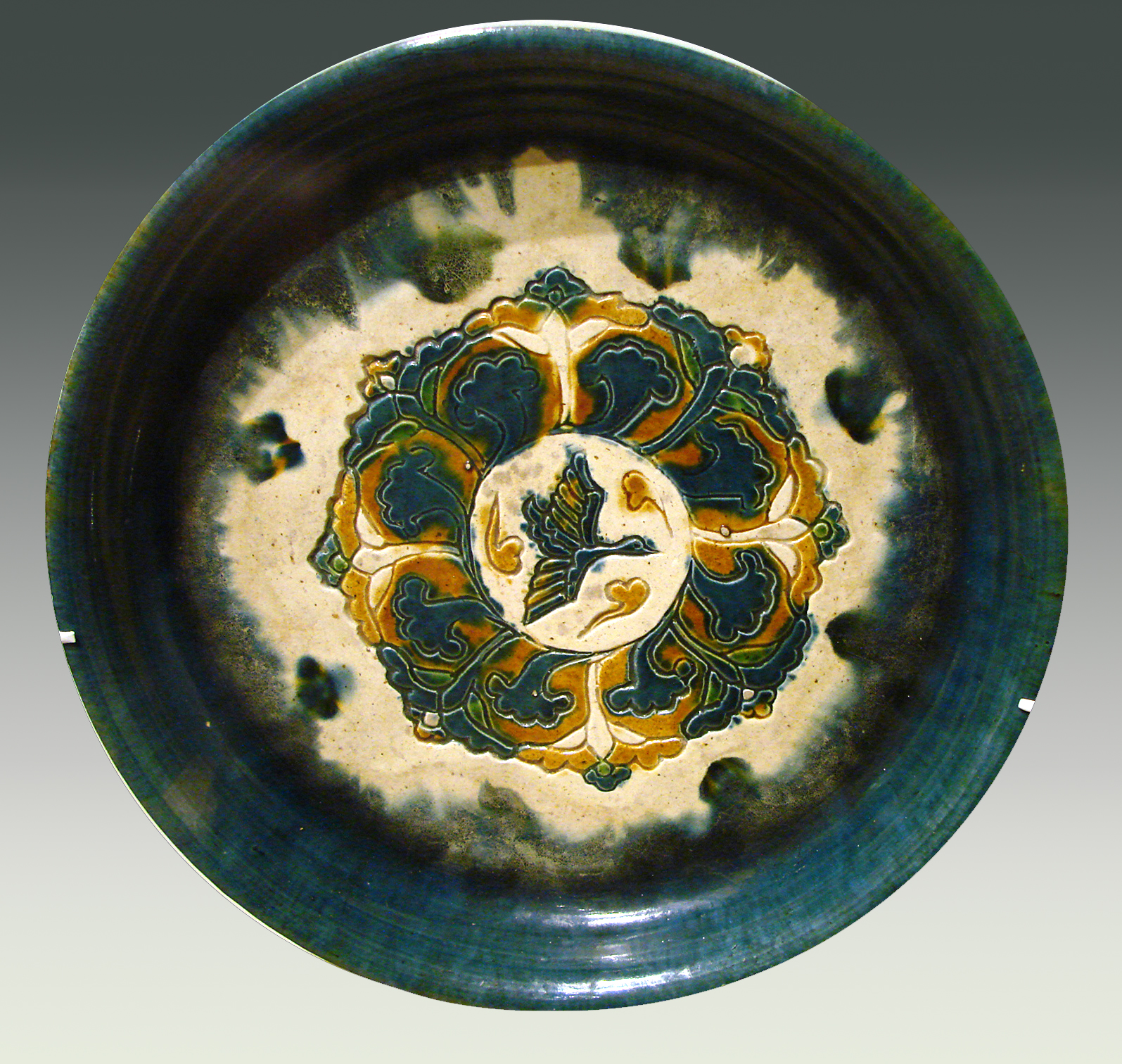
Plat à offrandes Tang d'inspiration sassanide, Chine du Nord, VIIIe siècle, terre cuite à glaçures plombifères "trois couleurs" sur engobe, décor incisé, d : 31 cm. Musée Guimet.

Les potiers Tang utilisèrent fréquemment des glaçures contenant du plomb, dont l'origine remonte à la période des Royaumes combattants.
Les céramiques Tang « trois couleurs » (chinois : 三彩 ; pinyin : sāncǎi) sont ainsi appelées à cause des couleurs auxquelles elles font appel : le jaune provient de l'oxyde de fer (cuit en oxydation), le vert vient de l'oxyde de cuivre, le violet vient du manganèse. Mais les Tang introduisirent une nouvelle et importante couleur, le bleu, obtenu à partir de l'oxyde de cobalt, qu'ils importèrent du Moyen-Orient par les nouvelles routes commerciales qu'ils avaient ouvertes au travers de l'Asie centrale. Certaines des vaisselles « trois couleurs » des Tang témoignent d'ailleurs d'une inspiration marquée par la Perse de la dynastie des Sassanides.
Les céramiques sancai, qu'il s'agisse de vases, ou de figurines, présentent un aspect bien particulier : les glaçures plombifères coulaient en effet lors de la cuisson, ce qui produisait des effets d'autant plus intéressants qu'elles ne recouvraient parfois qu'une portion de la céramique, le reste conservant sa couleur crème naturelle. Contrairement à ce que laisse entendre l'appellation de « trois couleurs », les plus belles statuettes Tang pouvaient parfois comprendre jusqu'à une douzaine de couleurs différentes.
Les fours qui produisaient des céramiques « trois couleurs » se trouvaient dans les provinces du Henan, du Hebei, du Shaanxi, du Shanxi, et du Hunan. Le biscuit sancai était tout d'abord cuit sans glaçure, à 900 °C. Puis on rajoutait les glaçures, pour cuire la poterie à une température d'environ 1 000 °C.

#### Figurinesyong

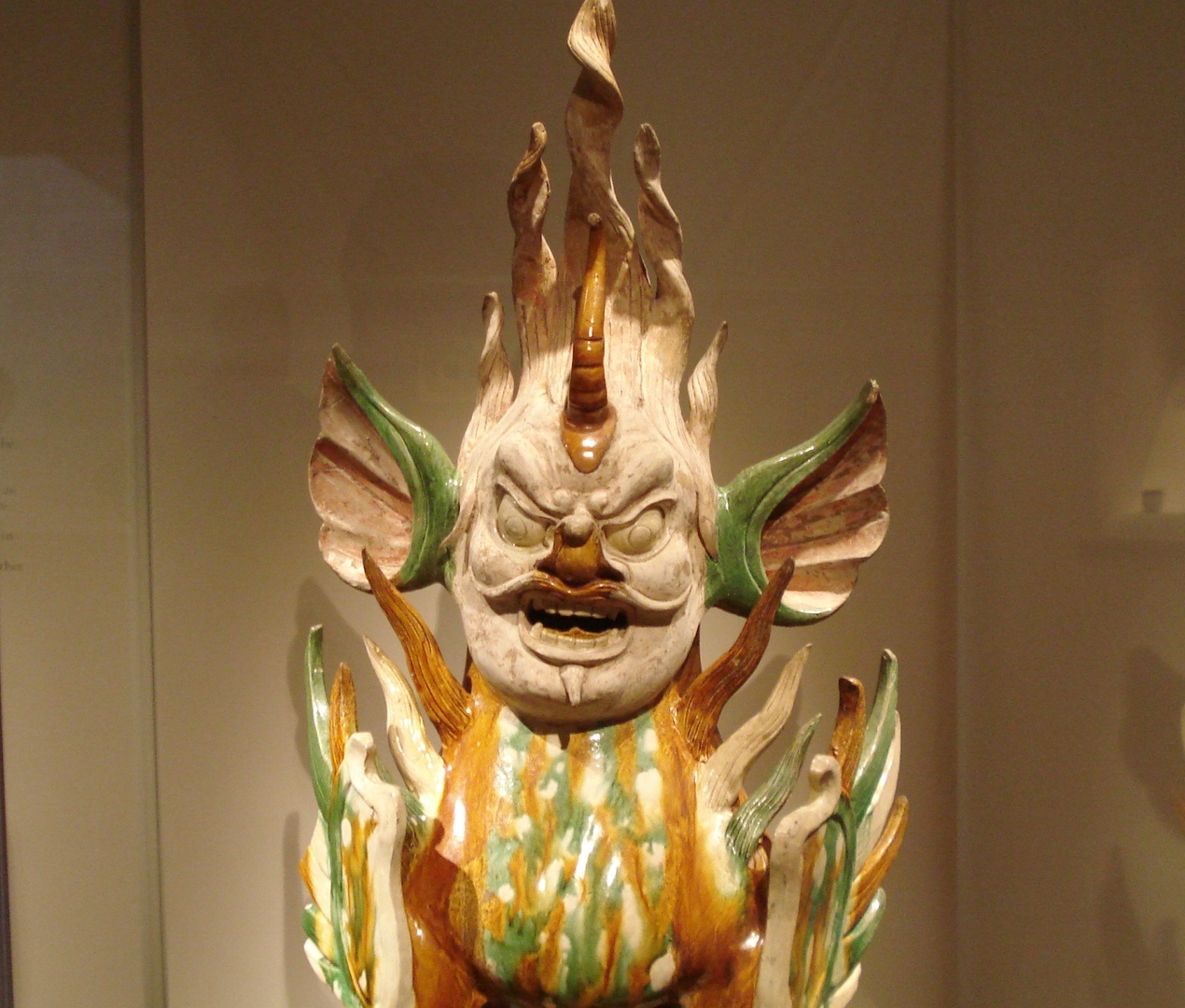
Statuette « trois couleurs » shenmushou, « créature gardienne de tombe ». Freer Gallery of Art

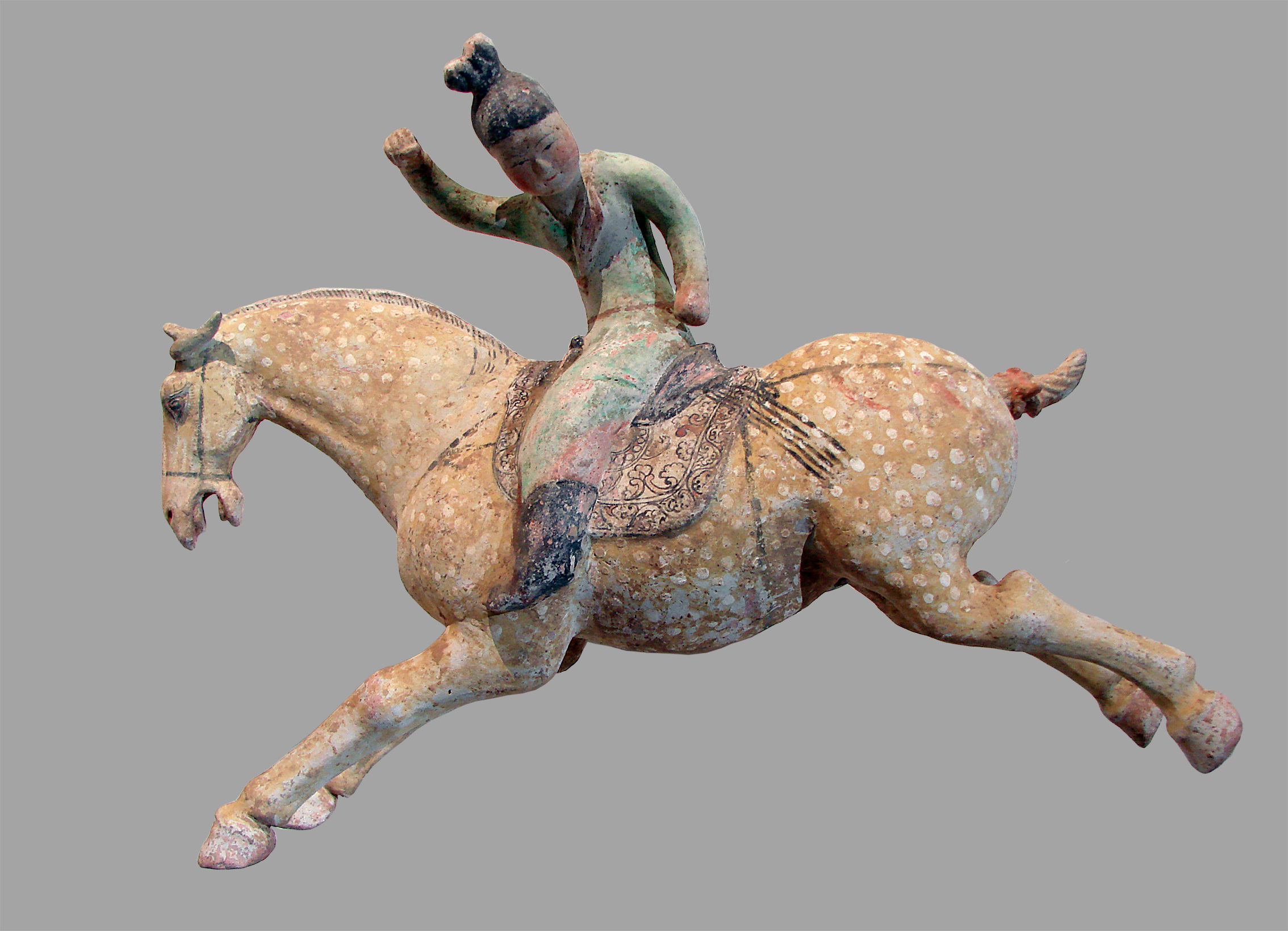
Joueuse de polo à l'époque des Tang : un sport apprécié des femmes. Musée Guimet.

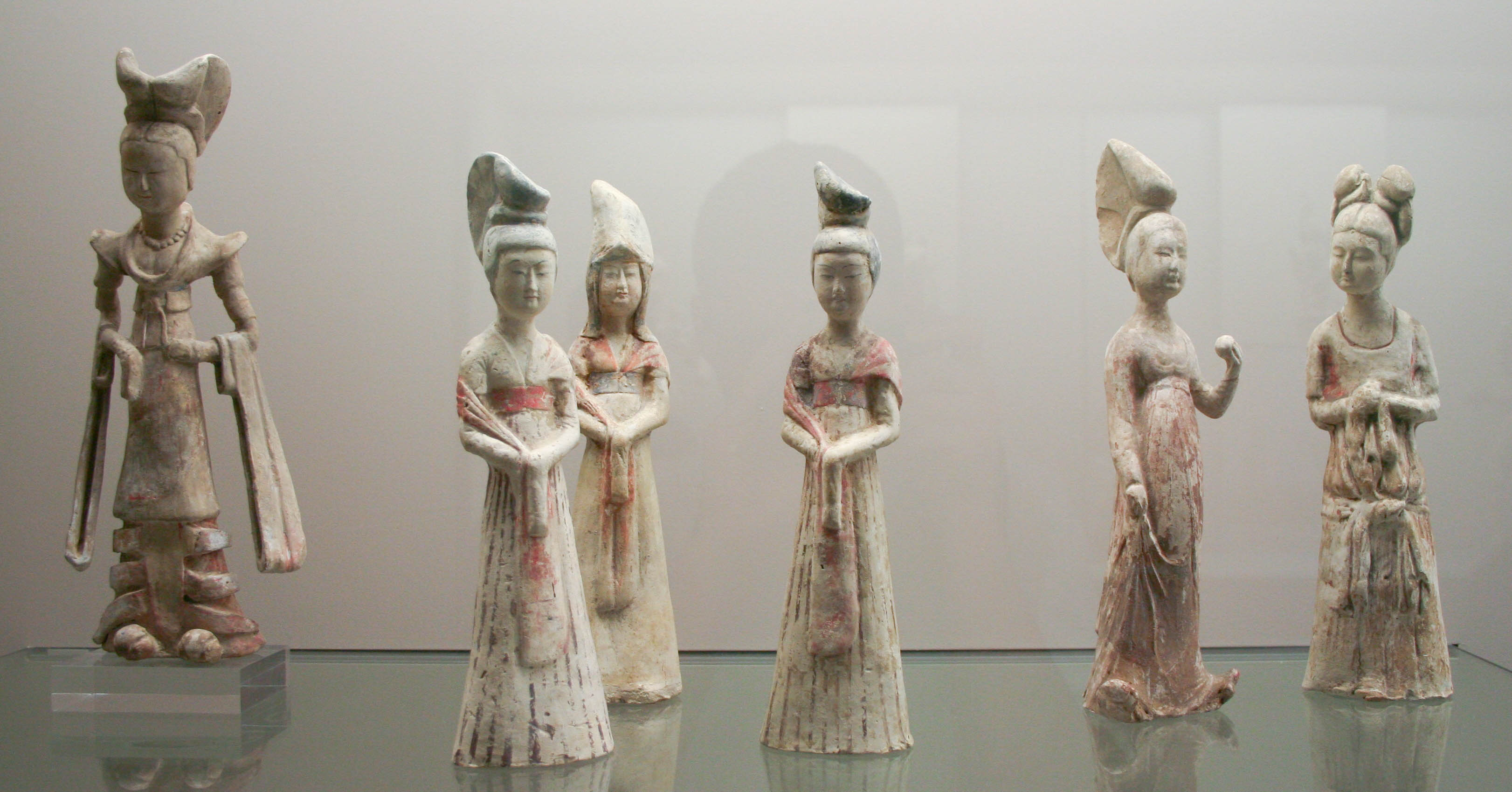
Figurines yong de l'époque des Tang. Musée Cernuschi

Les figurines yong (chinois : 俑 ; pinyin : yǒng) sont des figurines faisant partie du mobilier funéraire (mingqi) ; elles sont souvent de petite taille, et représentent par exemple des danseuses Tang aux longues manches, ou des musiciennes, ou encore des dames de la Cour aux costumes complexes. Ces petites pièces sont en général monochromes, et ne font que peu appel à une glaçure. Ces figurines sont la plupart du temps moulées, souvent le corps d'une part, la tête d'autre part, et parfois sculptées pour en affiner la décoration.
La terre cuite utilisée est d'une couleur crème très pâle. Il existe des figurines yong plus importantes, telles que les statuettes d'hommes ou de femmes à cheval, de colporteurs sogdiens, ou encore de chameliers, qui présentent souvent un type europoïde, et non pas chinois. Ceci rappelle le dynamisme commercial de la Chine des Tang sur la route de la soie où les Sogdiens étaient les principaux acteurs,, il s'y rencontraient toutes sortes d'objets provenant de civilisations différentes, et où l'on croisait les caravanes de chameaux de Bactriane utilisés pour traverser les déserts d'Asie centrale. Parmi les plus grandes statuettes funéraires, on trouve des palefreniers, des fonctionnaires civils, des guerriers, des « gardiens de tombe », ou encore des « rois célestes », qui protégeaient la tombe des mauvais esprits.
Ces figurines de grande taille sont en général des céramiques « trois couleurs » (sancai).

### Céramiques Song

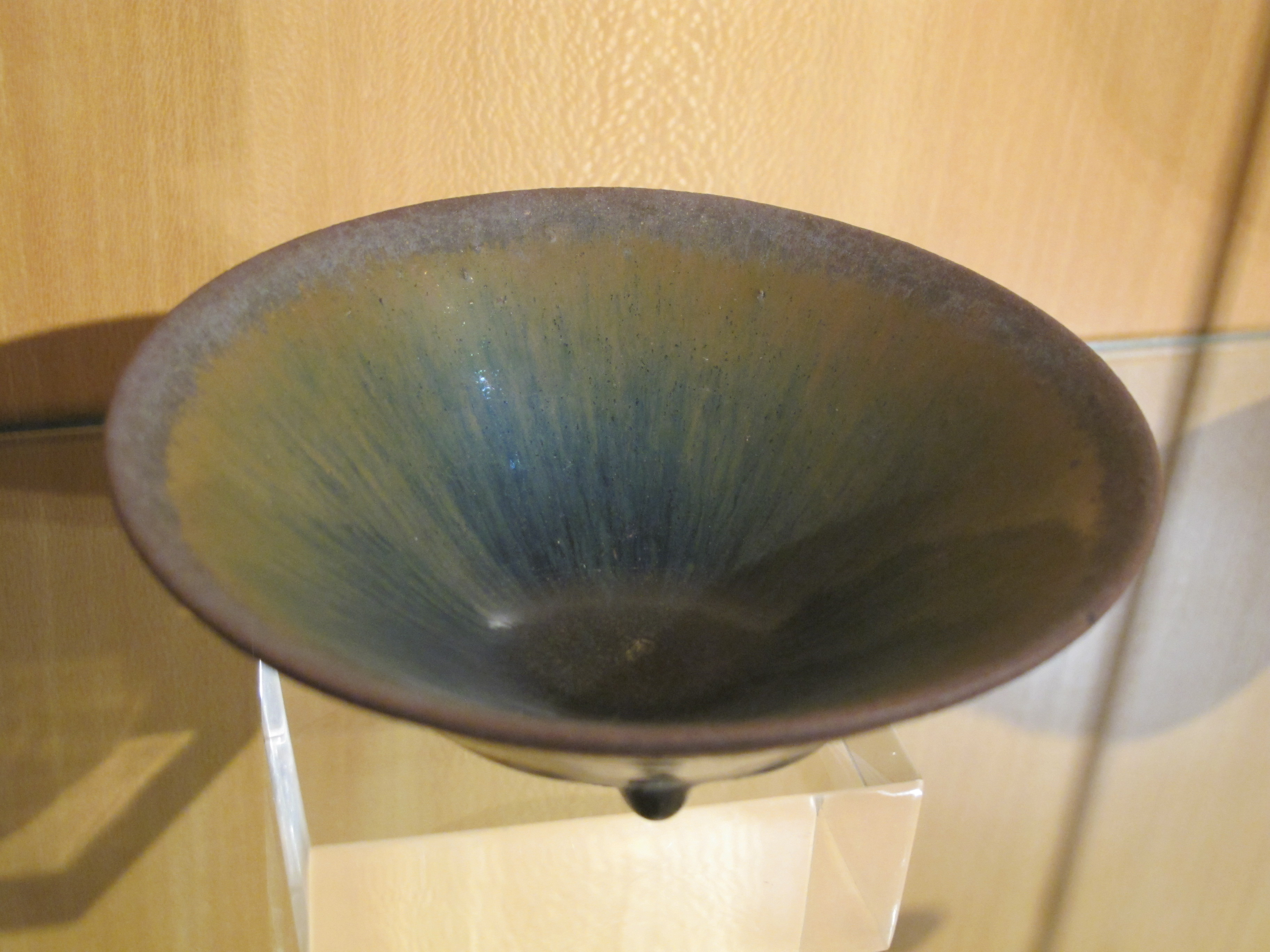
Bol à thé. Grès à couverte brune dite "fourrure de lièvre". H 4.5 cm, diam. ouv. 11.5 cm. Dynastie des Song du Sud (1127-1279). Musée Labit, Toulouse

Les porcelaines de la dynastie des Song (960 - 1279) furent renommées dans le monde entier pour leur beauté « classique » : formes simples et élégantes, glaçure unie, sur le modèle des céladons. À la différence du monde coloré et cosmopolite des Tang, les Song prisaient fort les classiques de la pensée confucéenne, et les nobles principes ; sur le plan artistique, ils privilégiaient une esthétique sobre et raffinée. Les céramiques d'époque Song sont d'ailleurs très souvent monochromes, et les motifs décoratifs, lorsqu'ils sont présents, restent très discrets.
L'empereur Huizong, qui régna vers la fin de la dynastie des Song du nord, fut un grand connaisseur, à qui on doit la création des ateliers du palais, et les progrès réalisés alors par la céramique chinoise. Les innovations techniques furent nombreuses pendant la dynastie des Song : les grands fours du nord commencèrent à utiliser le charbon à la place du bois ; à Jingdezhen on développa des fours plus élaborés, qui pouvaient atteindre une température de 1 300 °C ; on commença à utiliser le huozhao, épreuve de cuisson, qui faisait appel à un échantillon dont on pouvait surveiller la cuisson de l'extérieur.

#### Céladons
Les céladons sont probablement les céramiques Song les plus connues en Occident.
Le céladon (chinois : 青 ; pinyin : qīng : vert ou bleu-vert, couleur de l'herbe) désigne un grès porcelaineux, cuit en réduction à haute température, avec une couverte très vitrifiée.
Le centre de production le plus important, au Nord, était celui de Yaozhou, près de la ville de Tongchuan, dans le Shaanxi. Ces céladons, d'une couleur brun-vert caractéristique, due à l'oxydation lors du refroidissement du four, présentent très souvent un décor discret en léger relief, moulé, incisé, ou encore gravé, mais toujours très net, qui donne un aspect soigné à la pièce.
Au Sud, les céladons sortis des fours de Longquan, dans le Zhejiang, de couleur plus pâle, vert olive, parfois même jaunâtre, diffèrent nettement des yaozhou. Les fours de Longquan atteignaient une température de cuisson de 1 180 à 1 200 °C sous les Song du Nord, pour atteindre plus tard 1 230 à 1 280 °C sous les Song du Sud.

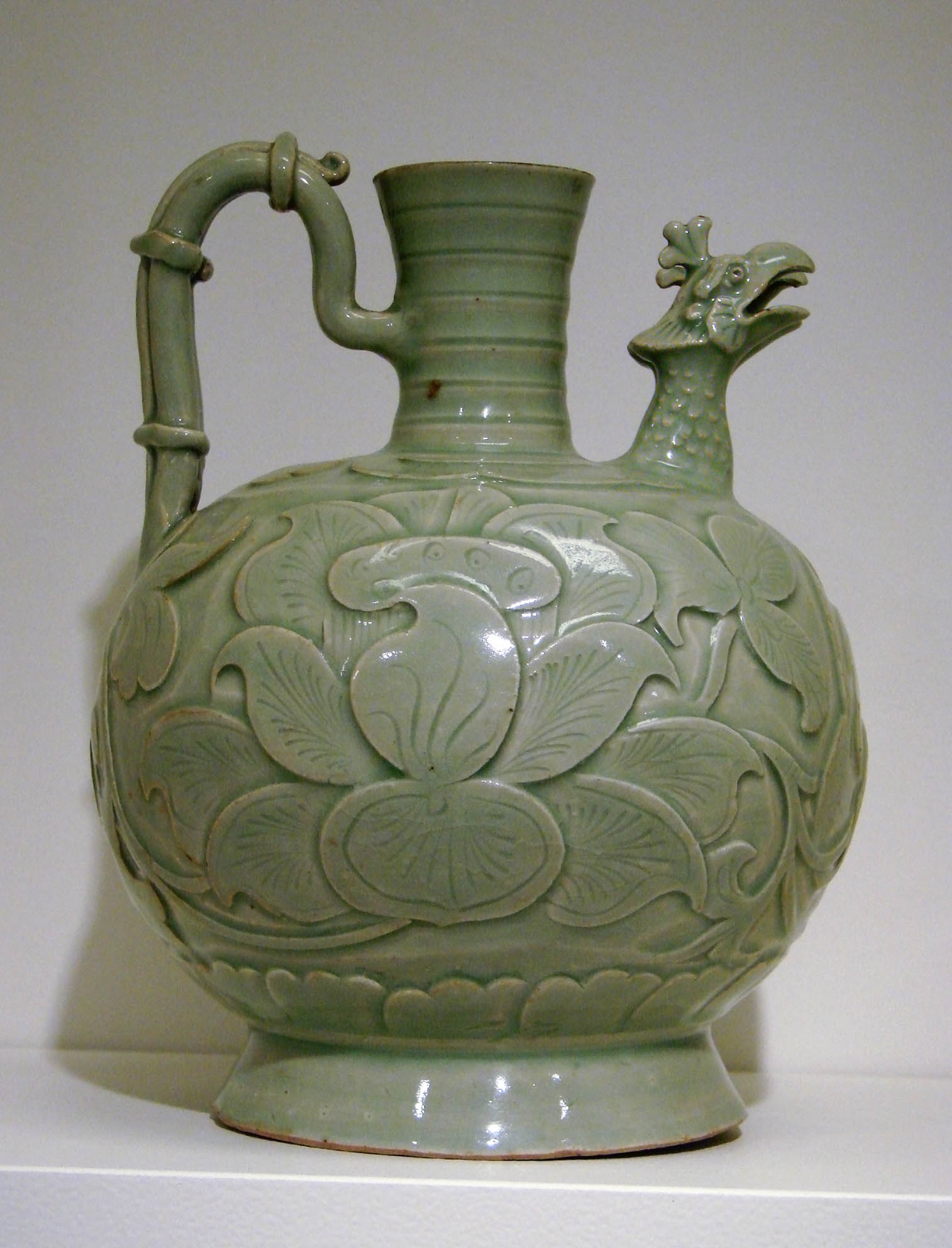
Verseuse à double bec, Grès gris à couverte céladon Yaozhou, décor modelé et gravé. Fin Cinq Dynasties (907-979) / déb. Song. (960–1127). Musée Guimet
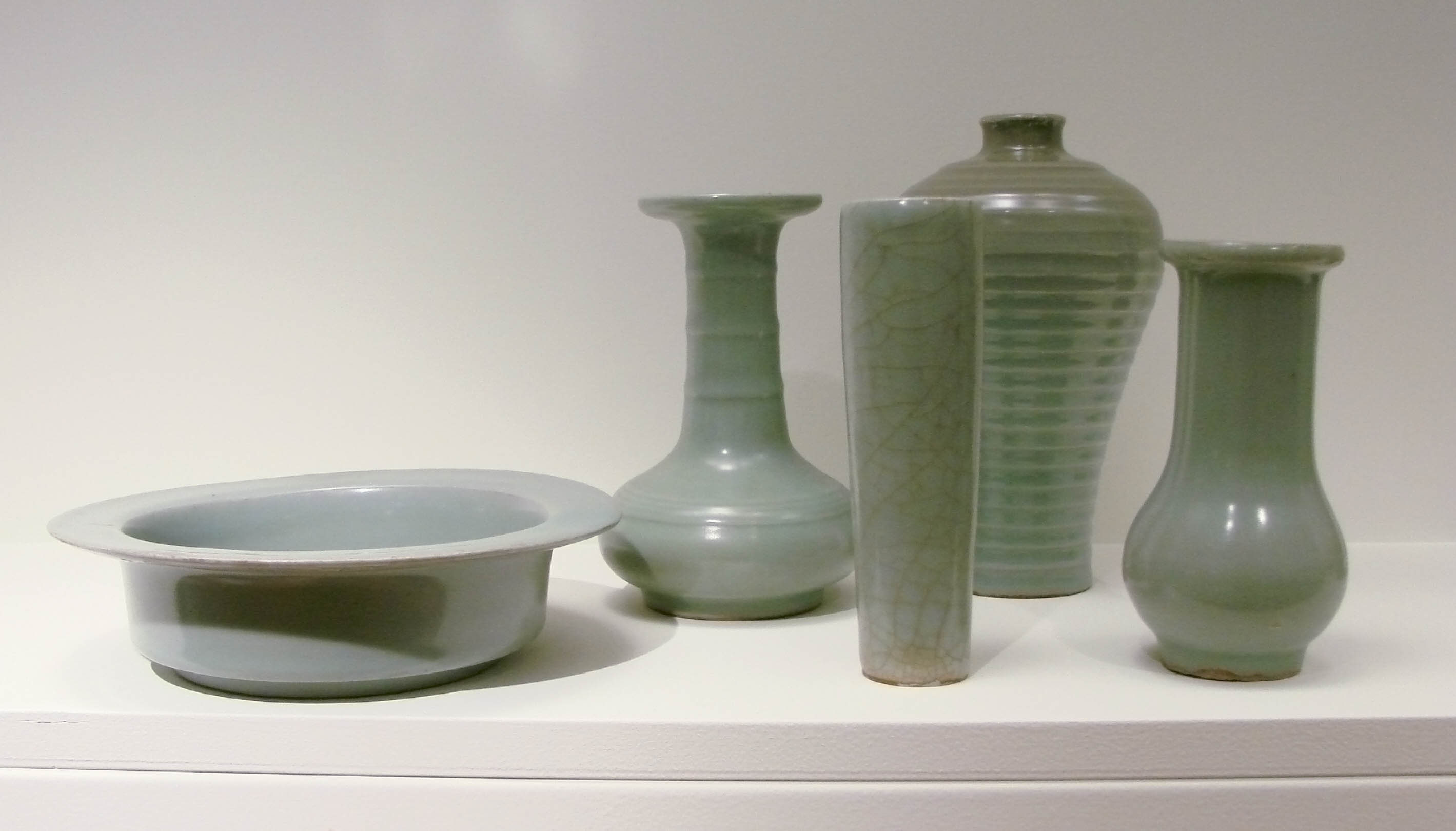
Ensemble de grès à couverte céladon, Longquan. Song du Sud, XIIIe s. Musée Guimet
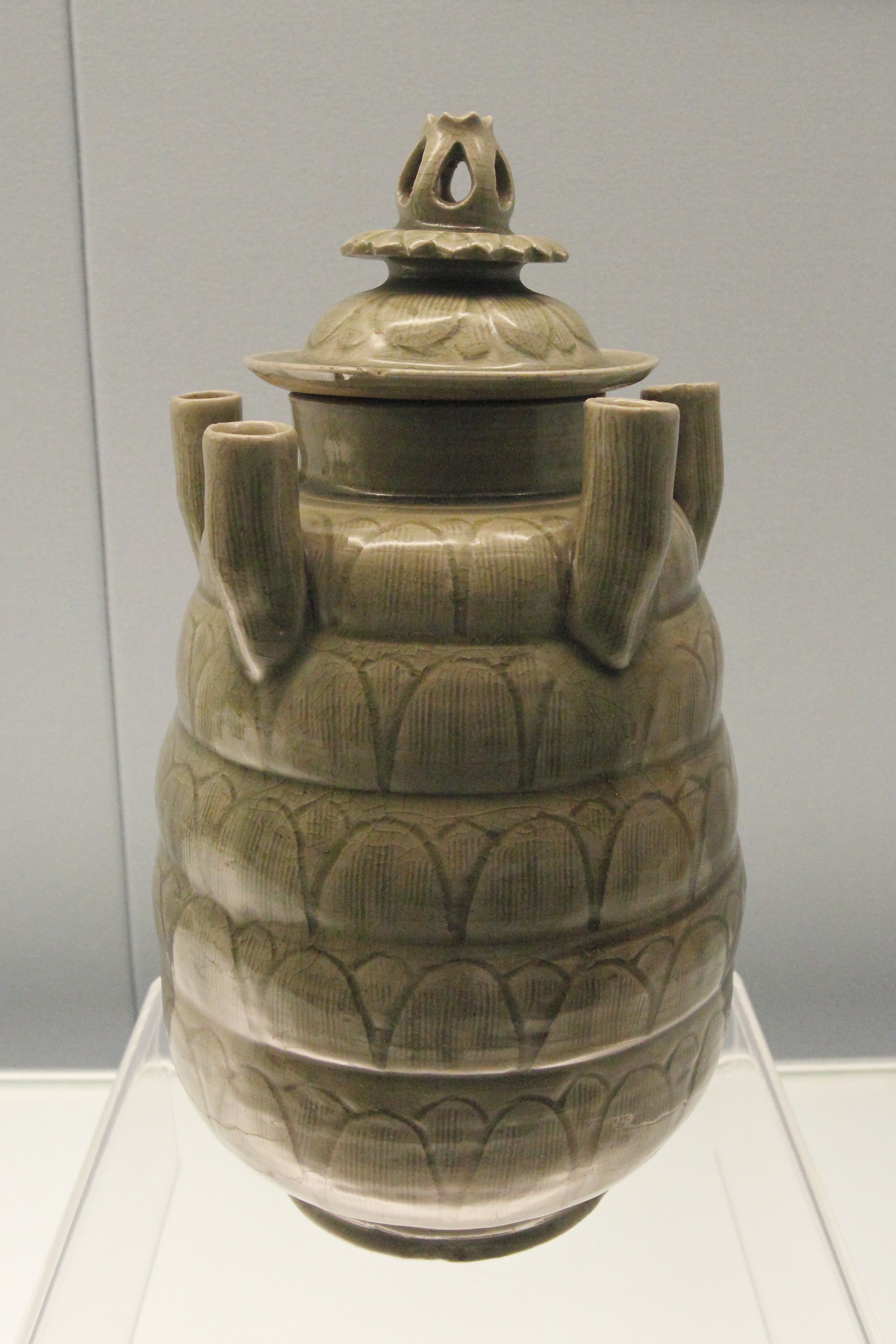
Jarre à cinq tubes, aux pétales de lotus. Grès à couverte céladon, Longquan. Vers 960-1279. Musée de Shanghai
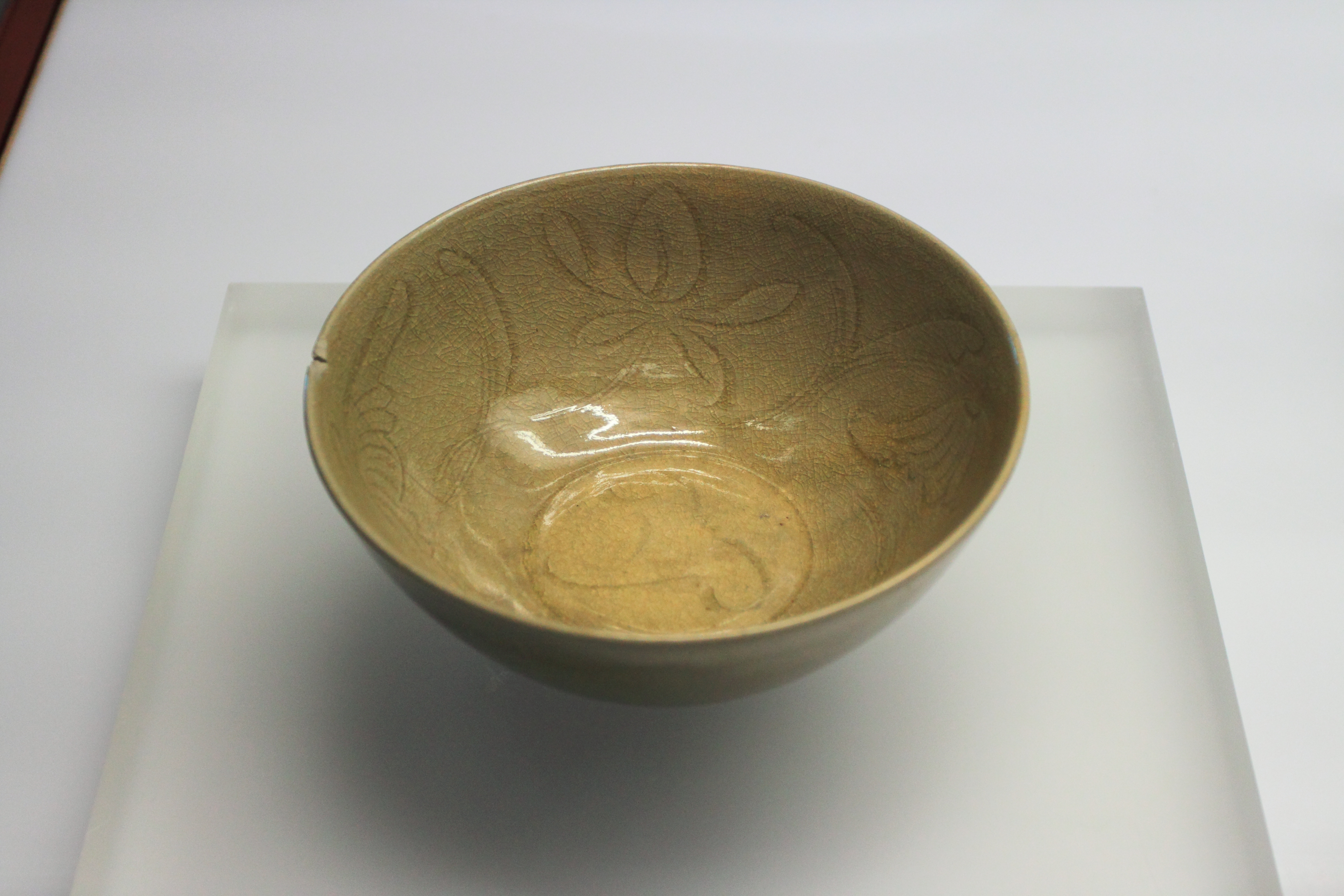
Bol à décor incisé, céladon Longquan. Song du Sud. Musée provincial du Guangdong

#### Céramiqueding

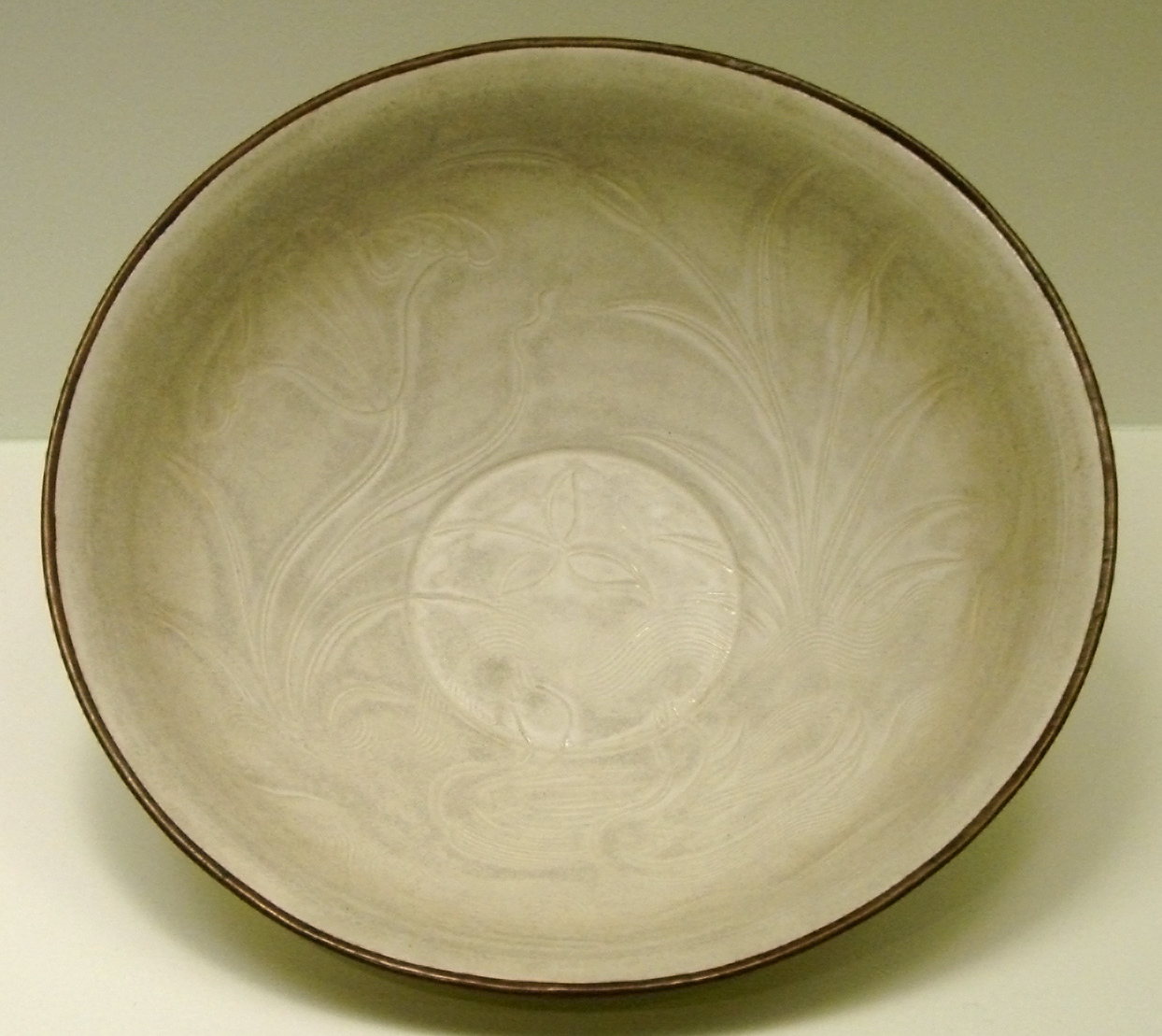
Bol. Porcelaine ding, à couverte blanche. Song. Musée Guimet

Les ding (chinois : 定瓷 ; pinyin : dìngcí)) sont des porcelaines blanches exécutées sous les Song, présentant souvent une fine bordure sombre, de belle allure, même si, à la différence des Guan, par exemple, ce n'étaient pas en principe des pièces officielles utilisées par la Cour impériale. Le plus grand centre de production des ding se trouvait trente kilomètres au nord de Quyangxian, dans la province du Hebei, et en particulier au village de Jiancicun, qui, déjà sous les Tang, produisait des céramiques blanches rivales des xing.

#### CéramiqueRu
Les céramiques à couverte Ru (chinois : 汝 ; pinyin : rǔ) furent produites pour la Cour impériale à partir de 1107, à Baofeng, dans la région de Ruzhou, Henan ; cette production ne dura que vingt ans, jusqu'en 1127, date à laquelle les Song du nord abandonnèrent Kaifeng.
Ce sont des céladons de très grande qualité, sans aucun décor, d'une couleur très particulière, puisqu'ils sont d'un bleu très pâle, que les amateurs chinois qualifient de « bleu ciel après la pluie ». Cette couverte est onctueuse, et présente parfois de fines craquelures. Les contemporains tenaient ces céladons dans la plus haute estime. Il n'en existe plus guère aujourd'hui que soixante-dix pièces en tout. Ce n'est que récemment, en 1987, que l'on a découvert que le lieu, perdu depuis le XIIe siècle, où étaient produits les Ru se trouvait dans le Henan, à Baofeng, où se trouvaient des fours impériaux.

#### Céramiquejun

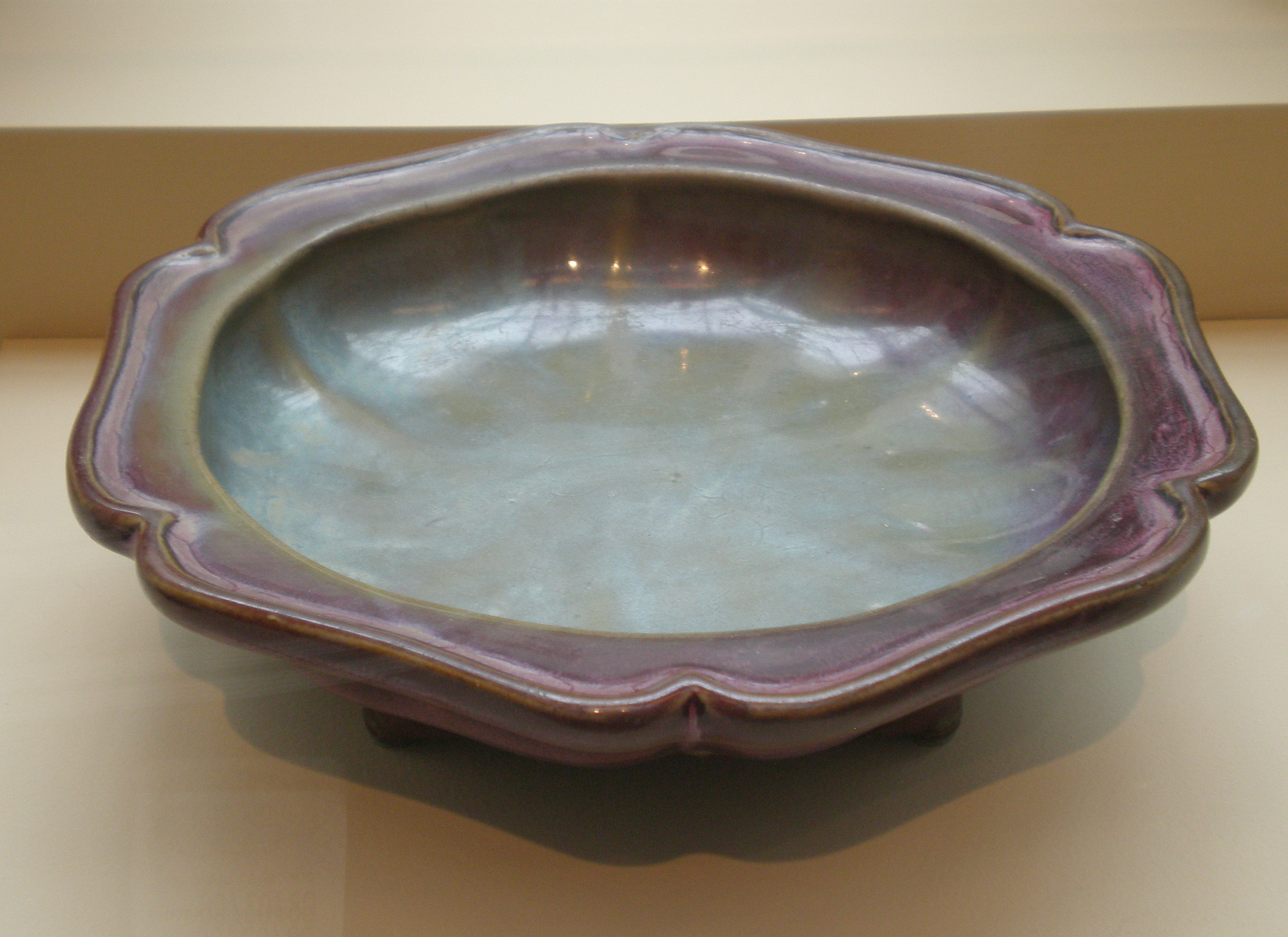
Bol jun de la dynastie des Song

La céramique jun (鈞窯), ou « glaçure flambée », est un autre style de porcelaine utilisée à la cour des Song du nord. Il se caractérise par un corps plus épais que les céramique ding ou ru ; les jun ont une couverte vitrifiée avec des reflets lavande ou pourpre, si épaisse et visqueuse d'aspect qu'elle produit l'impression de n'être pas encore figée. La production des jun était centrée à Yuxian, ou encore dans les environs de Lintu, dans le Henan.
Les premiers fours jun virent le jour sous les Tang. Pour produire les jun, il fut fait appel sous les Song à une innovation technique : au lieu d'utiliser l'oxyde de fer pour obtenir des glaçures rouges, comme on le faisait depuis deux mille ans, on utilisa pour la première fois de l'oxyde de cuivre. En raison du faible contenu en aluminium, les glaçures « flambées » de ce type ont une forte tendance à couler, ce qui explique leur aspect.
On peut considérer que les jun sont une variété de céladon. L'utilisation de cendres de paille dans la couverte lui donne ses reflets, dont la couleur peut varier du bleu ciel au bleu grisâtre et au pourpre, en passant par le bleu lavande. Les jun furent produits pendant toute la période de la dynastie des Song du nord (960-1126) et jusqu'aux dynasties Jin (1115-1234) et Yuan (1271-1368). On a découvert en 1964 l'emplacement de l'atelier officiel baguadong à Yuxian. Une céramique noire mouchetée a été produite dans la vallée de Xiaobai au cours de la dynastie Tang et peut être considéré comme étant le précurseur de la céramique jun.
Le fait de modifier la température des fours modifie la teinte de la couverte, technique connue sous le nom de yaobian

#### Céramiquesguanetge
Les guan (chinois : 官 ; pinyin : guān), comme les ge (chinois : 哥 ; pinyin : gē), sont des céramiques qui se caractérisent par un corps mince, contenant beaucoup de fer, une couverte blanche donnant une impression d'onctuosité, avec une couverte épaisse, pâle, d'un ton blanc ou beige. Les guan ou les ge présentent fréquemment un réseau de fines craquelures. Ce réseau de craquelures était obtenu par le potier en utilisant des coefficients de dilatation différents entre le corps et la couverte.

#### Porcelaineqingbai

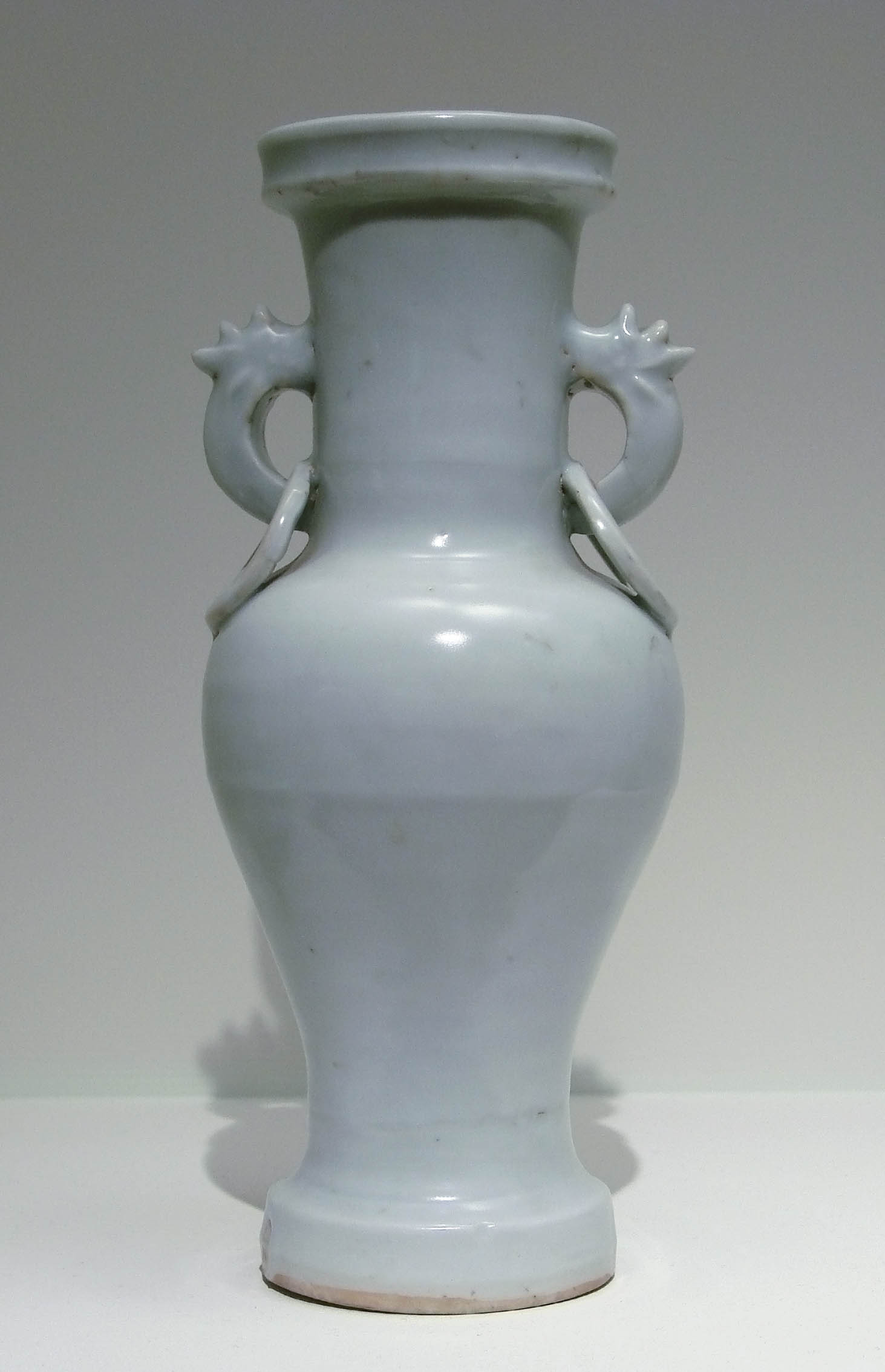
Porcelaine à couverte qingbai, dynastie Song. Musée Guimet
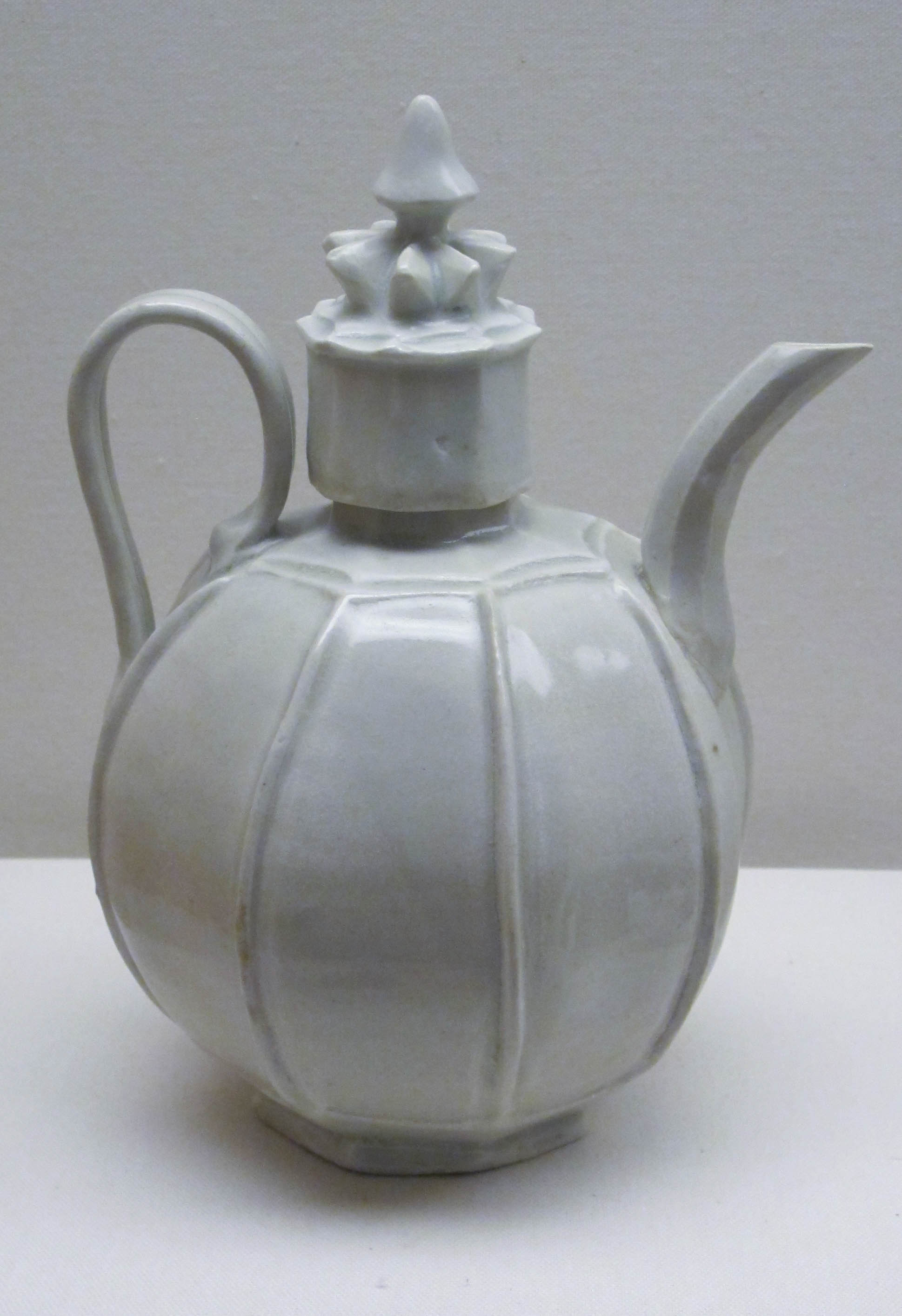
Verseuse Song. Porcelaine à couverte qingbai, H. env. 20 cm. Jingdezhen. Museum für Asiatische Kunst
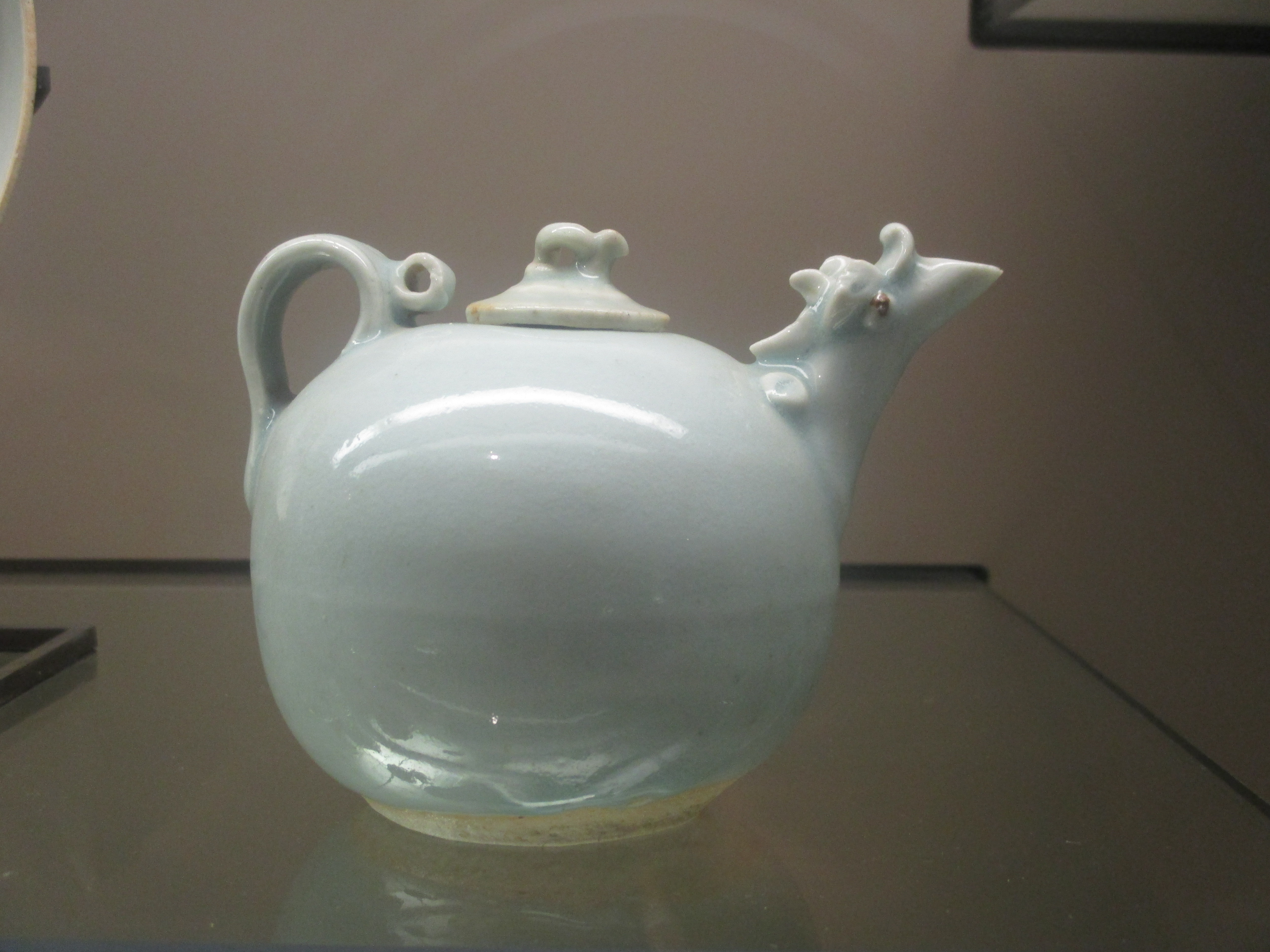
Verseuse qingbai à bec de phénix, époque des Song du Sud (1127-1279). Musée Cernuschi

On désigne sous le nom de porcelaine qingbai (« blanc bleuâtre » ; chinois : 青白 ; pinyin : qīngbái) ou yingqing (« ombre verte » ; chinois : 影青 ; pinyin : yǐngqīng) les porcelaines d'un blanc à couverte transparente très légèrement bleu, qui étaient fabriquées dans le Sud de la Chine, voire à Jingdezhen même. Elles sont très fines et très résistantes ; elles sont fréquemment ornées de petits décors incisés, puis moulés, tels que des guirlandes de fleurs ou des vagues. Le rebord des coupes peut être nu et cerclé de métal.
Lorsque, sur un corps blanc et fin, la couverte avait un contenu en fer peu élevé (moins de 1 %), les Chinois qualifiaient ces pièces, qui présentent un aspect très vitrifié, de « quasi-jade ».

#### Grèscizhou

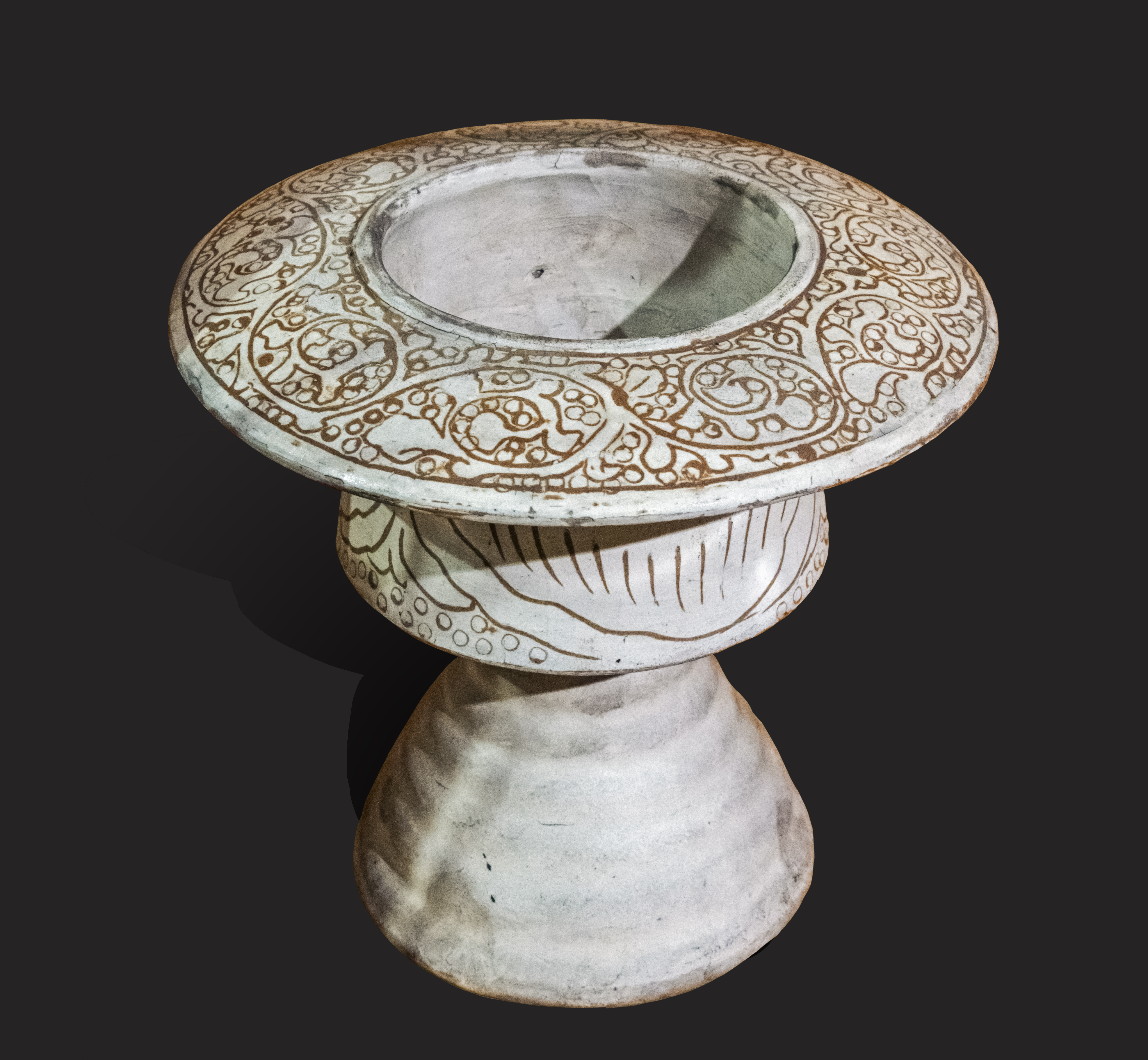
Support de coupe. Cizhou. Fin Song-début Yuan. Chine du Nord. Grès, engobe crème et brun, D :17 cm. Musée Labit. Toulouse

Les céramiques cizhou (chinois : 慈州 ; pinyin : cízhōu) sont une variété de grès provenant des fours populaires de Cizhou, en Chine du Nord. De couleur fréquemment grise ou chamois elles portent un décor peint, incisé ou gravé sur l'engobe blanc. Ce décor pouvait être obtenu de trois façons.
L'une des techniques consistait à recouvrir le vase d'un engobe blanc, et à inciser le décor de façon à mettre à nu le corps de l'objet; celui-ci était alors enrobé d'une couverte, laissant apparaître le contraste entre le corps brun de l'objet et l'engobe blanc.
On pouvait aussi utiliser le même procédé, en recouvrant tout d'abord l'objet d'un engobe brun, puis d'un engobe blanc, puis en incisant l'engobe blanc. L'inverse était également possible, en incisant un engobe brun posé sur un engobe blanc.
Enfin il pouvait être peint à l'oxyde de fer qui donnait aussi un ton brun sur l'engobe blanc.

### Céramiques Yuan

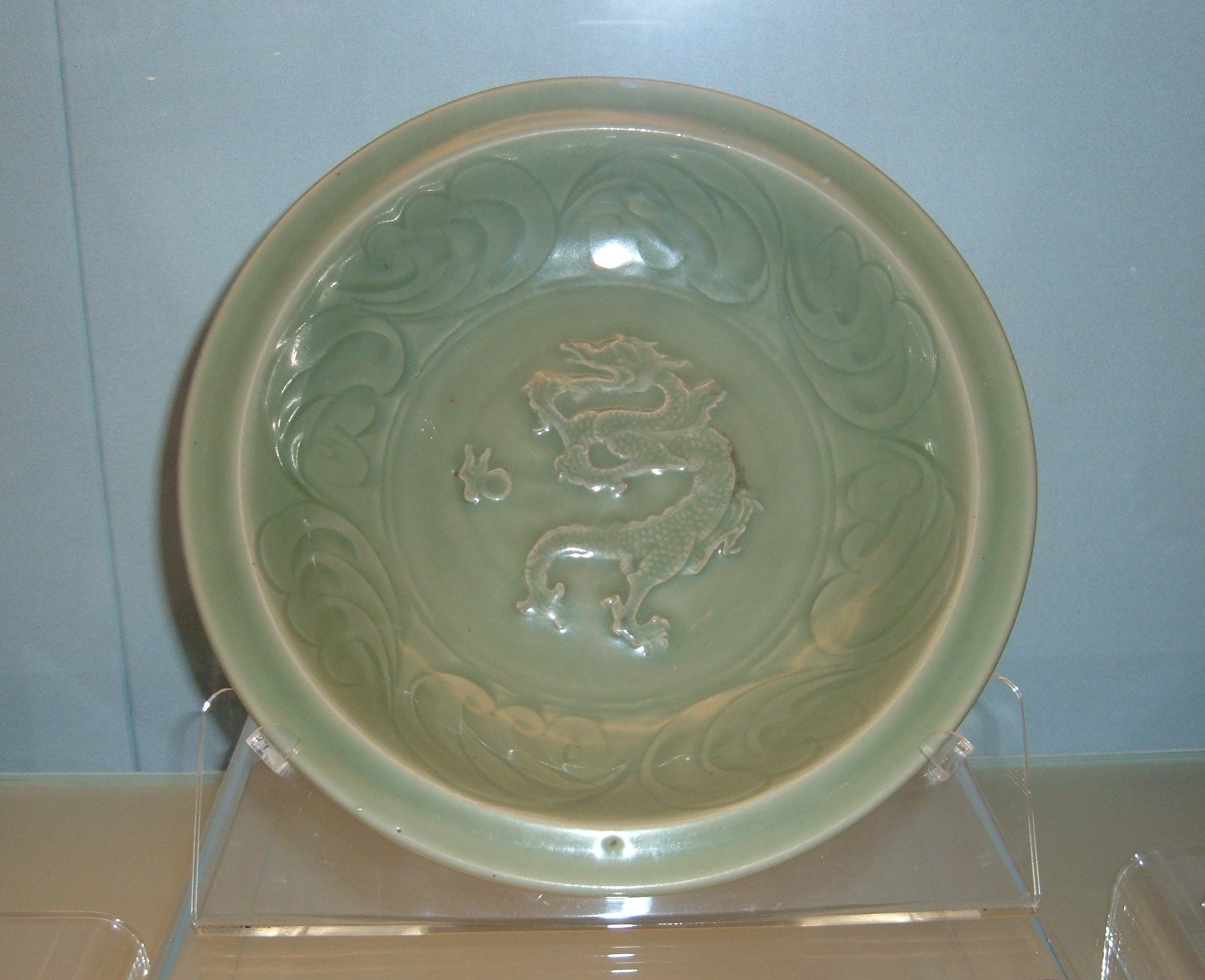
Grès à couverte céladon Longquan, décor gravé et dragon appliqué. Yuan. Musée de Shanghai

La dynastie mongole des Yuan, héritière de Gengis Khan, régna sur la Chine de 1271 à 1368. Malgré le sort extrêmement dur qu'elle réserva aux populations chinoises,, elle sut encourager un certain épanouissement artistique, et promouvoir les échanges économiques et les échanges d'idées, parmi une cour cosmopolite. C'est d'ailleurs à cette époque que Marco Polo passa de nombreuses années à la cour de Kubilai Khan.

#### Céladons Yuan
Les Yuan produisirent un grand nombre de pièces de céladon : les céladons yaozhou présentent de nouveaux motifs souvent empruntés à la nature, comme les cerfs, les poissons, les rhinocéros ; les gravures se simplifient, et les céladons yaozhou deviennent un article populaire.
Les céladons longquan, d'une couleur souvent plus claire, continuent à être produits comme du temps des Song ; les ateliers se multiplient, et on en compte jusqu'à trois cents le long du fleuve Ou. Ces céladons longquan atteignent sous les Yuan de grandes dimensions, puisque certains plats atteignent 70 centimètres de diamètre. La production de céladons longquan du temps des Yuan se caractérise par la nouvelle technique d'utilisation de motifs moulés, que l'on applique sur la pièce : dragons, fruits, poissons font partie des motifs les plus fréquents.
C'est sous la dynastie des Yuan que les céladons firent la conquête de nombreux autres pays : ils s'exportèrent vers l'Inde, et surtout, vers l'Empire Ottoman, puisque Istanbul abrite actuellement, au palais de Topkapi, la plupart des céladons d'époque Yuan.
Outre les céladons, les Yuan continuèrent également de produire des céramiques jun et qingbai.

#### Porcelaines Yuan «bleu et blanc»

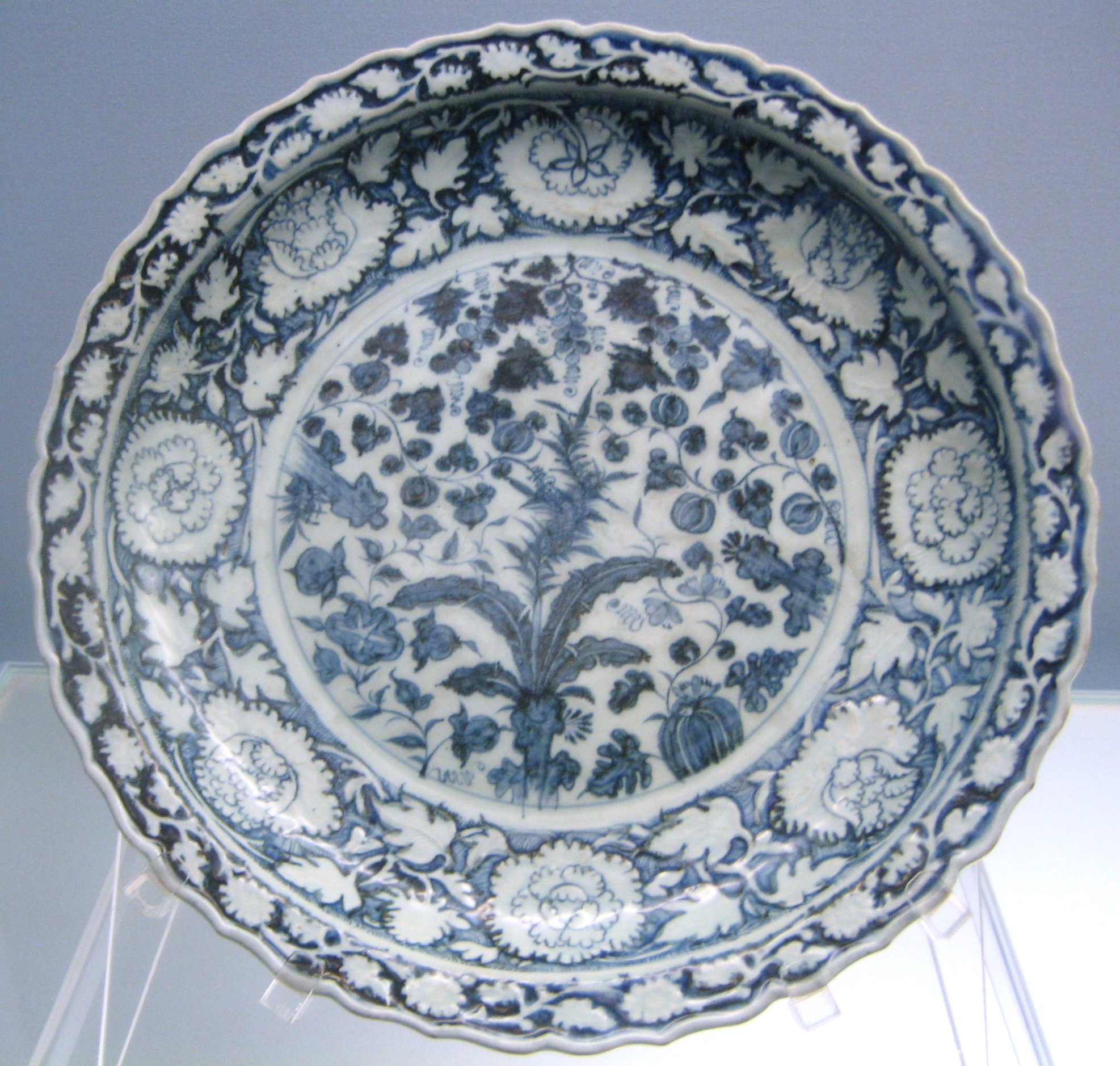
Plat, bordure à huit feuilles. Porcelaine, fond peint vernissé, décor appliqué bleu : melons, bambous, raisins. Jingdezhen, Yuan tardif. Shanghai Museum

Mais surtout, on voit apparaître des vases « bleu et blanc » dont le décor est réalisé avec un bleu de cobalt importé depuis l'ouest de l'Empire mongol, au Moyen-Orient. Les fours sont pour l'essentiel situés à Jingdezhen, dont la position à proximité des ports du sud permettait la commercialisation à grande échelle vers le monde entier. La fantaisie des décors contraste alors avec le style épuré des céramiques Song. Sous l'influence de la peinture Yuan, de riches décors apparaissent donc sur ces vases, qui s'inspirent de la nature, avec des fleurs en tous genres et des animaux réels ou mythiques, tels que dragons et phénix. Ces décors auront un succès mondial et durable. Bien souvent, ces vases « bleu et blanc » prendront des formes octogonales, soit au niveau du corps du vase lui-même, soit au niveau de son couvercle ou de sa base, que l'on ne retrouve pas dans la production des dynasties précédentes ou postérieures.
Sous la dynastie Yuan, les fours de Jingdezhen améliorèrent la qualité technique de leur production, tout en s'éloignant du style classique des Song pour s'intéresser à l'art arabe, et concevoir des pièces « bleu et blanc » au décor exubérant. Ces évolutions contribuèrent à établir Jingdezhen comme le grand centre de production de la porcelaine pour les siècles suivants.

### Céramiques Ming

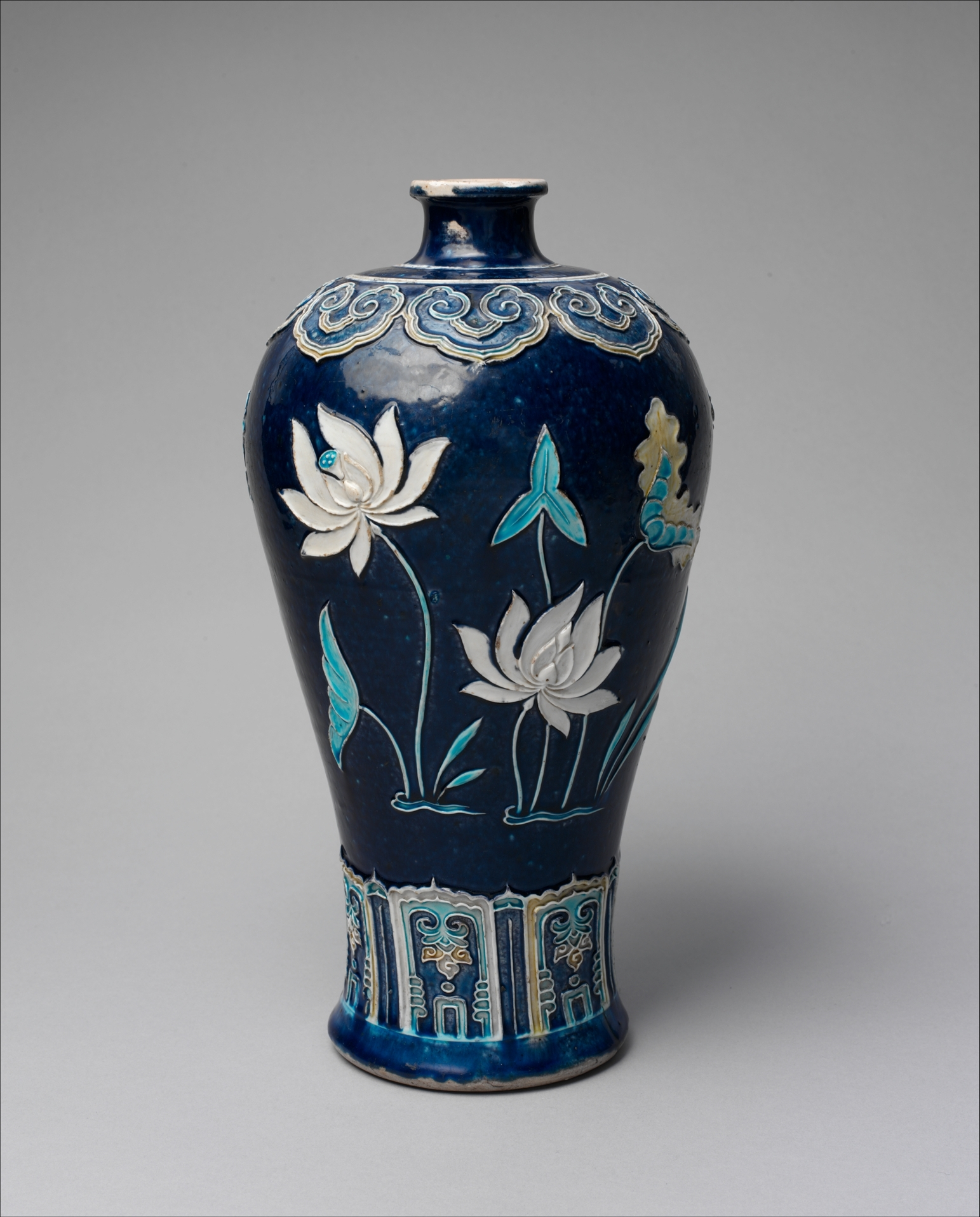
Vase. Porcelaine fahua à décor cloisonné de lotus. H. 36,8 cm. Fin XVe siècle. The Met
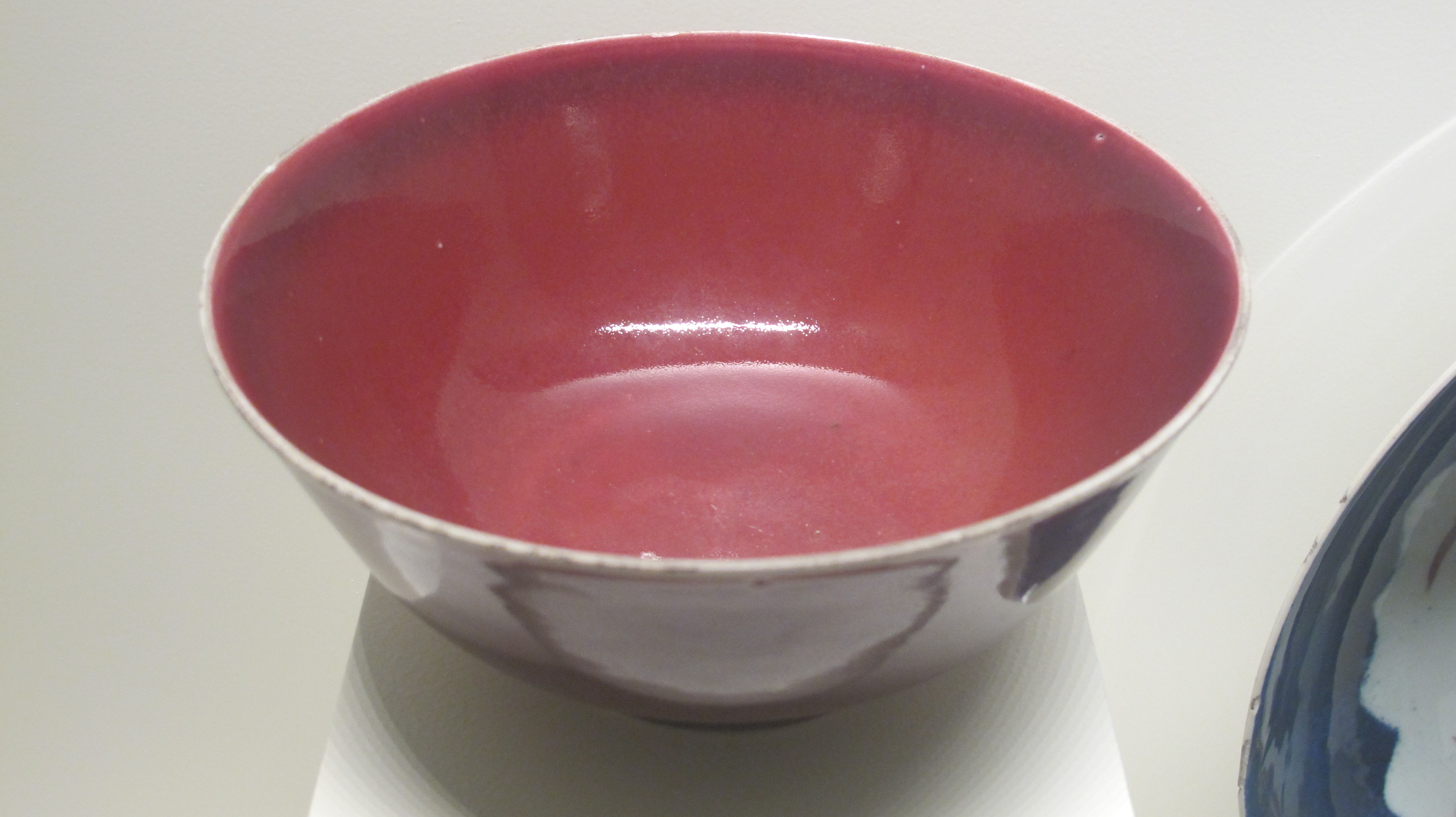
Bol. Porcelaine monochrome rouge de cuivre sous couverte. Chine du Sud. Mi XVe siècle. Musée Guimet
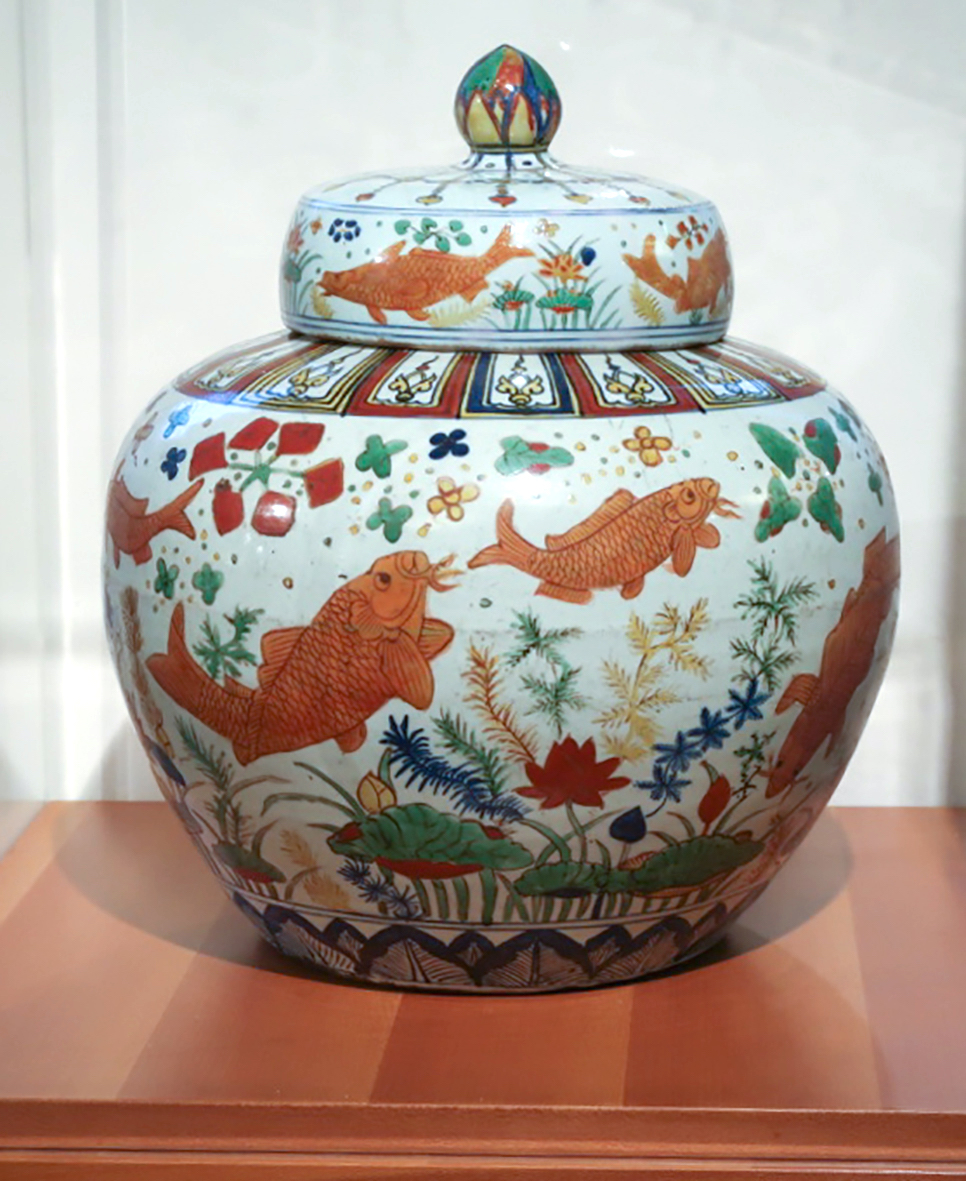
Porcelaine Jingdezhen polychrome wucai. Poissons et végétation aquatique. Règne Jiajing 1507-1567. H. 46 cm. Musée Guimet
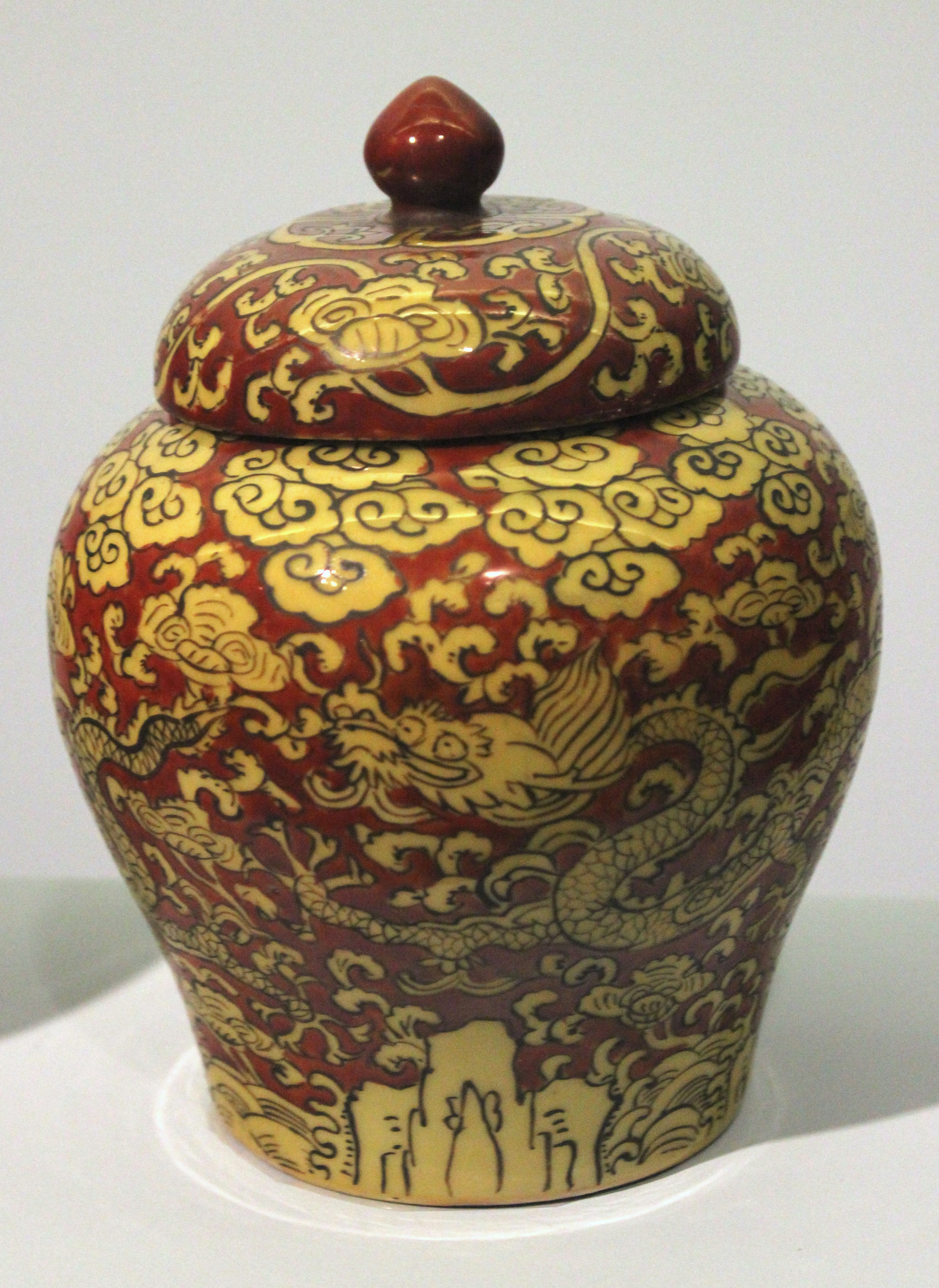
Porcelaine Jingdezhen rouge et jaune wucai. Dragon et nuages. Règne Jiajing. H. 14 cm. Musée Guimet
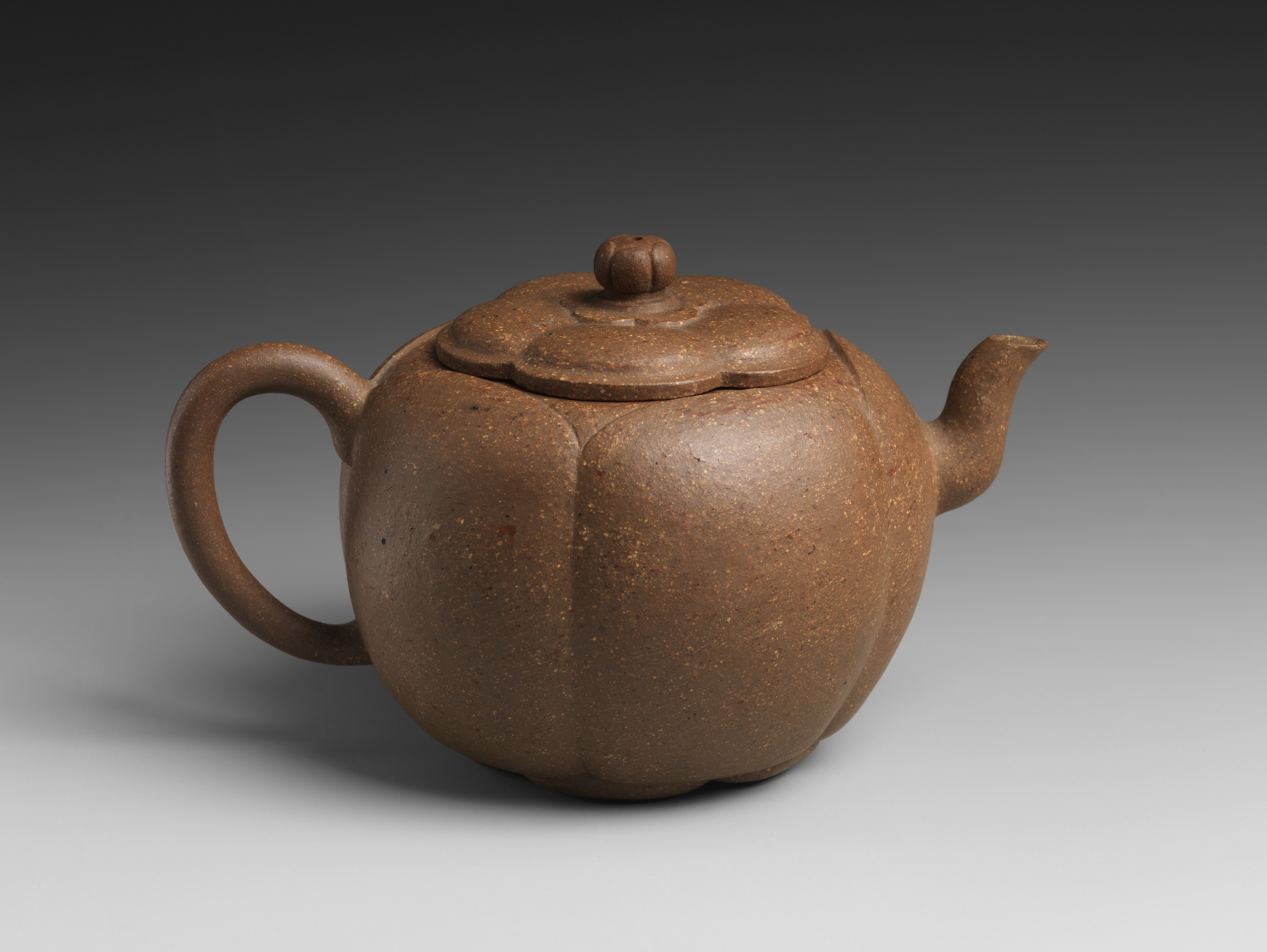
Théière en grès de Yixing, début XVIIe siècle, H. 9,5 cm. The Metropolitan Museum of Art.
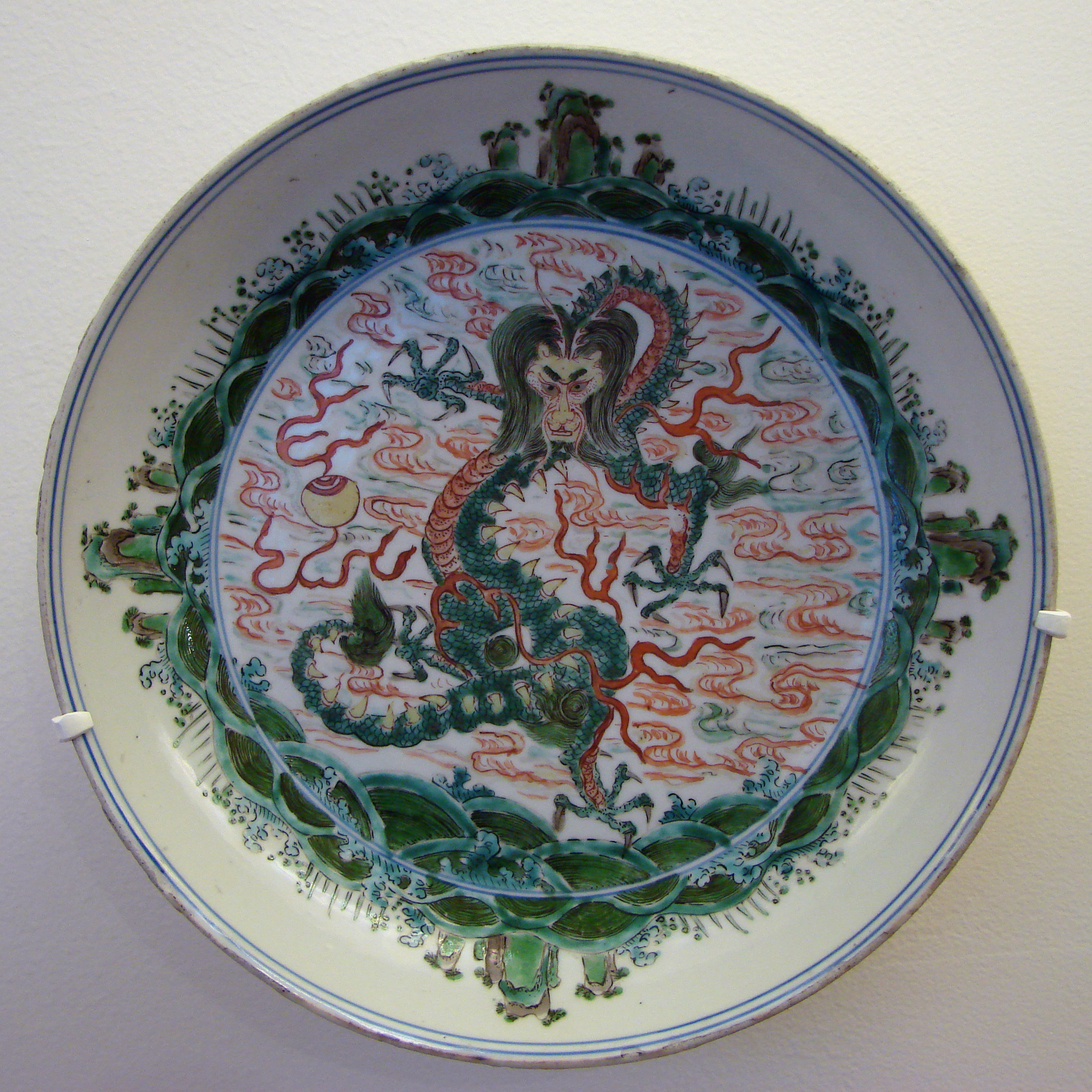
Plat. Porcelaine Jingdezhen polychrome wucai. Dragons, rochers et nuages. Règne Chongzhen, 1618-1644. Musée Guimet
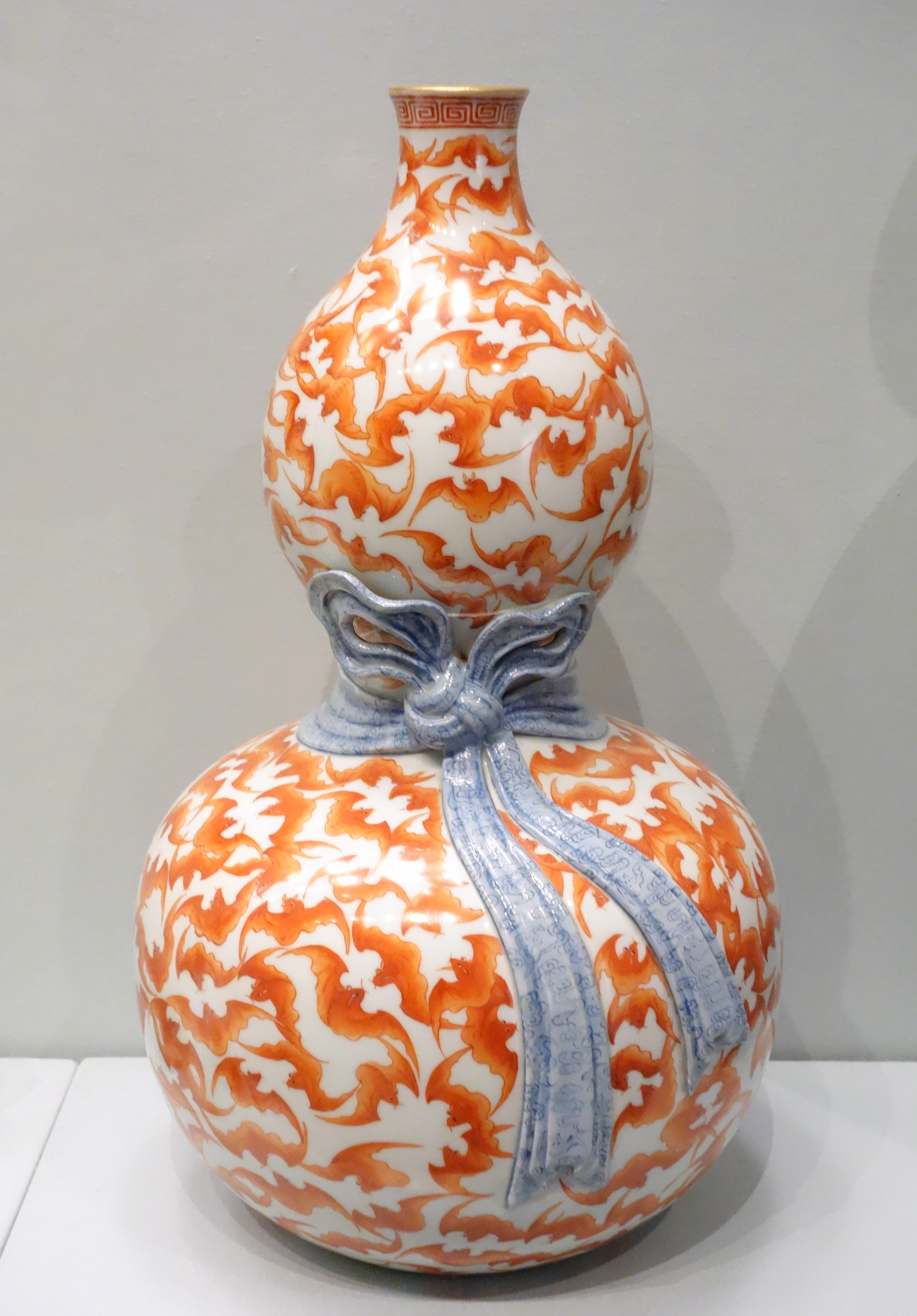
Vase en forme de gourde aux chauves-souris rouges. Porcelaine Jingdezhen sous glaçure et sur glaçure. Règne Qianlong 1711-1799. AAM San Francisco

Sous les Ming (1368 - 1644), les céramiques « blanc de Chine », la poterie de terre naturellement rougeâtre de Yixing au Jiangsu, volontairement non vernie, et les pièces de Fahua au Shanxi, peintes de couleurs vives sont bien connues. Les pièces en « bleu et blanc » des ères Yongle, Xuande et Chenghua de la dynastie Ming sont particulièrement renommées.

#### Porcelaine Ming «bleu et blanc»

Bol. Porcelaine blanche à décor de fleurs et oiseaux en bleu sous couverte transparente. D. 12.3 cm. Vers 1600. Musée Hallwyl, Stockholm

On considère généralement que la dynastie des Ming a été l'âge d'or de la porcelaine « bleu et blanc ».
Jusqu'à la dynastie des Ming, et depuis les Tang, la couleur bleue des céramiques provenait du cobalt exclusivement importé du Moyen-Orient. Mais, au début de la dynastie des Ming, on découvrit du cobalt en Chine; il était un peu différent du cobalt persan, car le cobalt chinois contient un peu de manganèse, et donne en conséquence un bleu un peu moins pur. Aussi les potiers chinois mélangeaient-ils le cobalt chinois avec du cobalt importé. La proportion exacte de cobalt d'origine chinoise a permis de dater de façon assez précise les pièces d'époque Ming. Les plus belles pièces datent du règne des empereurs Yongle (1403 - 1424), Xuande (Ming Xuanzong) (1426 - 1435), Chenghua (Ming Xianzong) (1465 - 1487), et Zhengde (Ming Wuzong) (1506 - 1521). L'empereur Xuande, en particulier, s'intéressa personnellement à la céramique, et, à Jingdezhen, une soixantaine de fours étaient en action pour la Cour.
Vers la fin de la dynastie, la production de porcelaine « bleu et blanc » s'intensifia, à la suite de l'essor de l'exportation (notamment avec la diffusion de la porcelaine kraak vers l'Europe): on retrouve ainsi des porcelaines Ming « bleu et blanc » en Iran, à Istanbul, en Indonésie, au Japon, et en Europe.

#### «Blanc de Chine»

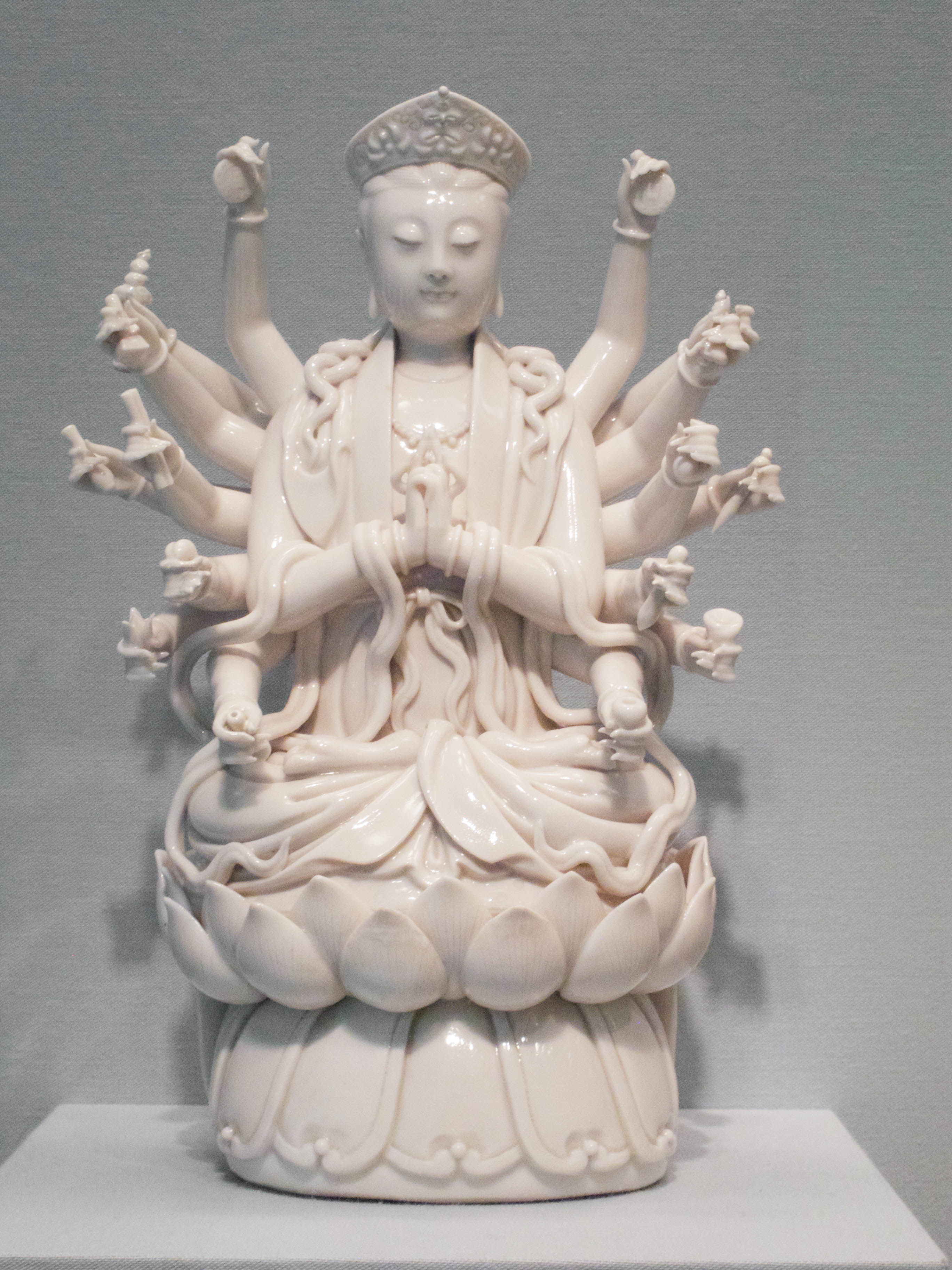
La divinité taoïste Doumu. Fours de Dehua, porcelaine moulée à décor sculpté. XVIIIe. Qing. A.A.M., San Francisco.

La production de « blanc de Chine » d'époque Ming a deux origines : elle vient tout d'abord de Jingdezhen, le grand centre de production depuis l'époque des Yuan, d'où sortent des pièces à la couverte onctueuse, avec parfois un « décor secret » (anhua), qui n'est visible que par transparence. La technique du anhua consiste à inciser un motif à la surface d'une pièce de porcelaine et à le recouvrir ensuite de cire. On applique une glaçure transparente sur toute la pièce qu'on fait ensuite cuire à une température de 1 350 °C pour vitrifier l'enduit. La chaleur fait fondre la cire qui révèle le décor secret non protégé par l'enduit. La partie incisée peut alors être recouverte d'émail qu'on recuit à une température plus basse pour vitrifier l'émail sans l'abîmer. Cette technique est une innovation qui date du milieu du XVe siècle.
Mais d'autres « blancs de Chine » sortent des ateliers du Fujian, dans le sud, et proviennent des fours de Dehua : leur style est plus lourd, et la couverte plus empâtée. Mais une question se pose sur les productions des fours de Dehua, qui est celle de leur datation : en effet, il n'est guère possible d'avoir la preuve que ces pièces datent bien de l'époque Ming, car la production à l'identique de « blanc de Chine » à Dehua a duré jusqu'au XVIIIe siècle, pendant la dynastie Qing. Son aspect très onctueux est lié à l'utilisation d'une argile particulière, blanche, pure, à faible teneur alcaline, appelée le « blanc de lait » ou le « blanc du gros cochon » : cette argile se vitrifie à 1 200 °C, donnant des pièces à la pâte légèrement molle.

### Céramiques Qing

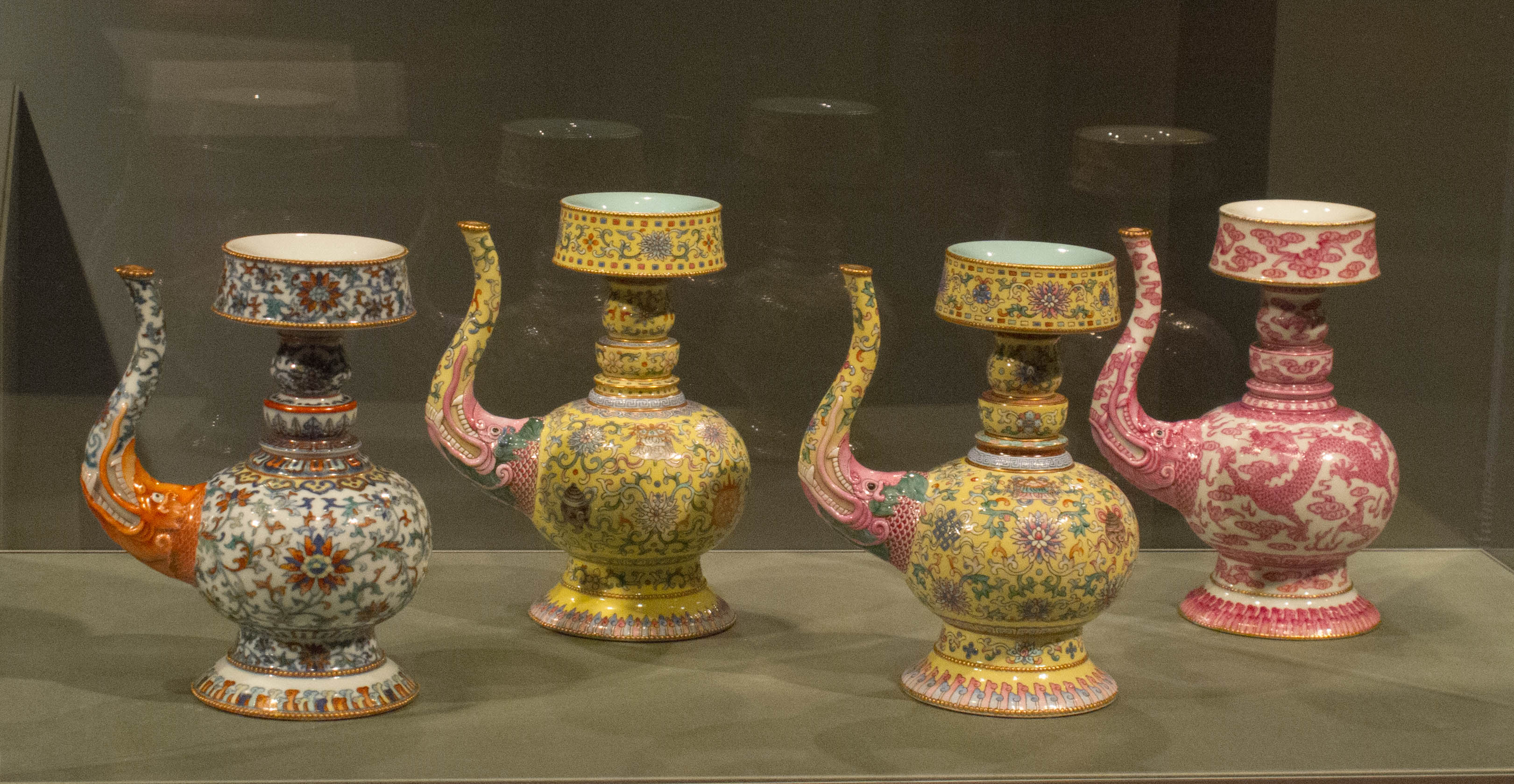
Quatre aiguières d’ablution de style tibétain. Porcelaine au décor à fond et couverte polychromes. H. 19,7 D. 15 cm. Jingdezhen, (‘’doucai’’). Qianlong (1736-1795). A A M, San Francisco.

Sous la dynastie des Qing, d'origine mandchoue, et qui régna sur la Chine de 1644 à 1911, les techniques et les décors se firent de plus en plus élaborés, encouragés par les grands empereurs que furent Kangxi, Yongzheng et Qianlong. Ce dernier était sans doute le plus exigeant, n'hésitant pas à définir les motifs qu'il souhaitait, ou à réprimander toute baisse de qualité. La production augmenta considérablement, puisqu'elle atteignit le nombre de 10 000 pièces produites chaque année pour la Cour impériale. La variété des différents styles de céramiques devint considérable : doucai 斗彩 (« couleurs liées »), susancai (« trois couleurs unies »), wucai 五彩 (« cinq couleurs ») qui mêlent l'utilisation du bleu de cobalt sous couverte à des émaux polychromes sur couverte, (les pièces de ce type à dominante verte sont appelés en Occident la « famille verte »), ruancai (couleurs douces), comprenant le falangcai 琺琅彩 (couleurs émaillées), le fencai 粉彩 (« couleurs poudreuses »), le yangcai 洋菜 (« couleurs occidentales »), et aussi les glaçures monochromes : « sang de bœuf », jaune impérial, « rouge occidental » (yanghong)... De plus, on continua à fabriquer certaines productions des époques antérieures, en particulier Song et Ming : guan, ge, « bleu et blanc ».
Sous la dynastie Qing l'exportation en direction de l'Europe se développa considérablement. Ce fut d'abord l'empereur Kangxi qui lança la pratique des cadeaux d'objets de porcelaine offerts aux souverains étrangers. Puis l'exportation se développa, entraînant l'apparition de formes et de motifs destinés à répondre à la demande étrangère, comme la porcelaine de Canton (à partir du XVIIe siècle), faite de pièces aux couleurs variées peintes dans le port du Sud de la Chine sur des porcelaines fabriquées à Jingdezhen.

#### Porcelaine Qing «bleu et blanc»

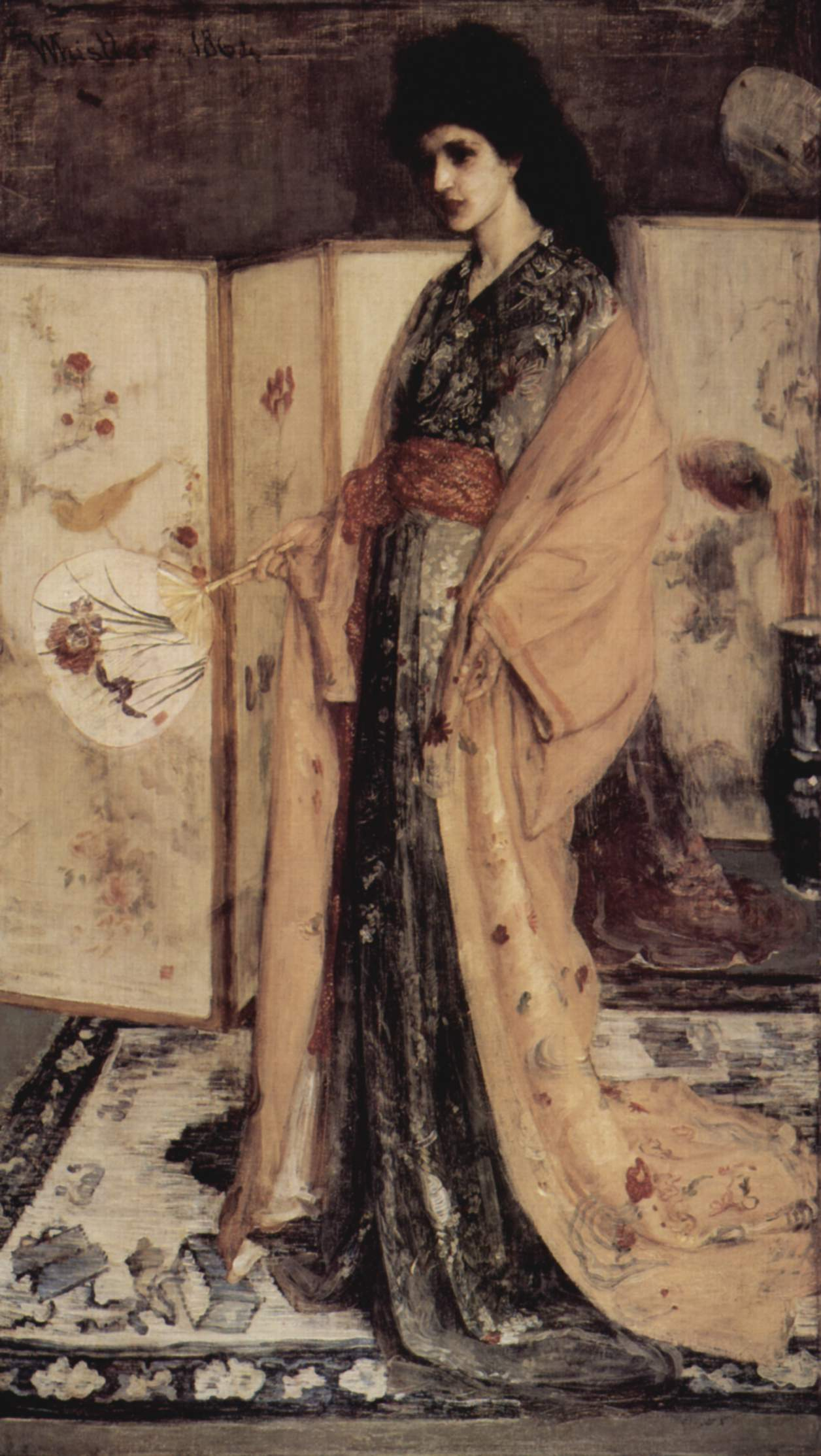
La Princesse du pays de la porcelaine, de Whistler

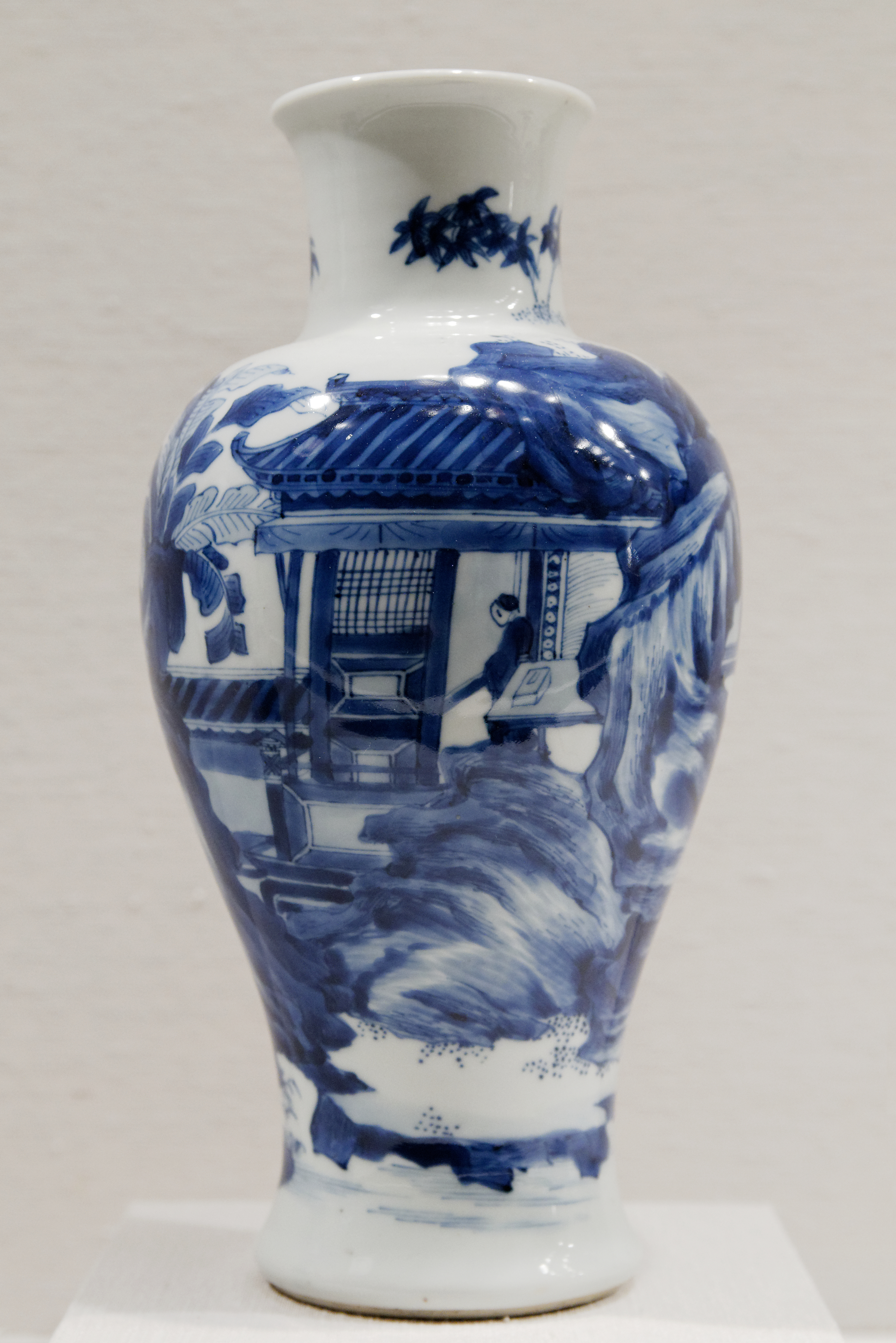
Vase Kangxi peint en bleu sous couverte transparente. H. 25 cm. Metropolitan Museum of Art

À l'époque de l'empereur Kangxi (1661 - 1722), au début de la dynastie des Qing, le bleu de cobalt fut de mieux en mieux raffiné pour en éliminer les impuretés constituées de manganèse; il atteignit dès lors le summum de sa qualité, qu'on a qualifié de « bleu saphir », d'une parfaite limpidité. Le recours à diverses nuances de bleu renforça encore la délicatesse de ces pièces. Les formes furent multiples : potiches, ensemble de cinq pièces (en général trois potiches et deux cornets), bols, plats richement décorés, assiettes, théières et tasses, « vases gobelets », longs et élancés. On produit aussi des accessoires de lettré, tels que des porte-pinceaux. Les vases de cette époque portaient des décors variés : motifs floraux, ainsi que des scènes tirées de romans célèbres, paysages fameux, oiseaux sur des branches fleuries, décors à fleurs d'aubépine. Ces décors des pièces « bleu et blanc » d'époque Kangxi seront repris par le peintre Whistler dans son célèbre tableau La Princesse du pays de la porcelaine. On retrouve par ailleurs d'autres thèmes classiques, tels que les Huit Symboles bouddhistes, ou le thème de la longévité mettant en scène grues et pins (songhechangchun : « grue et pin pour le printemps », ou encore, helutongchun : « grue et cerf unis pour le printemps »).
Sous le règne de Yongzheng, la production « bleu et blanc » chercha à retrouver le style Ming, mais la copie n'était pas parfaitement fidèle ; le bleu cherchait à imiter celui, moins limpide que le « bleu saphir », des pièces de l'époque Xuande, en le mouchetant de noir.

#### «Famille rose» (yangcai)

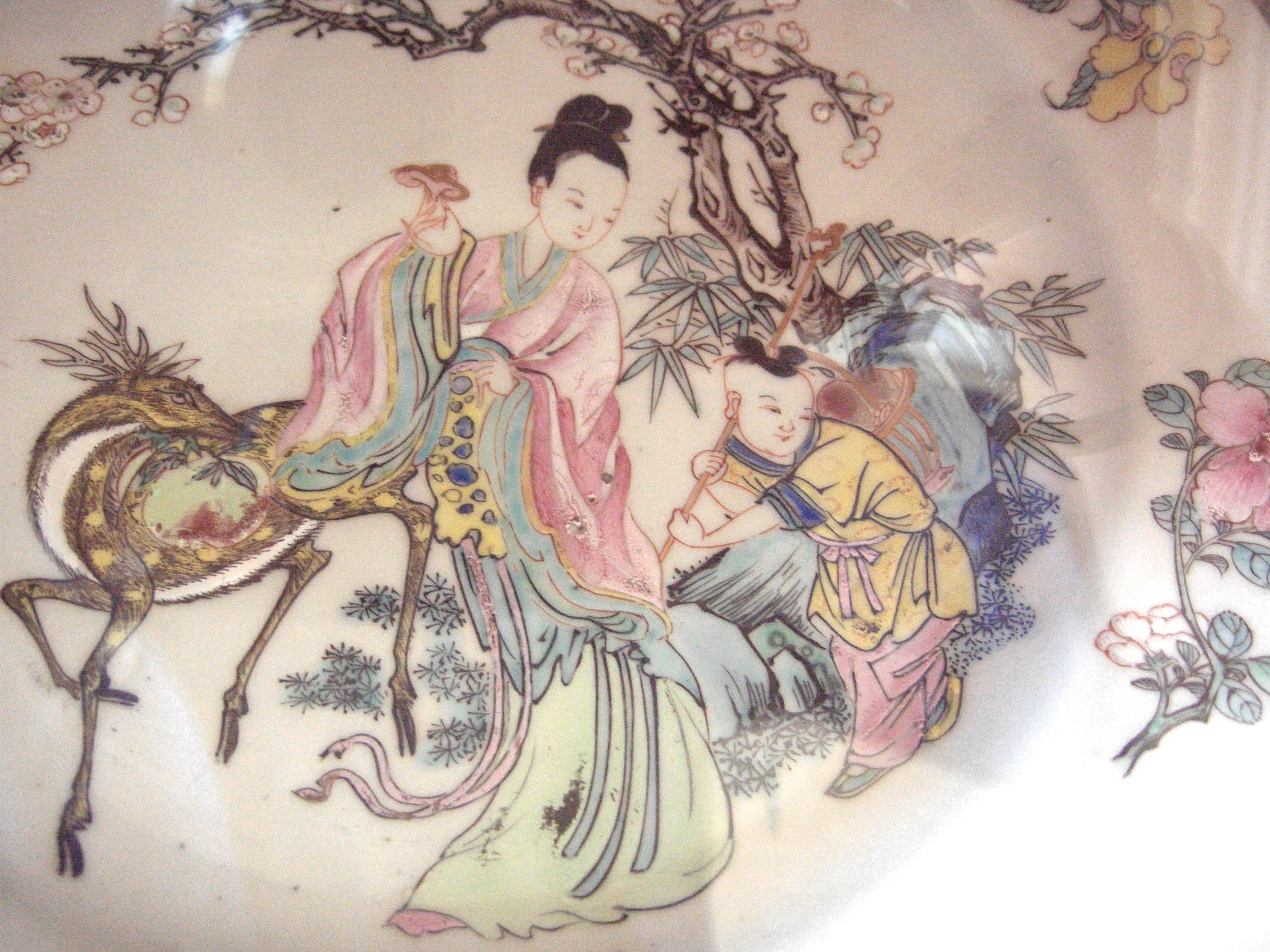
Xi Wang Mu, divinité taoïste figurant sur un plat de porcelaine de la « famille rose », d'époque Yongzheng (Dynastie des Qing)

C'est sous le règne de l'empereur Yongzheng (1723 - 1735) que commença la vogue des « coquilles d'œuf », porcelaines extrêmement fines et pourtant très dures, décorées d'émaux de la « famille rose ».
Mais le terme de « famille rose » créé au XIXe siècle par Albert Jacquemart (1808-1875) en référence à la classification linnéenne des plantes, ne correspond pas à un terme chinois unique : les expressions utilisées par les Chinois pour décrire ces porcelaines sont fencai (« couleurs poudreuses ») ou encore yangcai (« couleurs étrangères » ; chinois : 洋彩 ; pinyin : yángcǎi) : en effet, l'émail rose utilisé était un précipité d'or découvert par Andreas Cassius, de Leyde, vers 1670, et introduit en Chine aux environs de 1720. On trouvera aussi le terme plus général de falangcai (« couleurs d'émail »), ou, plus tard, de ruancai (« couleurs douces »).

#### «Famille verte» (yingcai)

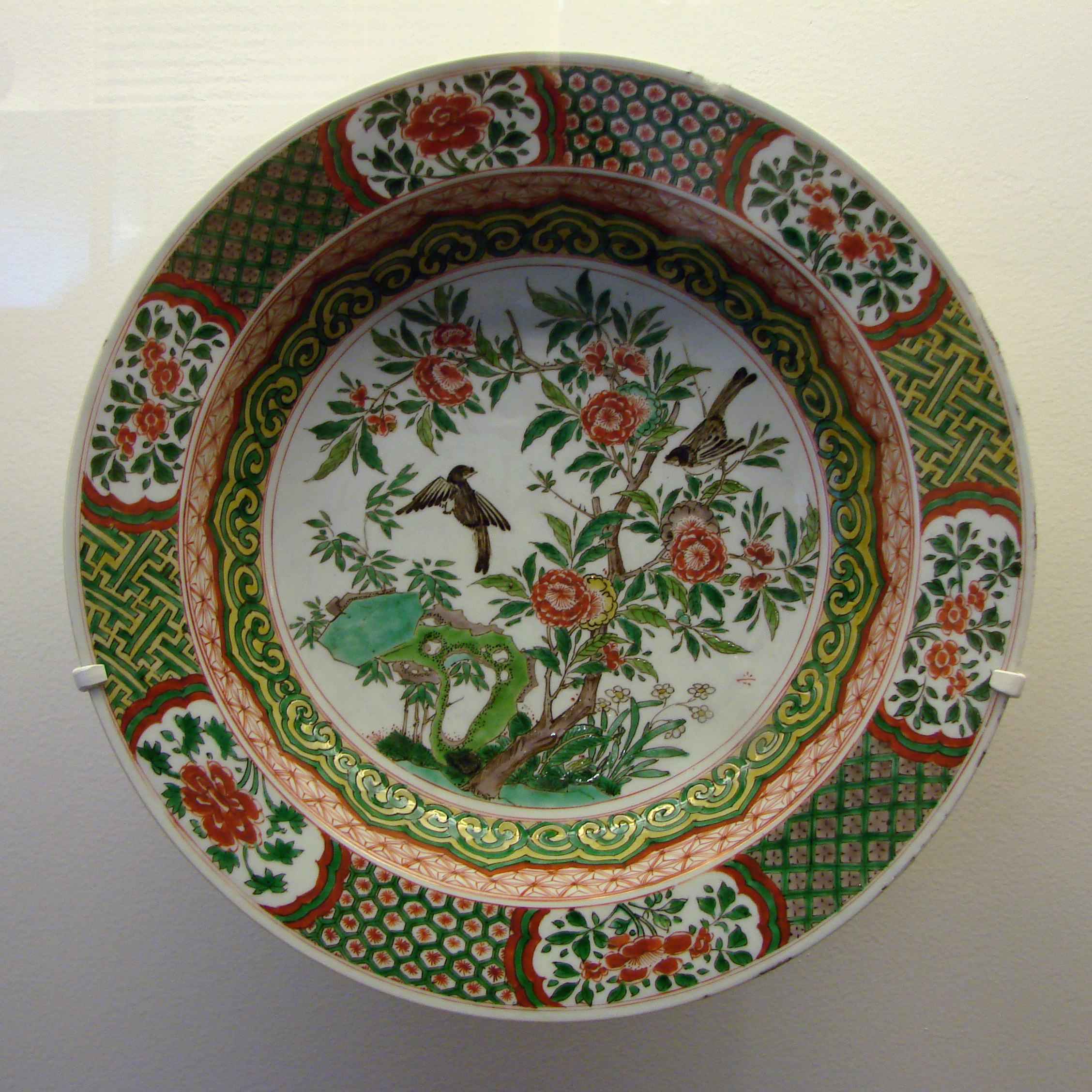
Porcelaine de la « famille verte », d'époque Kangxi (Dynastie des Qing)

Les Ming avaient déjà lancé la production de porcelaines comportant de nombreuses couleurs, et en particulier les wucai (« cinq couleurs ») ; à partir de cette avancée, on vit apparaître sous le règne de Kangxi, au début de la dynastie des Qing, un nouveau type de porcelaine polychrome, la « famille verte » (chinois : 硬彩 ; pinyin : yìngcǎi, « couleurs vives »).
La « famille verte », selon le nom que lui a donné Albert Jacquemart au XIXe siècle, se distingue en particulier des wucai de l'époque Ming par la disparition du bleu turquoise, et l'apparition d'un émail bleu proche du lavande. On trouve aussi le rouge tiré du fer, le violet tiré du manganèse, le jaune tiré du titane, et une très riche palette de verts, comprenant jusqu'à huit nuances différentes.

#### Porcelaine d'exportation

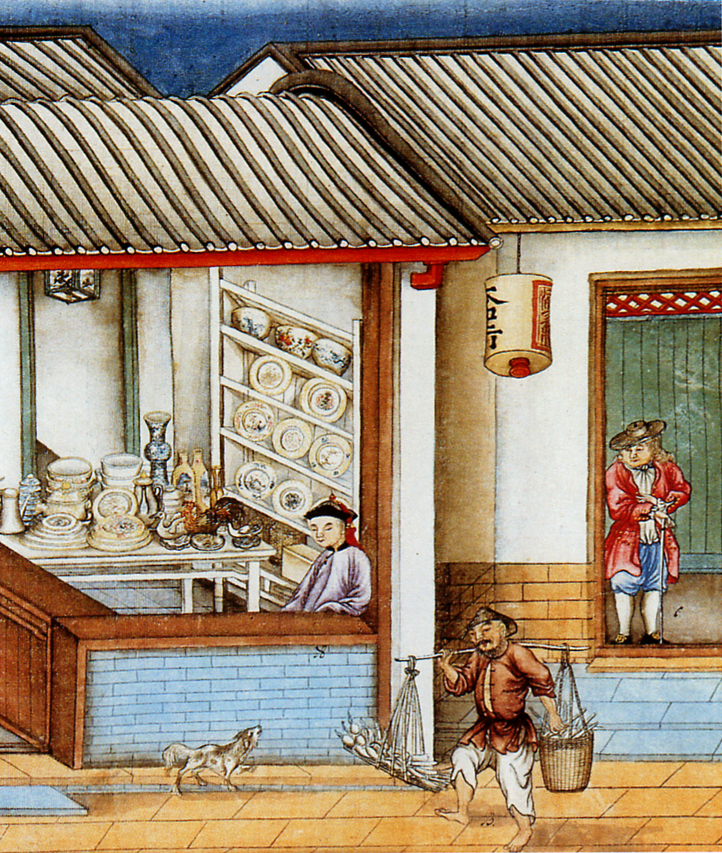
Compagnie des Indes orientales : Boutique de marchand de porcelaine à Canton.

Connues sous le nom de « production de la Compagnie des Indes orientales », les porcelaines d'exportation sont des porcelaines exécutées en Chine pour honorer les commandes des Européens. Le rôle de la compagnie n'était pas de produire ces céramiques, mais seulement de les acheminer de Chine en Europe.
La principale « Compagnie des Indes » présente à Canton était la Compagnie néerlandaise des Indes orientales (VOC). Plusieurs autres pays européens fondèrent également des compagnies à monopole dans le but de commercer en Asie et tentèrent de s'implanter à Canton pour acheter entre autres de la porcelaine.
Les Européens apprécièrent les céramiques chinoises, en s'intéressant tout d'abord aux porcelaines « bleu et blanc » ; puis l'intérêt se porta sur les pièces des familles rose et verte, caractéristiques des règnes de Yongzheng et de Qianlong, à la fin du XVIIe et au début du XVIIIe siècle. Enfin, de nombreuses pièces furent fabriquées à Jingdezhen « en blanc » ou seulement partiellement décorées, pour être achevées à Canton, ornées de sujets qui pouvaient être totalement européens : personnages occidentaux en costumes du XVIIIe siècle, inscriptions en alphabet latin, armoiries...
Les objets les plus demandés étaient la vaisselle, ainsi que des objets de toilette tels que plats à barbe, brocs, crachoirs, ou encore des objets divers tels que chandeliers ou appliques.
Chaque pays d'Europe envoyait en Chine des modèles pour y être reproduits par l'industrie céramique locale : chopes à bière, pots à pharmacie, gobelets en Delft, Moustiers, etc.
Les recherches sur la porcelaine d'exportation des Qing ne se développent que depuis quelques années mais les chercheurs estiment déjà la porcelaine chinoise exportée en Europe au cours du XVIIIe siècle à plus de soixante millions de pièces.

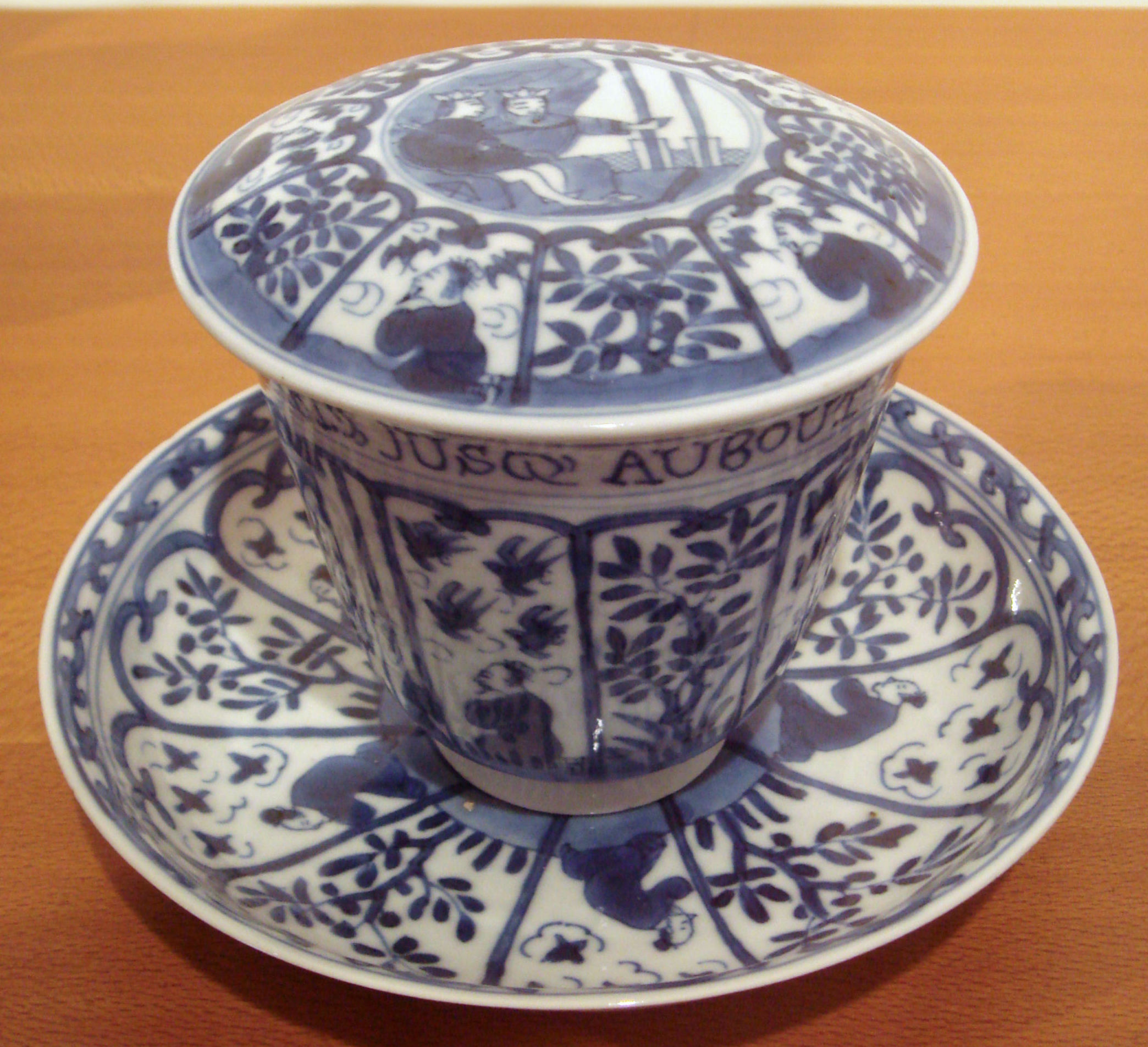
Porcelaine d'exportation bleu et blanc avec une inscription en français, époque Kangxi 1690-1700. Musée Guimet, Paris.
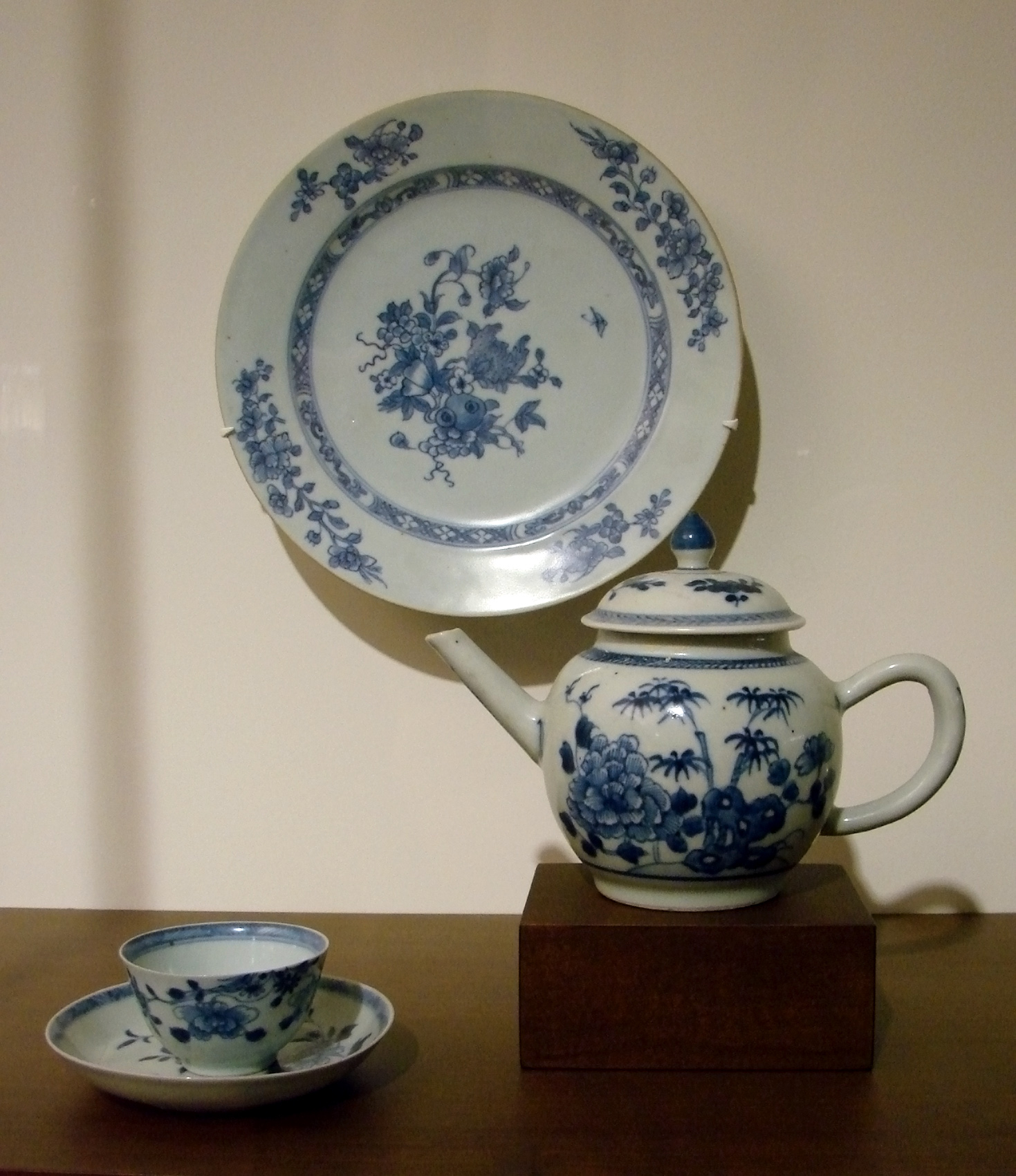
Porcelaine d'exportation bleu et blanc retrouvée dans la cargaison d'une épave, XVIIIe siècle. Musée Guimet, Paris
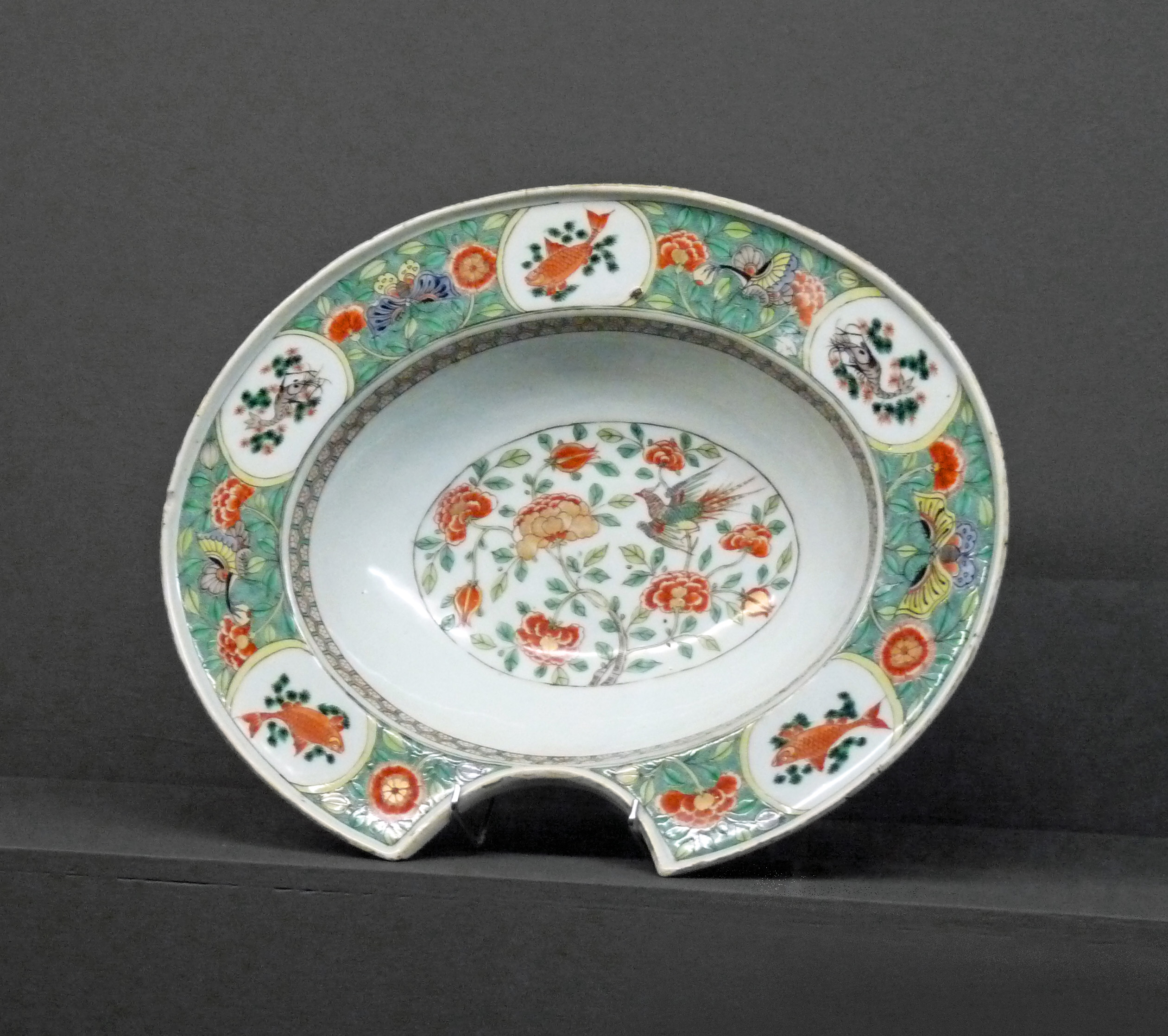
Plat à barbe. Musée de la Compagnie des Indes à Lorient.
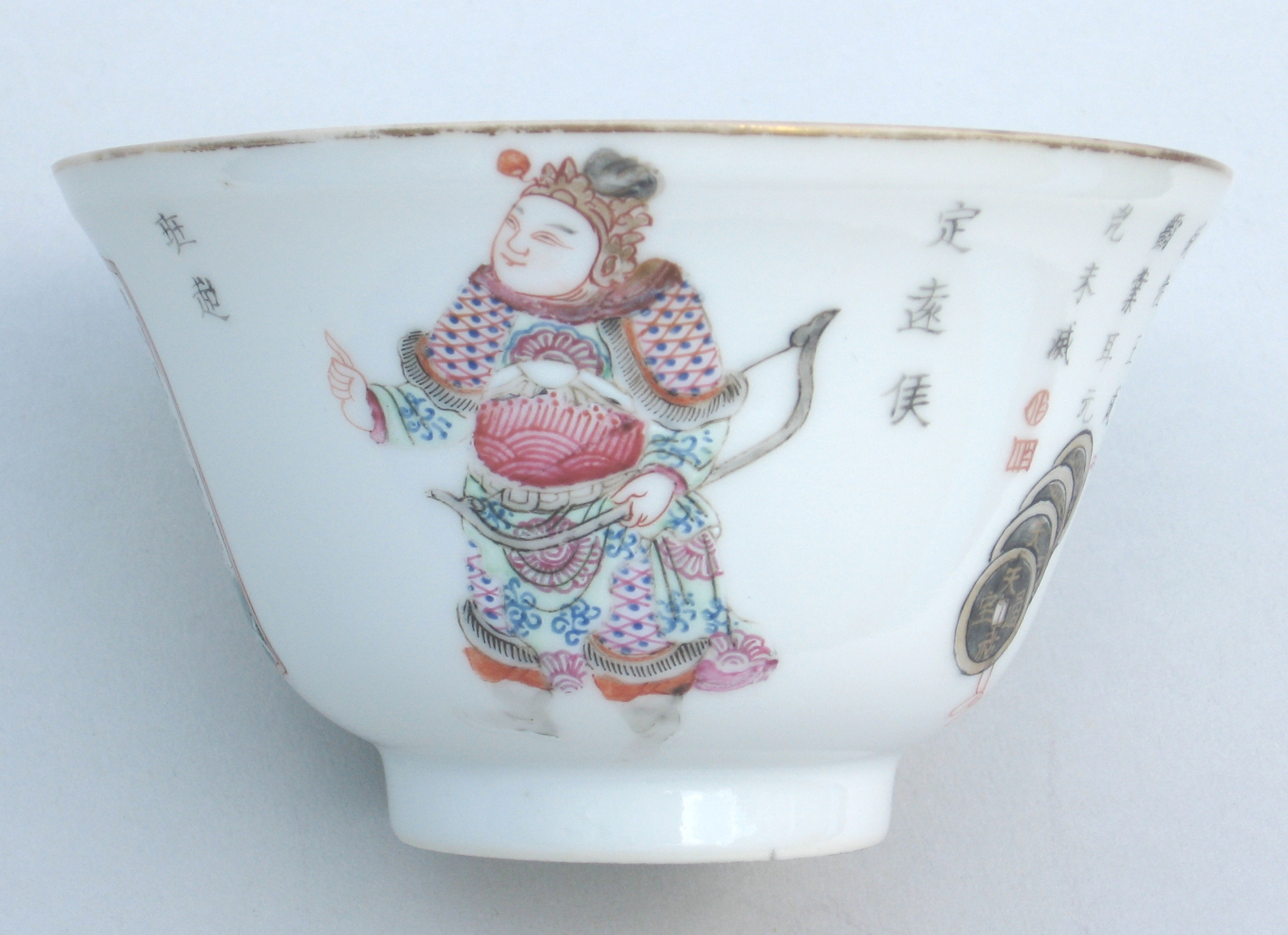
Porcelaine chinoise de Wu Shuang Pu; avec Ban Chao (32-102), époque Xianfeng 1850-1861

### Influence de la céramique chinoise dans le monde

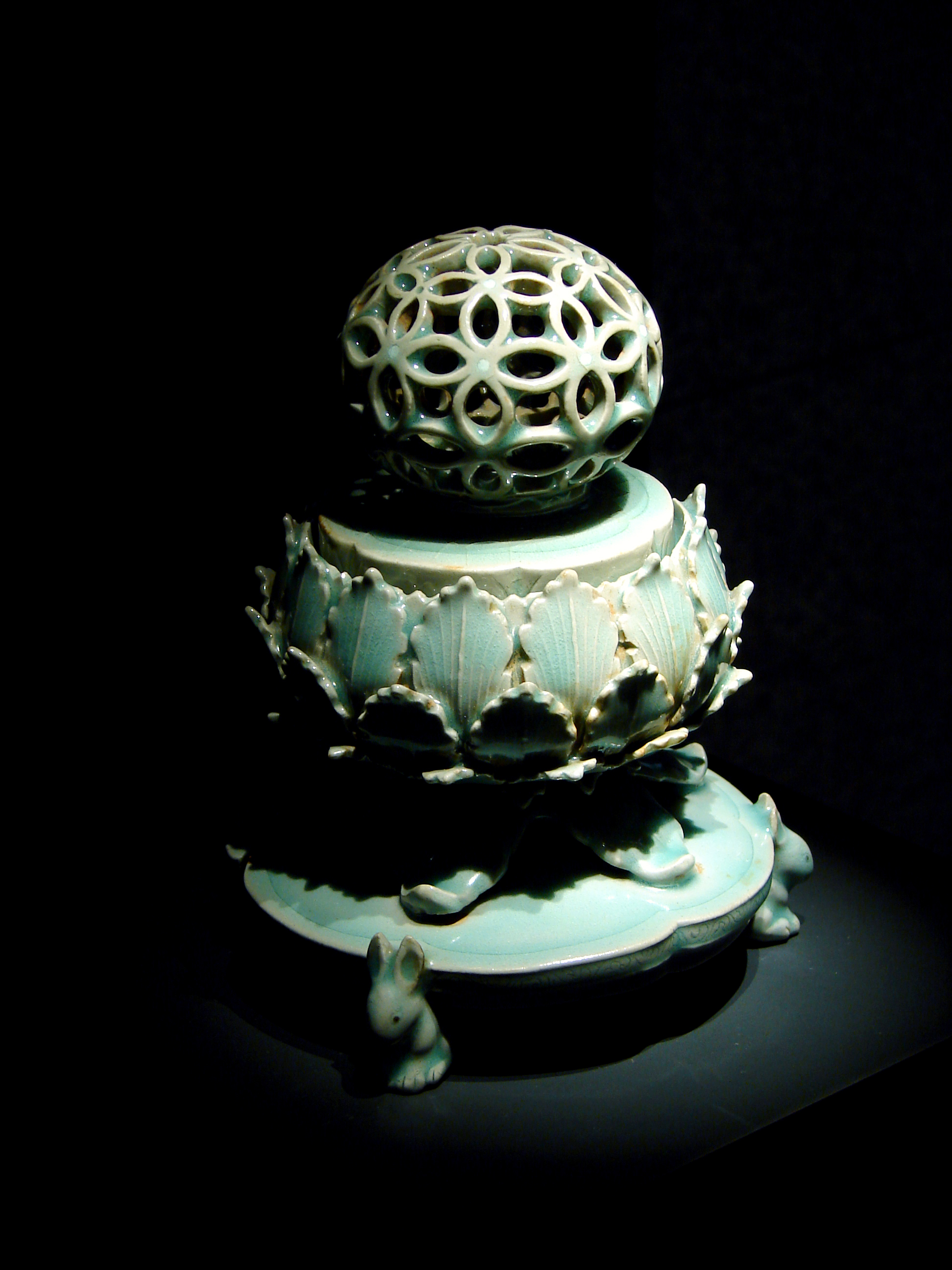
Encensoir coréen en céladon, de la dynastie Goryeo (s)

En Corée, l'influence de la céramique chinoise se fit sentir très tôt, dès l'occupation d'une partie du pays par la Chine de 108 avant Jésus-Christ à 313 après Jésus-Christ. C'est à ce moment qu'apparurent les premiers fours élaborés à la manière des fours chinois, sans doute au plus tard vers le IIIe siècle après Jésus-Christ (mais il existait des fours en Corée, auparavant, et la céramique coréenne apparait entre 8000 et 5000 avant notre ère). L'art de la céramique en Corée connut un développement rapide, et produisit des pièces de céladon raffinées. La porcelaine coréenne blanche (plus nuancée que la porcelaine blanche chinoise) a un réel succès dans le milieu de l'aristocratie qui l'apprécie comme vaisselle rituelle au XVe siècle. La porcelaine blanche peut aussi servir de support à des décors peints en bleu sous couverte (« bleu et blanc »), procédé inspiré de la céramique chinoise, mais aussi au brun de fer sous couverte, proprement coréen.

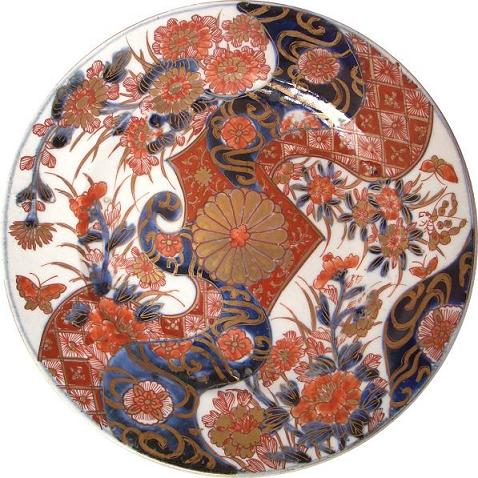
Porcelaine d'Imari. Arita, XVIIIe siècle

Au Japon, tout imprégné de culture chinoise au début de son histoire, le premier contact avec la céramique chinoise se fit assez tôt : c'est en effet dès l'époque de Nara, au VIIIe siècle, que fut tentée la première assimilation de la céramique chinoise. La Cour japonaise connaissait d'élégants vases sancai (« trois couleurs »), caractéristiques de la dynastie des Tang. La beauté de ces céramiques faisait d'elles des objets rituels, comme le montre l'une de ces pièces conservées au Shōsō-in. Les « trois couleurs » Tang firent plus qu'influencer la céramique japonaise : elles apportèrent au Japon la révélation de la couleur. Mais, sans doute du fait de l'importance donnée aux objets laqués, le Japon ne connut pas de véritable développement de la céramique avant la fin du XVIe siècle.
À partir de 1616 se développa une production autochtone de porcelaine, inspirée de la production chinoise, par l'intermédiaire des potiers coréens emmenés de force de leur pays après l'invasion de la Corée par le Japon à la fin du XVIe siècle. De plus, l'invasion de la Chine par les Mandchous se traduisit, à partir de 1640 et pendant plusieurs décennies, par un afflux de potiers chinois vers la région d'Arita, au Japon, ce qui contribua à l'amélioration des techniques. La production de porcelaine japonaise la plus connue est la porcelaine d'Imari (exportée vers l'Europe, entre autres, depuis le port d'Imari), dont celle produite dans les fours d'Arita.
En Europe enfin, ce fut la découverte de la porcelaine chinoise par les Italiens au XVe siècle, puis l'étude que fit au XVIIe siècle le Père jésuite François Xavier d'Entrecolles de la technique mise au point à Jingdezhen, qui furent à l'origine des productions de porcelaine en Europe. Dès 1712, le Père d'Entrecolles avait ramené les premiers échantillons de kaolin, mais ce ne fut que vers 1765 qu'on découvrit en France un gisement de kaolin à Saint-Yrieix-la-Perche, au sud de Limoges, et qu'on put dès lors produire de la porcelaine en France, sans doute aux environs de 1769.

## Faux et reproductions

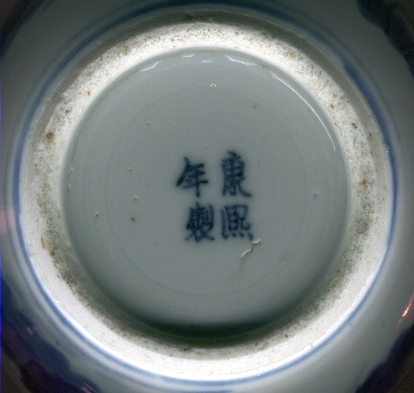
Porcelaine de la fin du XIXe siècle portant la marque de l'empereur Kangxi, qui régna à la fin du XVIIe siècle et au tout début du XVIIIe siècle

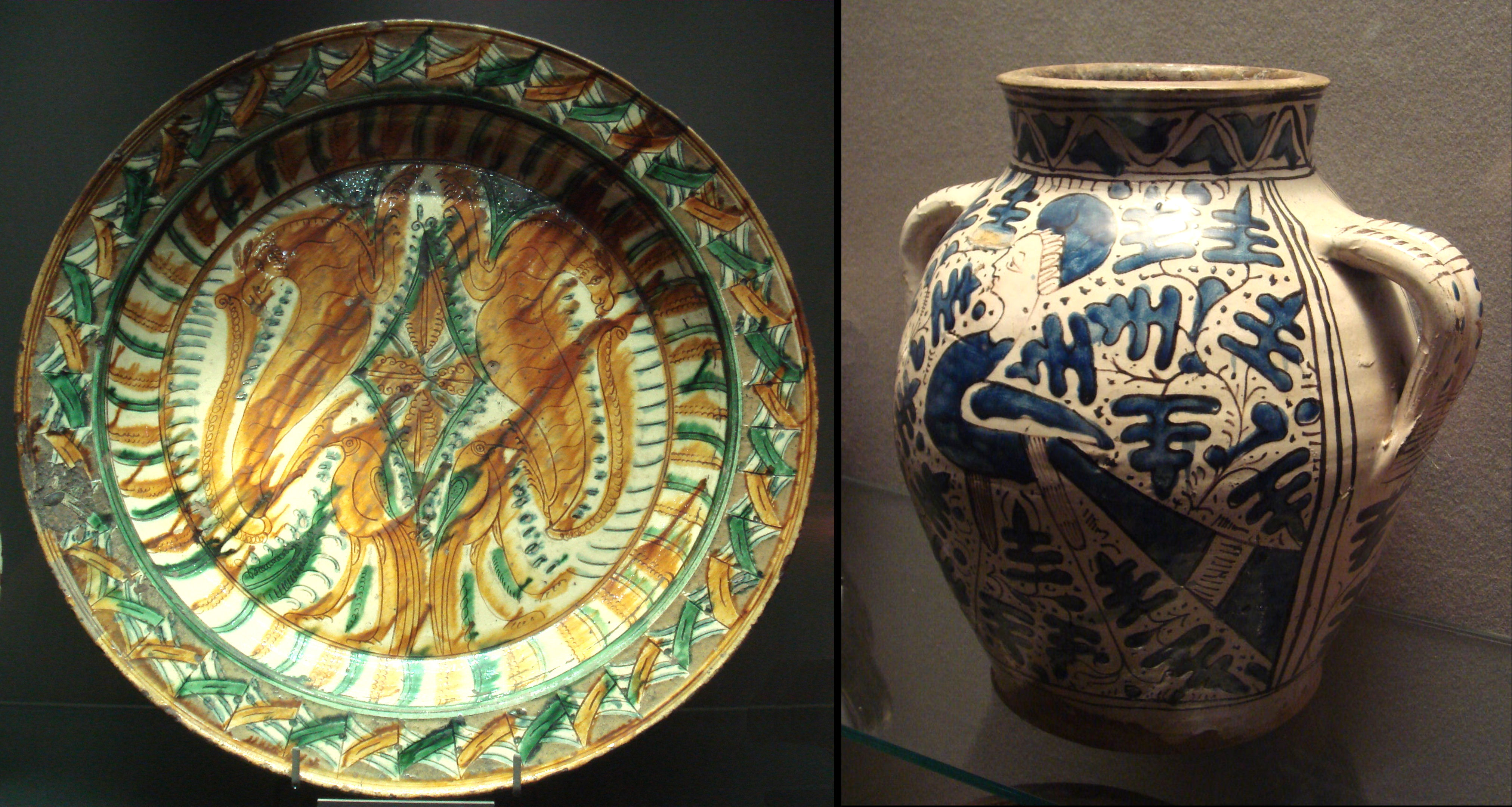
Poterie italienne du milieu du XVe siècle, montrant une forte influence des céramiques chinoises. Plat « trois couleurs » (sancai) à gauche, et vase « bleu et blanc » Ming, produit en Italie du nord au milieu du XVe siècle Musée du Louvre.

Les potiers chinois ont une longue tradition, souvent encouragée par la Cour impériale elle-même, de reproduire les techniques et les styles des dynasties précédentes. Ceci peut compliquer l'identification précise de l'origine d'une pièce et sa datation, mais ne peut en aucun cas être considéré comme fabrication de faux, ni même une reproduction. Cependant, faux et reproductions ont jalonné l'histoire de la céramique chinoise, et continuent d'être produits actuellement en nombre toujours croissant.
- Des reproductions des céladons longquan de la dynastie des Song furent exécutées à Jingdezhen au début du XVIIIe siècle, mais des faux caractérisés ont également été faits en mélangeant une poudre de pierre jaune dans la couverte, et en vieillissant ensuite artificiellement les pièces obtenues en les faisant bouillir dans un bouillon gras, puis en les entreposant pendant un bon mois dans un égout aussi sale que possible. Le Père d'Entrecolles[N 23] consigne que, par ces procédés, ces céramiques pouvaient être vendues en prétendant qu'elles dataient de trois ou quatre siècles[76].
- Les statuettes funéraires Tang ont été abondamment copiées à l'époque moderne, depuis bientôt près d'un siècle. Même l'un des critères d'authenticité les plus significatifs, qui est la légère irisation qui apparait assez fréquemment en lumière rasante à la surface de la pièce, a parfois été imitée par d'habiles faussaires de Hong-Kong[77].
- Les porcelaines d'exportation de la « Compagnie des Indes » ont elles-mêmes fait l'objet de faux au XXe siècle, rarement d'ailleurs de fabrication chinoise, mais en provenance de France, des Pays-Bas ou encore de Hongrie. Ces faux sont souvent des reproductions de bonne qualité, exécutées sans intention de tromperie, mais dont on a meulé les marques d'identification. Ces pièces sont cependant d'une qualité sensiblement inférieure aux originaux, ce qui permet de les identifier[78].
- À la fin du XIXe siècle, de fausses porcelaines de la « famille noire » ont été produites, de façon suffisamment convaincantes pour tromper les experts d'alors. On peut encore voir de telles pièces dans les musées de nos jours. Certains experts d'aujourd'hui soutiennent que la porcelaine d'émaux de la famille noire ne fut pas du tout produite pendant le règne de Kangxi, mais ceci est contesté[79].
- Durant les dernières années du XIXe siècle, les porcelaines « bleu et blanc » de la période Kangxi (de 1662 à 1722) firent l'objet d'un engouement considérable en Europe, ce qui ne manqua pas de générer la production à Jingdezhen de grandes quantités de porcelaine ressemblant à celles des périodes précédentes. À proprement parler, on ne peut cependant pas dans ce cas qualifier ces productions de faux, ni même véritablement de reproductions convaincantes, même si certaines portent les quatre sinogrammes de la marque de l'empereur Kangxi, ce qui continue à créer une certaine confusion encore aujourd'hui. Du reste, les véritables pièces d'époque Kangxi portent justement rarement ces sinogrammes : on les authentifie plutôt par les cachets, les estampilles, les marques symboliques, ou les emblèmes qu'ils portent (champignon sacré, svastika, les « huit objets précieux » bouddhistes, etc.)[80].

## Datation et authentification
La date de fabrication d'un objet en céramique peut être déterminée par thermoluminescence. Celle-ci permet d'exploiter la propriété qu'ont un certain nombre de cristaux, comme le quartz et le feldspath, d'accumuler au cours du temps, sous forme d'énergie au niveau atomique, l'irradiation naturelle et cosmique du lieu où ils se trouvent. Quand ils sont ensuite soumis à une très forte température, ils restituent l'énergie accumulée sous forme de lumière (photons).
Le carbone 14 est, quant à lui, utilisé pour la datation des sites archéologiques très anciens ; la datation par le carbone 14 est, en effet, une méthode de datation radiométrique basée sur la mesure de l'activité radiologique du carbone 14 (14C) contenu dans de la matière organique dont on souhaite connaître l'âge absolu, c'est-à-dire le temps écoulé depuis sa mort. C'est donc une méthode inappropriée en principe à la datation de céramiques, puisqu'elles ne sont pas composées de matière organique ; en revanche, le carbone 14 permet une datation fiable de sites très anciens où se trouvent quelques éléments organiques, ce qui a permis de dater de façon précise les céramiques des sites de Peiligang ou de Yangshao par exemple.
Outre ces méthodes proprement scientifiques, efficaces mais coûteuses, il existe d'autres moyens d'identifier et de dater les différentes pièces, tels que l'aspect du dessous de la céramique (marque de pernettes, voire de sable), la connaissance des différentes marques, sinogrammes et symboles que l'on peut attendre sur chaque type de pièce, ou encore la connaissance du système de « dates cycliques » (Ganzhi), etc. Mais on rentre là rapidement dans le domaine de l'expertise proprement dite.

## Galeries

### De Yangshao aux Qin (4000 à 221 environ, avant l'ère commune)

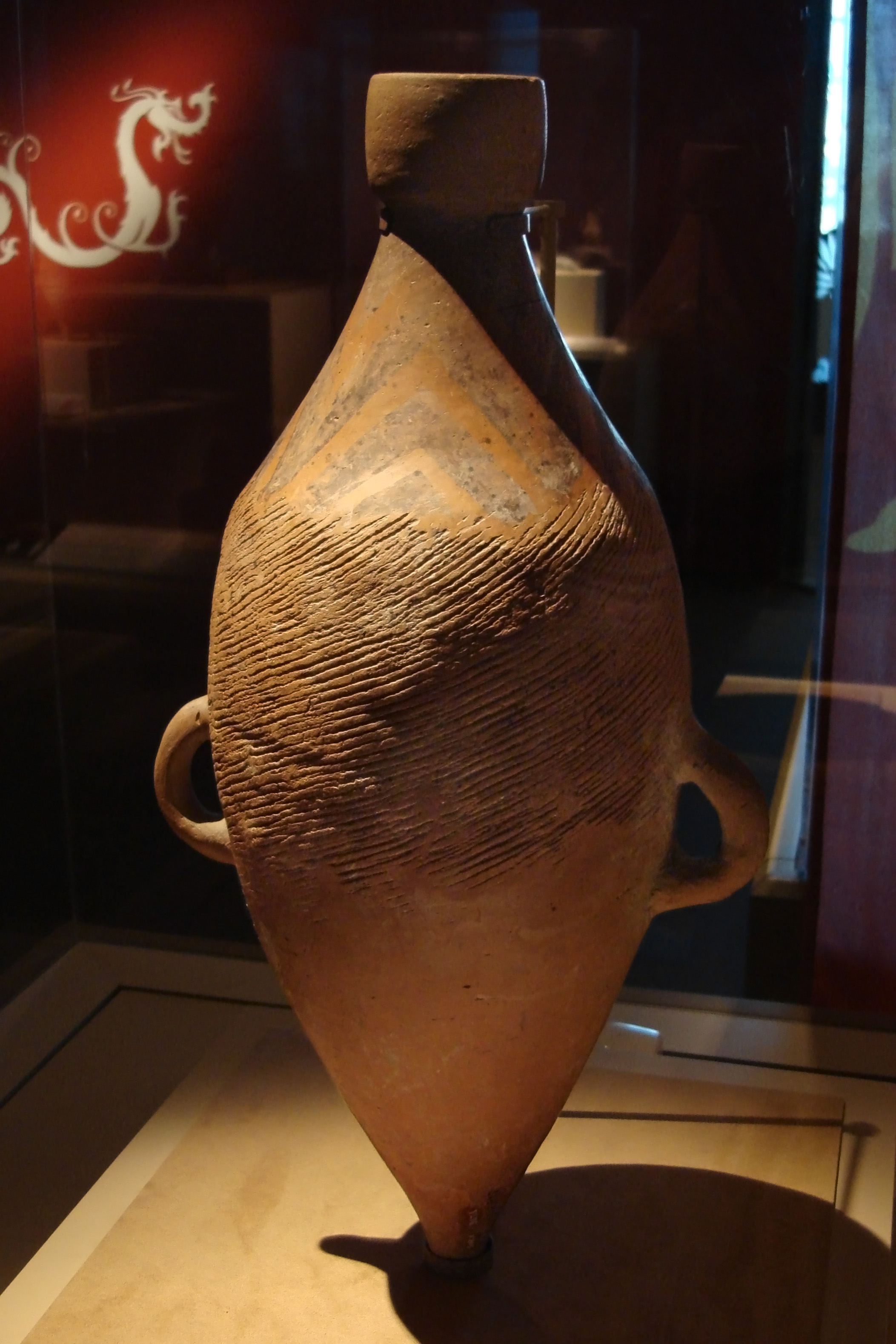
Jarre à eau, décor au peigne: culture néolithique pré-Yangshao, Baoji, Shaanxi. 4000 à 3000 AEC, env.
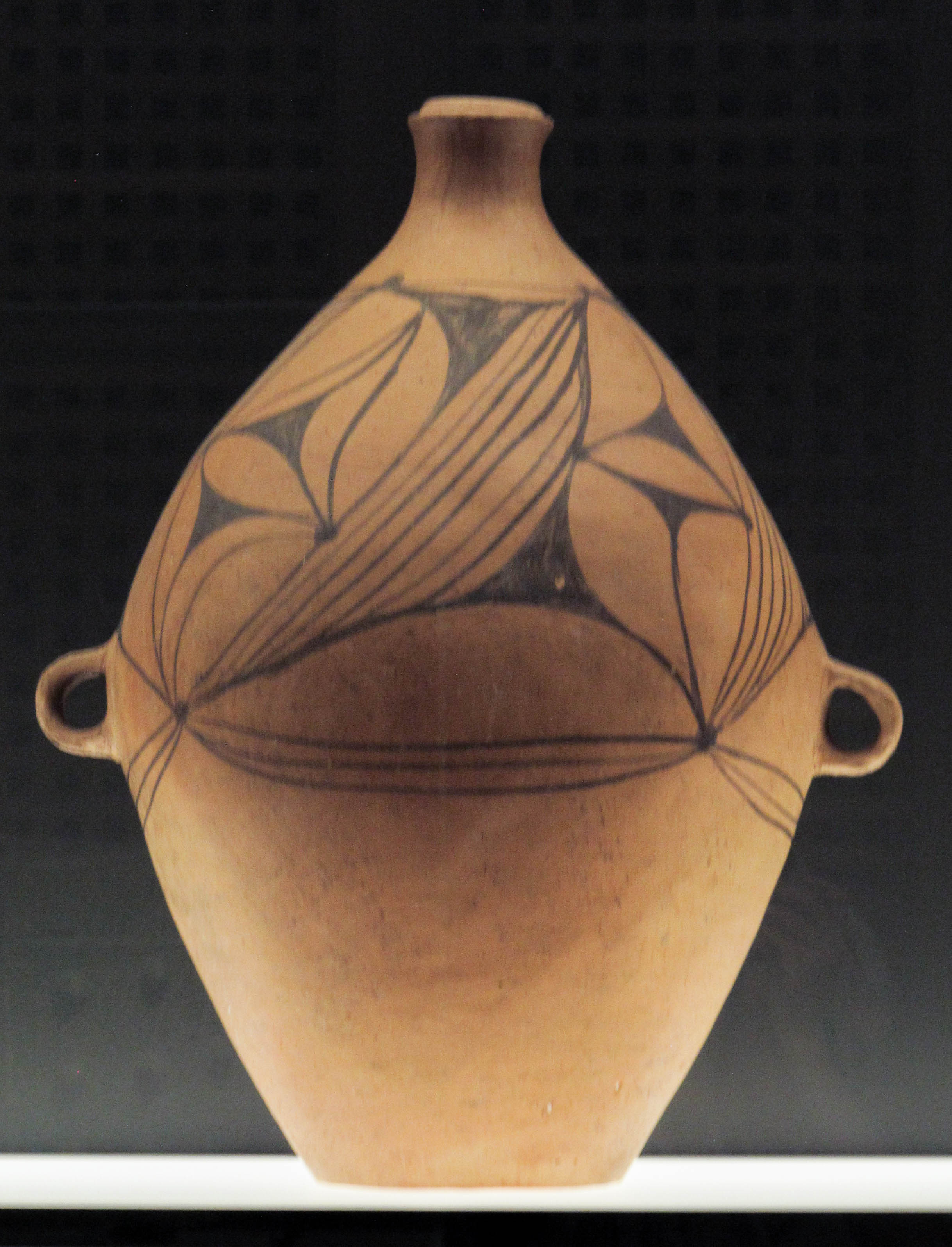
Terre cuite peinte, H. 70 cm. env. Yangshao - déb. Majiayao, v. 3000 av. J.-C. Museum Rietberg
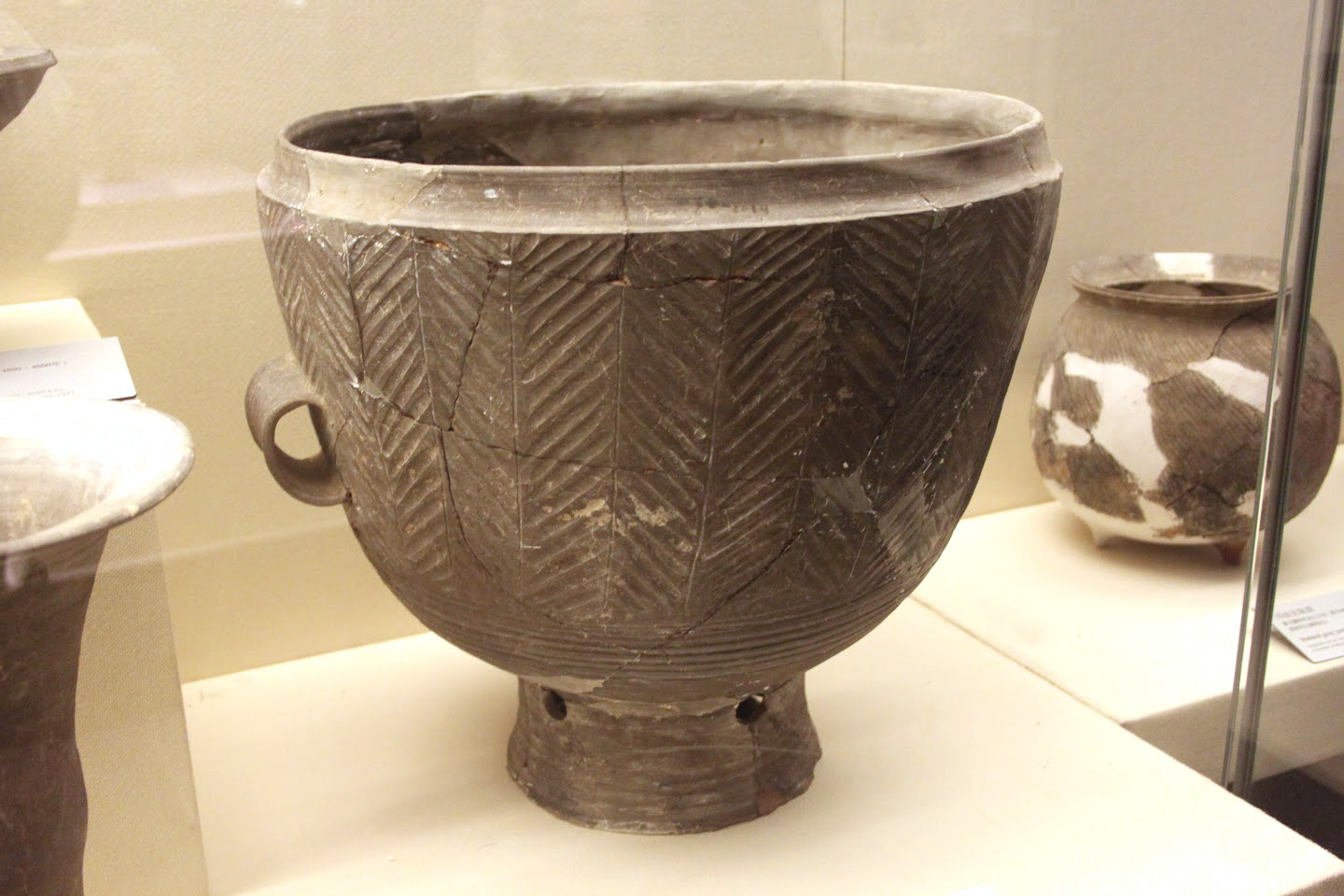
Décor en nervures de feuilles. Terre cuite grise, motifs excisés. Culture de Longshan 2500 à 2000 AEC, env.
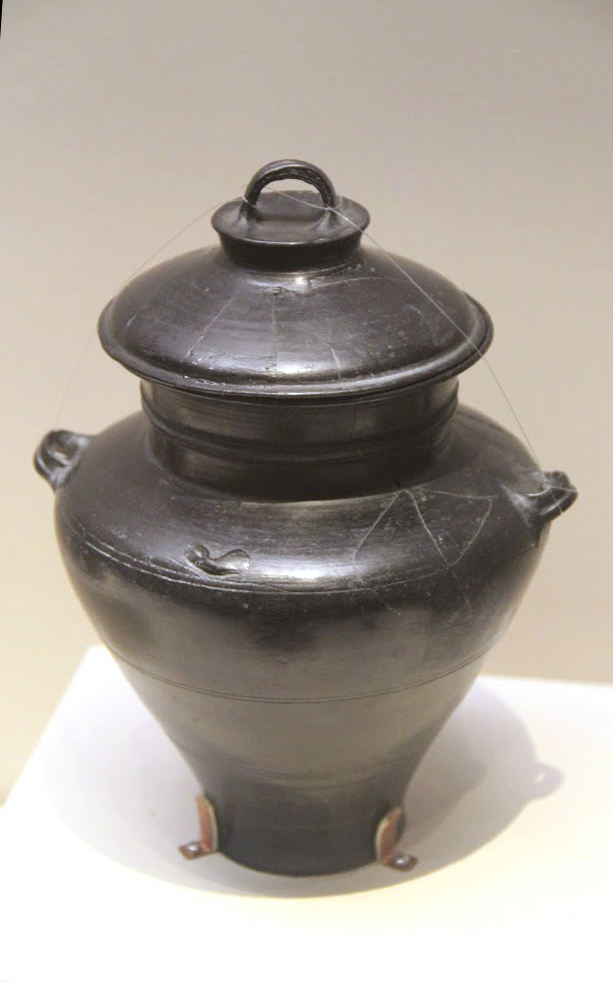
Jarre à boisson fermentée. Terre cuite noire fine et lustrée, H. 22 cm. Longshan du Shandong[N 24]
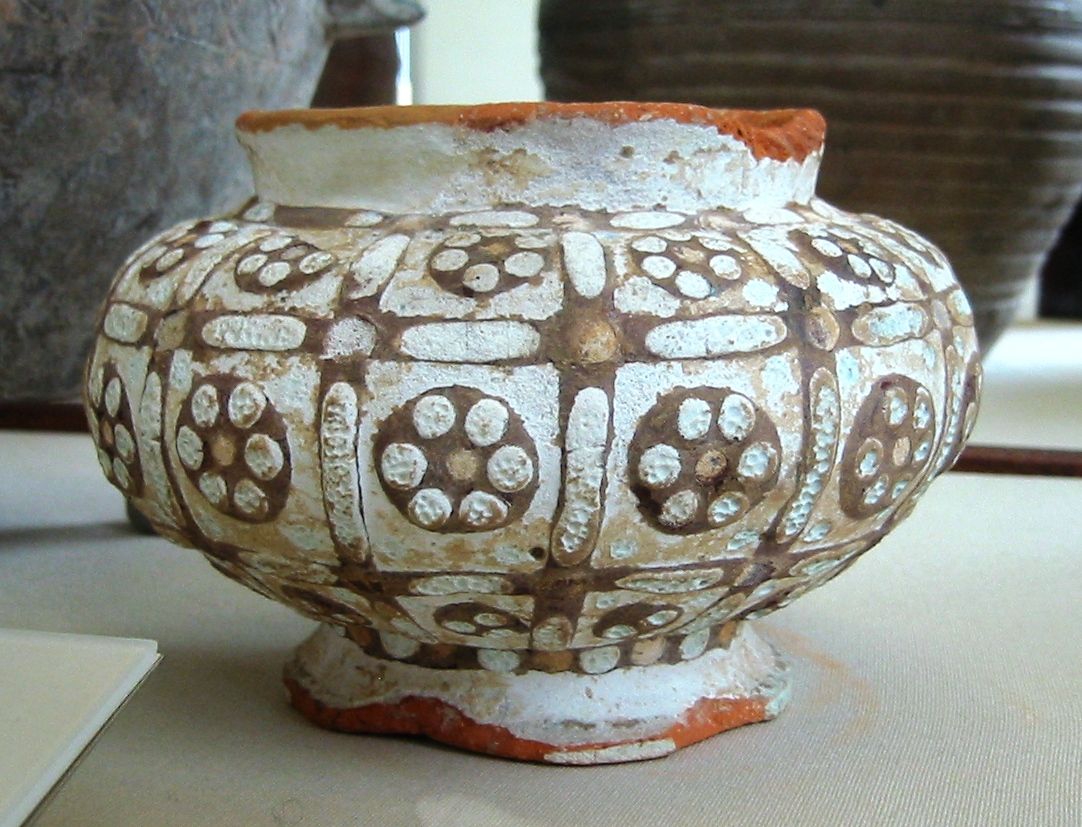
Vase de terre cuite, dynastie Zhou, IVe au  IIIe siècle av. J.-C. British Museum
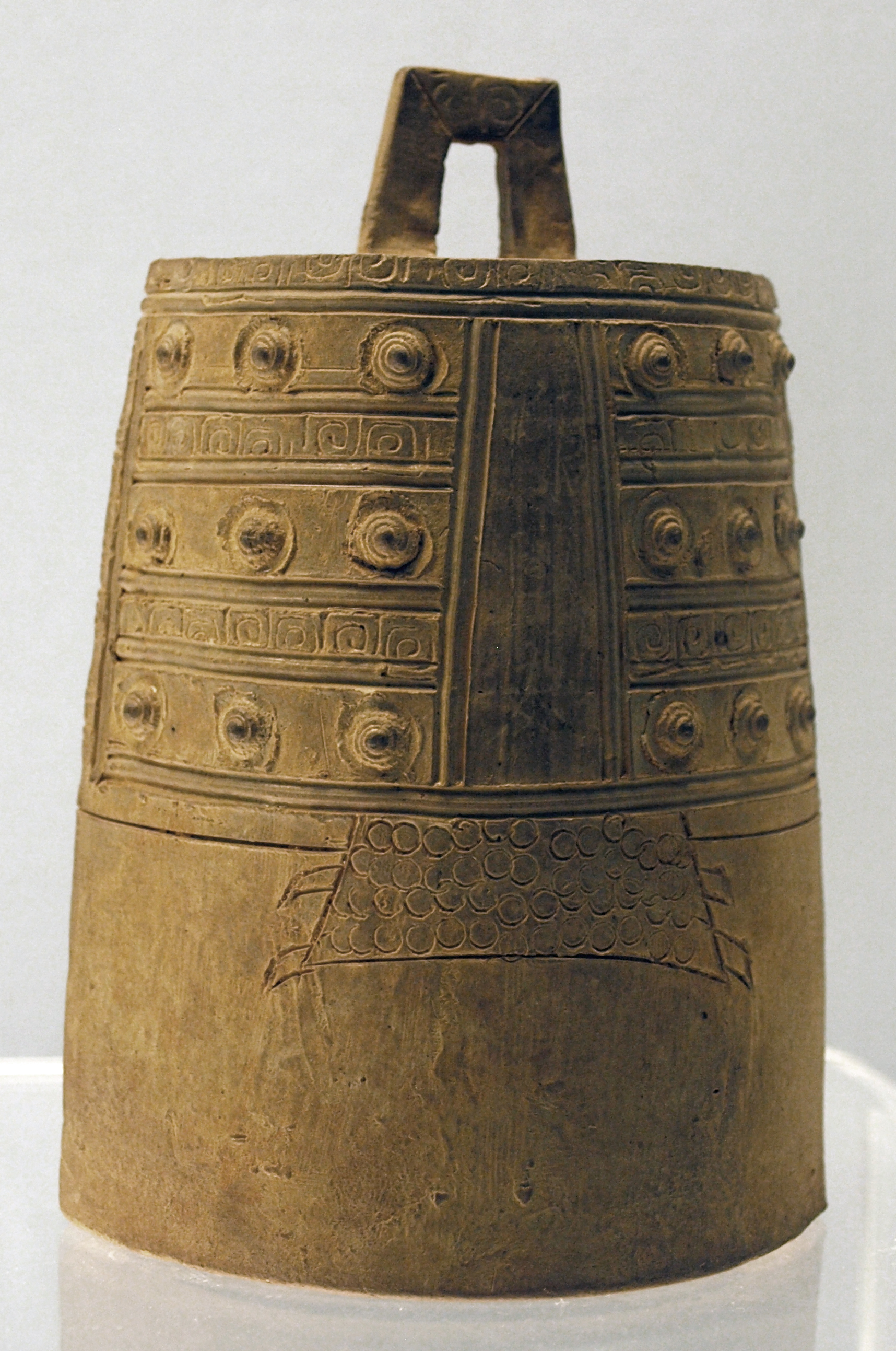
Reproduction d'une cloche de bronze. Céramique, période des Royaumes Combattants (453 à 221 AEC)
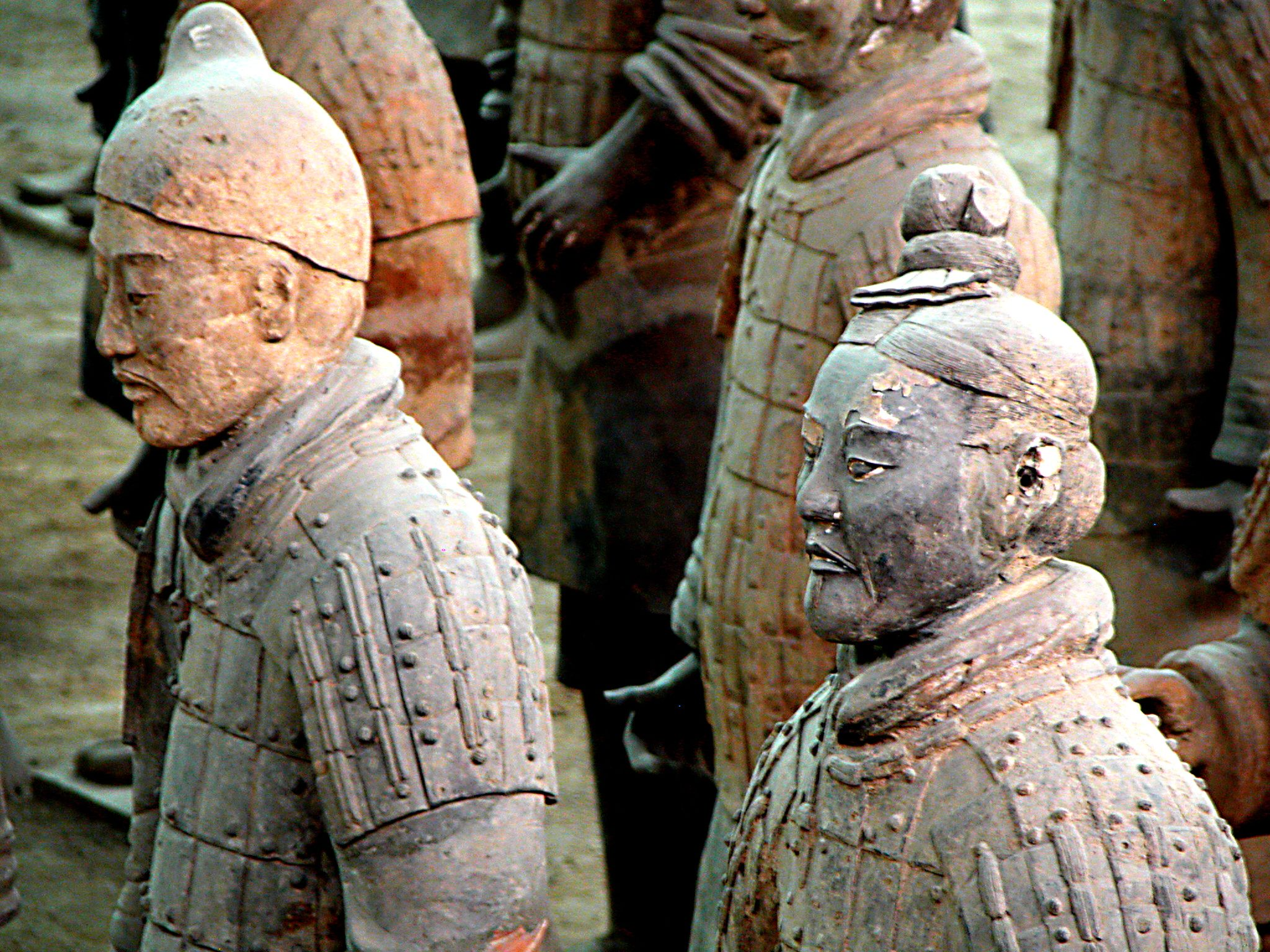
Soldats de l'Armée en terre cuite de Qin Shi Huangdi (vers 210 AEC)

### Han (202 avant l'ère commune à 220 après)

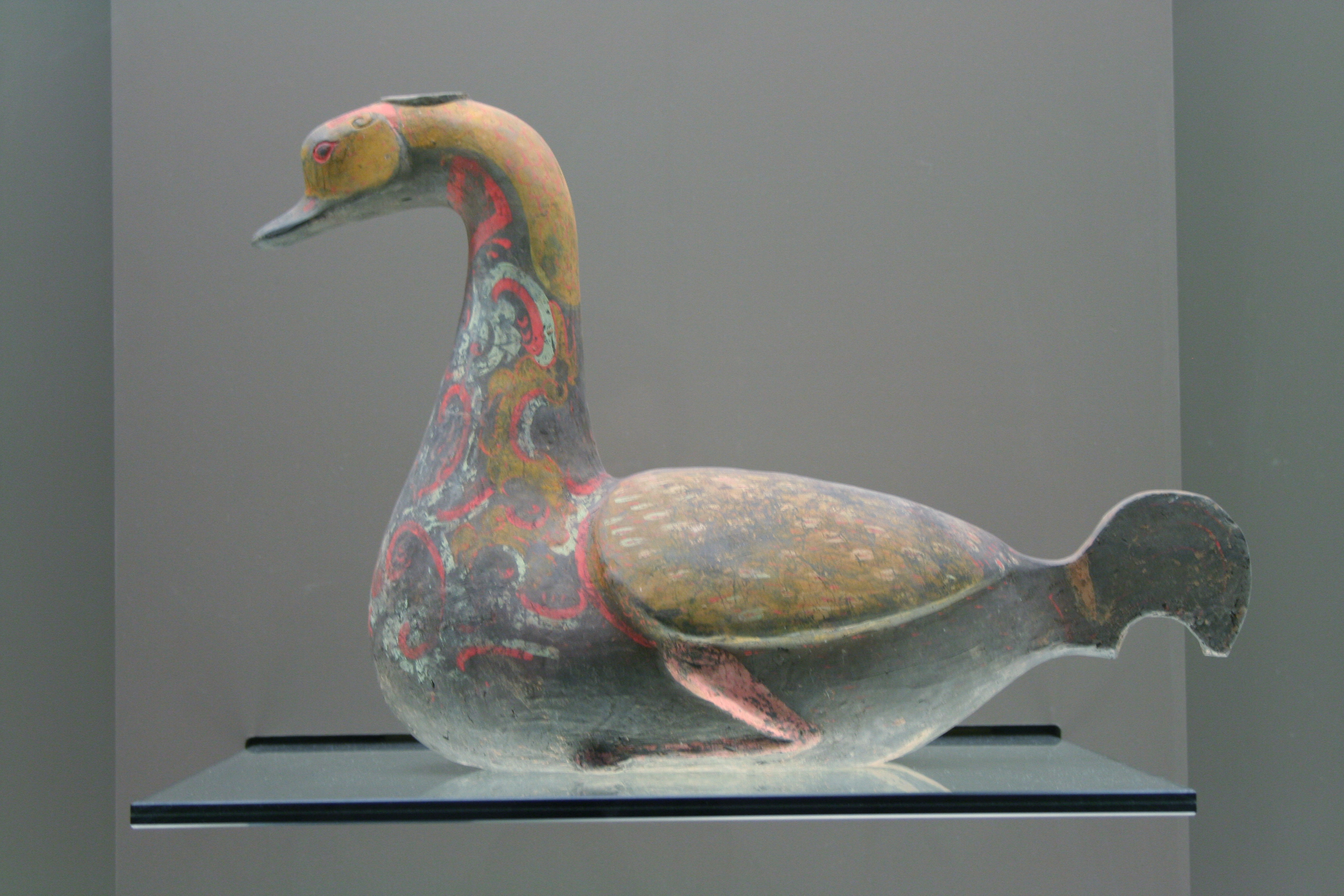
Cruche en terre cuite en forme d'oie, avec des dessins de laque, Han de l'Ouest. Musée Cernuschi
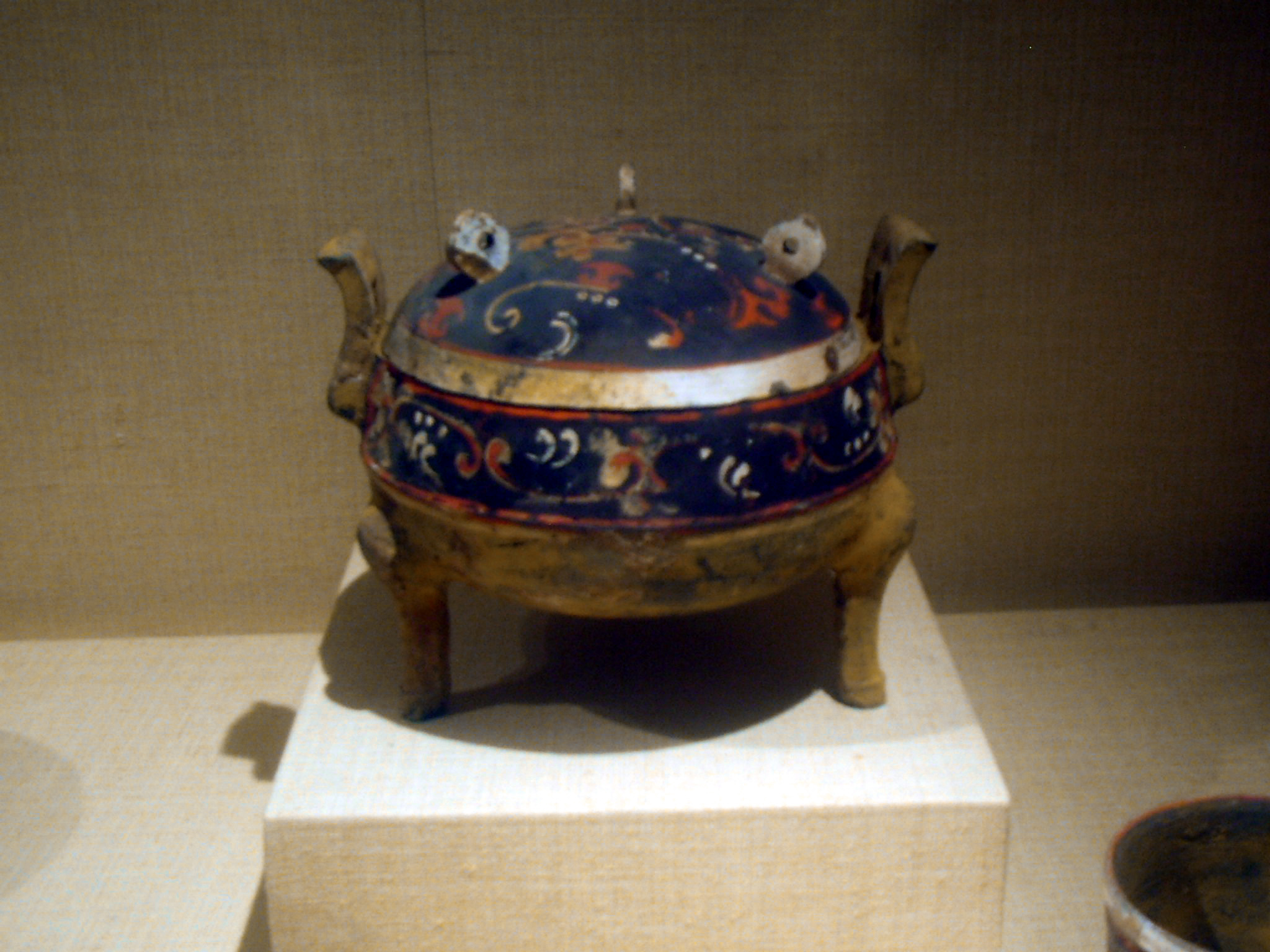
Tripode de terre cuite peinte, dynastie des Han de l'Ouest
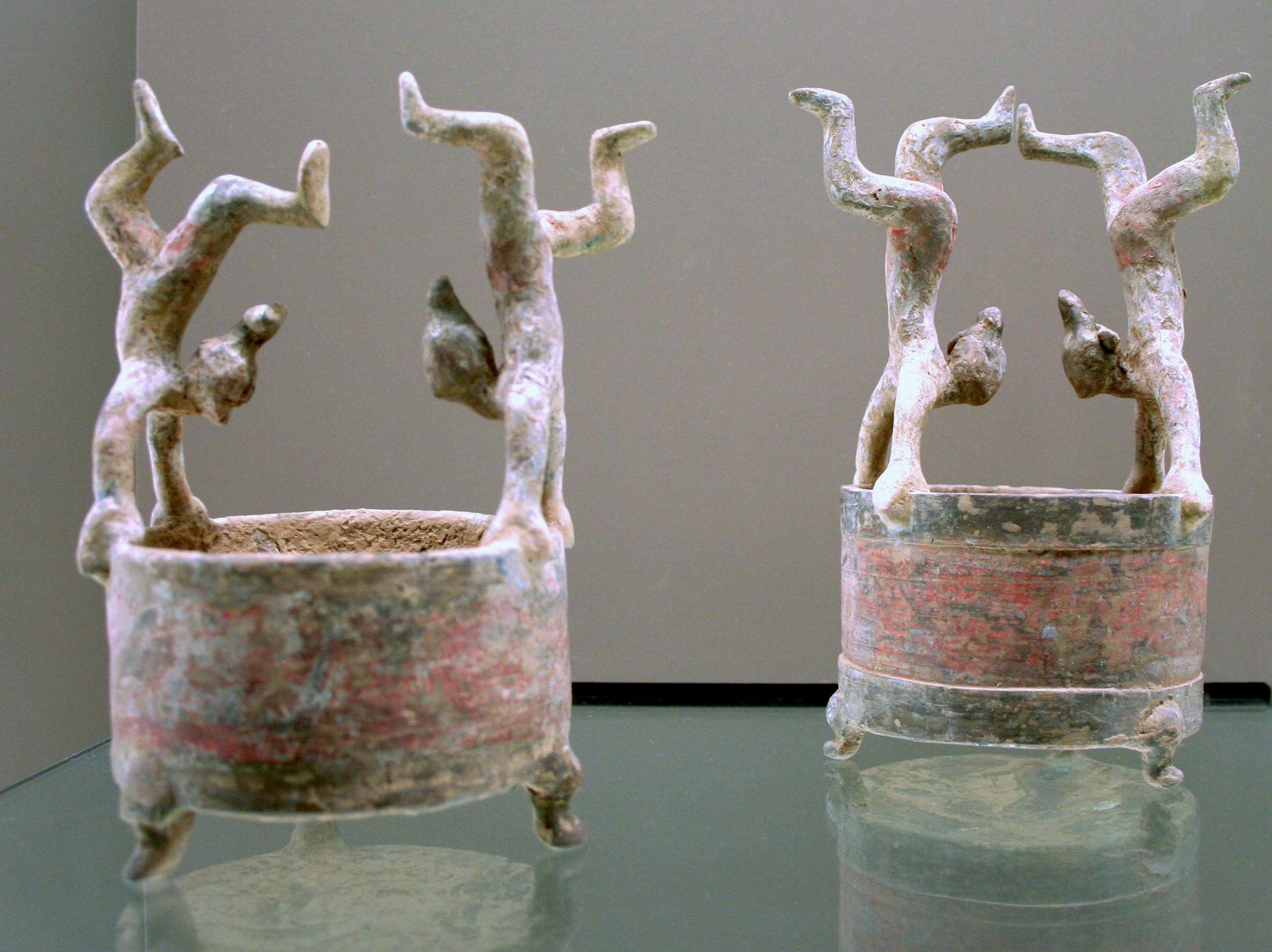
Deux vases de terre cuite des Han de l'Ouest avec des acrobates. Musée Cernuschi
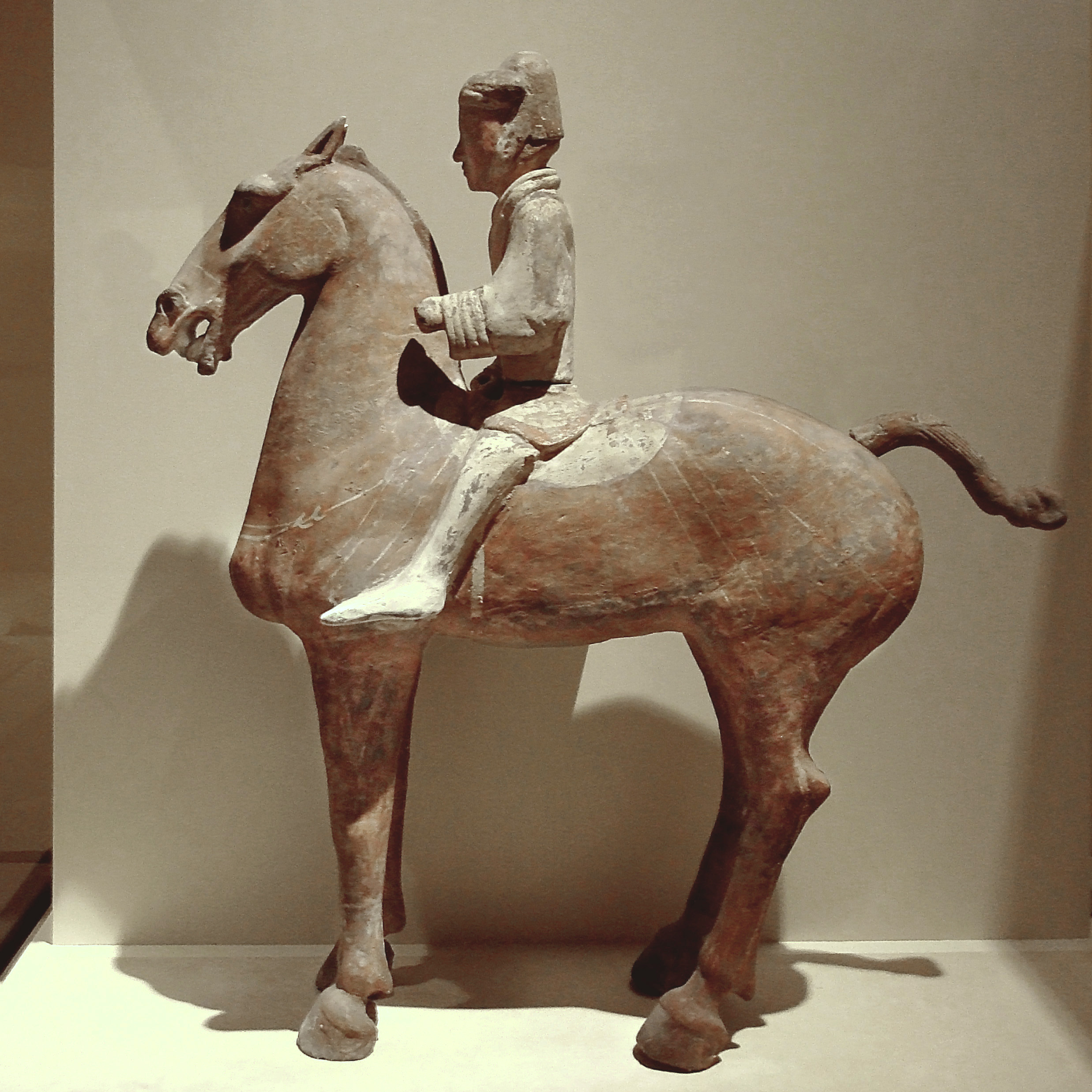
Statuette funéraire en céramique représentant un cavalier et son cheval, dynastie des Han de l'Ouest
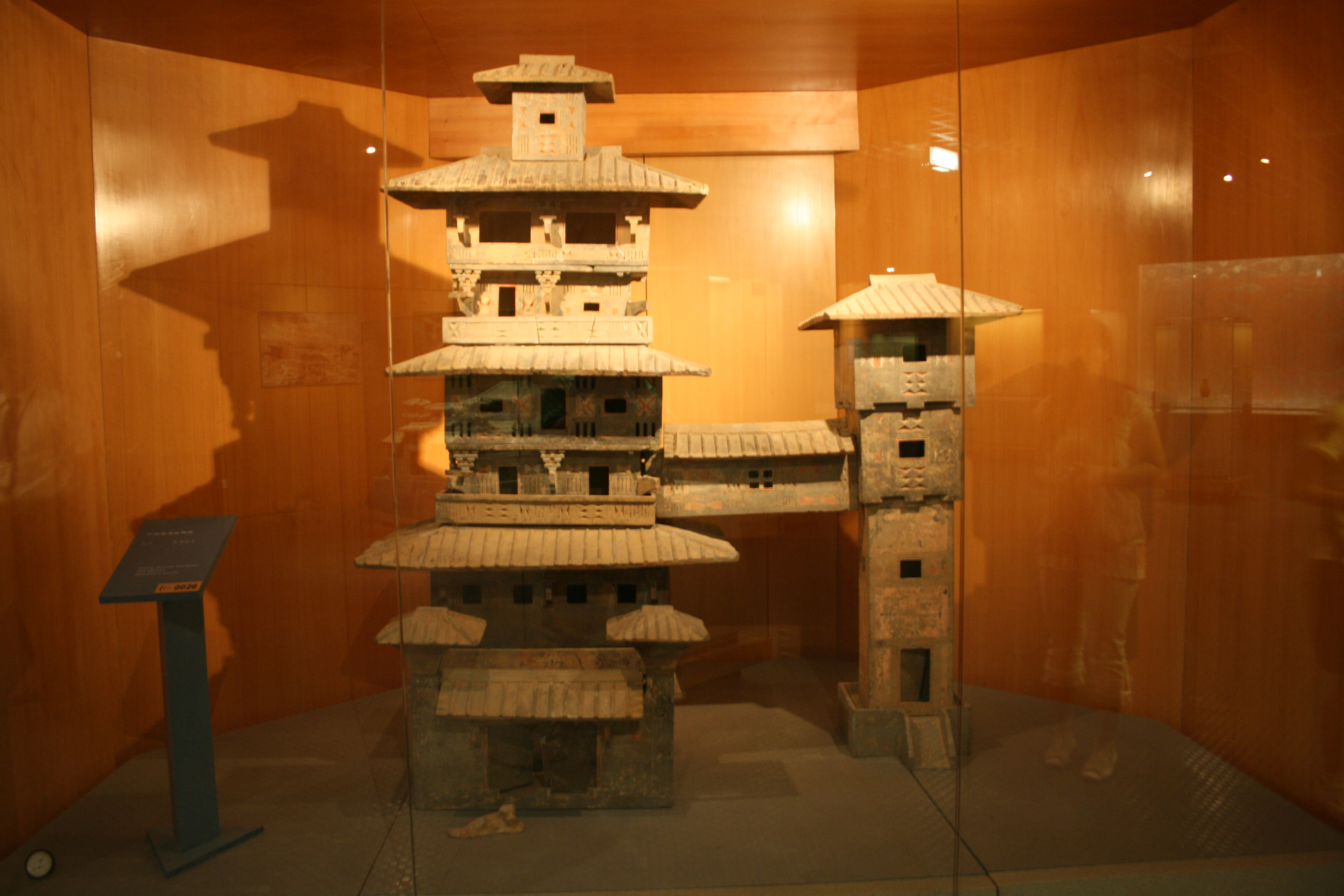
Terre cuite funéraire d'époque Han représentant une maquette de tours d'habitation reliées par un pont
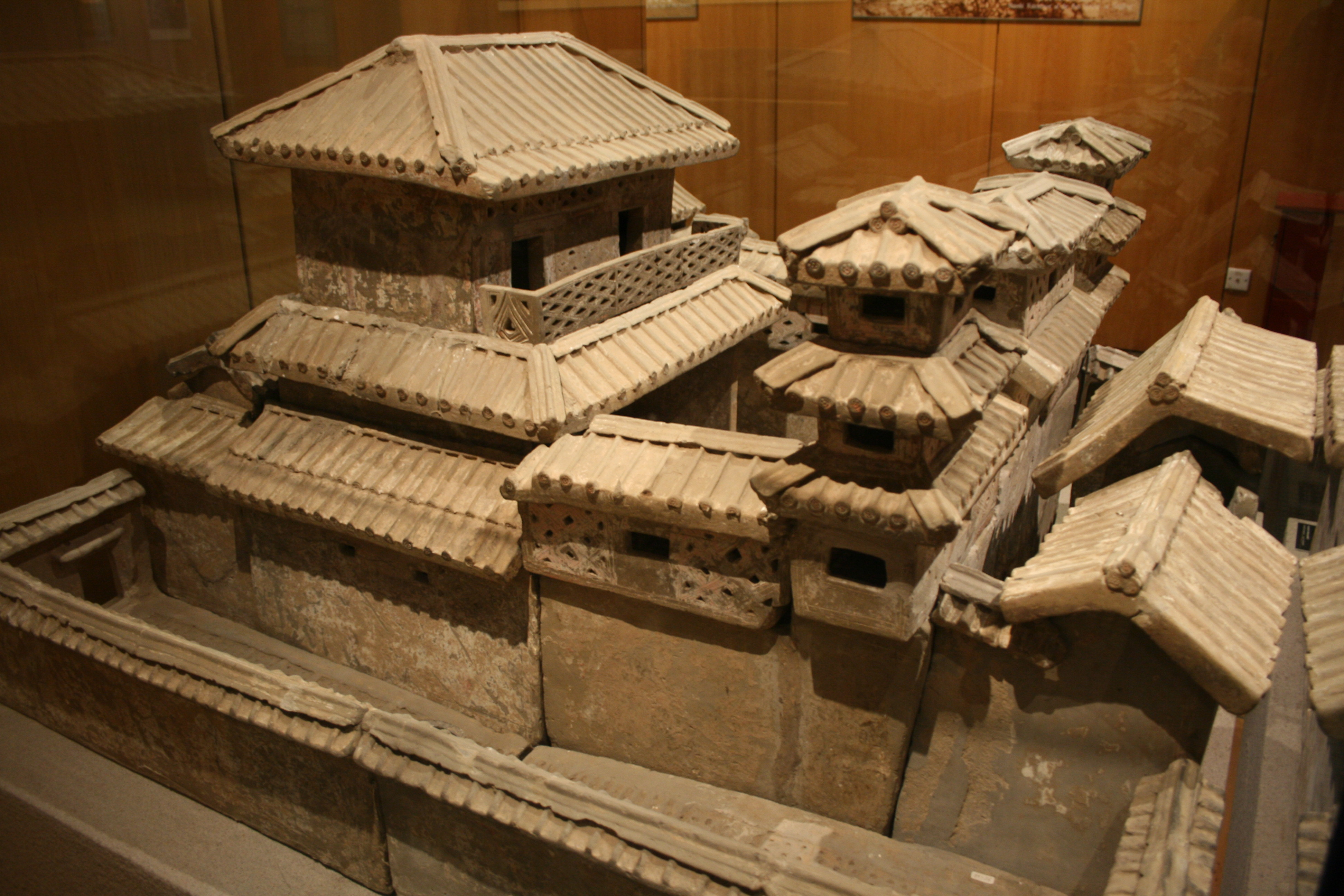
Terre cuite funéraire d'époque Han représentant la maquette d'un palais
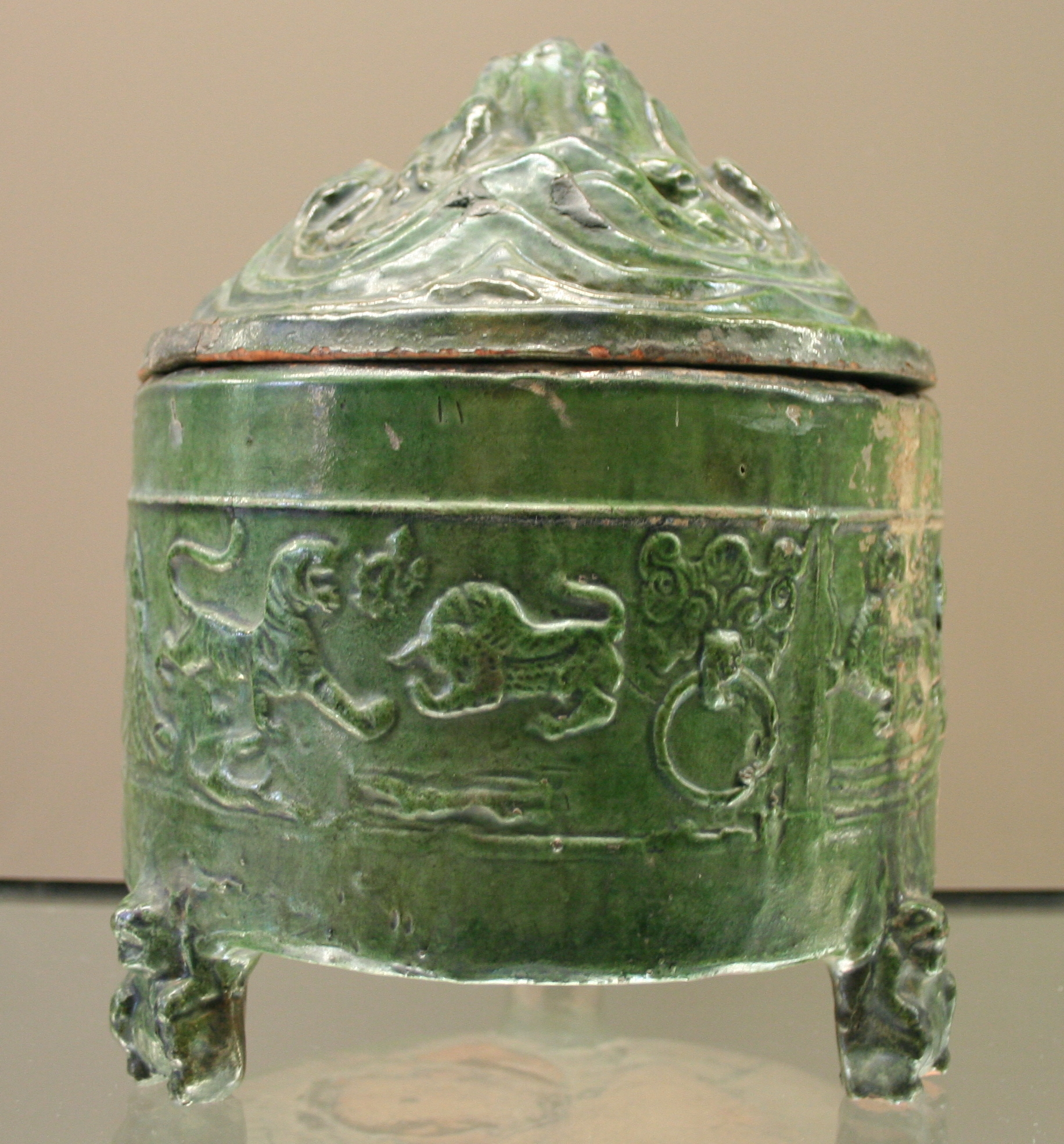
Pot céladon, couvercle en forme de montagne boshanlu aux Immortels, décor animalier. Han de l'Est. Musée Cernuschi
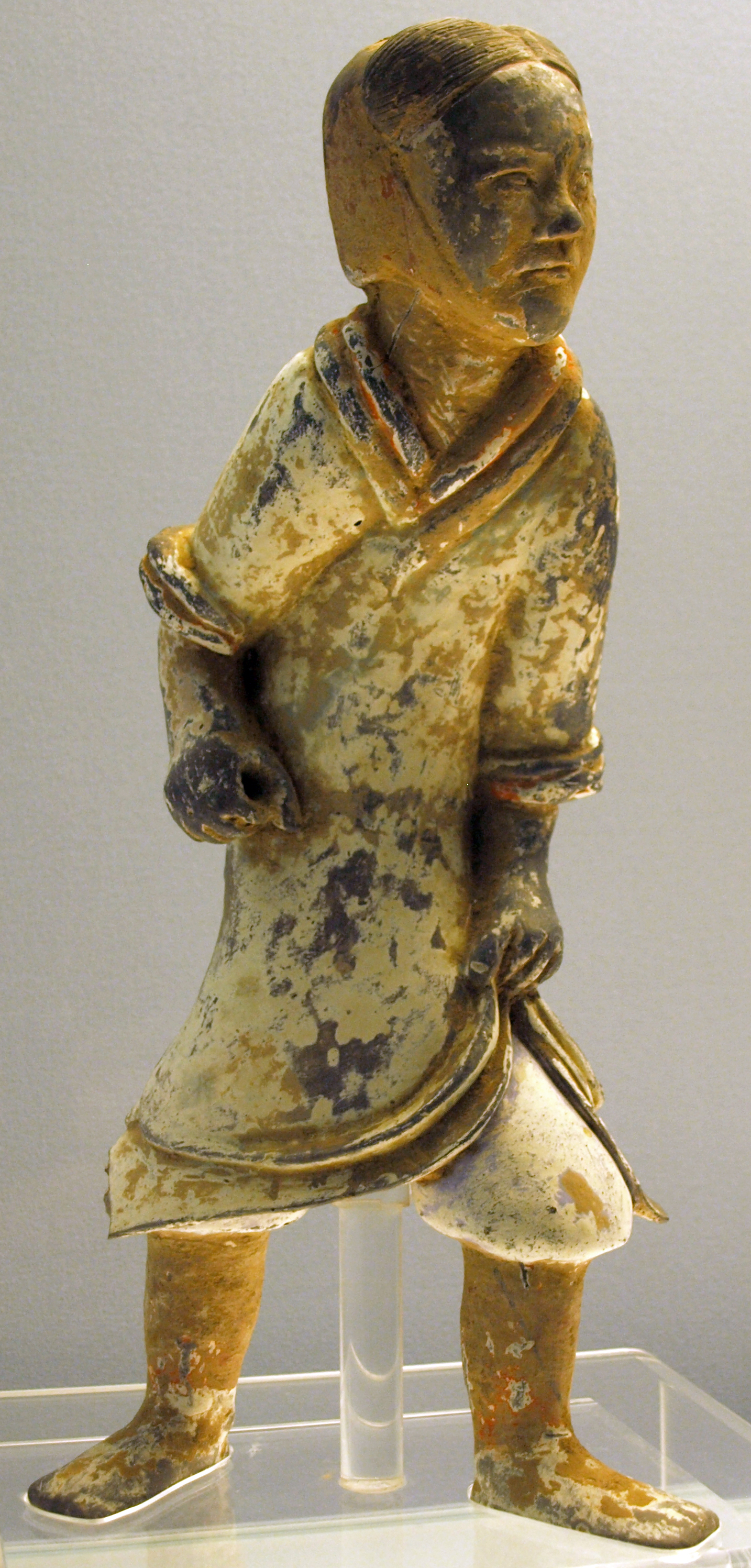
Un homme. Figurine en terre cuite peinte. Han de l'Est. Musée de Shanghai

### Trois Royaumes, Jin, Dynasties du Nord et du Sud, Sui (220 à 618)

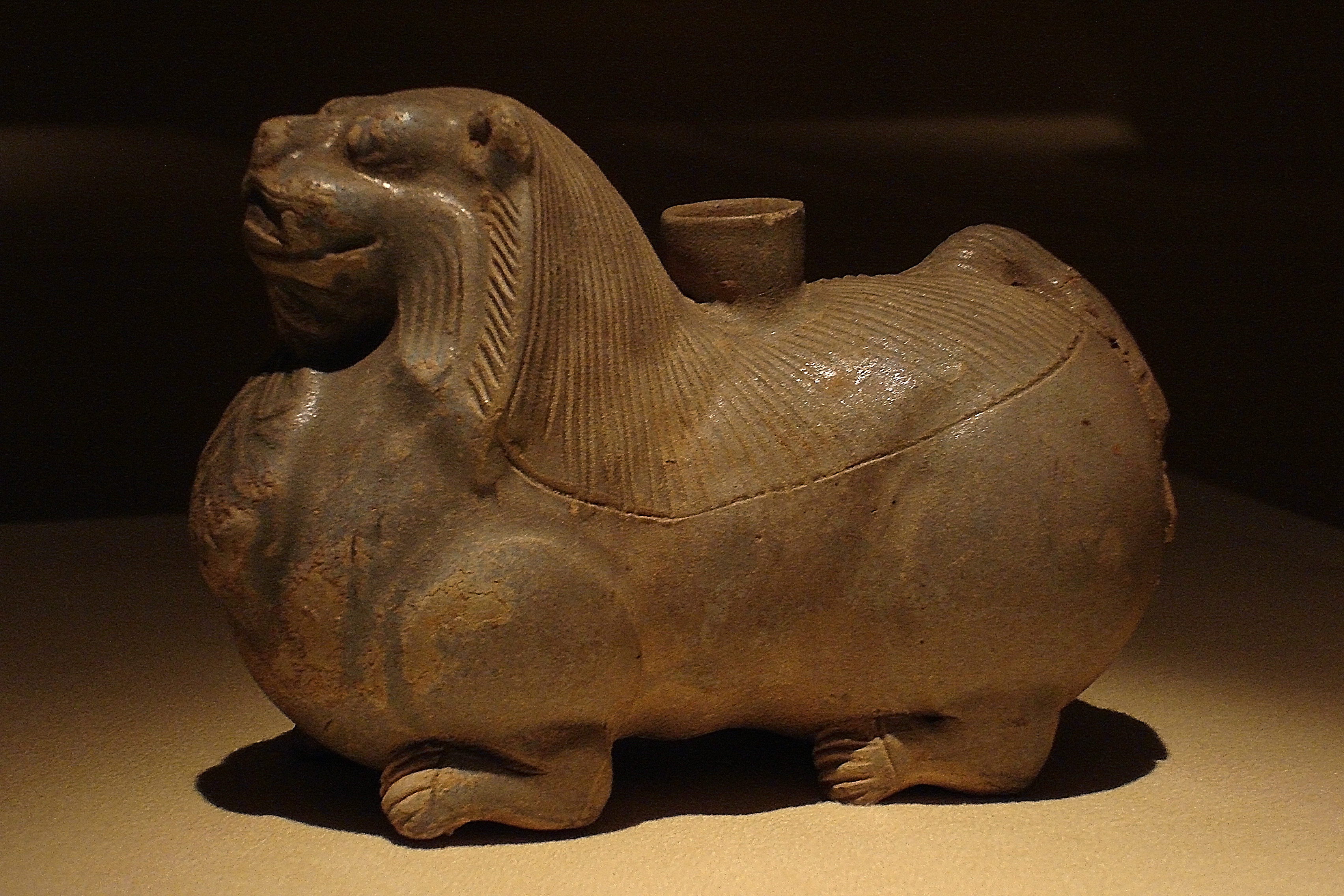
Chandelier de céladon en forme de lion accroupi, de la période des Trois Royaumes (220 à 265) ; provient du royaume de Wu de l'est
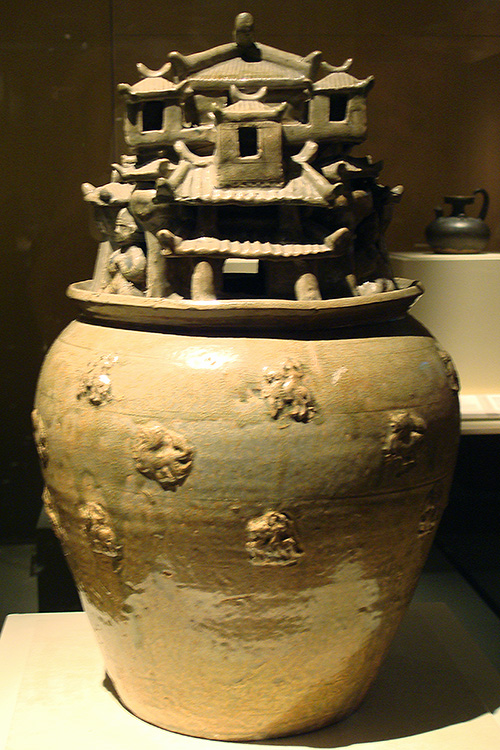
Jarre de céladon avec une décoration architecturale, de la dynastie Jin (265 - 420)
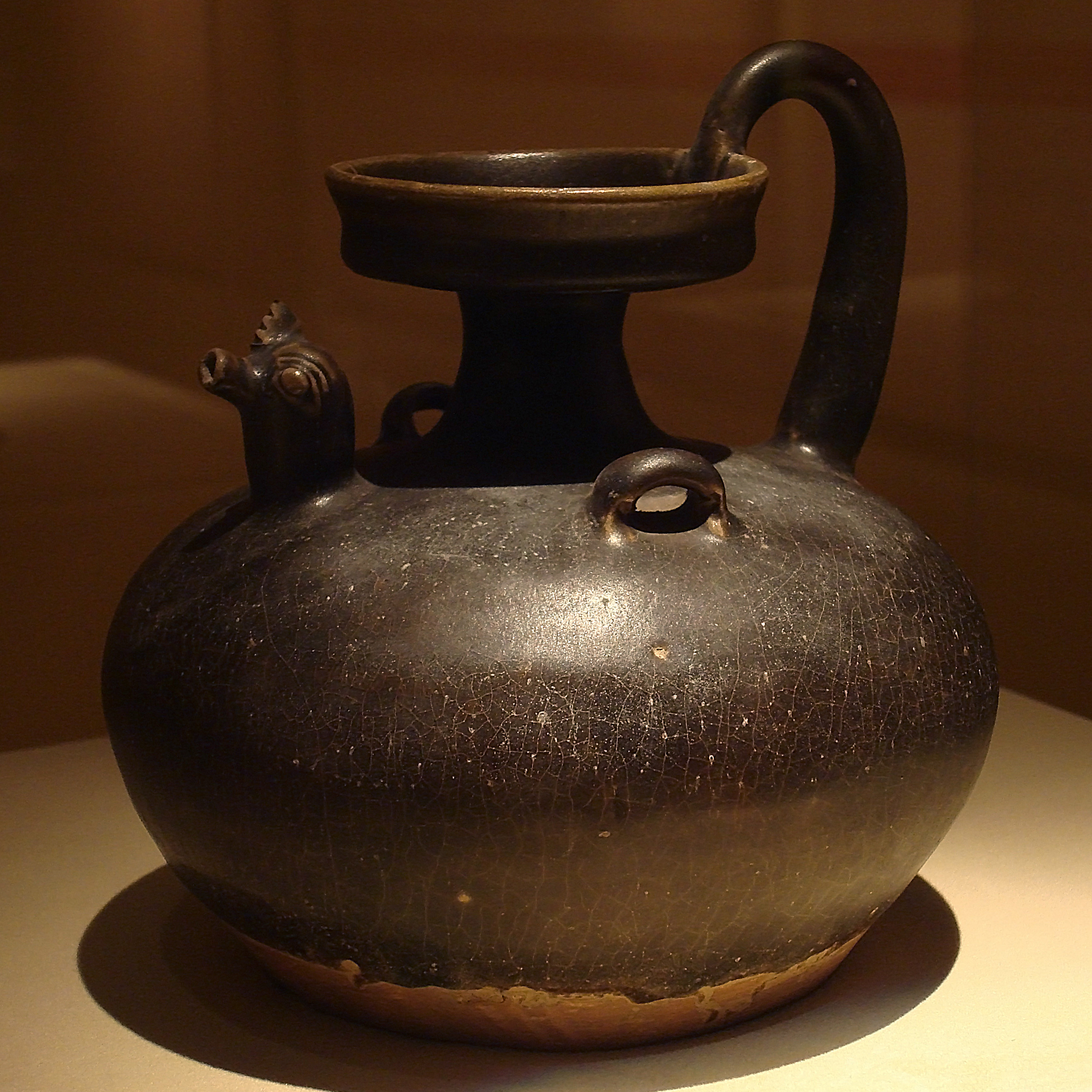
Une cruche à glaçure noire, pour le vin ou l'eau, avec un bec en forme de coq, dynastie Jin (265 - 420)
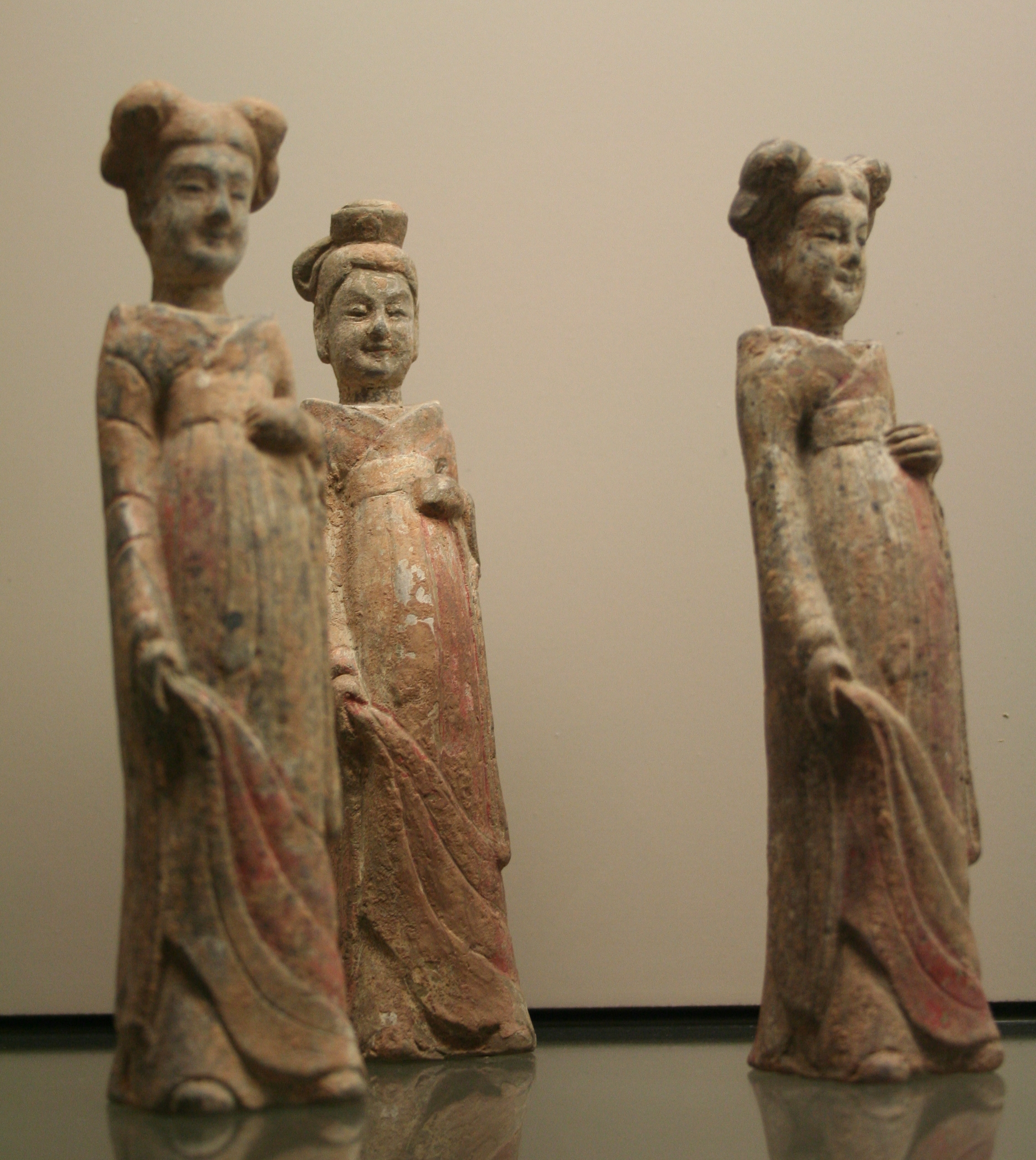
Dames de compagnie de céramique, de la dynastie des Wei du nord, IVe au  VIe siècle
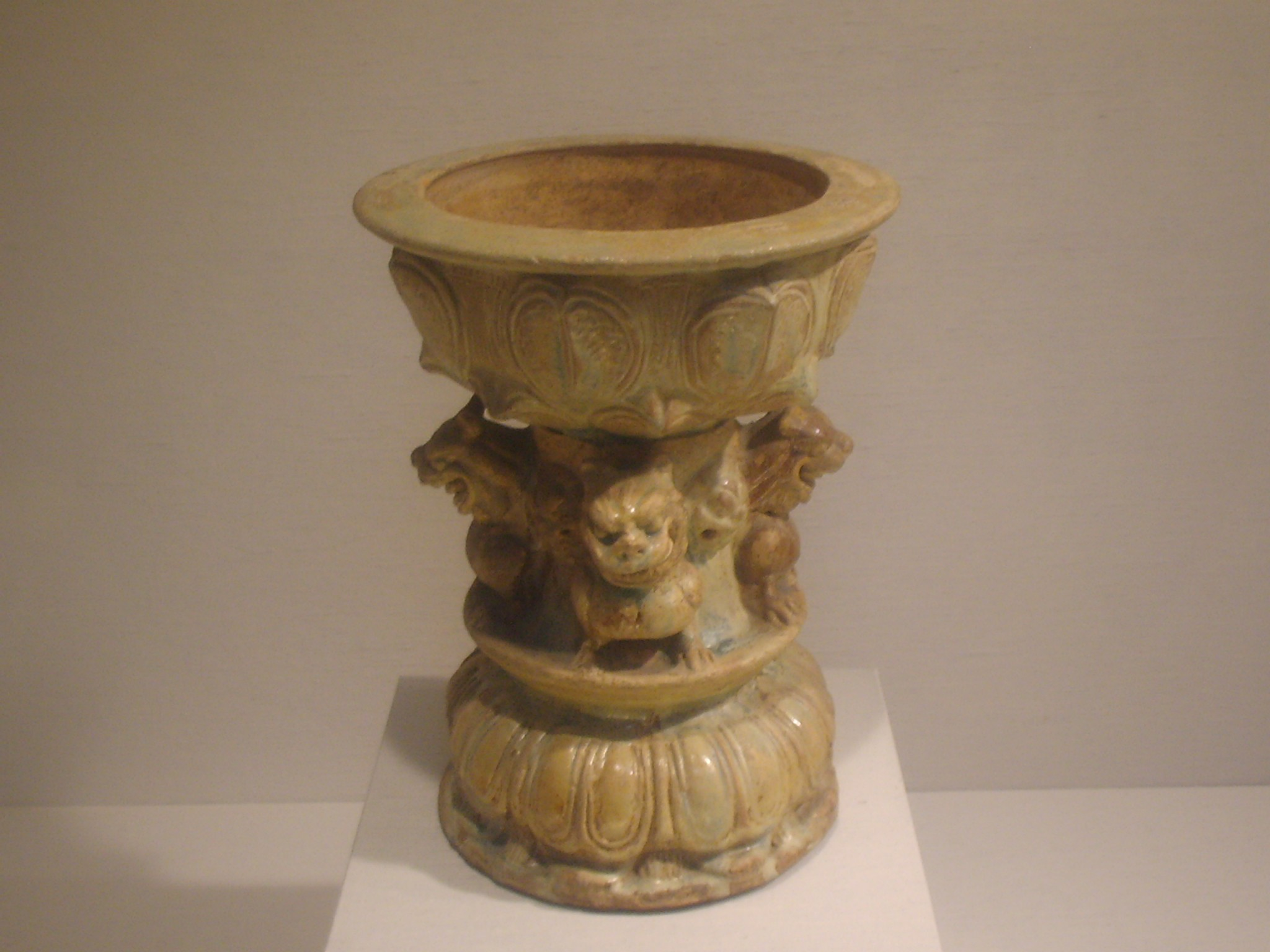
Lampe de céramique, à pied, avec des lions, datant soit des dynasties du nord, soit de la dynastie Sui, VIe siècle
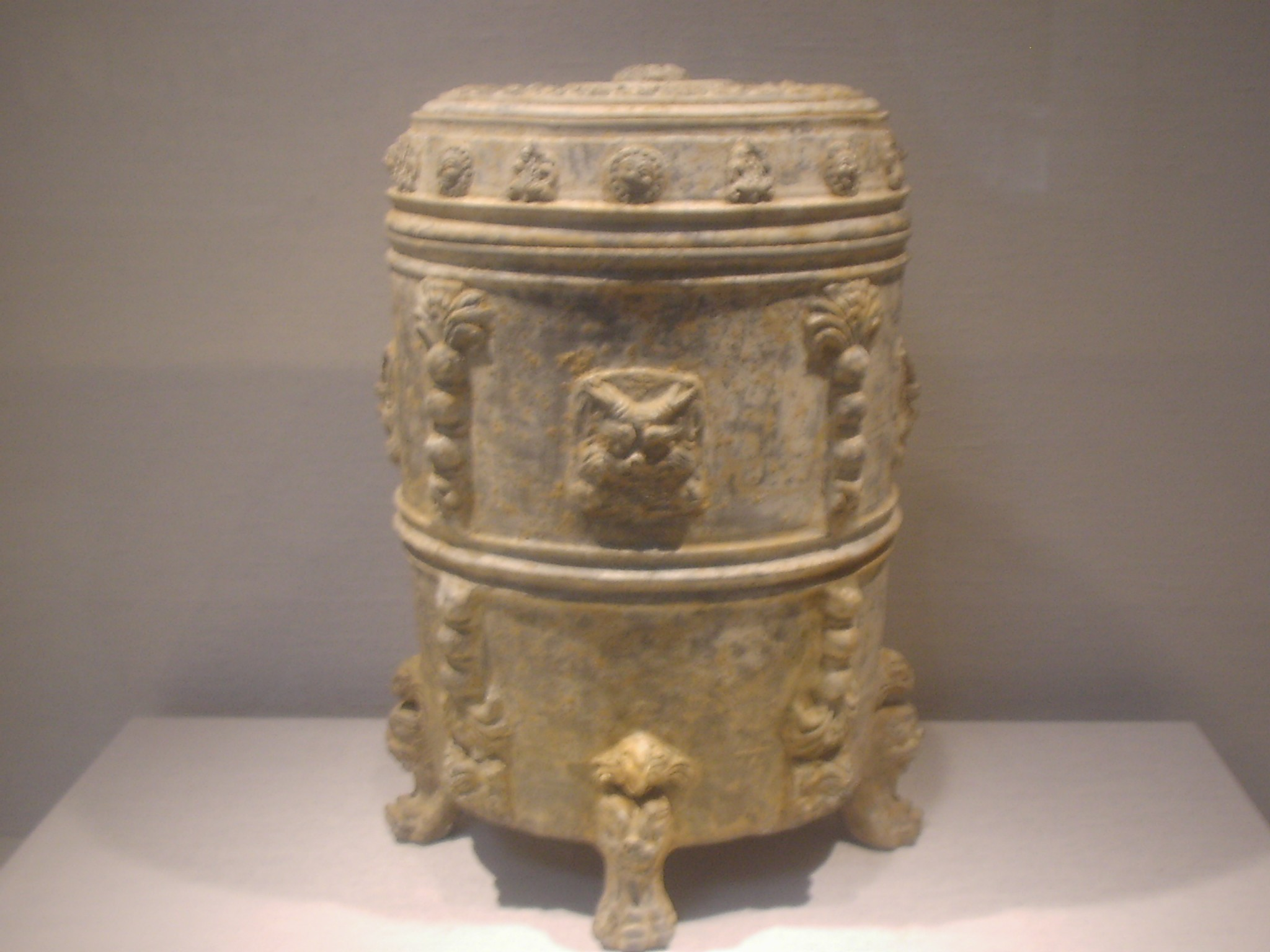
Récipient de céramique, à pied, recouvert, datant de la dynastie des Qi du nord, (550 - 577)
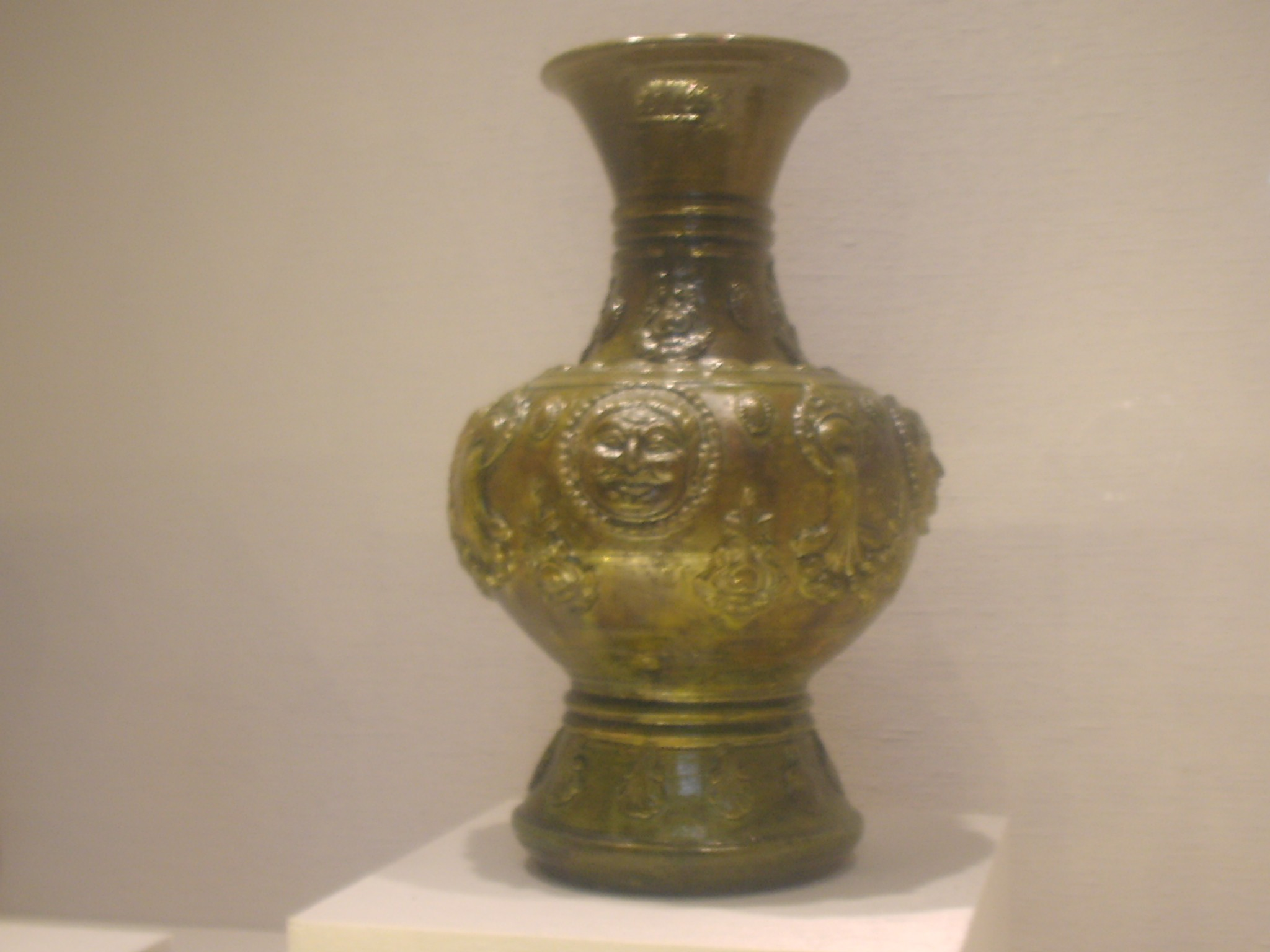
Jarre à glaçure verte, avec une décoration de motifs appliqués, dynastie des Qi du nord (550 - 577)
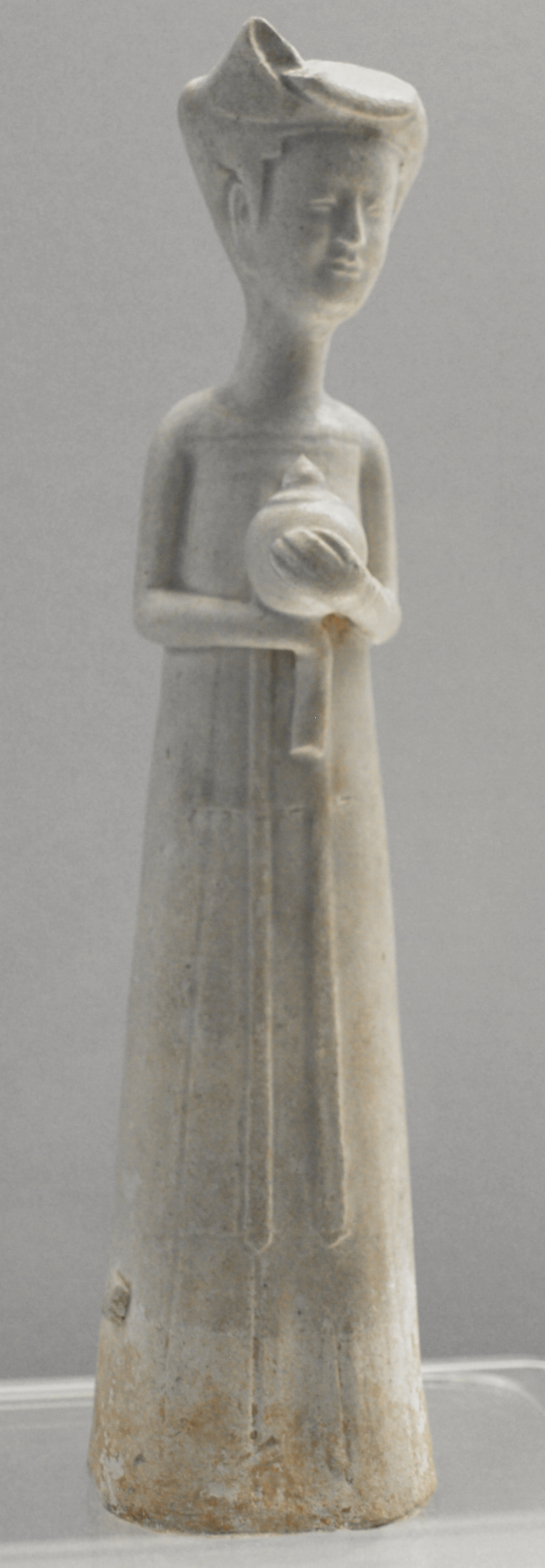
Figurine à couverte blanche représentant une femme portant une jarre, dynastie Sui, (581 - 618)

### Tang (618 à 906)

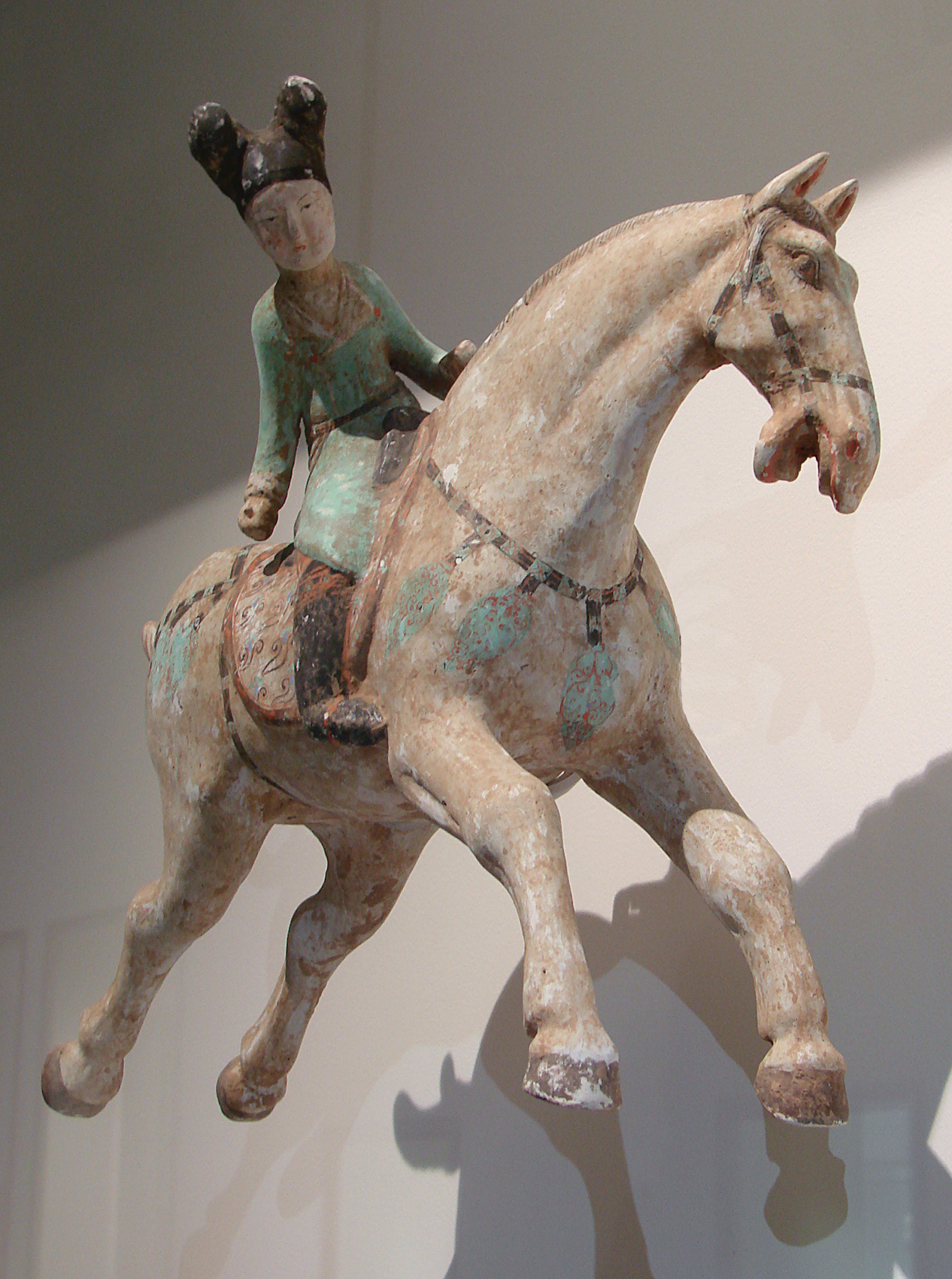
Joueuse de polo Tang, Musée Guimet. Ces statuettes de joueuses de polo sur des « chevaux volants » sont les plus recherchées
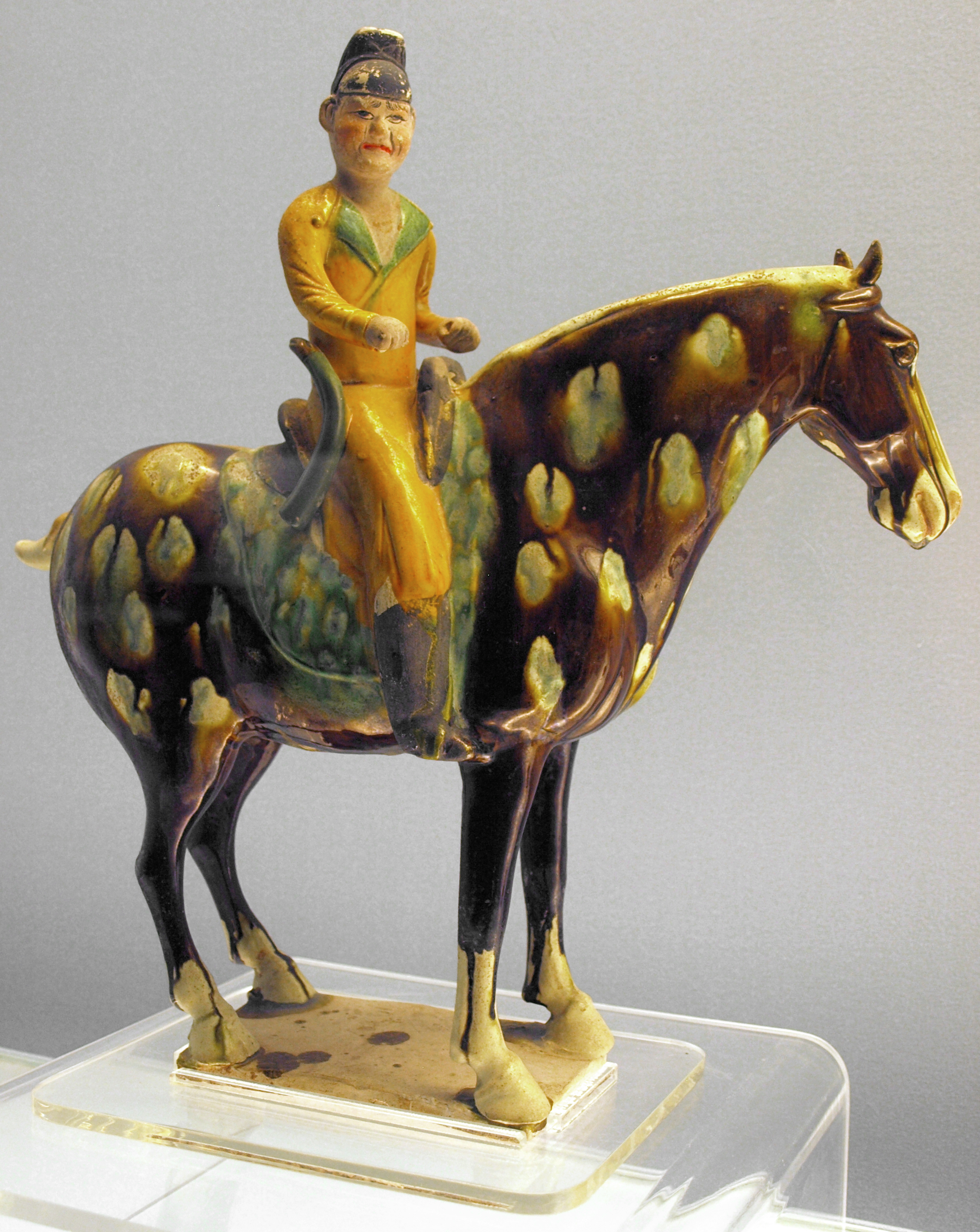
Figurine sancai (« trois couleurs ») de la dynastie Tang, représentant un cavalier et sa monture
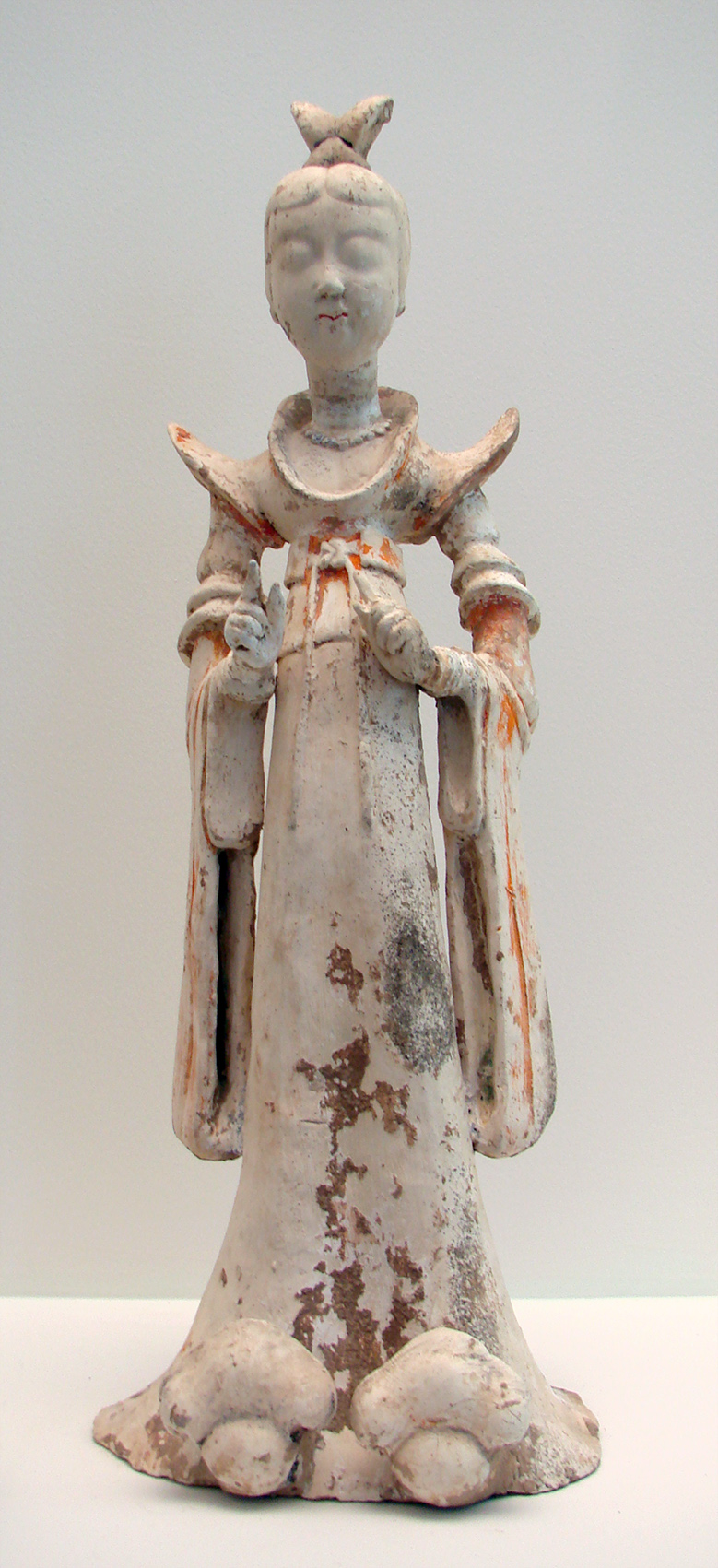
Dame de la Cour d'époque Tang. L'extrême sophistication du costume est caractéristique : manches longues, chaussures à larges bouts recourbés, épaulettes marquées
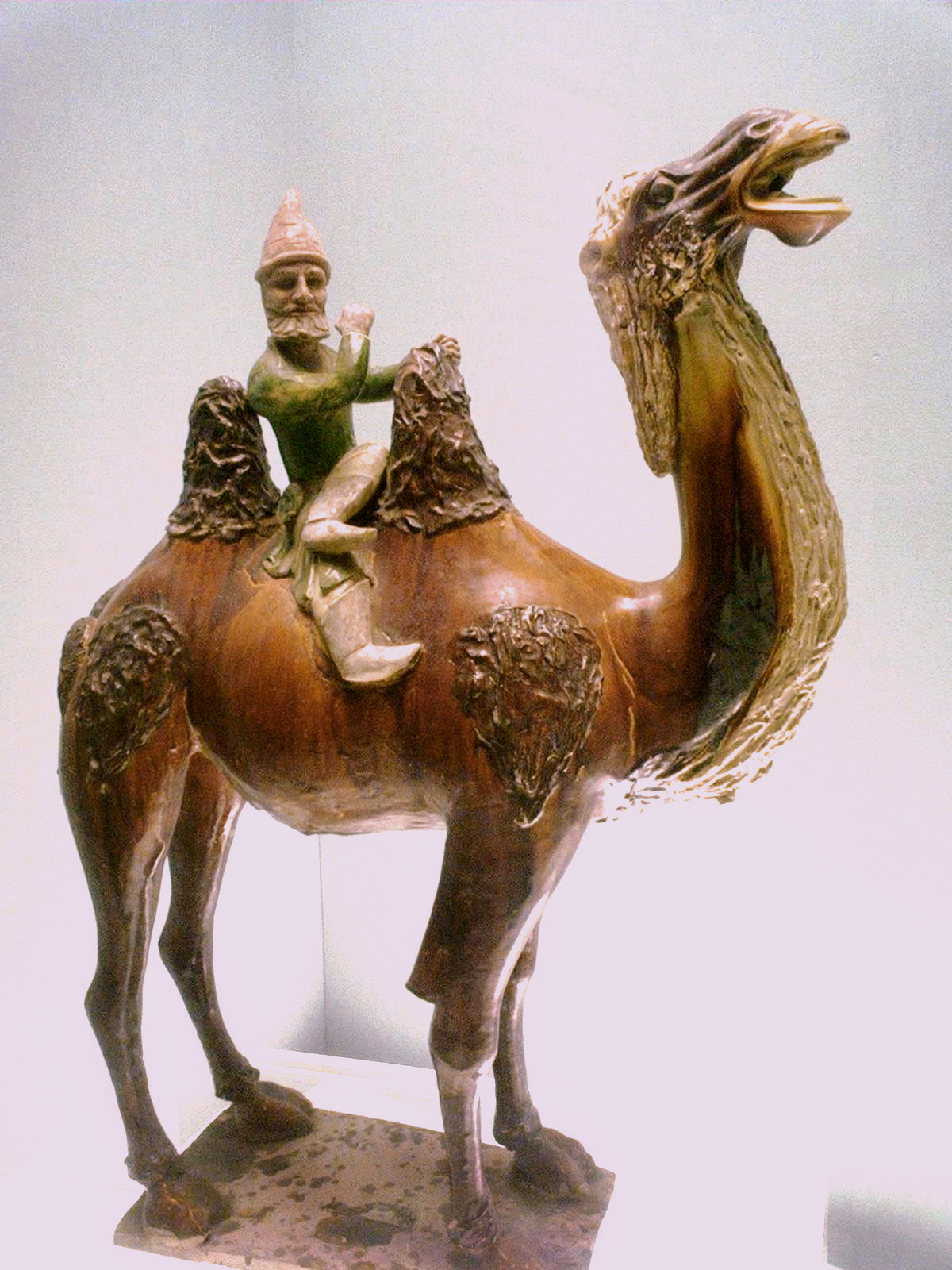
Chamelier sogdien sur un chameau de Bactriane : figurine sancai de la dynastie Tang
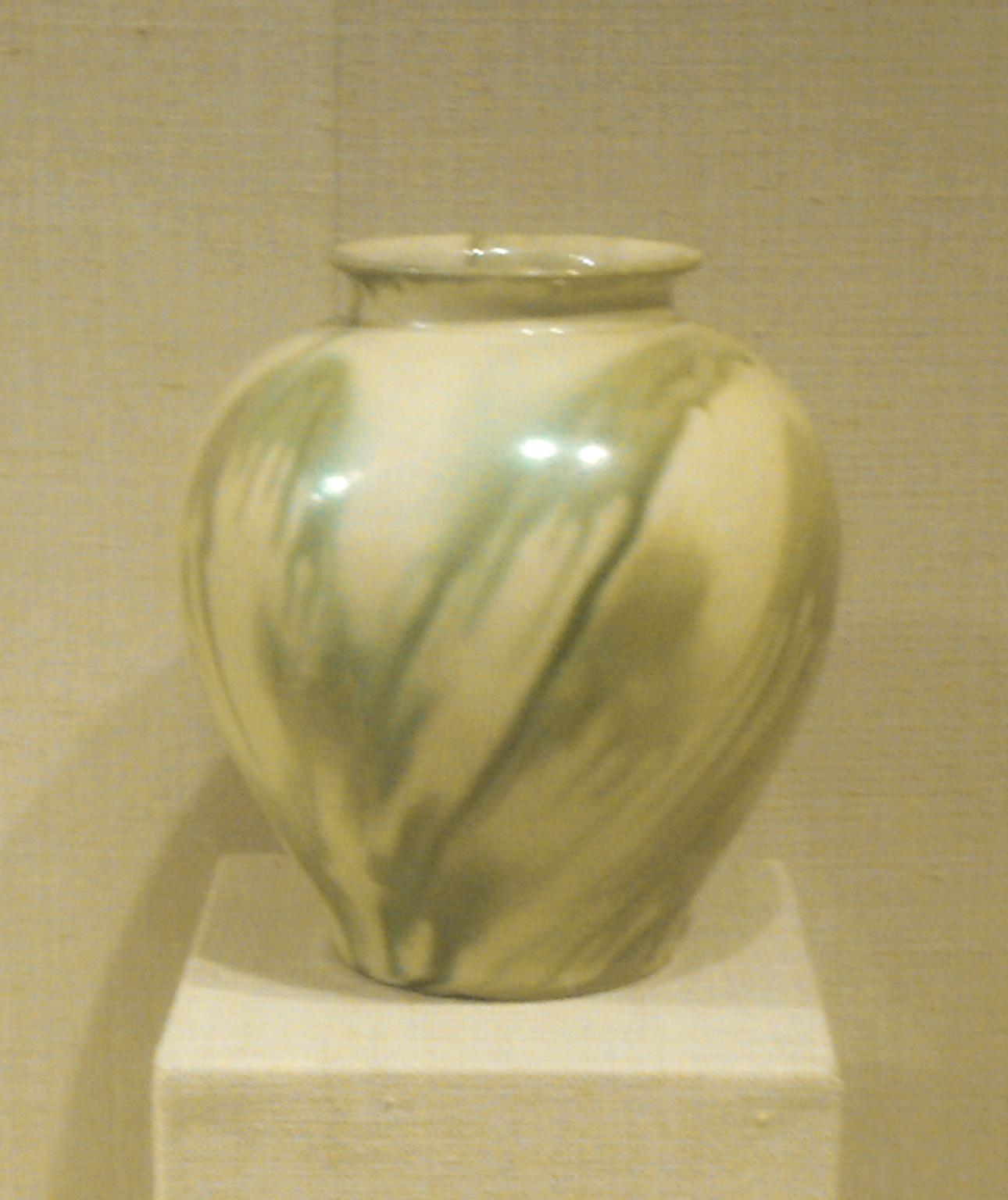
Jarre. Faïence aux glaçures verte et jaune, première moitié du VIIIe siècle
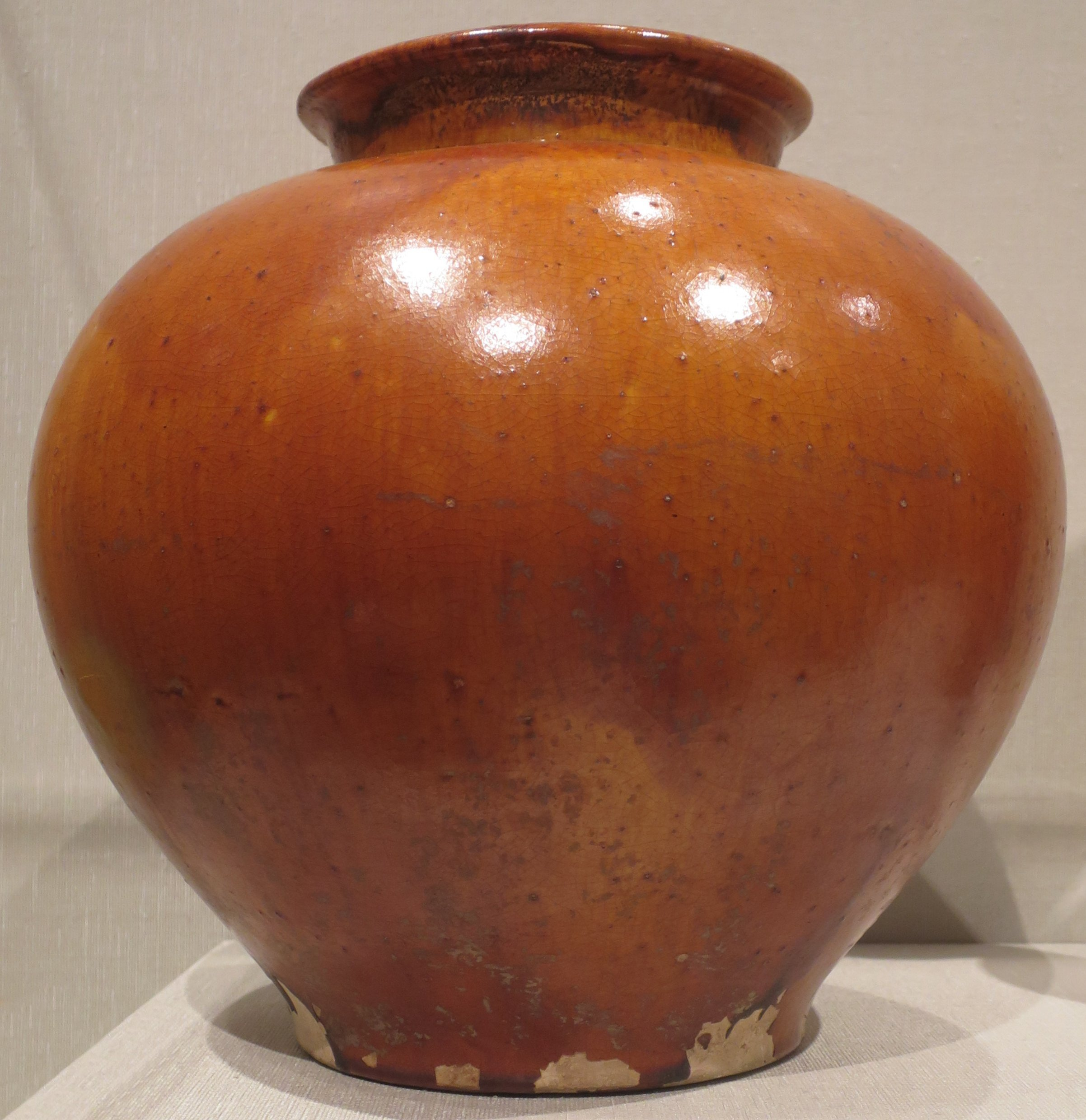
Jarre à glaçure plombifère brune
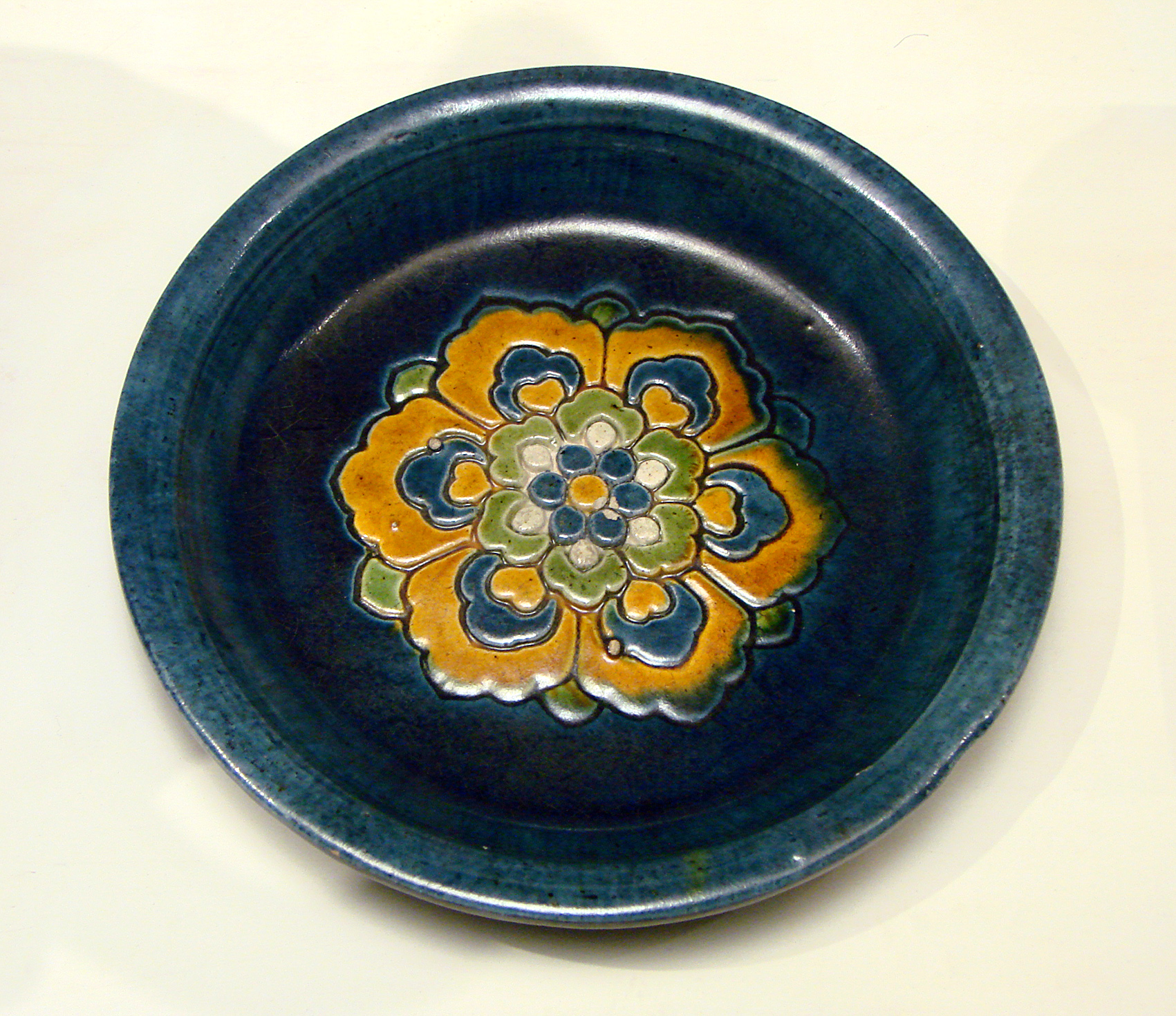
Plat rond de céramique sancai orné d'un motif floral, VIIIe ou  IXe siècle
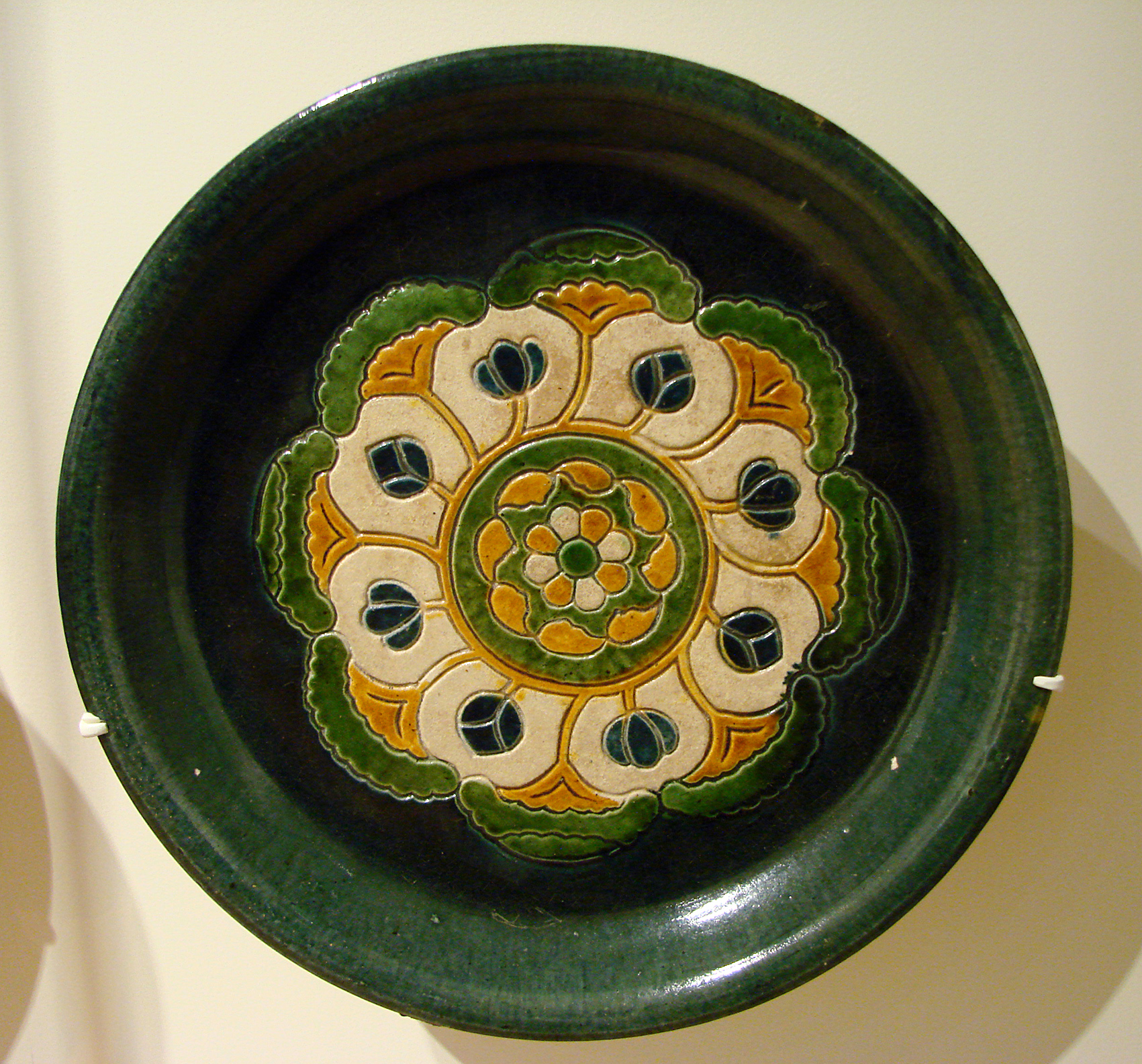
Plat à offrande en céramique sancai, VIIIe siècle
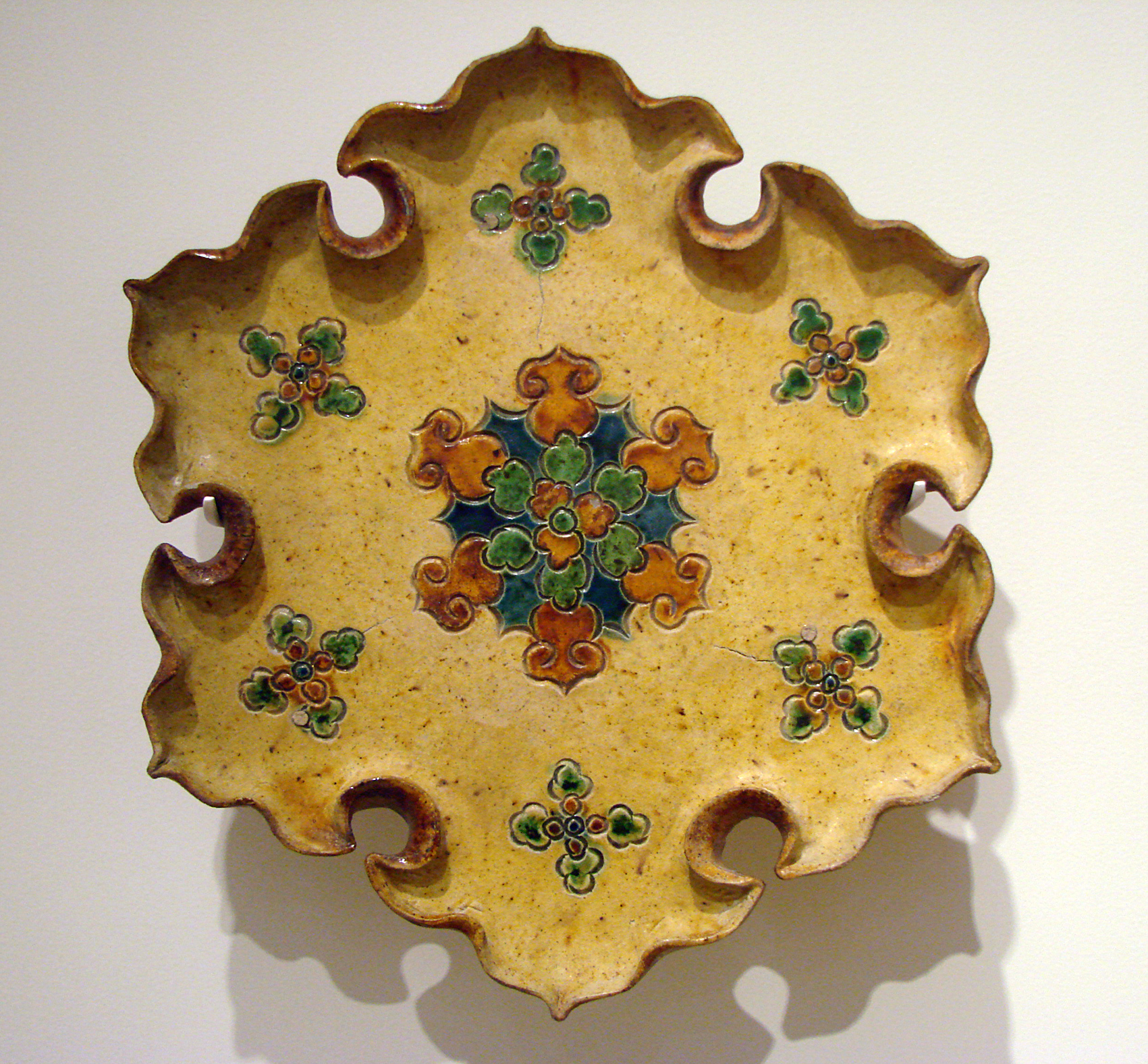
Plat à offrande en céramique sancai, avec six lobes, VIIIe siècle

### Song (960 à 1279)

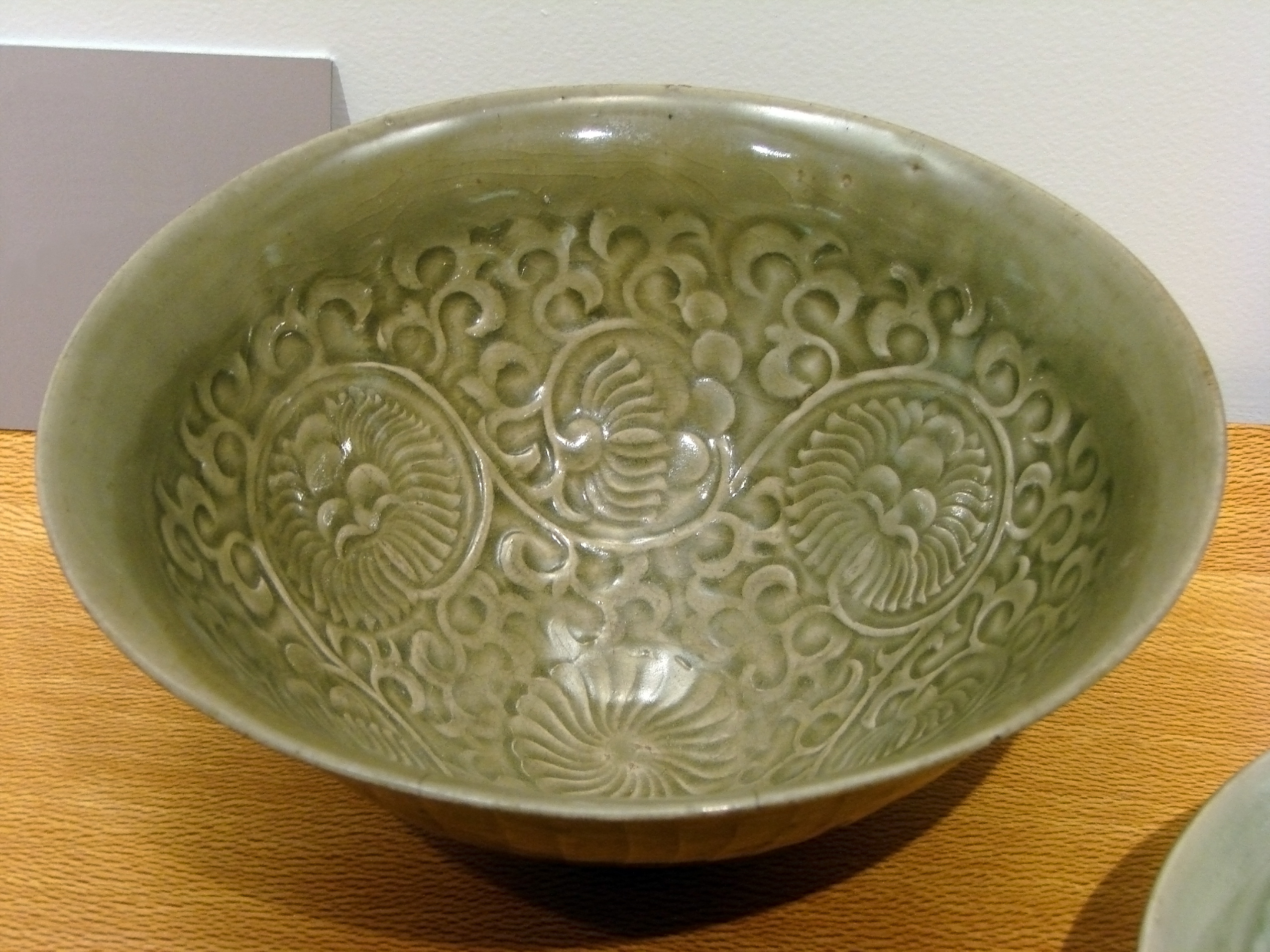
Céladon d'époque Song
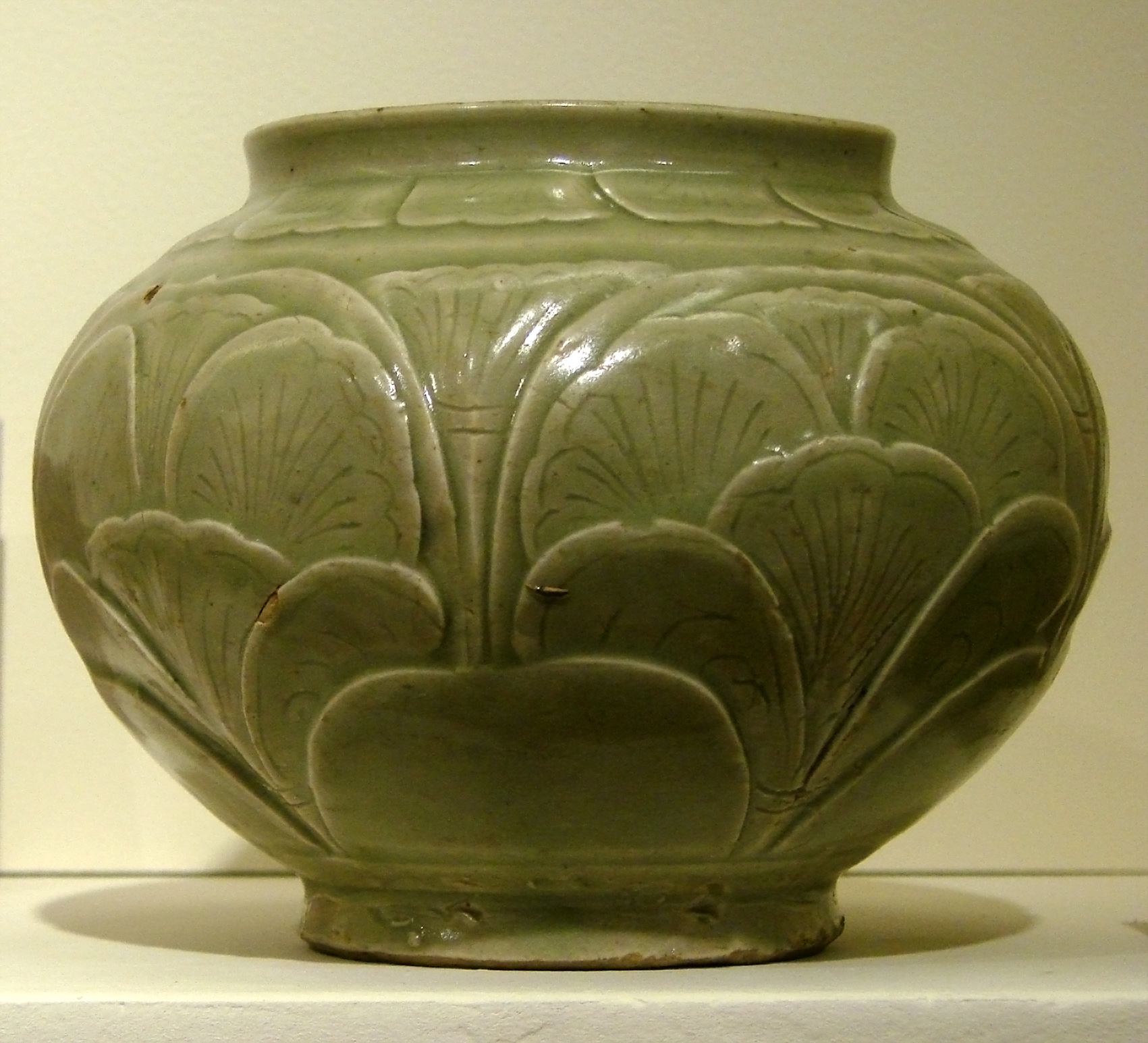
Céladon yaozhou datant des Song du Nord
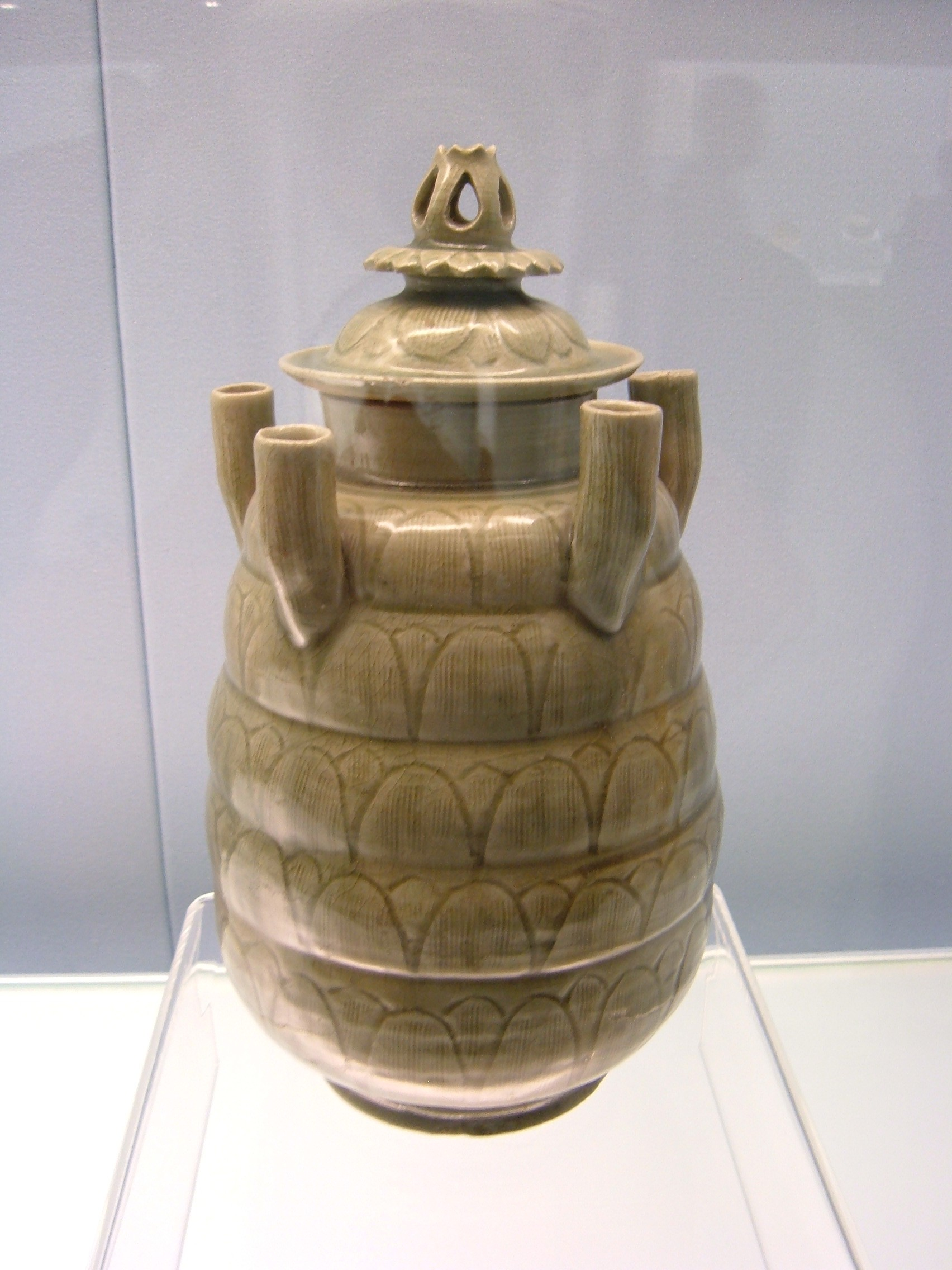
Céladon d'époque Song
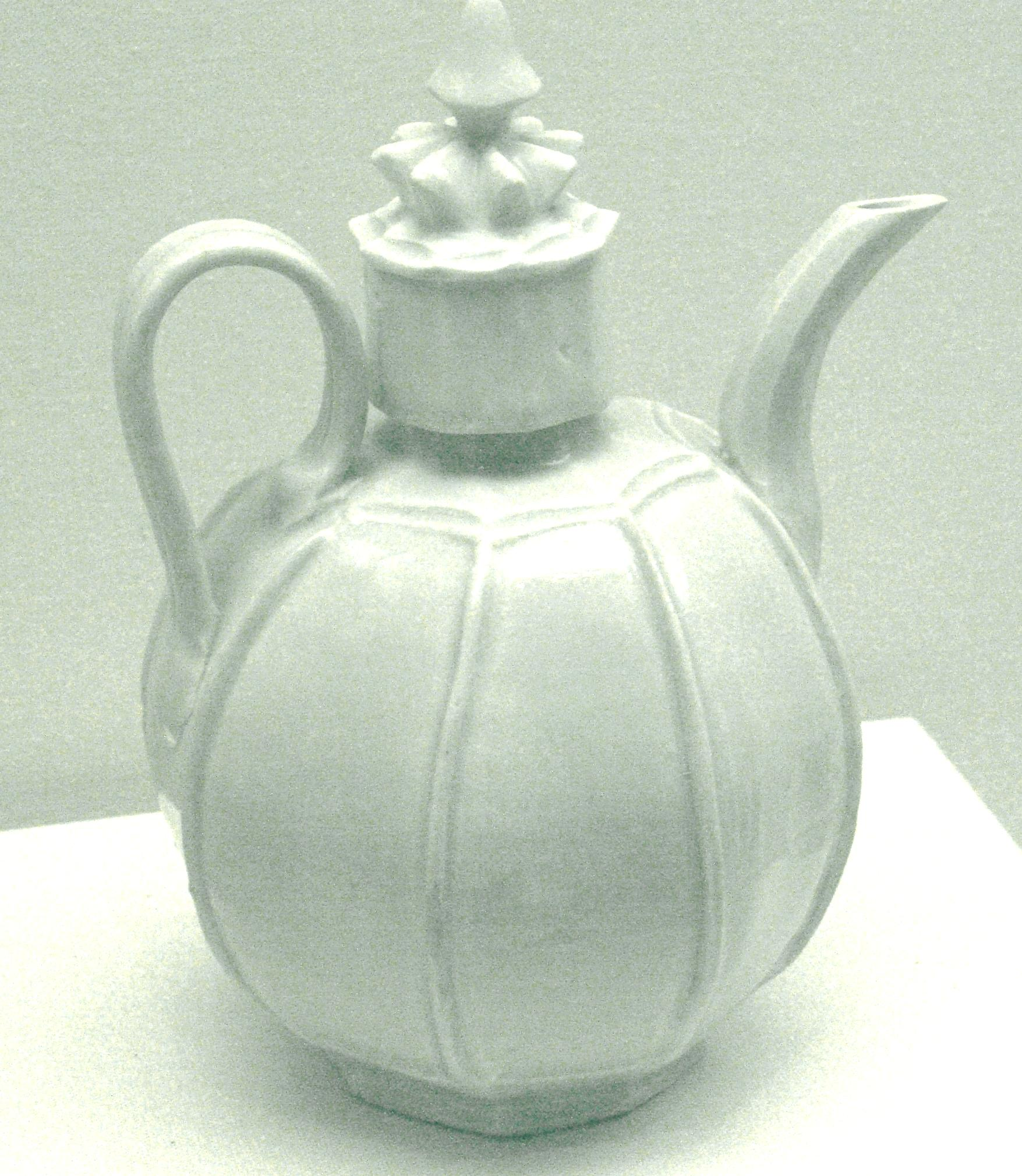
Théière, porcelaine de style qingbai, Jingdezhen
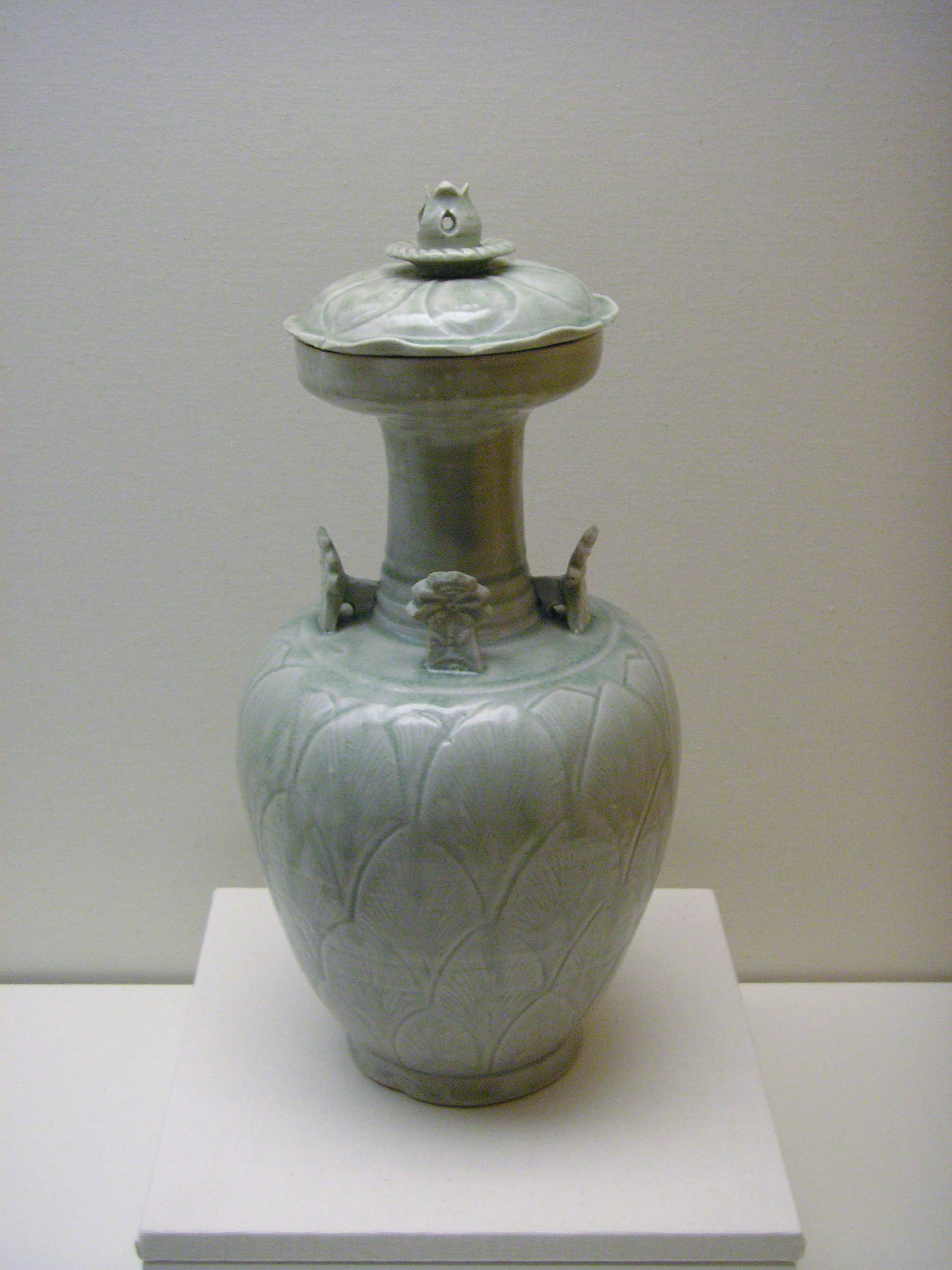
Vase funéraire et son couvercle, grès à glaçure verte, Song du nord (960 - 1127)
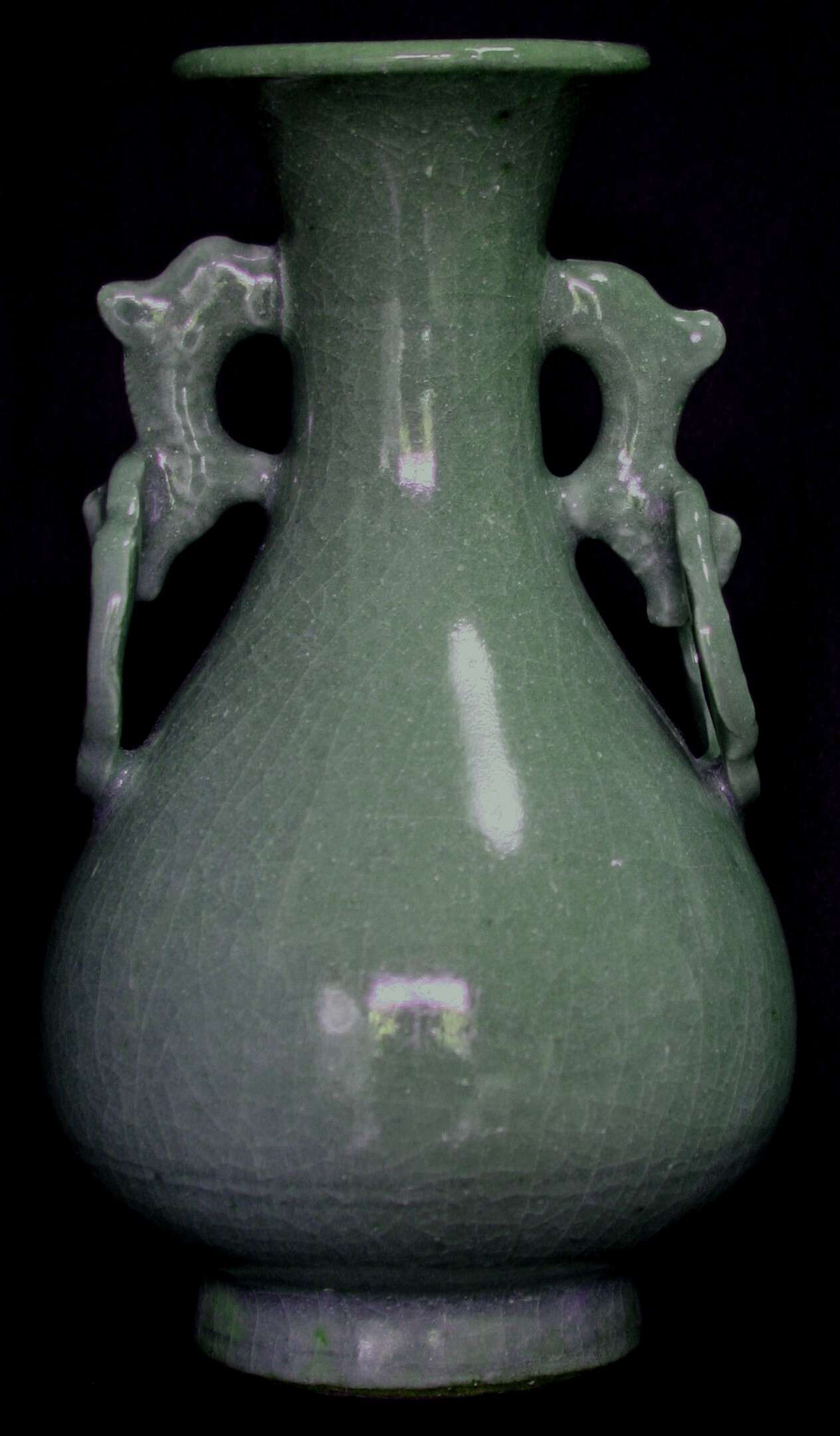
Vase céladon longquan , Song
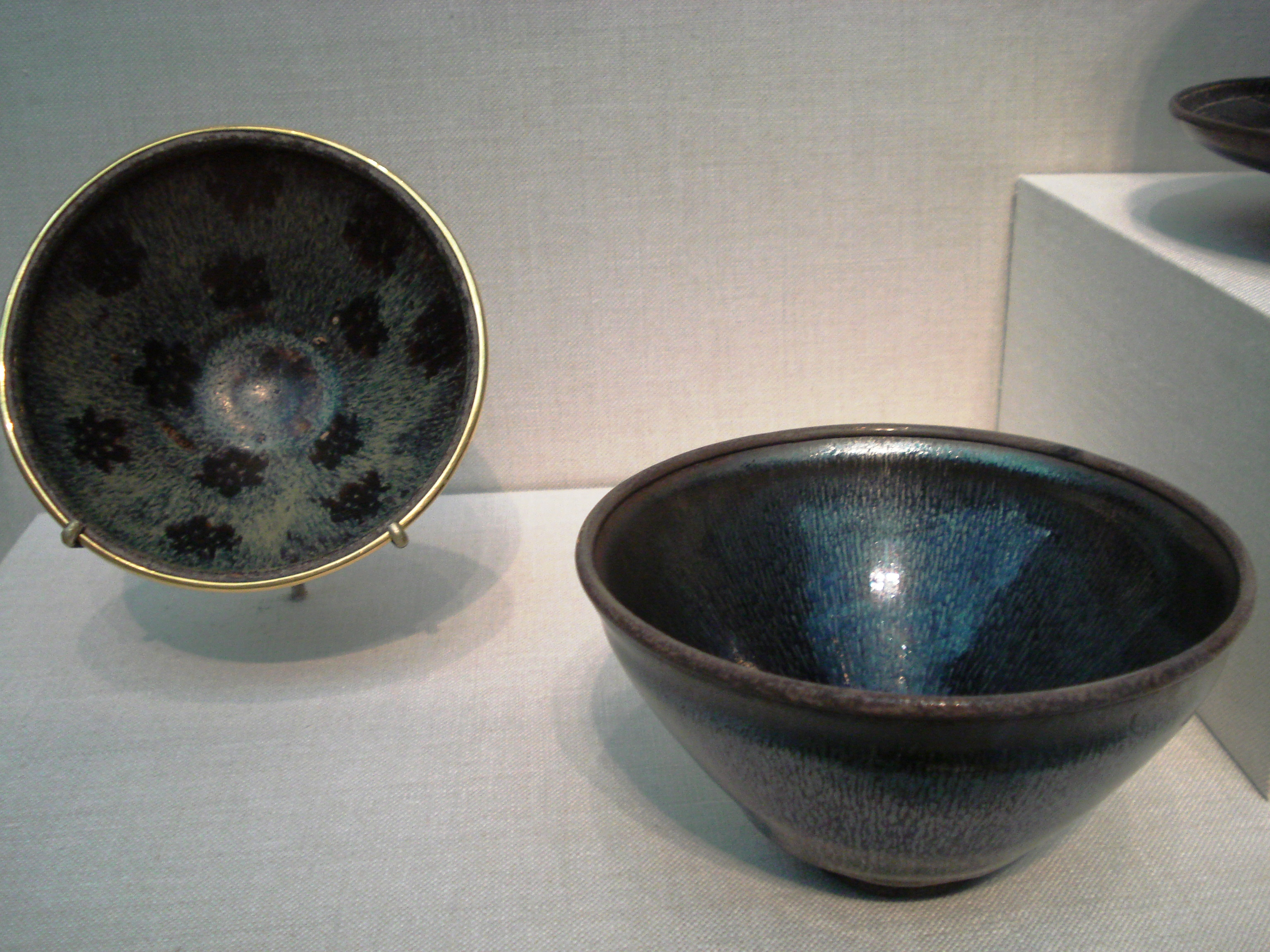
Bols à thé, dynastie des Song, glaçure à l'oxyde de fer "œil de perdrix" et "fourrure de lièvre" ou jian[N 25]
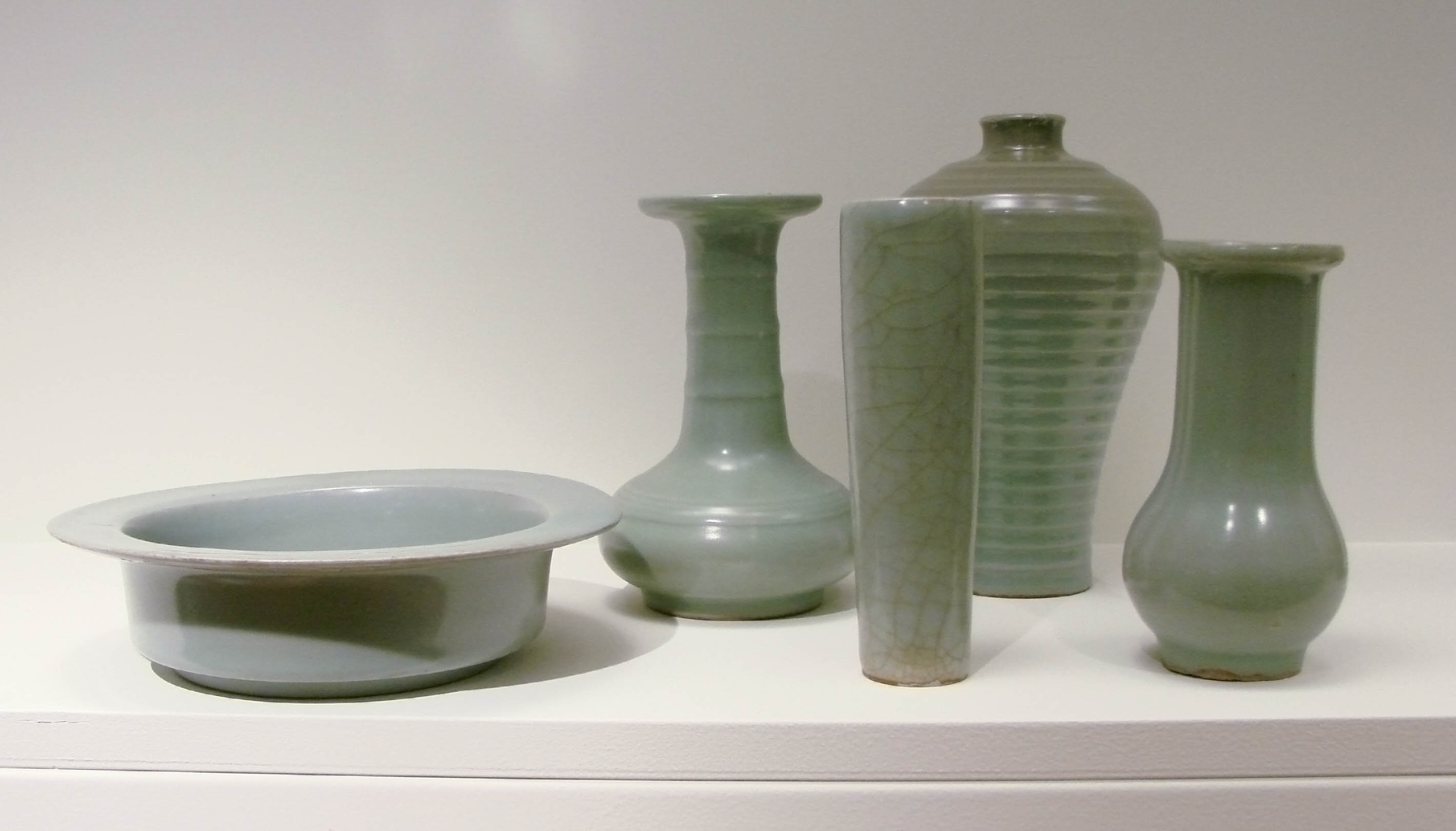
Pièces de céladon longquan, XIIIe siècle
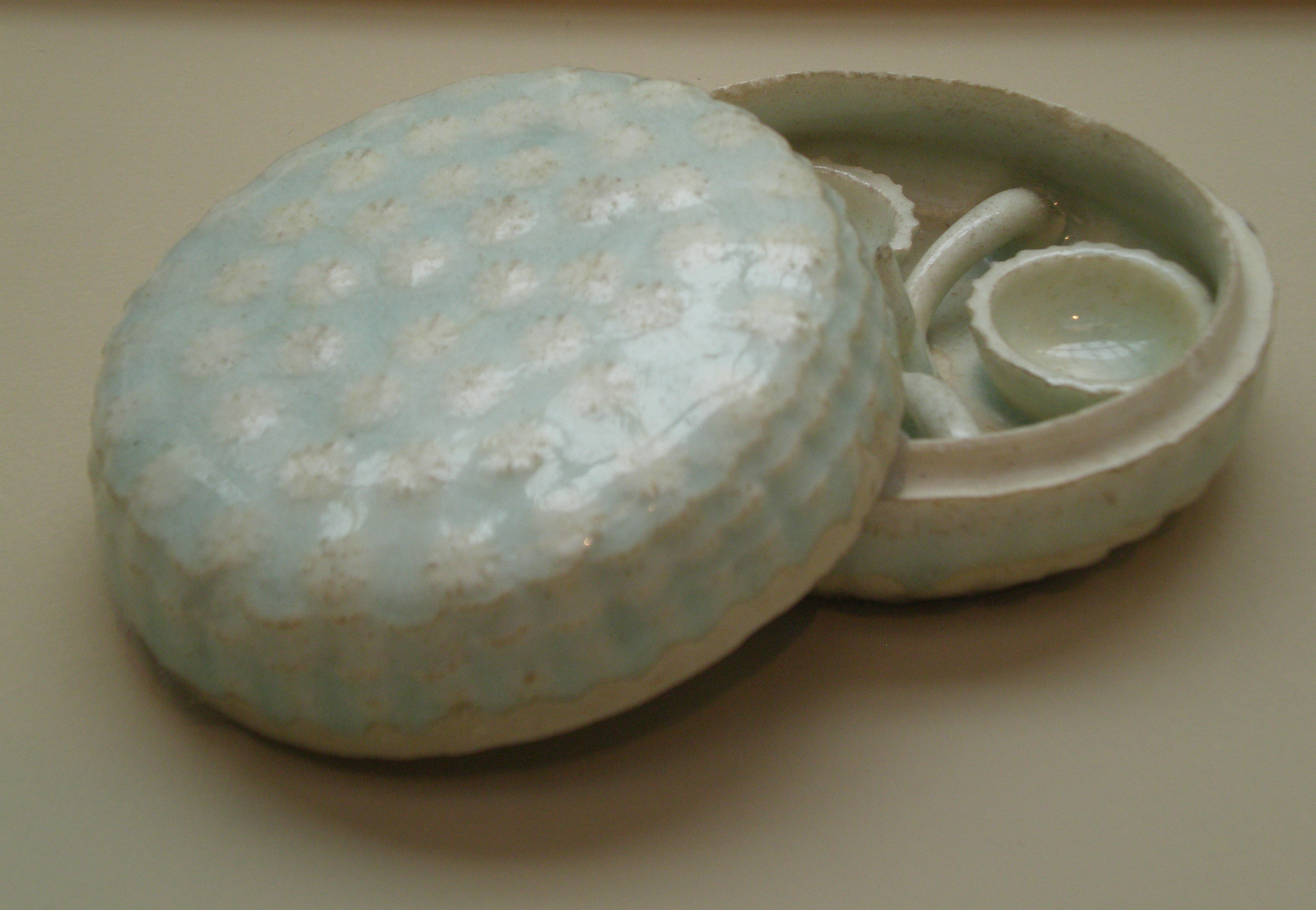
Boîte de porcelaine qingbai, décor médaillons de fleurs
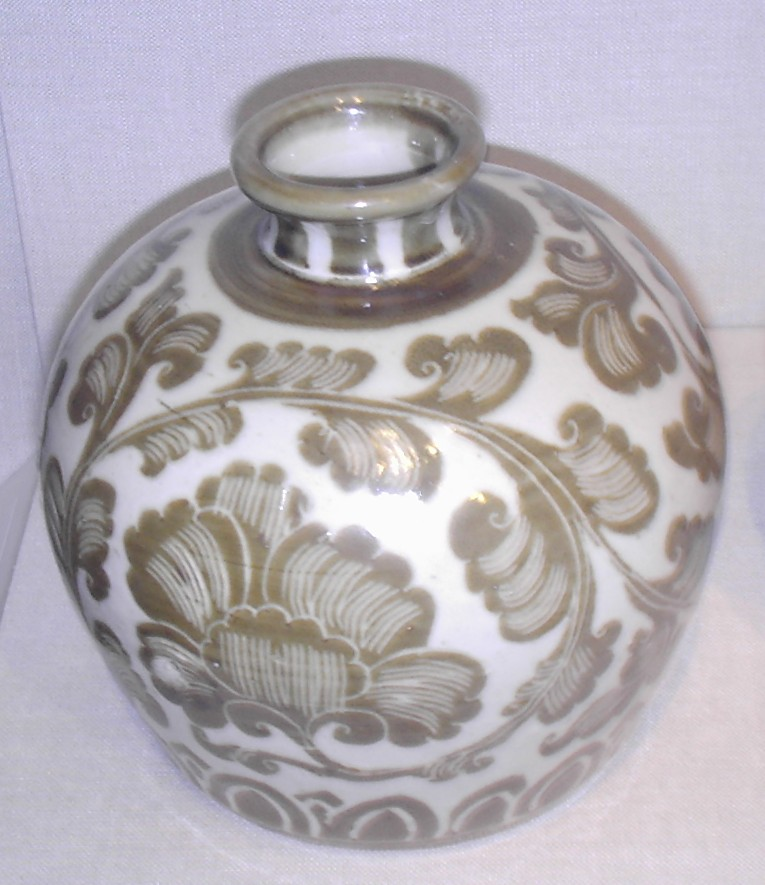
Bouteille ding , pigment d'oxyde de fer sous couverte transparente, XIe siècle. Freer Gallery

### Yuan (1279 à 1368)

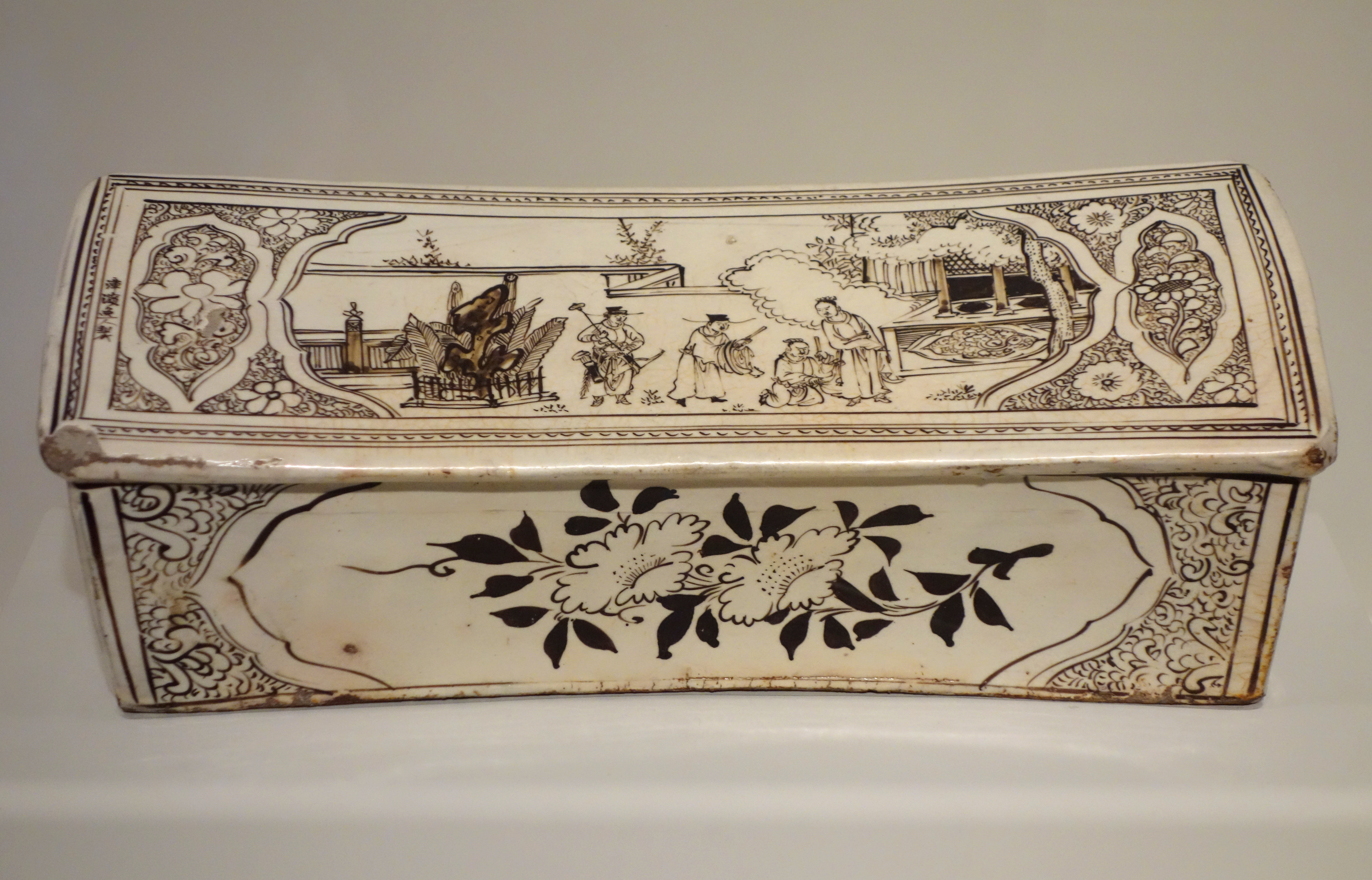
Oreiller. Grès cizhou peint sous couverte : scènes d'un drame populaire. Yuan, fin XIIIe. Cincinnati Art Museum
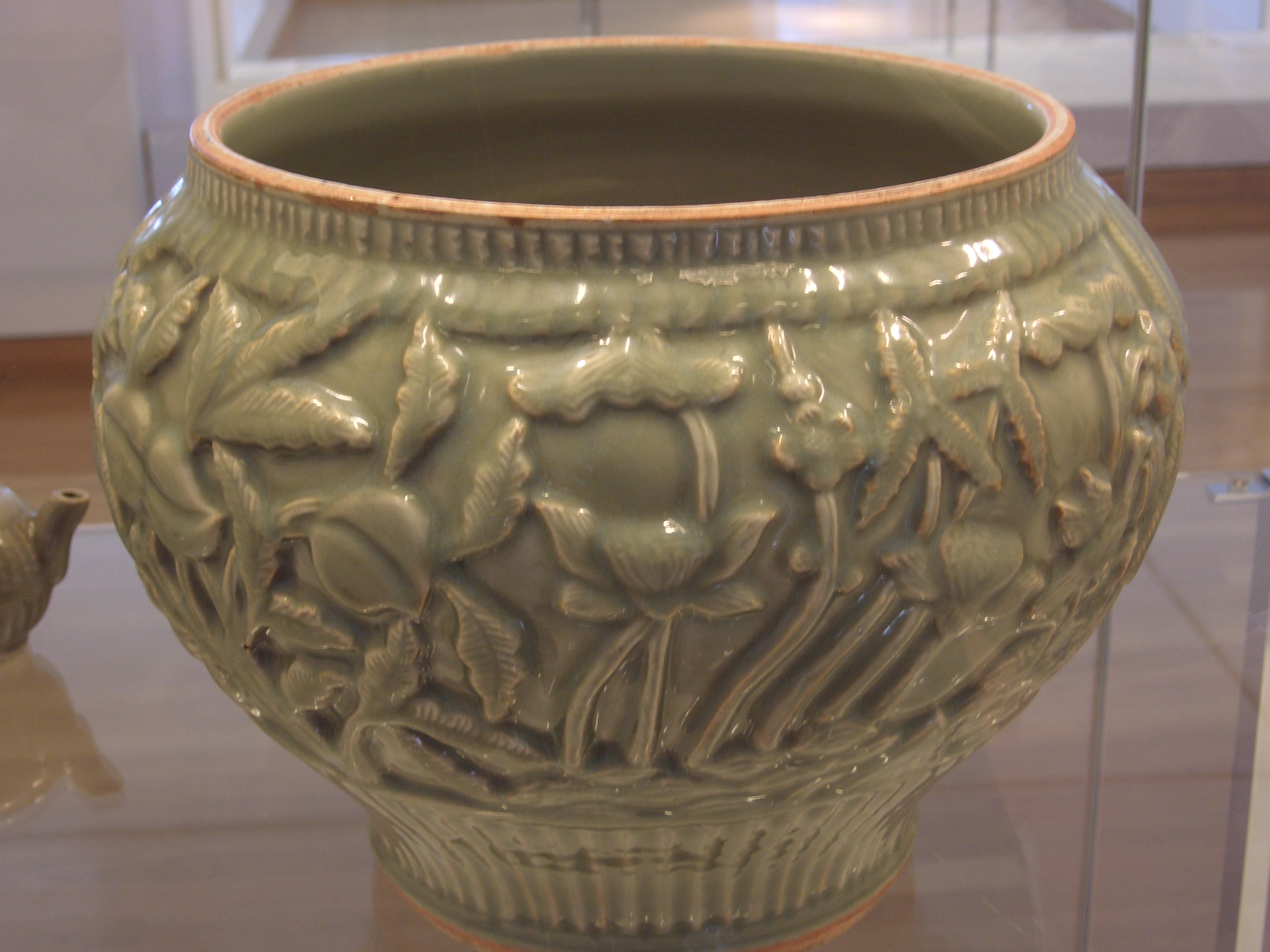
Jarre en céladon de la fin de la dynastie Yuan, montrant un travail d'ornementation comportant des pêches, des lotus, des pivoines, des saules et des palmes
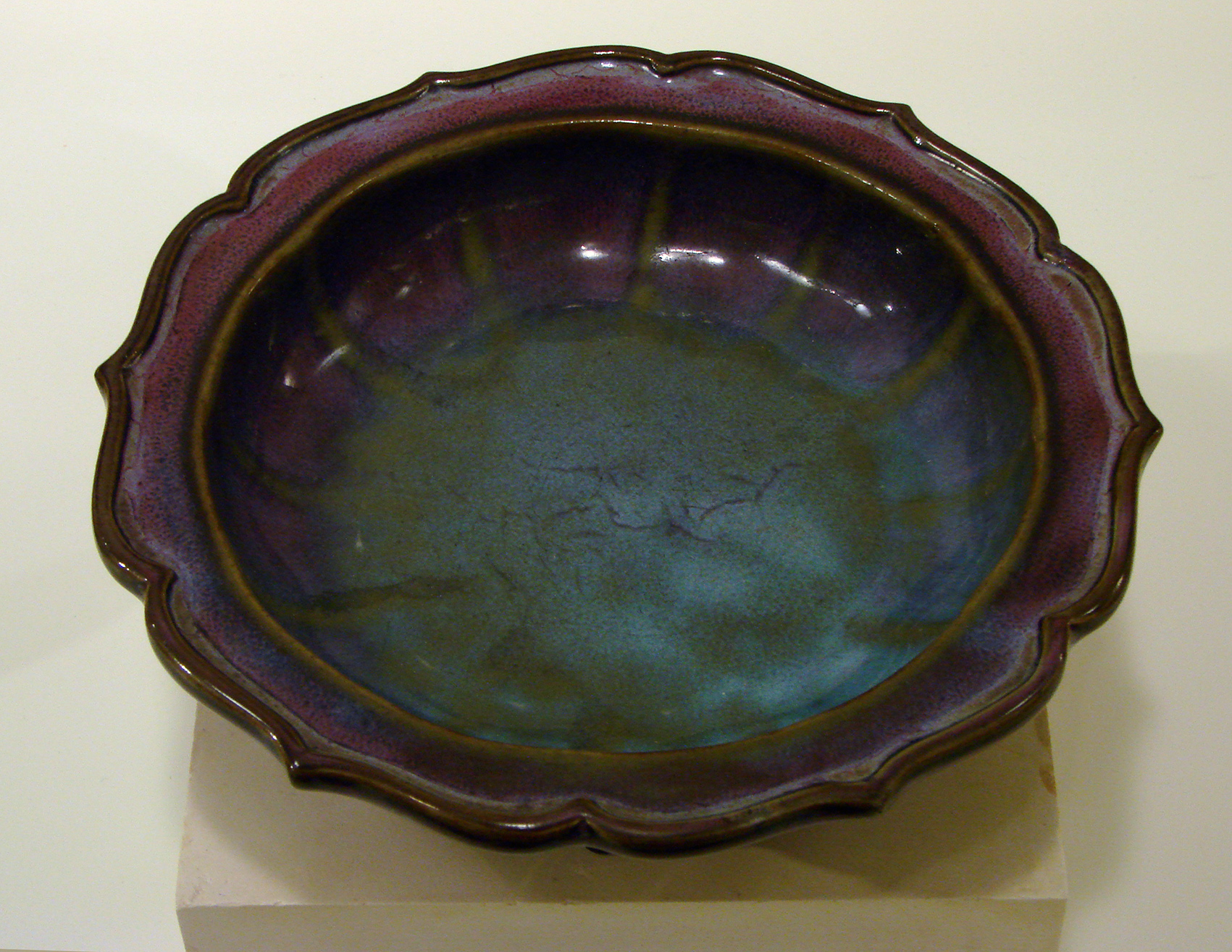
Plat de la dynastie Jin ou de la dynastie Yuan, XIIIe ou XIVe siècle
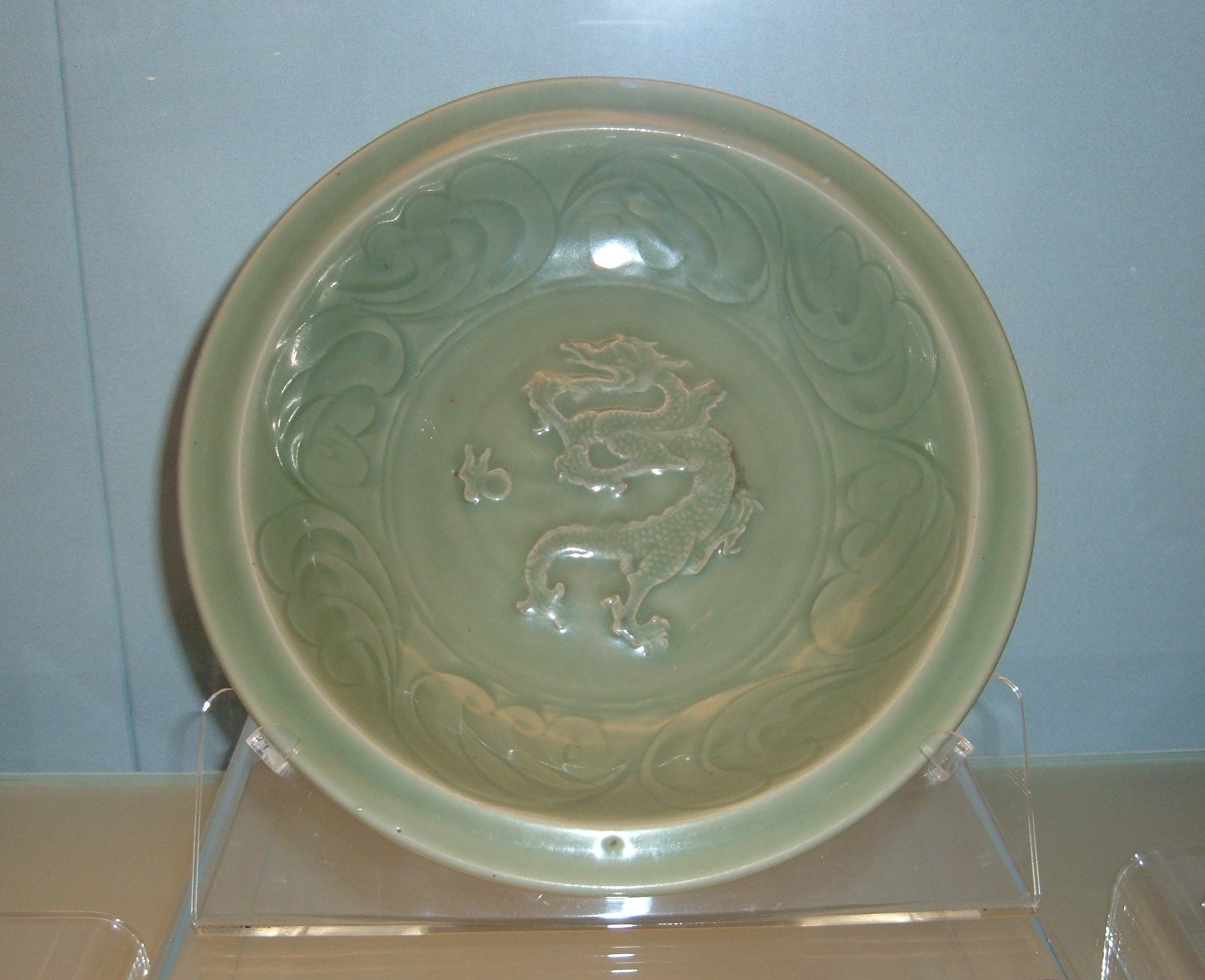
Céladon longquan, XIIIe ou XIVe siècle
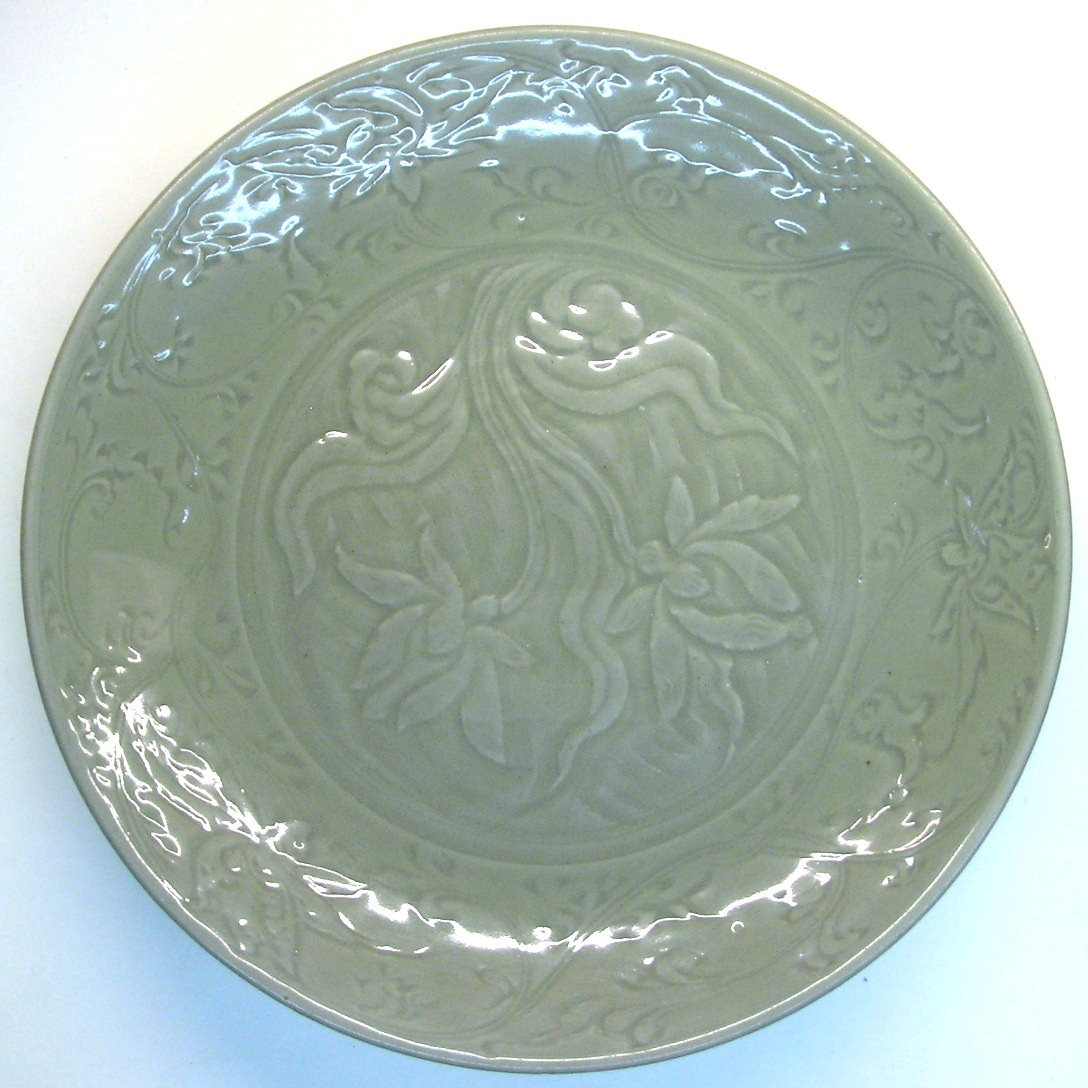
Plat de céladon avec un décor floral. Palais de Topkapı
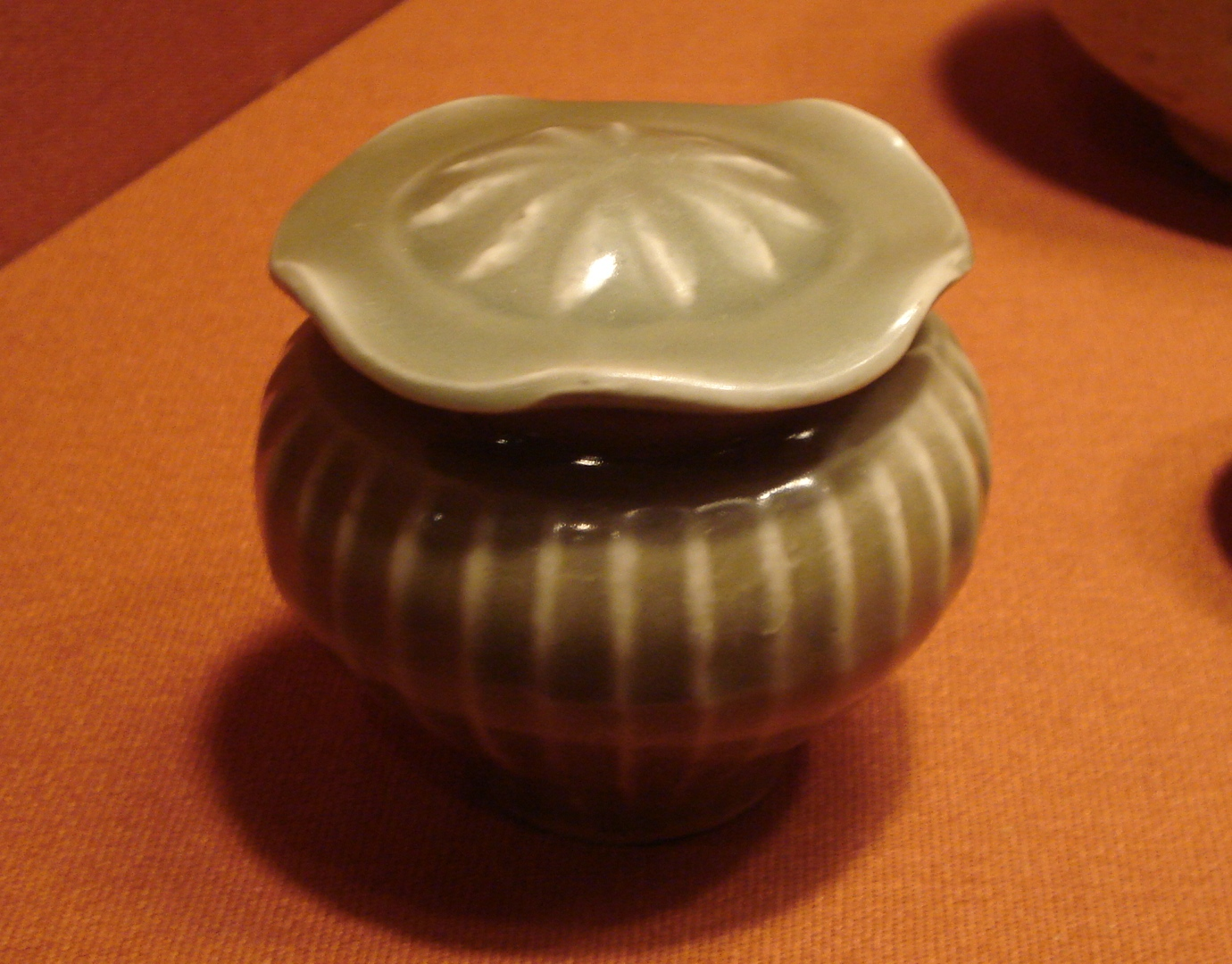
Jarre recouverte en céladon longquan, XIVe siècle
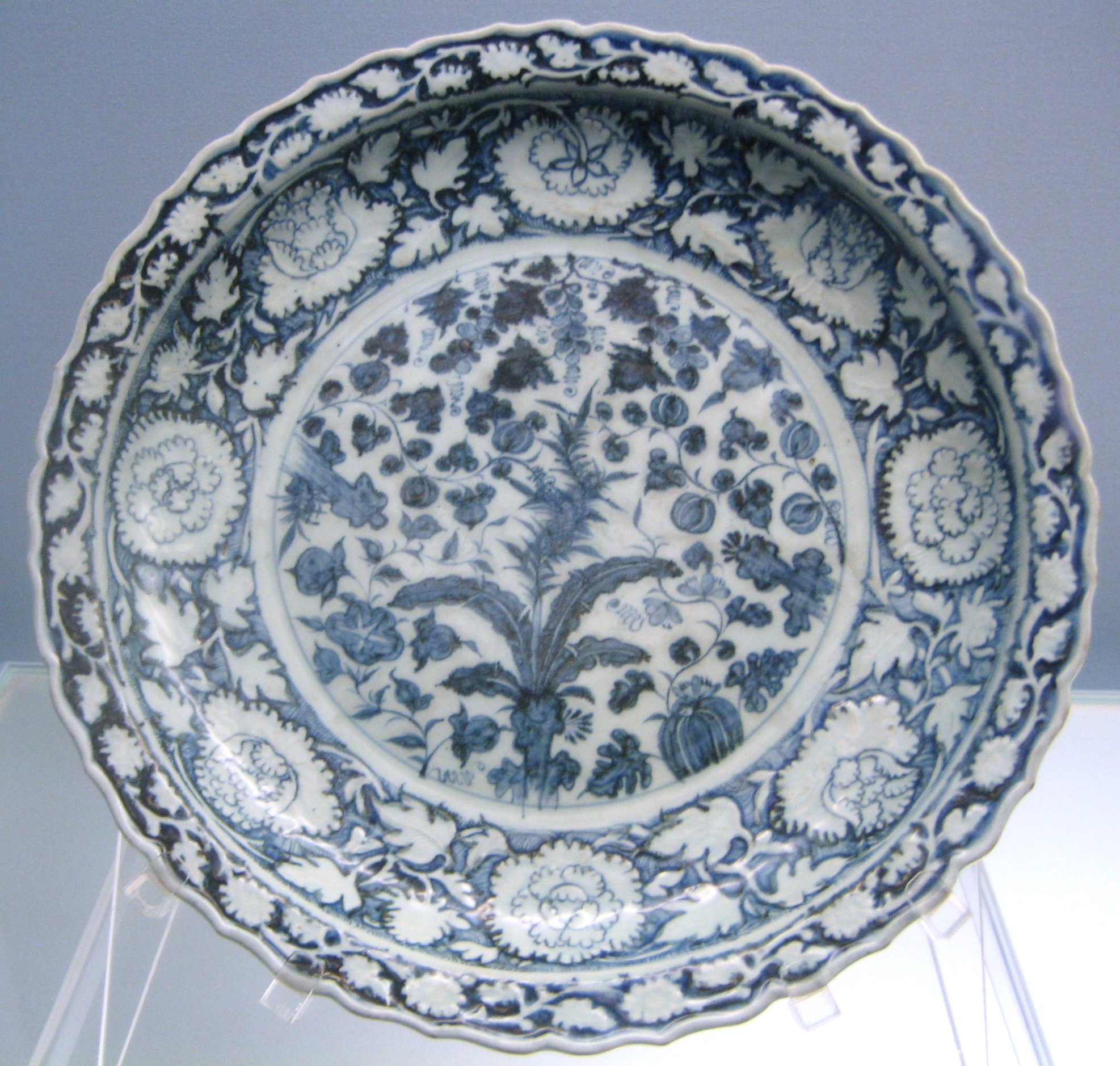
Plat, bordure à huit feuilles. Porcelaine, fond peint vernissé, décor appliqué bleu : melons, bambous, raisins. Jingdezhen, Yuan tardif. Shanghai Museum
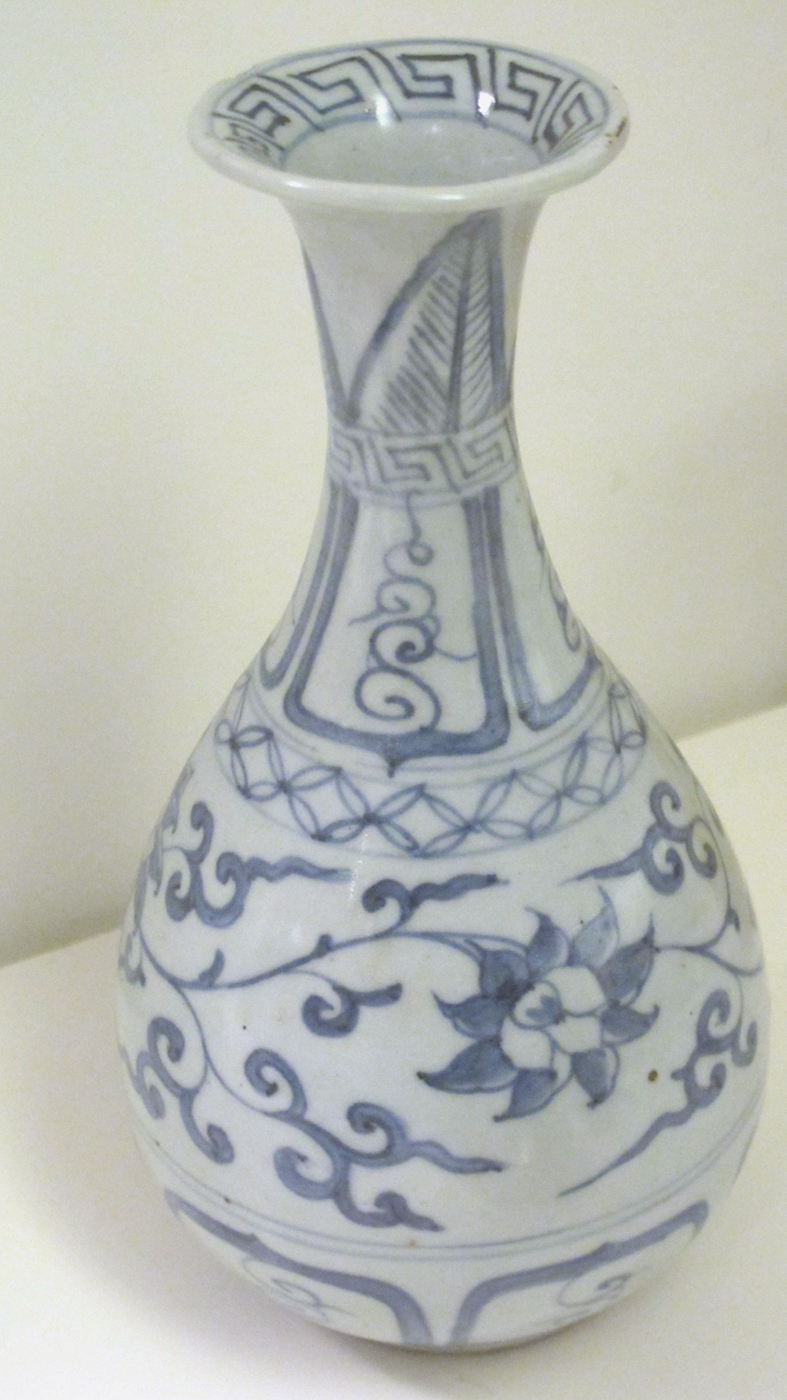
Petit vase piriforme dit yuhuchun. Jingdezhen. Dynastie Yuan, première moitié du XIVe siècle. Porcelaine blanche à décor en bleu sous couverte. Musée Guimet MA2493
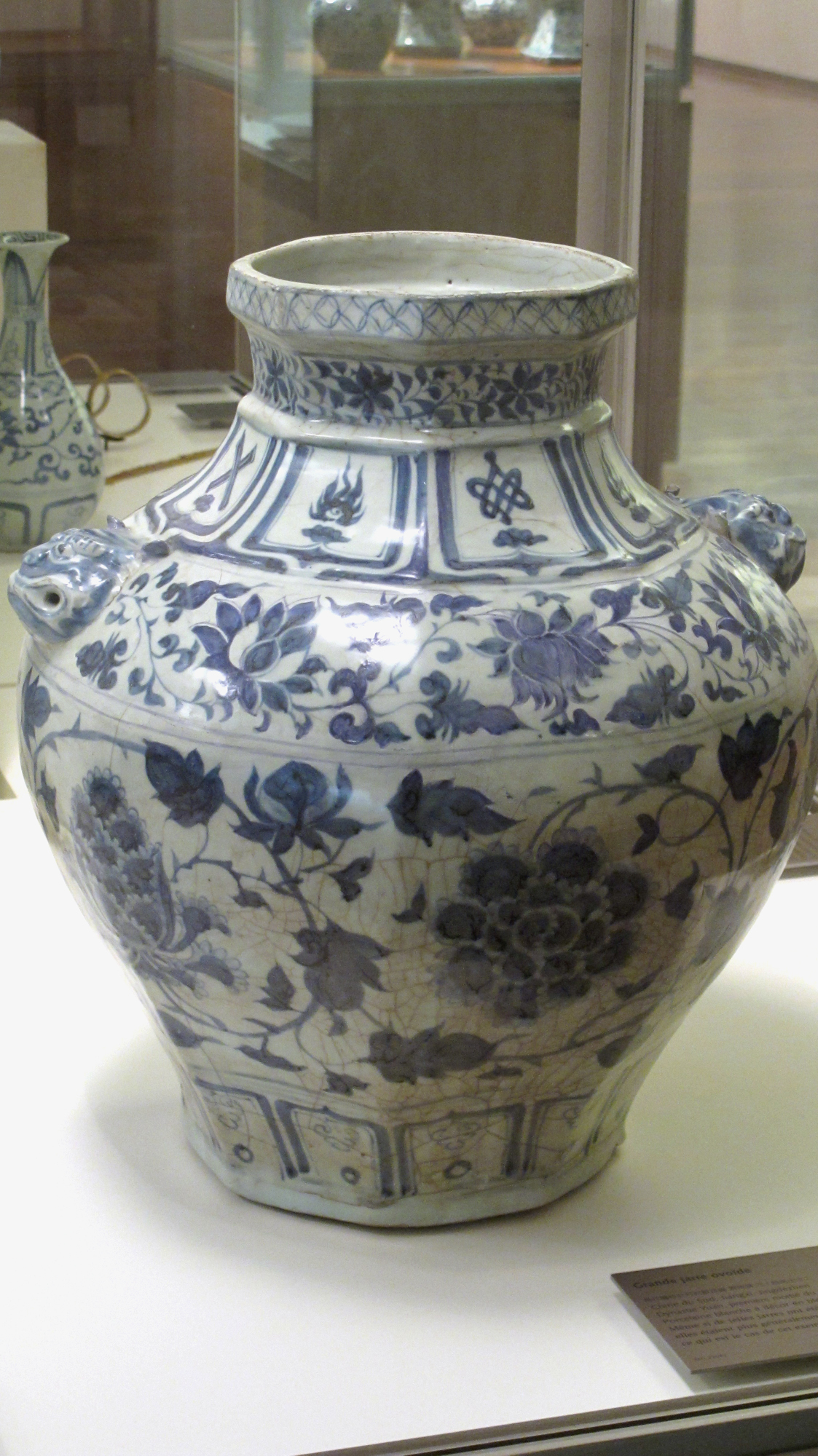
Grande jarre ovoïde, octogonale. Première moitié du XIVe siècle. Jingdezhen. Porcelaine blanche à décor en bleu sous couverte. De telles jarres étaient généralement destinées à l'exportation. Cet exemplaire fut exhumé au Viêt Nam. Musée Guimet MG23582
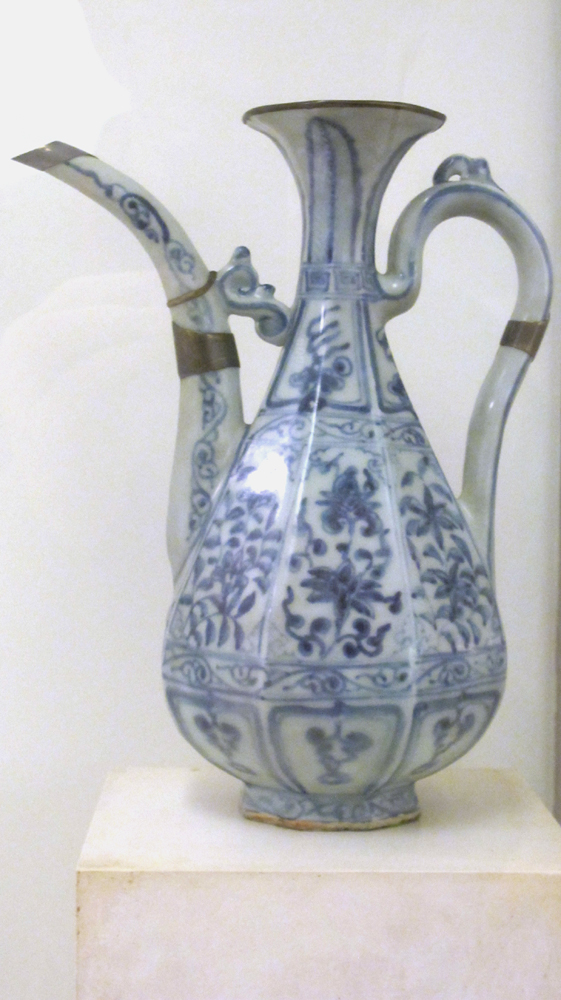
Aiguière. Chine du Sud, Jiangxi, Jingdezhen. Dynastie Yuan, vers 1335. Porcelaine blanche à décor floral en bleu de cobalt sous couverte. Musée Guimet MA5657
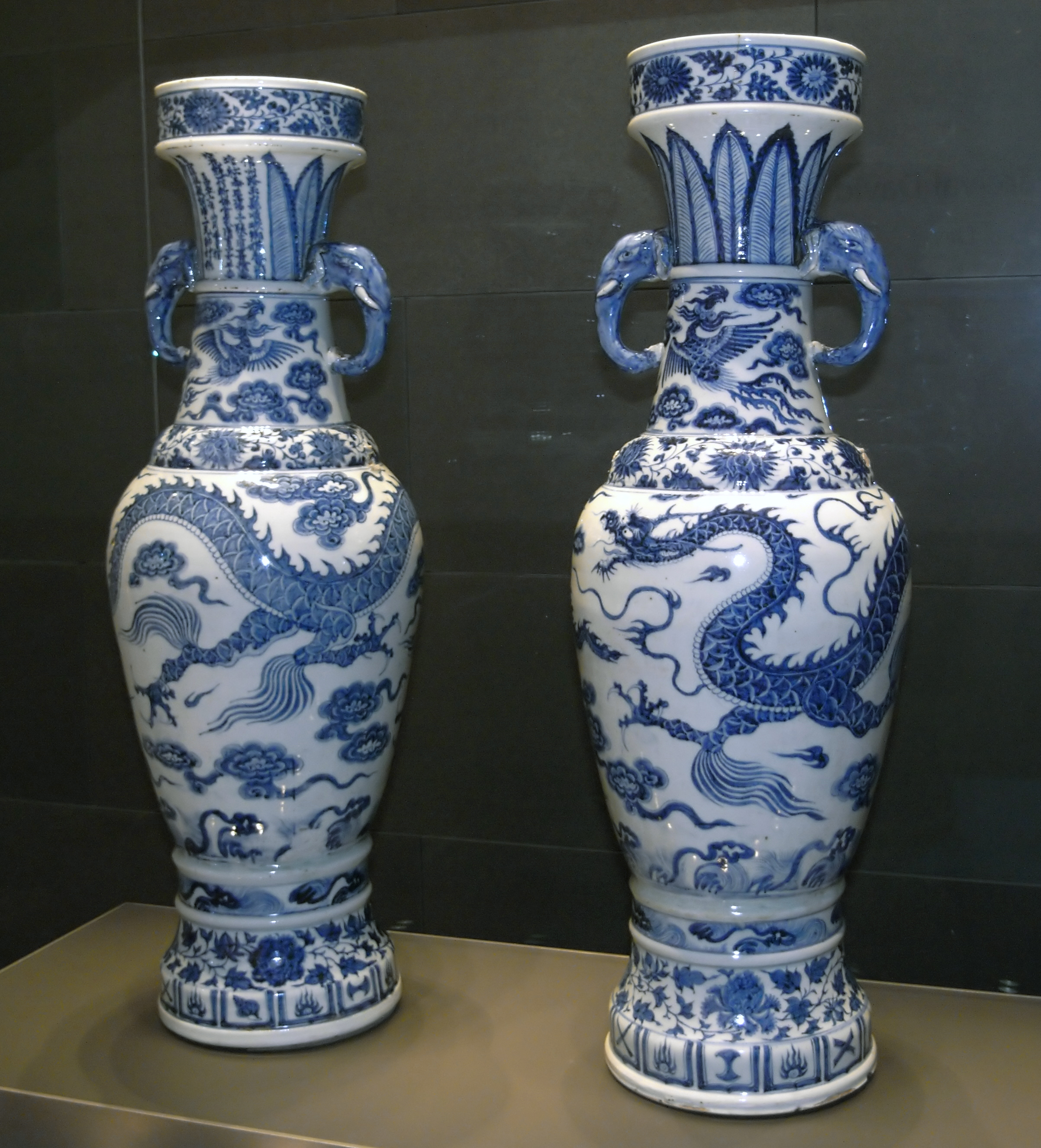
Deux vases connus en tant que David vases, datés 1351, décor bleu de cobalt sous couverte, h : 63,5 cm. British Museum.

### Ming (1368 à 1644)

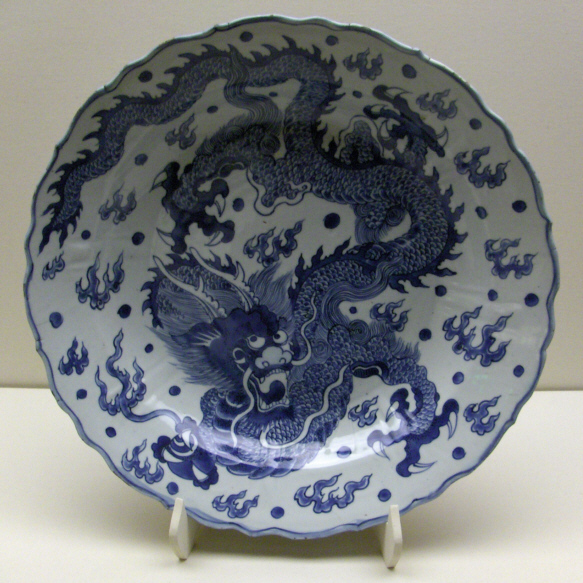
Plat de porcelaine « bleu et blanc » de la dynastie Ming, représentant un dragon
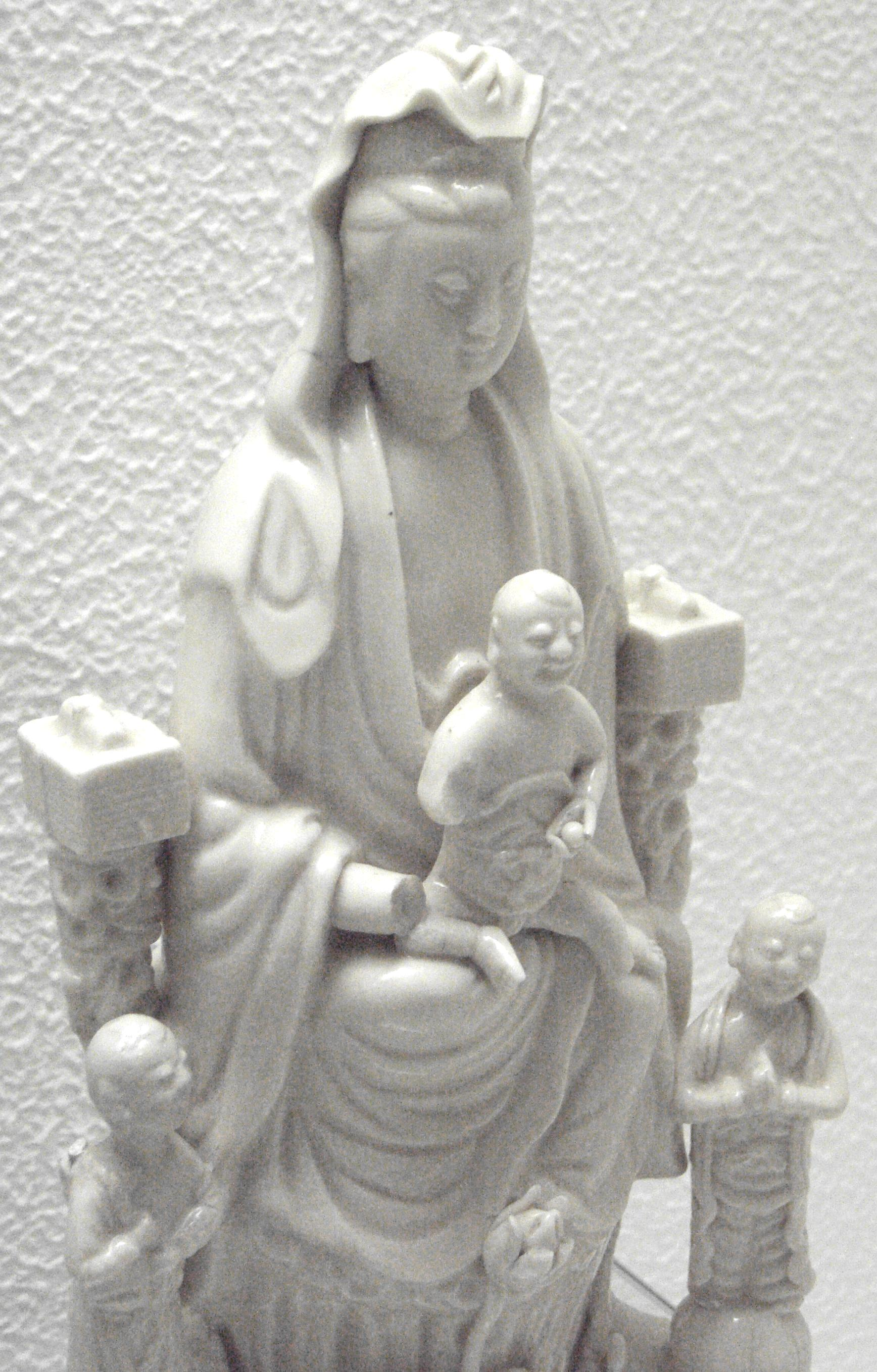
Guanyin (Bodhisattva de la Compassion) avec des enfants ; statuette « blanc de Chine » de Dehua
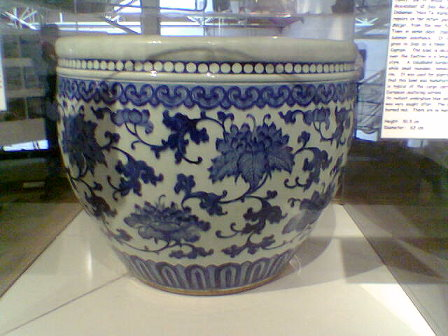
Bol de porcelaine d'époque Ming, avec un décor floral
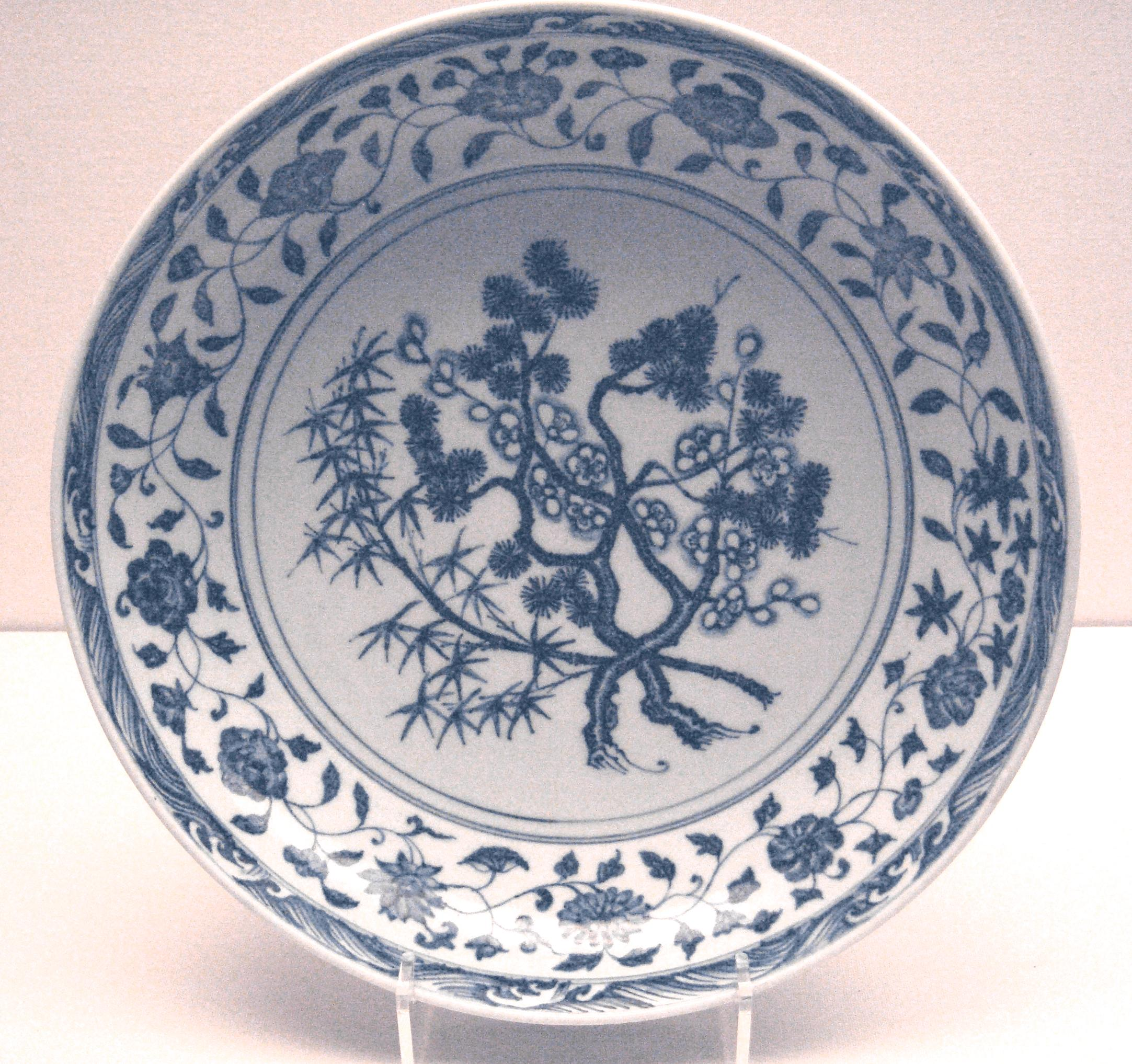
Plat de porcelaine de la dynastie Ming, avec un décor de branches d'arbre, de feuilles et une bordure florale
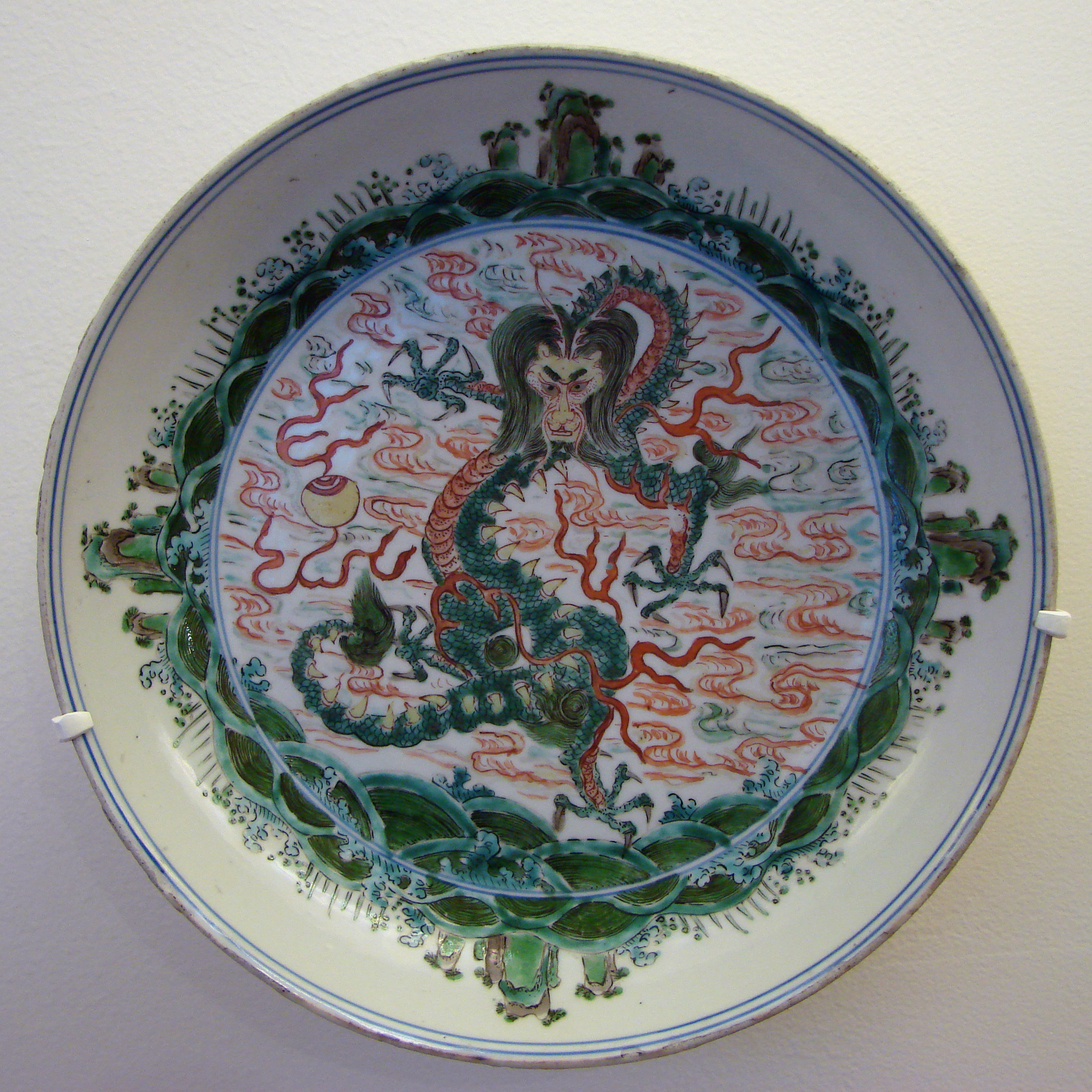
Plat de porcelaine de 1634, durant le règne de l'empereur Chongzhen (1627 - 1644)
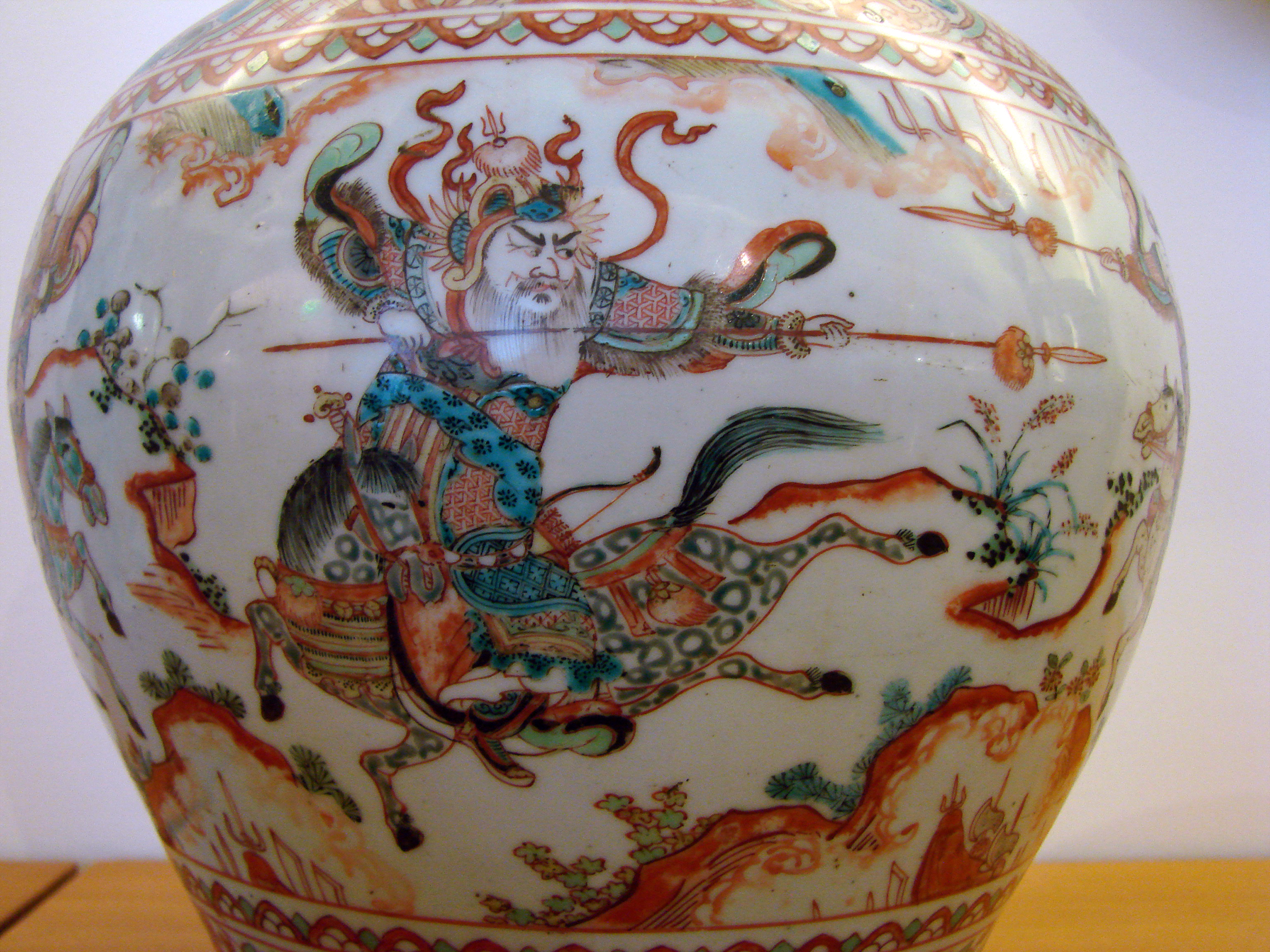
Vase de porcelaine du règne de l'empereur Jiajing (1521 - 1567)
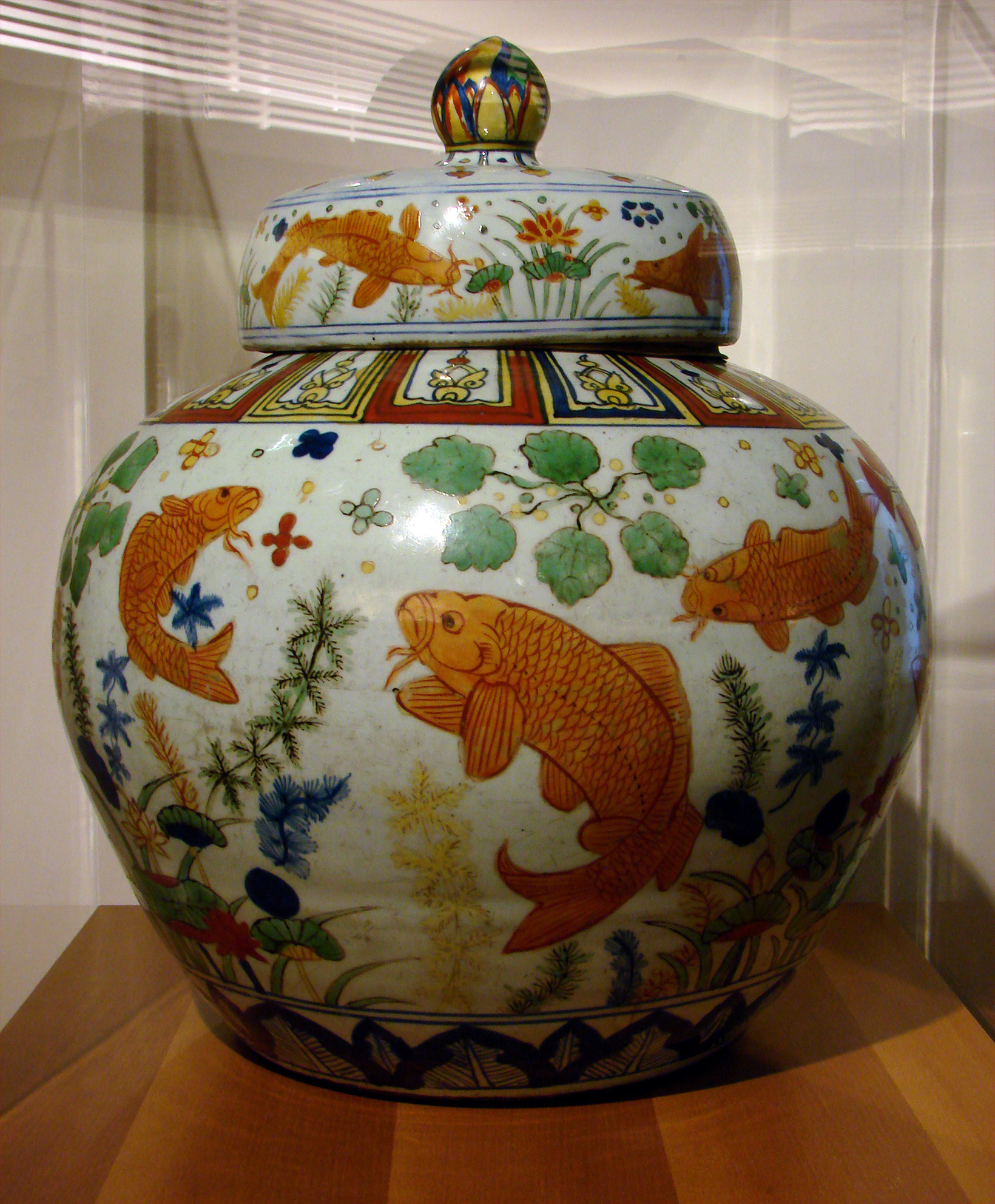
Vase Ming de style wucai, décor aux poissons rouges.
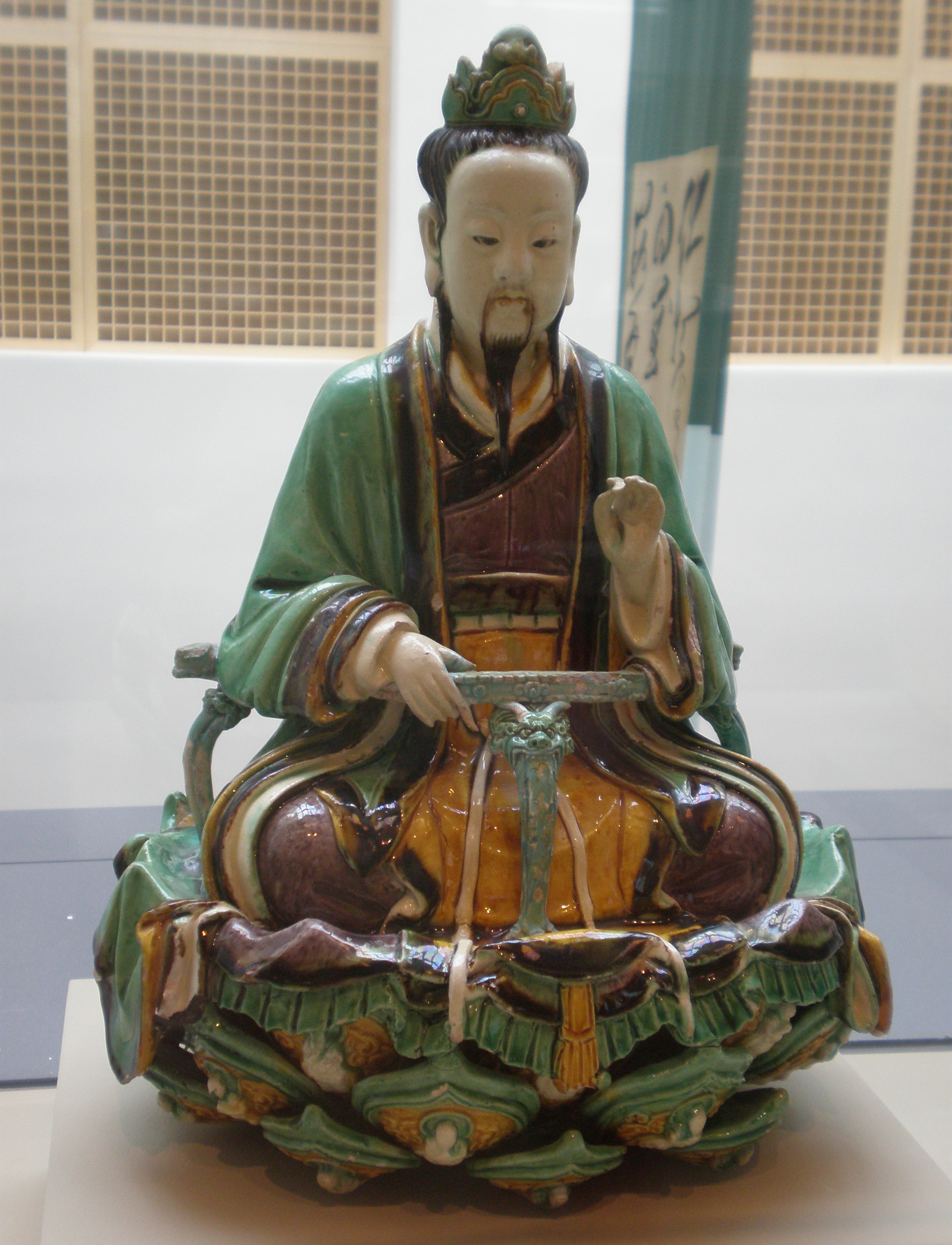
Statue de Bouddha assis, en céramique à glaçures verte et jaune, d'époque Ming
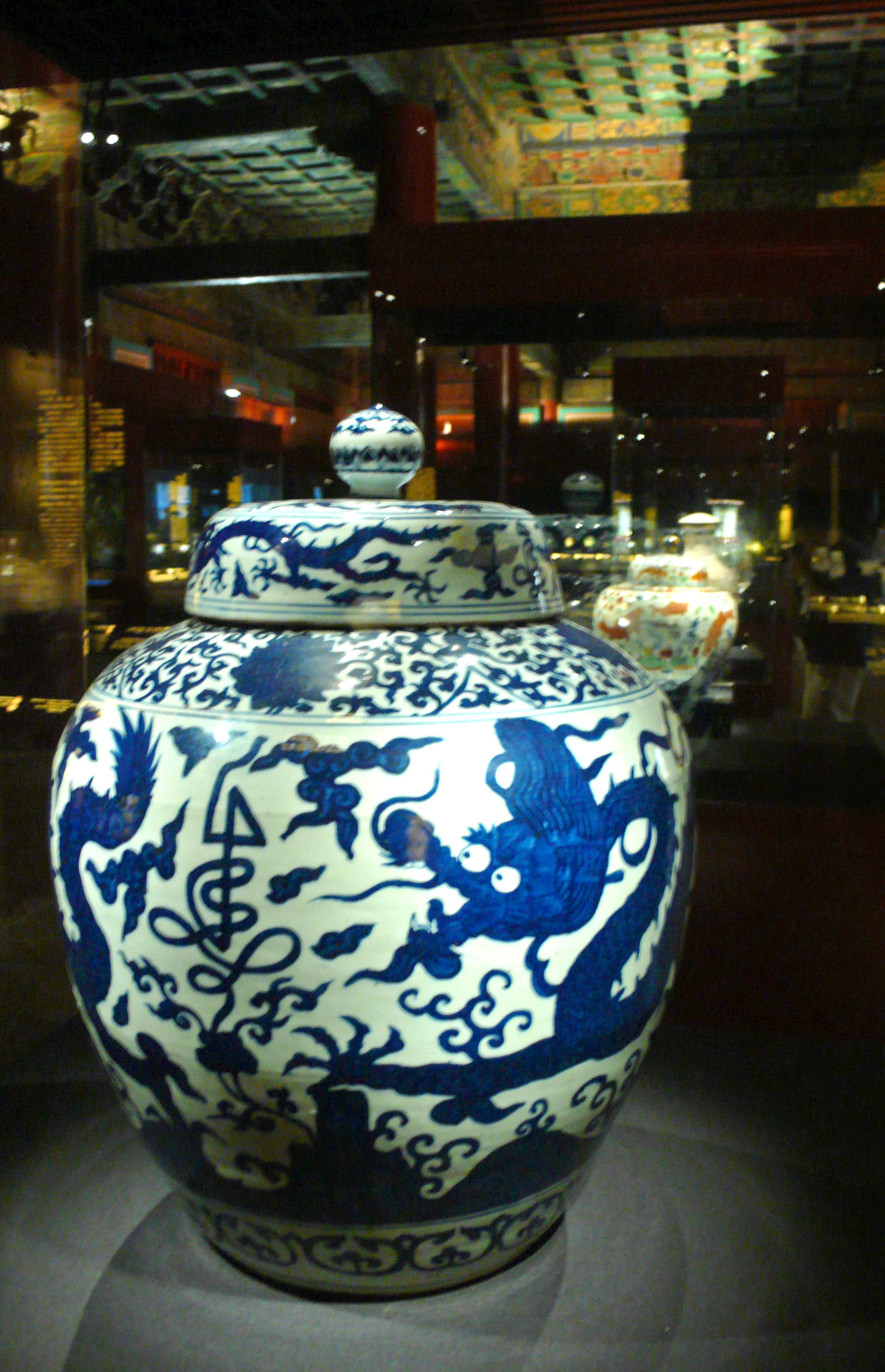
Vase bleu et blanc, avec décor de dragons et nuages, période Jiajing, Dynastie Ming, (1521-1567), Pékin.
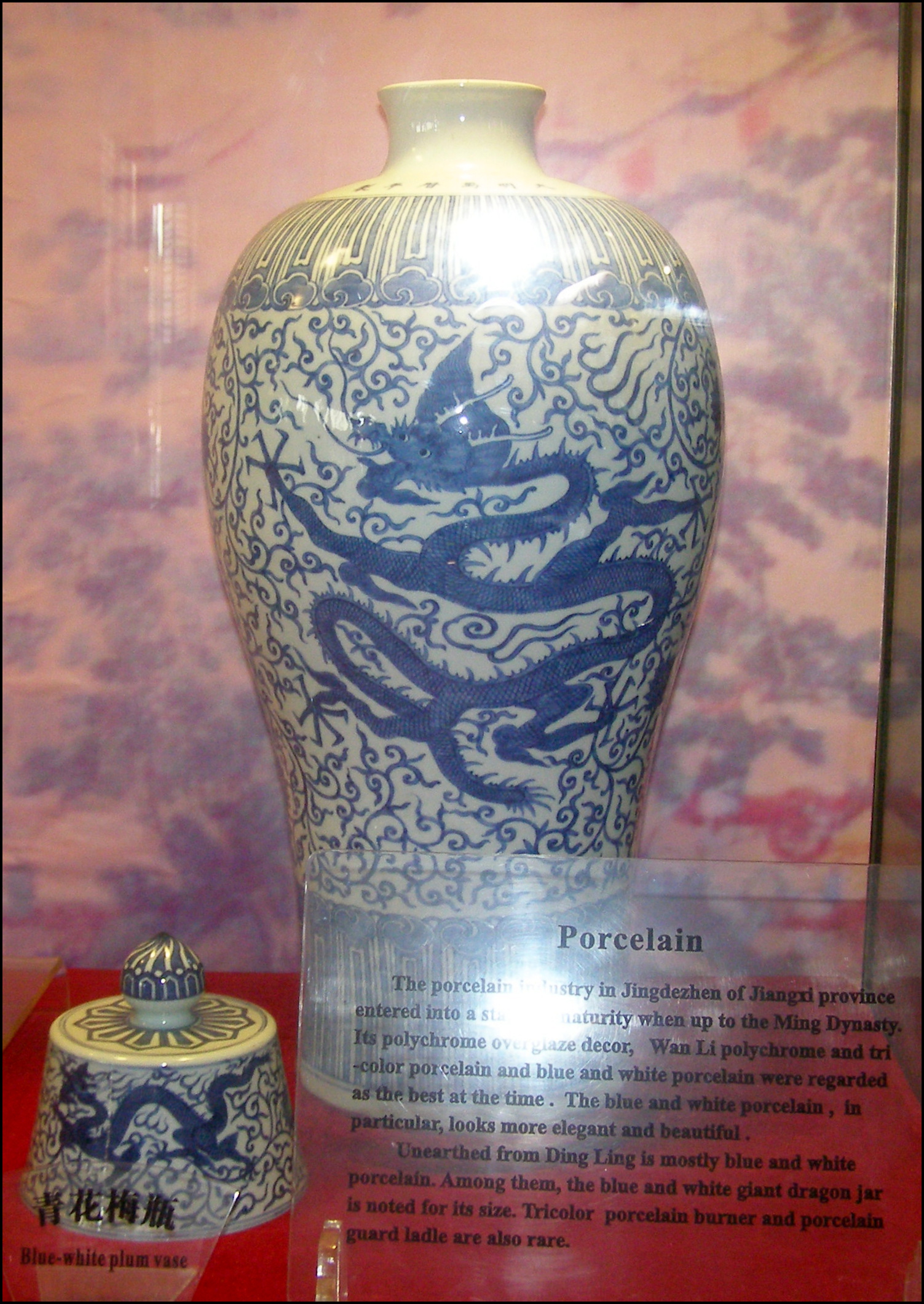
Vase Ming bleu et blanc exposé dans un musée entre Pékin et Badaling .

### Qing (1644 à 1912)

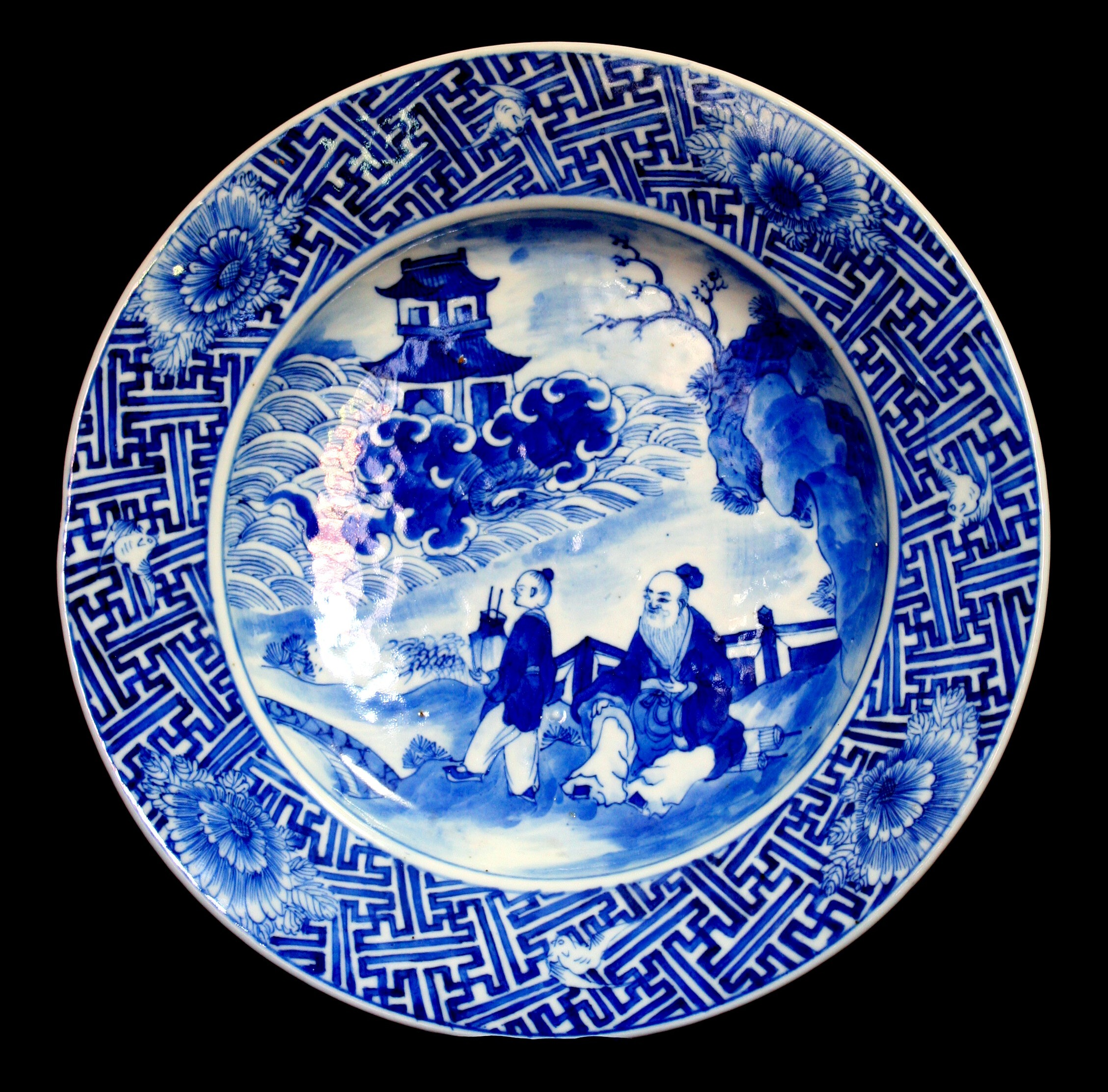
Kangxi, période de transition (1644 - 1680)
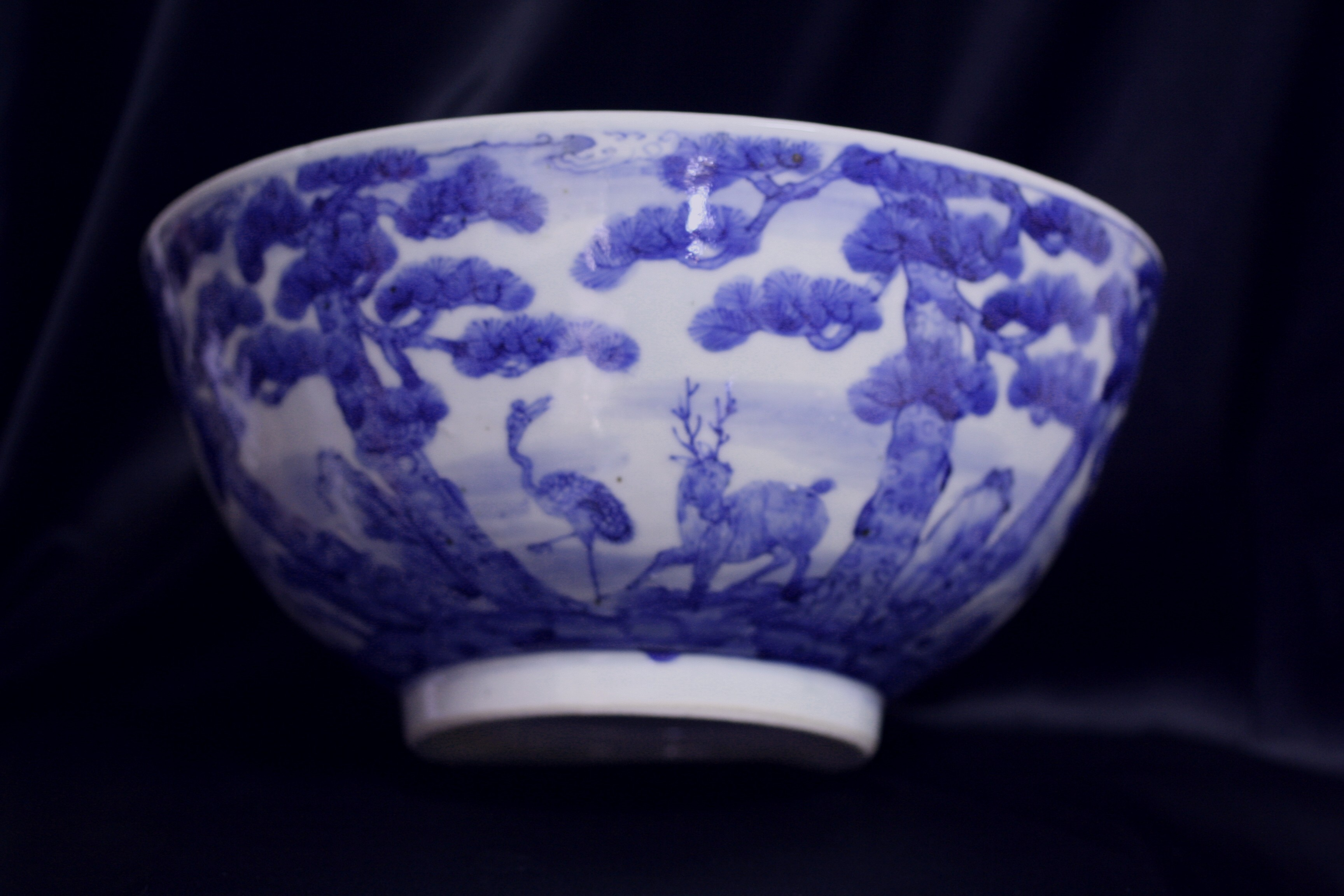
Kangxi, période de transition (1644 - 1680)
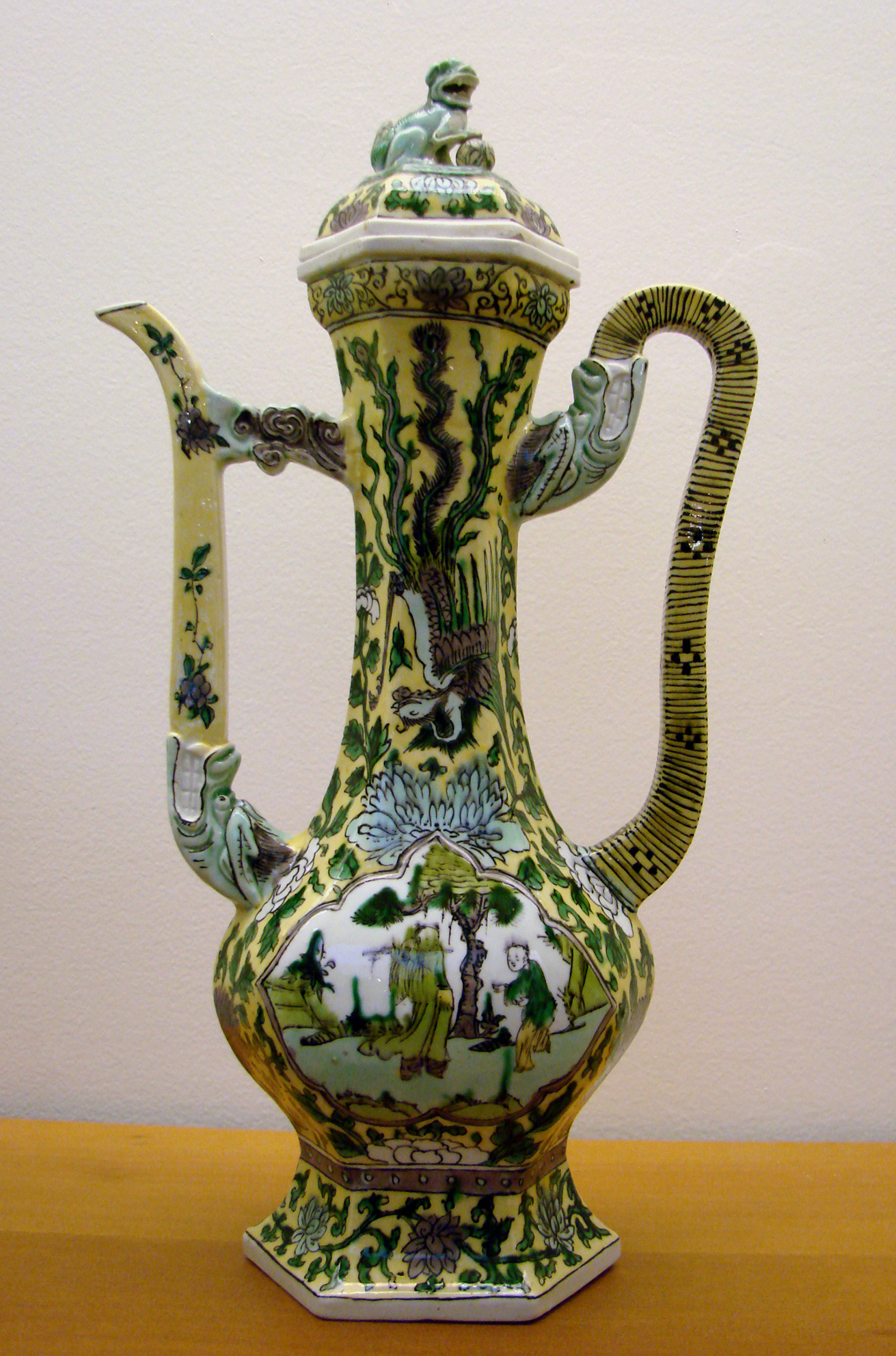
Aiguière de porcelaine à couvercle du règne de Kangxi (1661 - 1722)
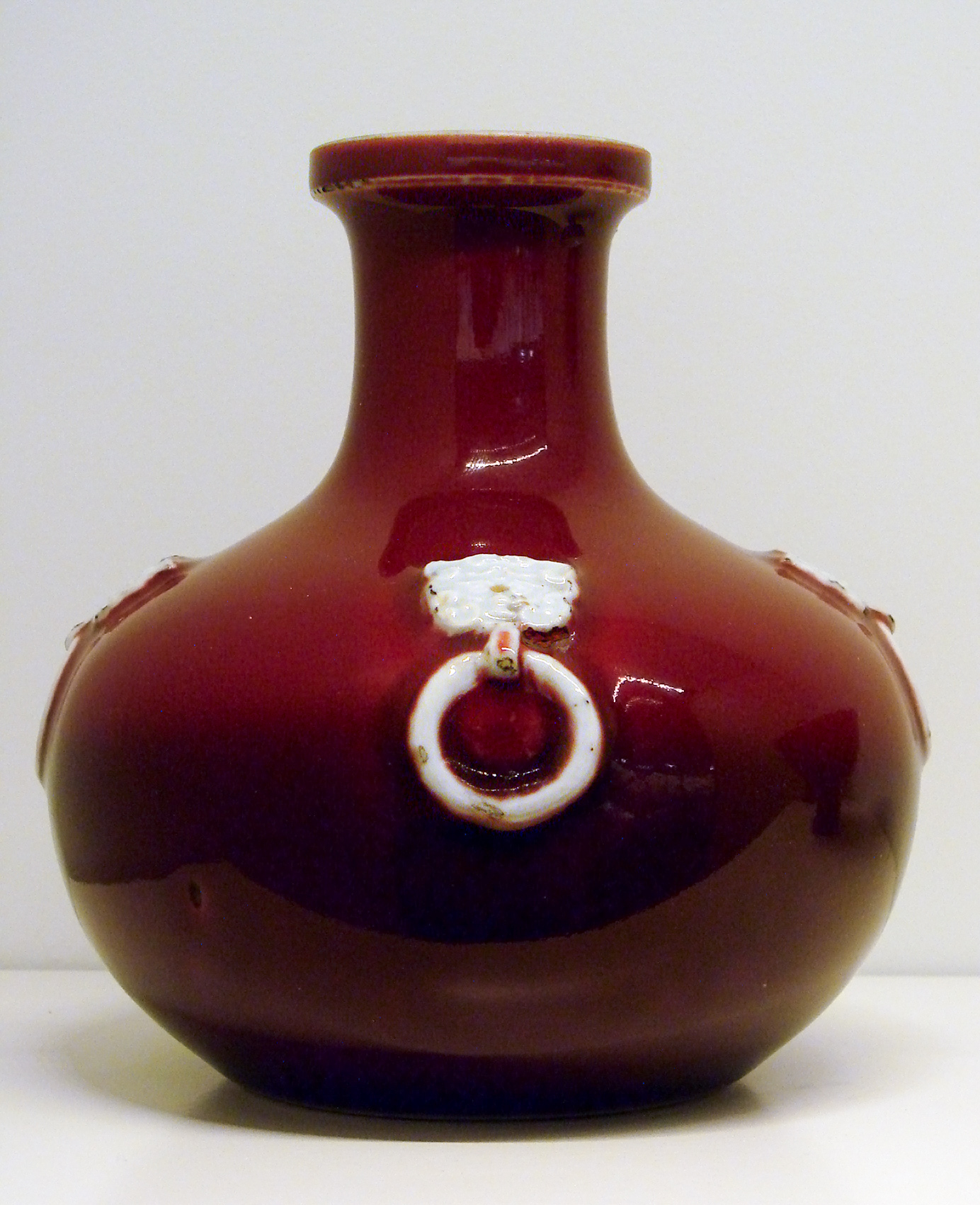
Porcelaine à glaçure rouge du règne de Yongzheng (1722 - 1735)
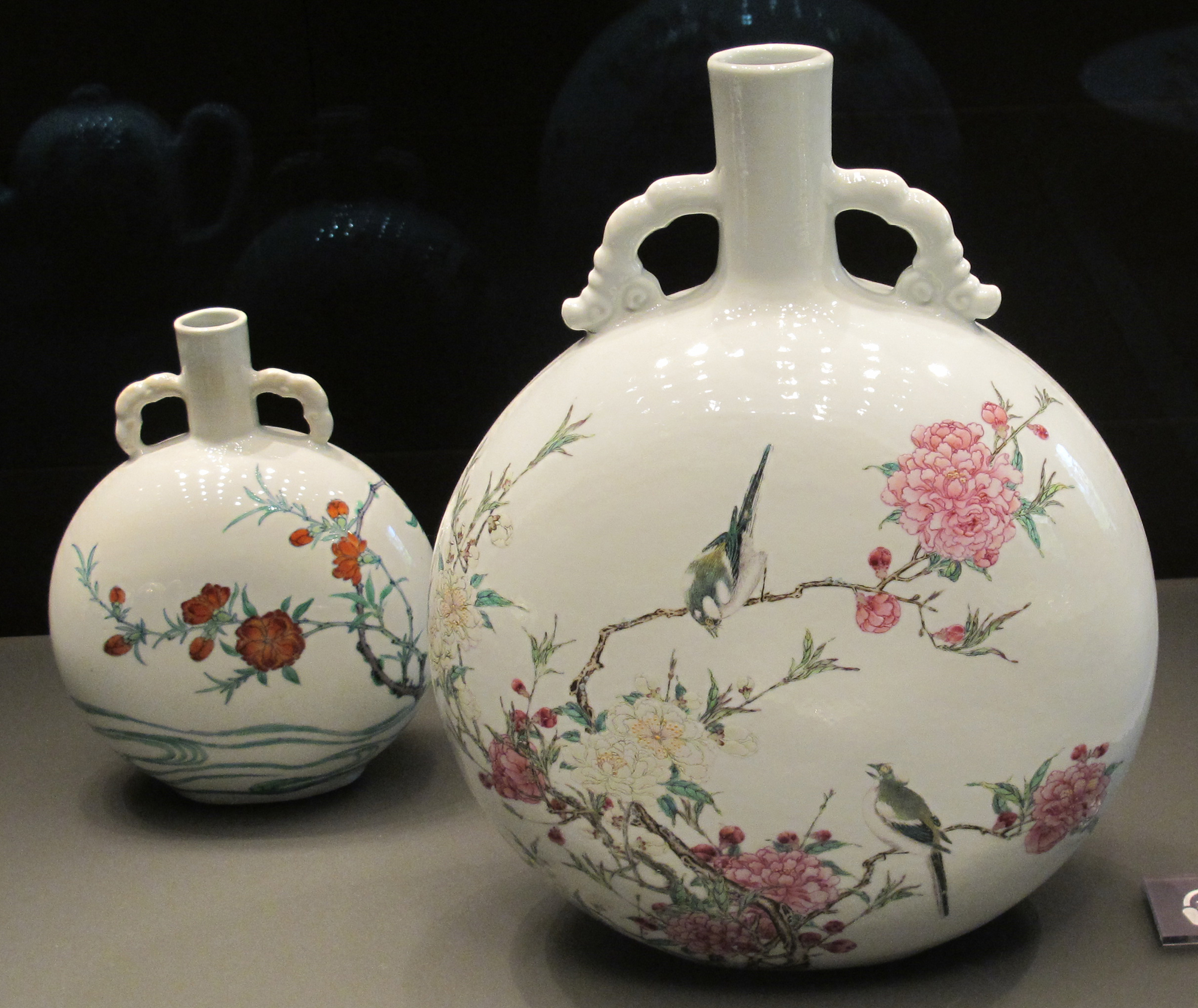
Flacons lune, doucai et fencai, avec des couples d'oiseaux sur des branches fleuries. Jingdezhen. Qing, Période Yongzheng 1723-35. H du plus grand 29,3 cm. Sir Percival David Collection, British Museum
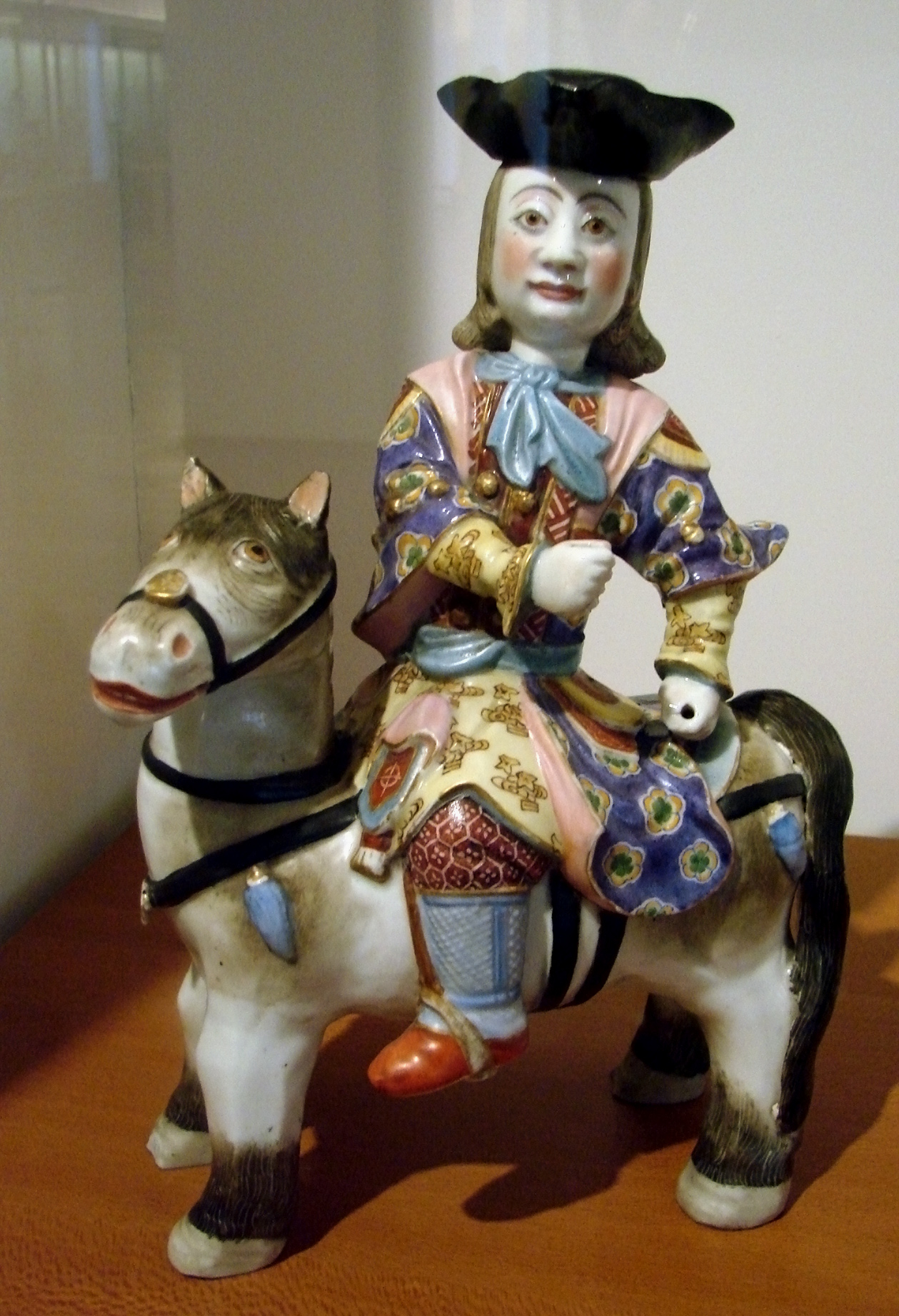
Européen à cheval, porcelaine de la première moitié du XVIIIe siècle : pièce pour l'exportation
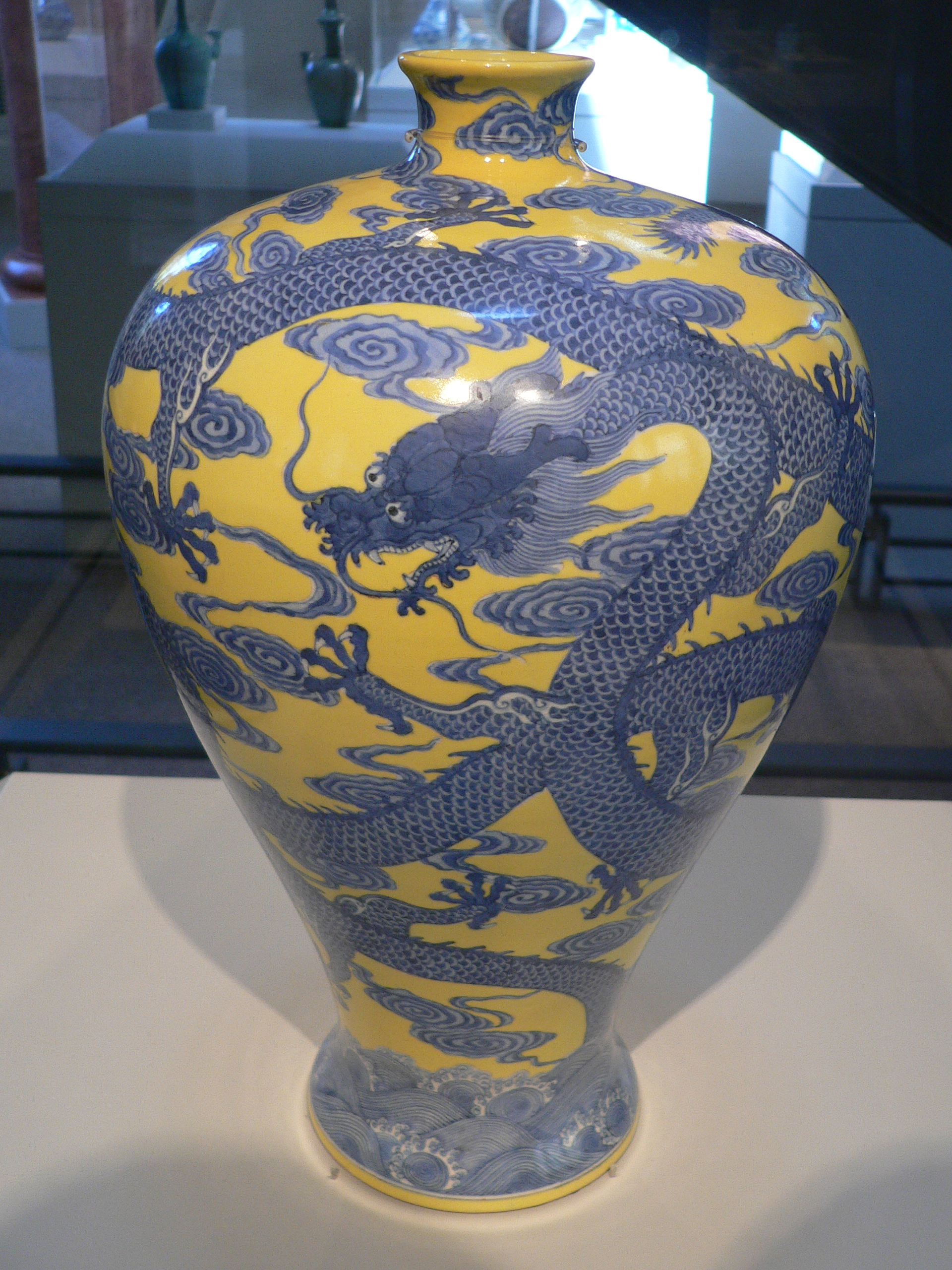
Porcelaine du règne de Qianlong (1735 - 1796)
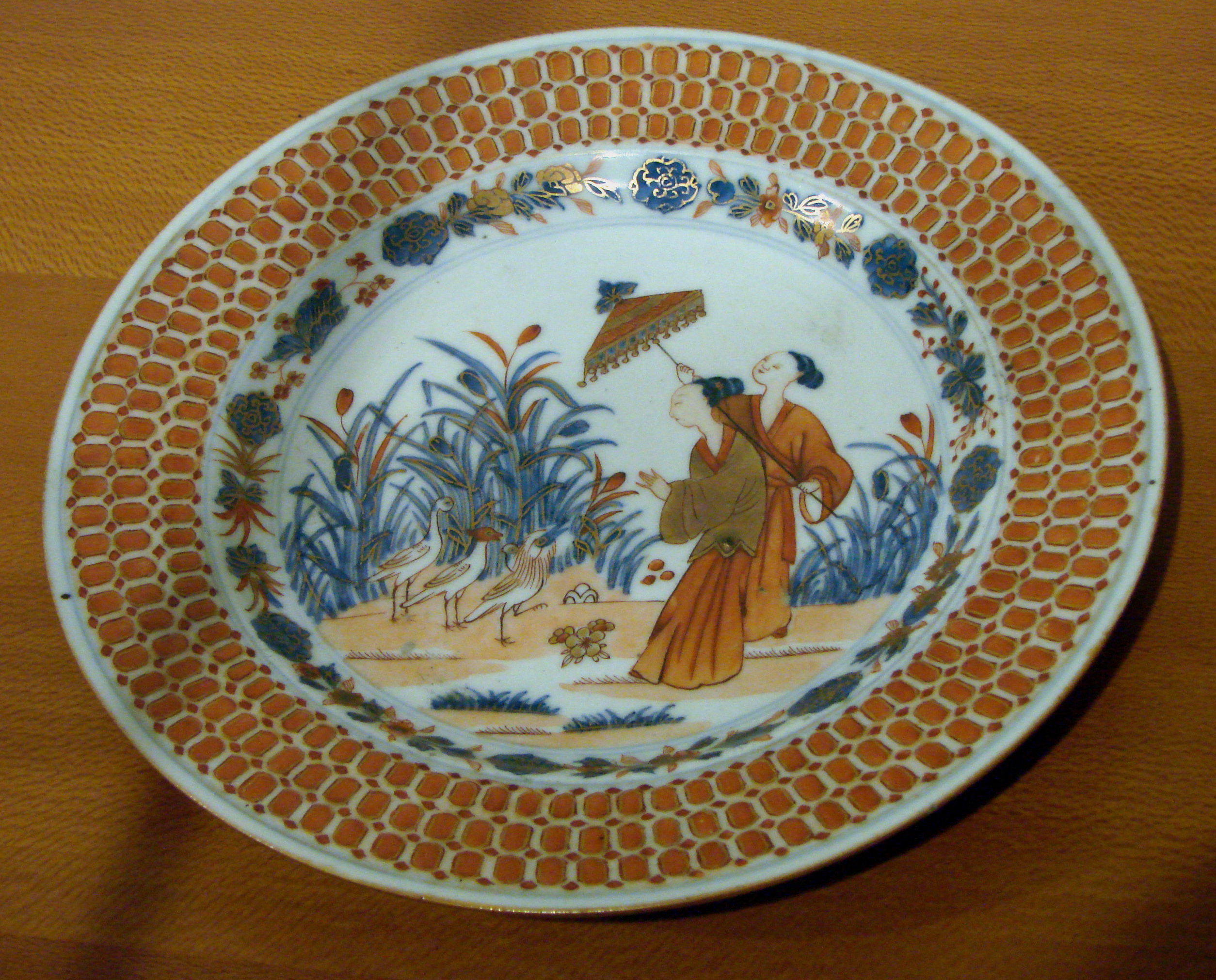
Plat de porcelaine du règne de Qianlong (1735 - 1796) : pièce de commande pour la Compagnie des Indes orientales
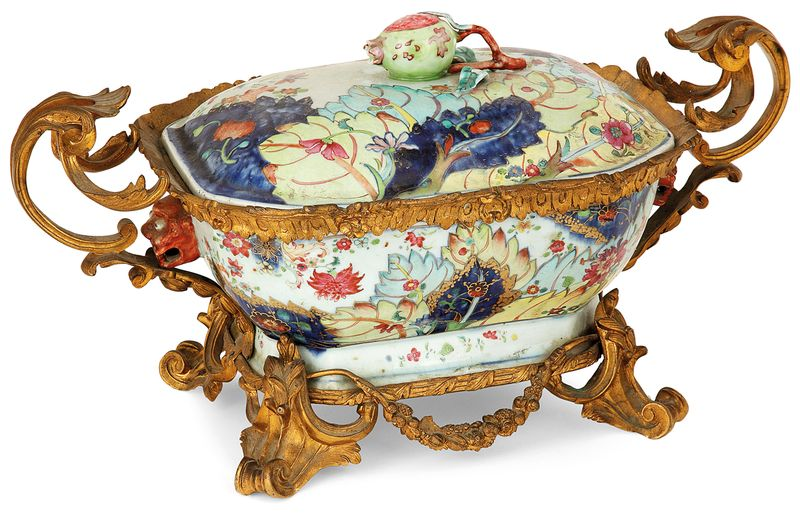
Terrine rectangulaire en porcelaine du règne de Qianlong (1735 - 1796)
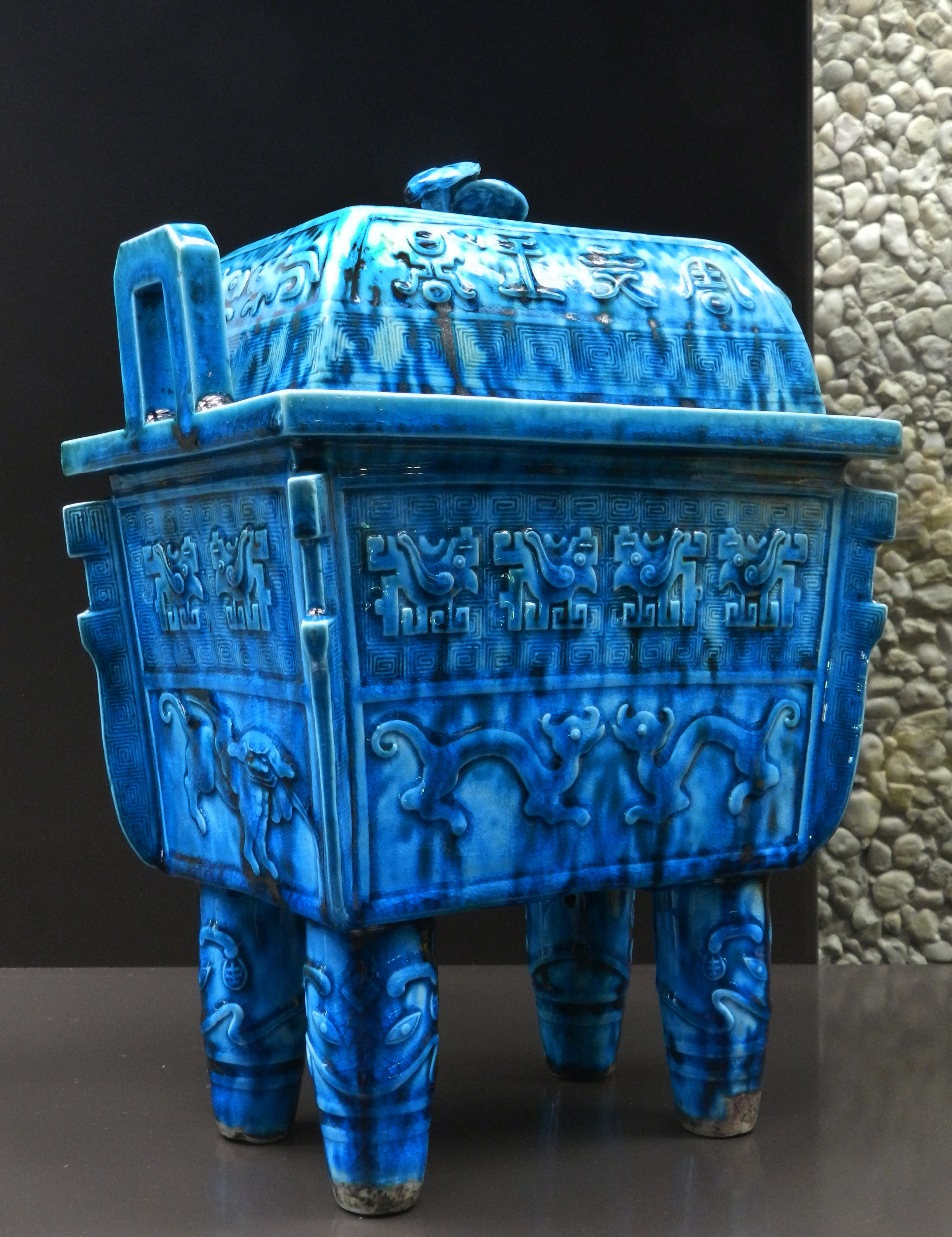
Vase rituel (fangding), porcelaine émaillée, marque Qianlong (1735 - 1796) mais probablement plus tardif (Musée royal de Mariemont)

### De la chute des Qing (1912) à aujourd'hui

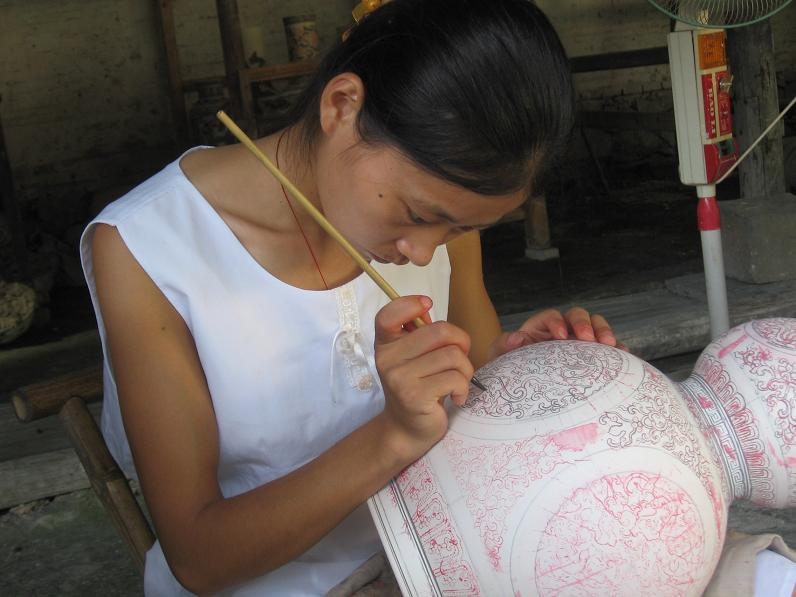
Décoration de la porcelaine à Jingdezhen, de nos jours.
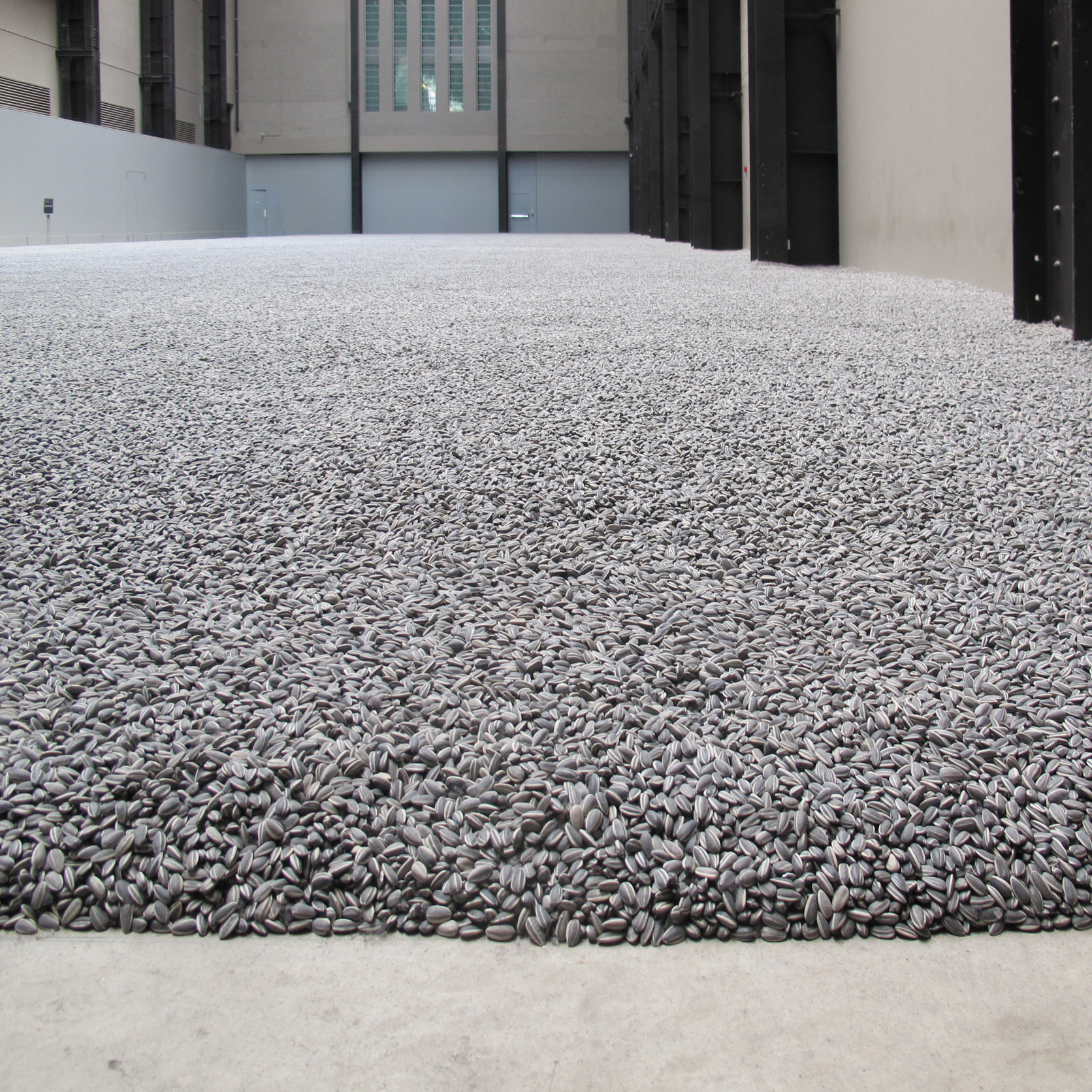
Sunflower seeds (graines de tournesol). Ai Weiwei, 2011, Installation à la Tate Modern. Des millions de petites porcelaines de Jingdezhen peintes à la main[N 26]